# Історичний центр Харкова
Історичний центр Харкова — старий район міста, з якого розпочався його подальший розвиток. У ньому розташовані більшість історичних і архітектурних пам'яток.

## Розташування
Історичний центр Харкова не має офіційних чи чітких меж. Зазвичай, він охоплює Поділ, Залопань, Нагірний район, Університетську гірку, Москалівку, Карпівку.
Через нього протікають дві великі річки: Харків та Лопань. Вони утворили невеличкі западини вздовж течій.
Найбільшими вулицями є Сумська вулиця, Полтавський Шлях, проспект Героїв Харкова і Аерокосмічний проспект.

## Історія забудови

### Часи Харківської фортеці

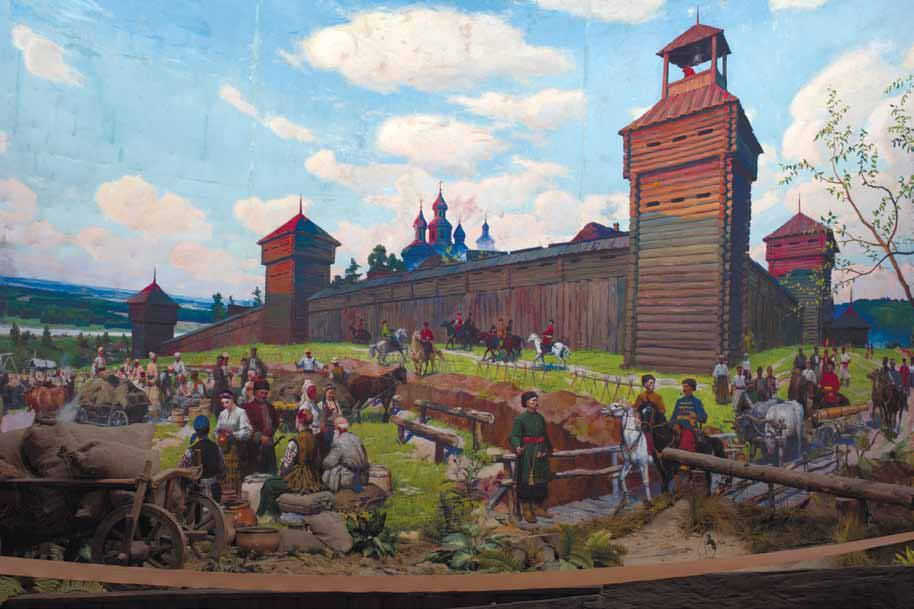
діорама «Харківська фортеця». Художники Л. Шматько, І. Карась.

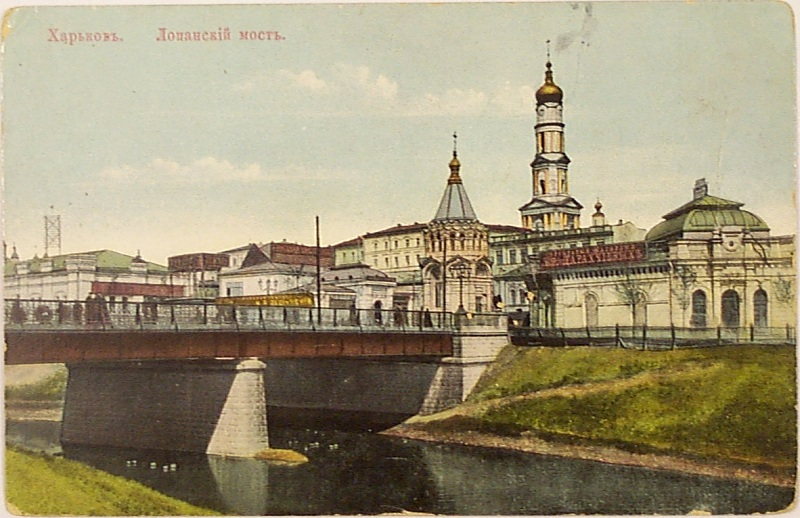
Лопанська набережна у XIX столітті

У 1650-х роках почалося активне заселення міста. Ватага українських козаків під проводом «осадчого» І. Каркача оселилася поблизу харківського укріплення. Формально Харківщина належала з початку XVII ст. до Московської держави, але тут не було жодної влади й осілого населення. З дати заснування міста, у 1654 році, воно належало Московській державі, але у внутрішні справи козацьких поселенців ніхто не втручався, і вони рядили свої справи за «черкаським звичаєм».

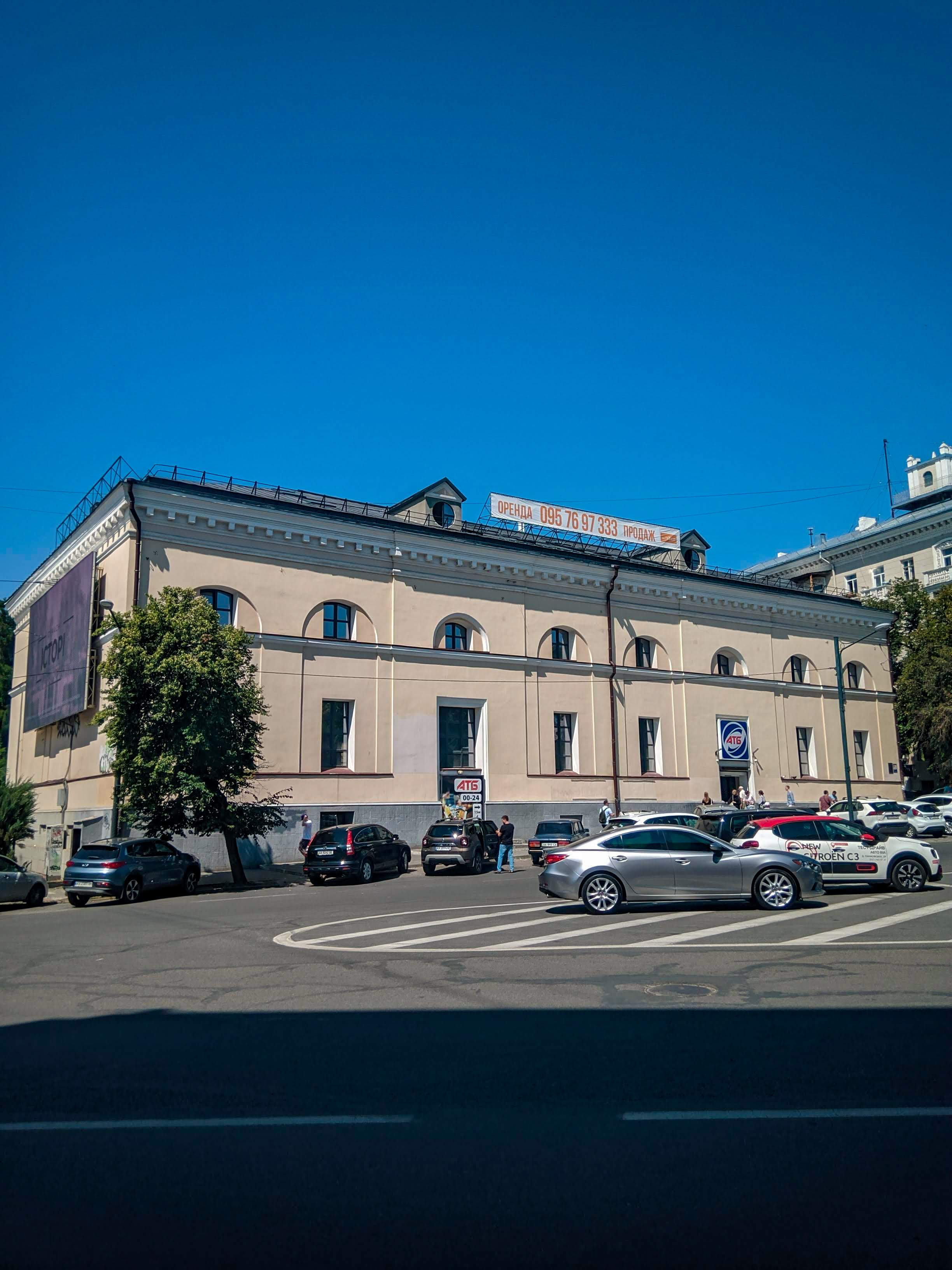
Провіантський магазин

Була побудована дерев'яна фортеця, а у 1656 році перебудована. Вона розташовувалася на місці сучасної Університетської гірки. Мала дерев'яні стіни, прямокутну форму, 10 башт: 3 надворітних, 3 проміжних та 4 кутових. За північною стіною фортеці було побудовано спочатку дерев'яну, а у 1689 році кам'яну Покровську церкву. Всередині та навколо фортеці будувалися кам'яні та дерев'яні будинки. Жоден з них не зберігся. У 1709 році фортеця офіційно втратила військове призначення, а наприкінці XVIII століття вона була розібрана. До цього було побудовано ще одну споруду часів фортеці, що зберігалася до нині — провіантський магазин. Він був збудований у 1785—1787 роках. Архітектор будівлі: П. Ярославський. Споруда первісно призначалась для збереження збіжжя. Будівля збудована з червоної цегли, потинькована, фасад максимально простий та розфарбований у жовто-сірі кольори.

### Російська імперія
Під час правління на землях Харківщини Російської імперії, місто активно розбудовувалося українськими та закордонними архітекторами: Віктором Величком, Олексієм Бекетовим, Олександром Гінзбургом, Ярославським П. А., Олександром Ржепішевським, Томсоном М. А. тощо. При будівництві застосовувалися сучасні будівельні технології та методи. Садиби, прибуткові, житлові, торгові будинки багато та пишно оформлювалися. Фасади і приміщення виконувалися у багатьох різних стилях.

### Радянський союз

#### 1917—1941

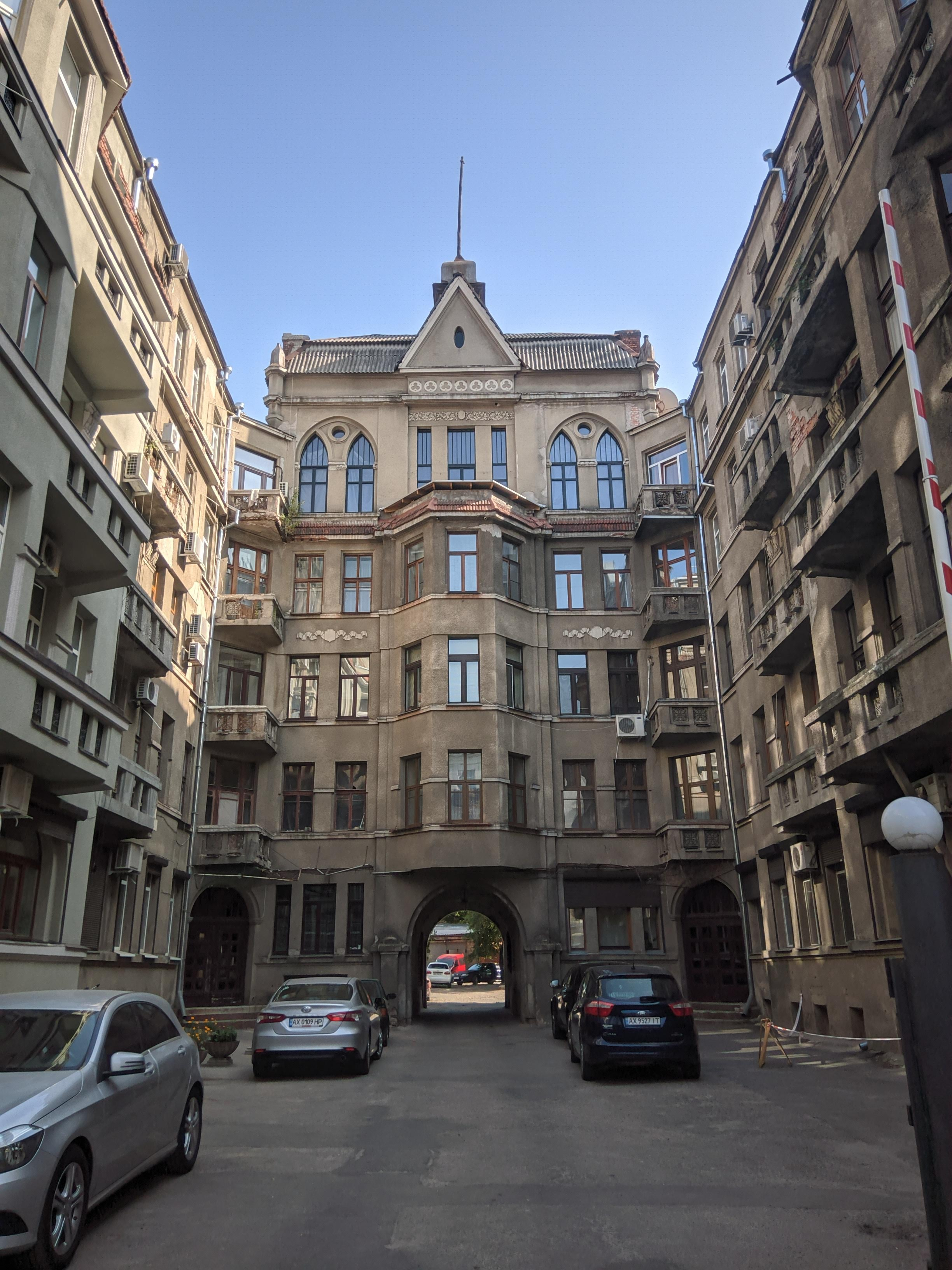
Будинок «Червоний Банковець» (1928)

Під час визвольних змагань 1917—1921 рр. у Харкові декілька разів змінювалася влада. Через тодішню хаотичність ні червоні, ні білі, ні УНР не могли сильно вплинути на архітектурний ансамбль міста. Серйозні, здебільшого руйнівні втручання в історико-архітектурну спадщину міста та області почалися після встановлення радянської влади. У 1920—1930-х роках історична забудова зазнала значних видозмін. Через нестачу житлових та офісних приміщень, було надбудовано і реконструйовано багато будинків у центрі. Серед них такі відомі будівлі:
- Прибутковий будинок Глаткого (майдан Конституції, 11; 1900 рік; у 1930-х надбудовано на 2 поверхи)[3]
- Будівля Російсько-Азійського банку (вулиця Сумська, 1; 1910 рік; надбудовано у 1926 році)[4]
- Будівля міськради (майдан Конституції, 7; 1885 рік; реконструйовано у 1932 і 1950 роках)[5]
- Будівля земства (вулиця Сумська, 64; 1900; реконструйовано у 1931; зруйновано у 1942)[6]
- Будинок Бойка (вулиця Мироносицька, 44; 1914; надбудовано у 1930-х)[7]
- Будинок Укше (майдан Конституції, 16; кінець XIX століття; реконструйовано у 1930-х)[8]
- Особняк Бекетова (вулиця Дарвіна, 17; 1903 рік; реконструйовано у 1930-х)[9]

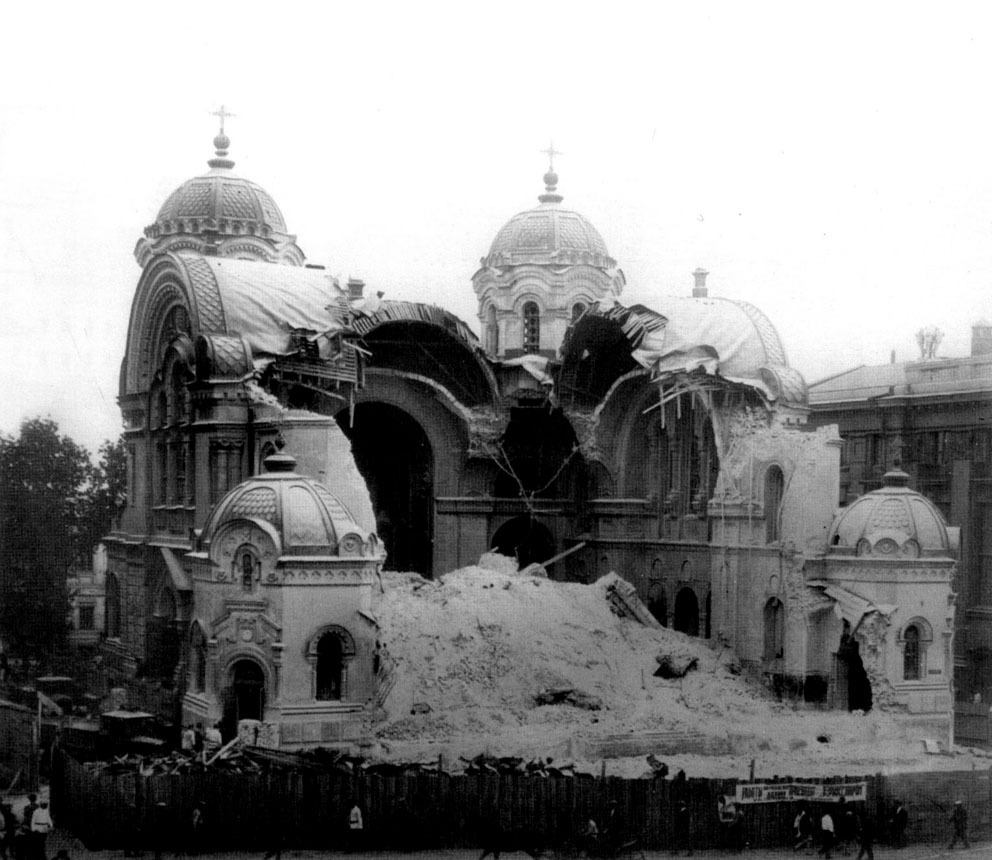
Руйнування Миколаївського собору більшовиками в 1930

У 1930 роках були закриті усі релігійні заклади міста. Було зруйновано багато церков і капличок:
- Миколаївський собор (майдан Конституції; 1896 рік; підірваний у 1930 році для реконструкції трамвайних колій)
- Каплунівська церква (вулиця Манізера; початок XX століття)
- Вознесенська церква (майдан Оборонний Вал; 1865 рік; перебудовано у 1930-х)
- Воскресенський храм (майдан Ірини Бугримової; 1857 рік; зруйновано у 1922 році)
- Різдвяна церква (Різдвяна вулиця; XIX століття; зруйновано у 1930-х)
- Мироносицький храм (вулиця Сумська; 1911; зруйновано у 1930-х)
- Олександро-Невську каплицю (Сергіївський майдан; розібрано у 1920—1930-х роках)

У районі Ветеринарної площі (сучасний майдан Свободи) було збудовано «новий» центр, спроєктовано та зведено відомий архітектурний ансамбль майдану, Держпром і район Задержпром'я за ним. Всі будівлі виконані у стилі конструктивізм, мають прості геометричні форми та фасад.

#### 1941—1991

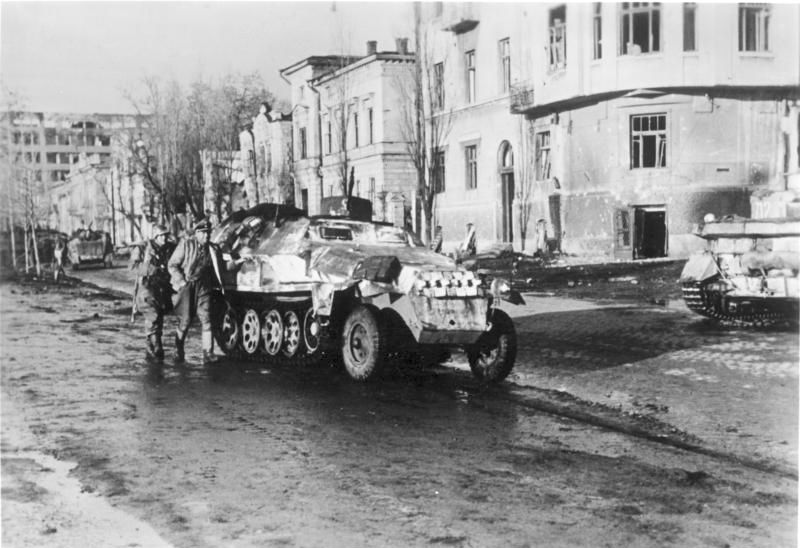
Харків під час Другої світової

Під час Другої світової війни історичний центр міста зазнав значних руйнувань. Було зруйновано будівлі XVIII, XIX, XX століть. Найвідомішими серед них є: Будинок Дворянського зібрання, пасаж Пащенко-Тряпкіна, будівля ЦК КП(б)У, будинок червоної армії, будівля інституту шляхетних дівчат, готель Метрополь тощо. На Привокзальному майдані було наново збудовано вокзал.
Після Другої світової війни був розроблений проєкт повної реконструкції історичного центру між річкою Харків та Лопань. Його було частково втілено при відновленні району, але не завершено через боротьбу з надмірностями в будівництві. Ці пишні будівлі мають багаті на деталі фасади. Було перебудовано у новому стилі деякі будівлі на майдані Свободи; на місці зруйнованої у роки війни ЦК КП(б)У зведено нову будівлю (сучасна будівля ХОДА).

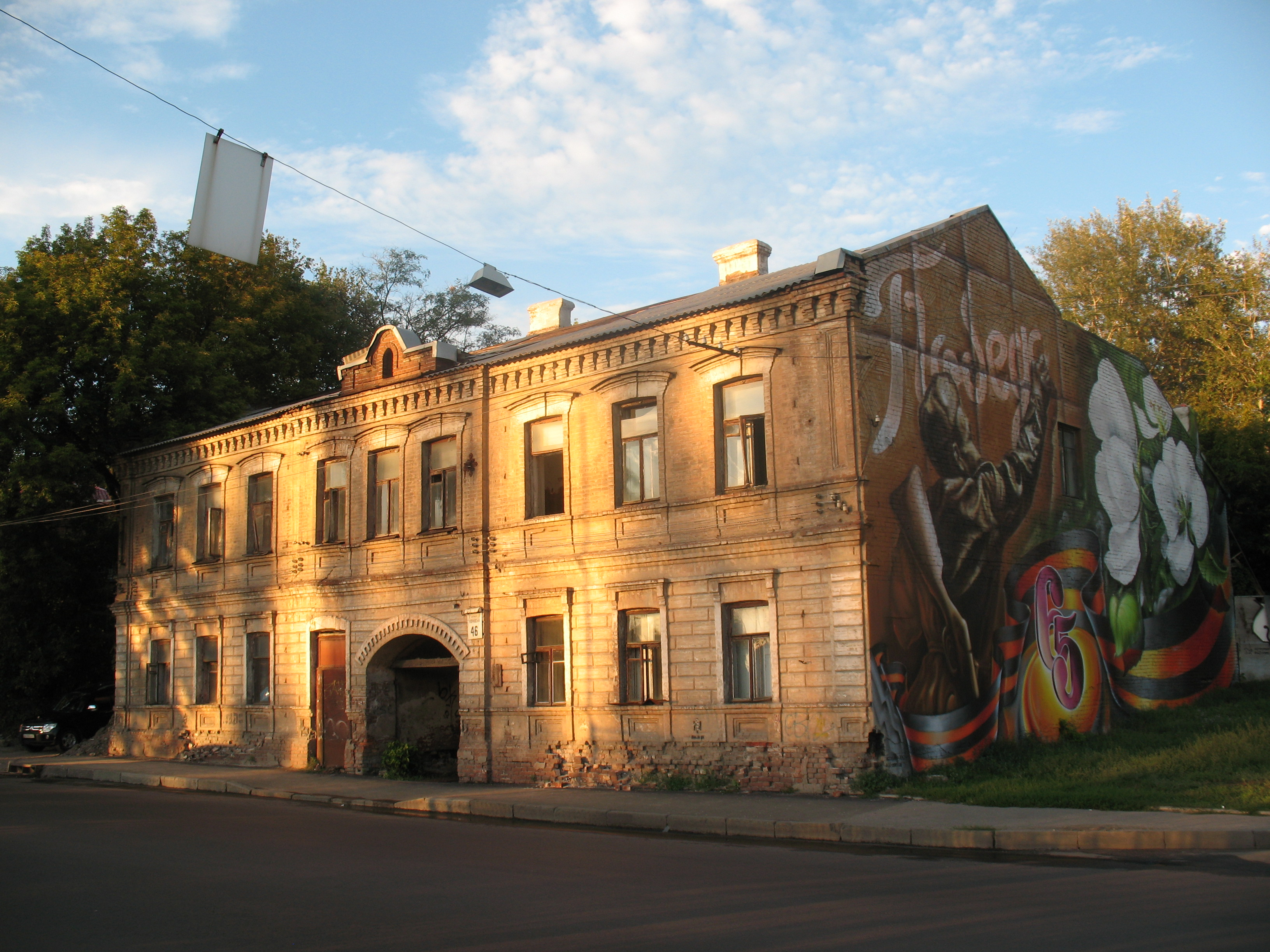
Зруйнована історична будівля на Клочківській

У 1960—1990 роках було реконструйовано декілька вулиць. Більша частина старих будівель на них була знесена, а ширина вулиць збільшена. Це можна побачити на прикладі Клочківської вулиці, де до реконструкції від Сергіївського майдану і до Клочківського узвозу тягнулася мережа будівель XIX і XX століть. З десятків старих будівель уціліли лише 9. У 1960-х також знесено декілька відомих споруд: Харківський тюремний замок (Зброярська вулиця; XIX століття) і Михайлівську церкву (1787 рік; підірвано у 1960-х).

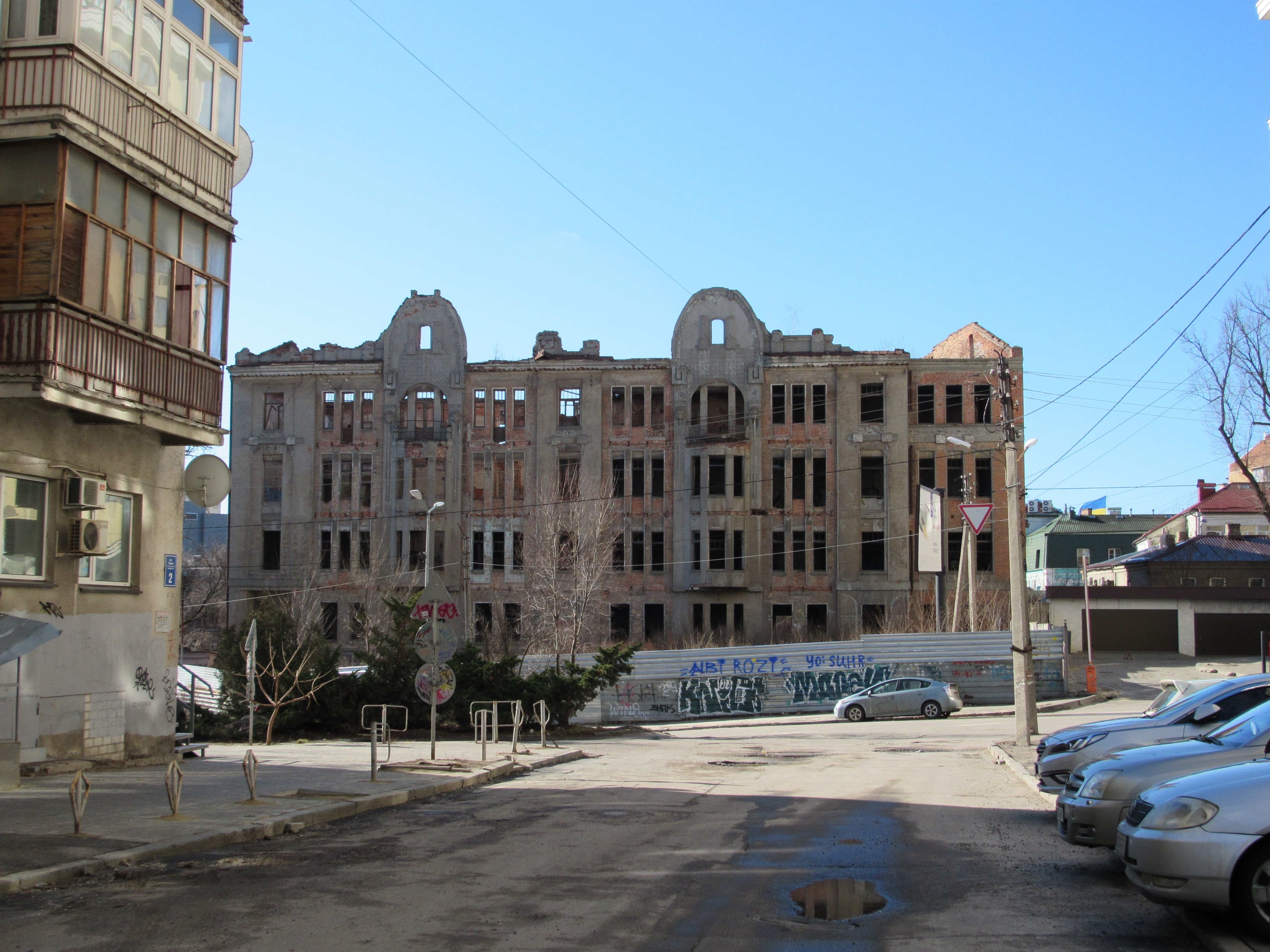
Зруйнована будівля

### Незалежність

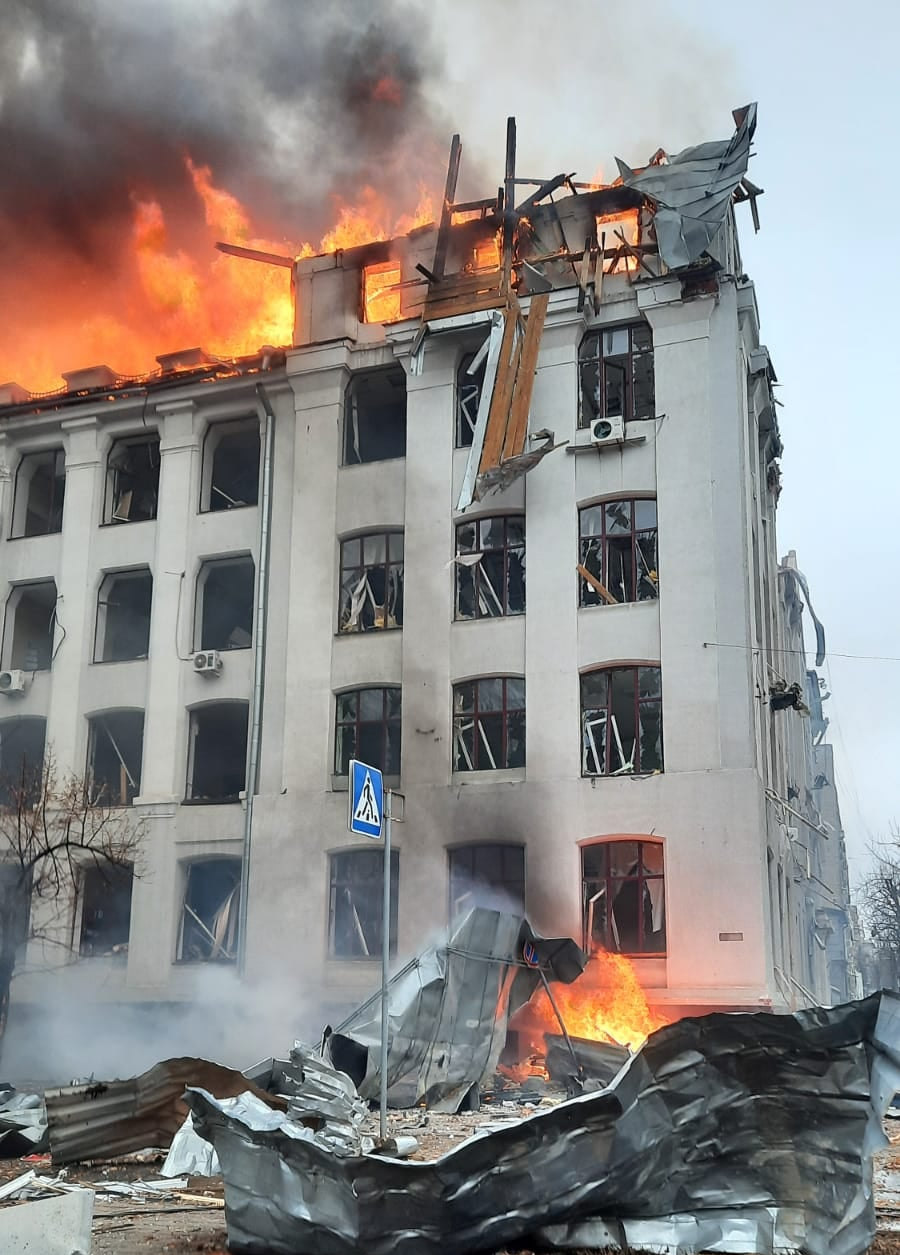
Будівля на вулиці Мироносицькій після влучання російської ракети

Зараз руйнація історичної тканини міста продовжується, перебудовуються і зносяться старі будинки.. Зі списку пам'яток архітектури за останні роки вилучено будівлю Даху Світу (провулок Театральний, 6), особняк Мігріних (вулиця Свободи, 35), особняк Авдакова (вулиця Сумська, 52), готель «Олімпія» (провулок Лопатинський, 6), будинок поліцмейстера (Миколаївська вулиця, 16) та інші будинки. Мешканці будинків без узгоджень добудовують балкони, тераси, мансарди, кондиціонери, демонтують декоративні елементи фасадів і цілі будівлі.
У історичному центрі збудовано багато житлових, торговельний, офісних новобудов.
У 2022—2024 роках місто зазнало значних руйнувань від російських обстрілів. Було серйозно пошкоджено багато будівель, деякі зруйновано.

## Архітектурні пам'ятки за стилями

### Бароко
Єдиним представником козацького бароко, що зберігся, є Покровська церква на Університетській вулиці. 1689 року на місці старої дерев'яної церкви, за північною стіною фортеці, козаками була побудована кам'яна Покровська церква. Собор побудовано у два поверхи: знизу — зимній, теплий, храм, зверху — літній, холодний. Верхня церква майже цілком повторює нижню. Фасади собору багато прикрашені лиштвою, напівколонами, карнизами.
Будинок губернатора, колишній головний корпус Харківського імператорського університету збудовано у стилі бароко. Будівництво велося протягом 1770—1777 років за проєктом московського архітектора М. Тихменєва спочатку архітектором Іваном (Авраамом) Вільяновим, а потім архітектором Петром Ярославським. У 1803-1805 роках при передачі будинку університету було проведено невелику реконструкцію. У середині XX століття після переїзду університету в нові приміщення на майдані Свободи, у звільнених будівлях розмістився Український заочний політехнічний інститут (УЗПІ), який пізніше став Українською інженерно-педагогічною академією. У стилі бароко також збудовано Свято-Успенський собор (вулиця Університетська, 11; XVIII століття).

У історичному центрі вціліли до сьогодні декілька будівель у стилі необароко. Вони збудовані у другій половині XIX століття. Прикладами є прибутковий будинок Буркевича з кінотеатром «Міньйон» (вулиця Полтавський Шлях, 1; збудований у 1887—1888 роках за проєктом архітектора М. А. Томсона для надвірного радника Карла Ернестовича Буркевича), прибутковий будинок Глаткого (площа Конституції, 11; збудовано у 1890-х роках за проєктом Михаловского Б. Г. з використанням елементів стилів ренесансу та бароко; Спочатку будівля була триповерхова, у центрі будівлі був великий купол. Надбудовано два поверхи у 1930-ті архітектором П. Крупко), прибутковий будинок П. О. Карпова (вулиця Чернишевська, 26; збудовано у 1899 році за проєктом архітектора М. І. Дашкевича).

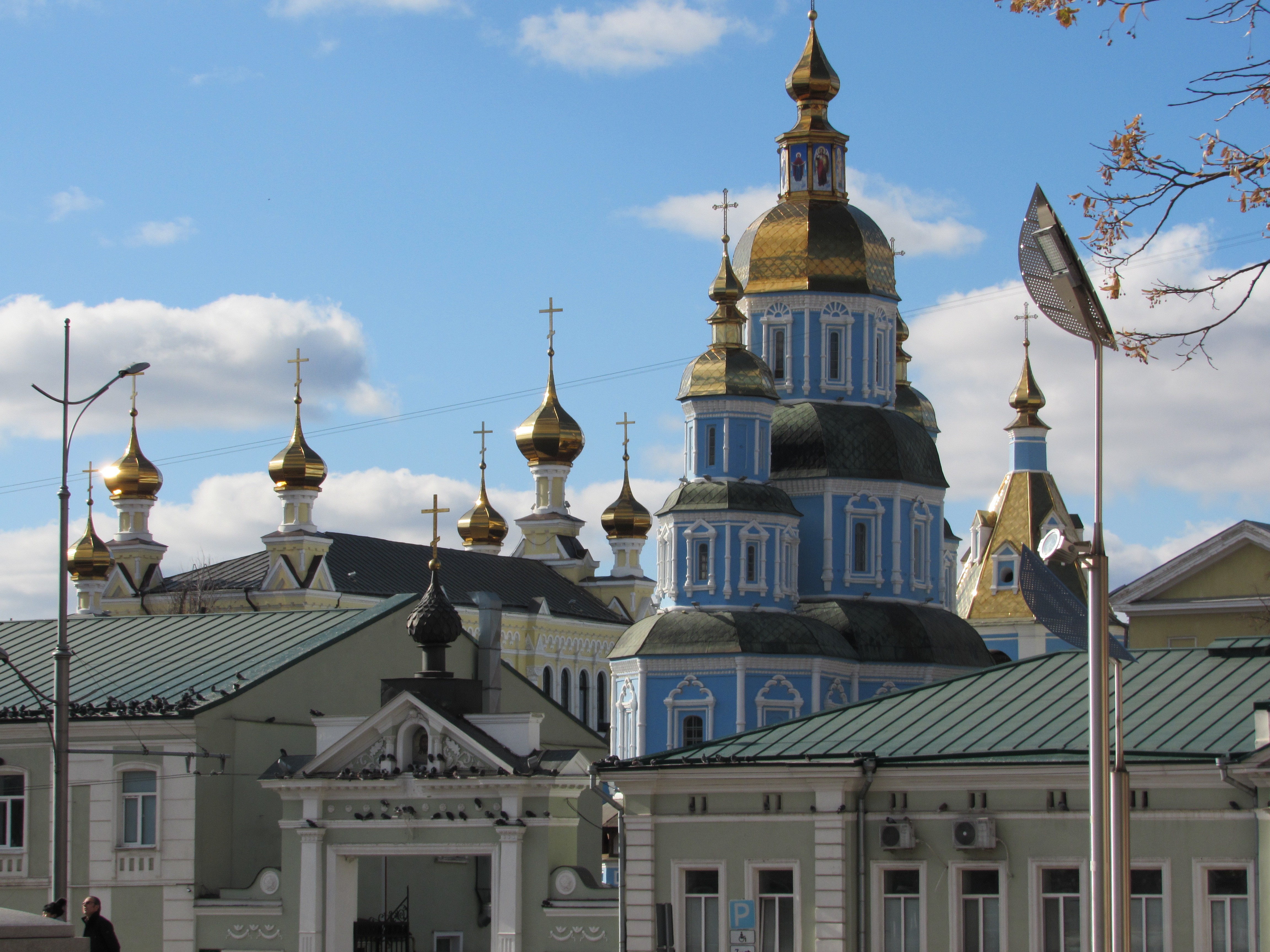
Покровський собор
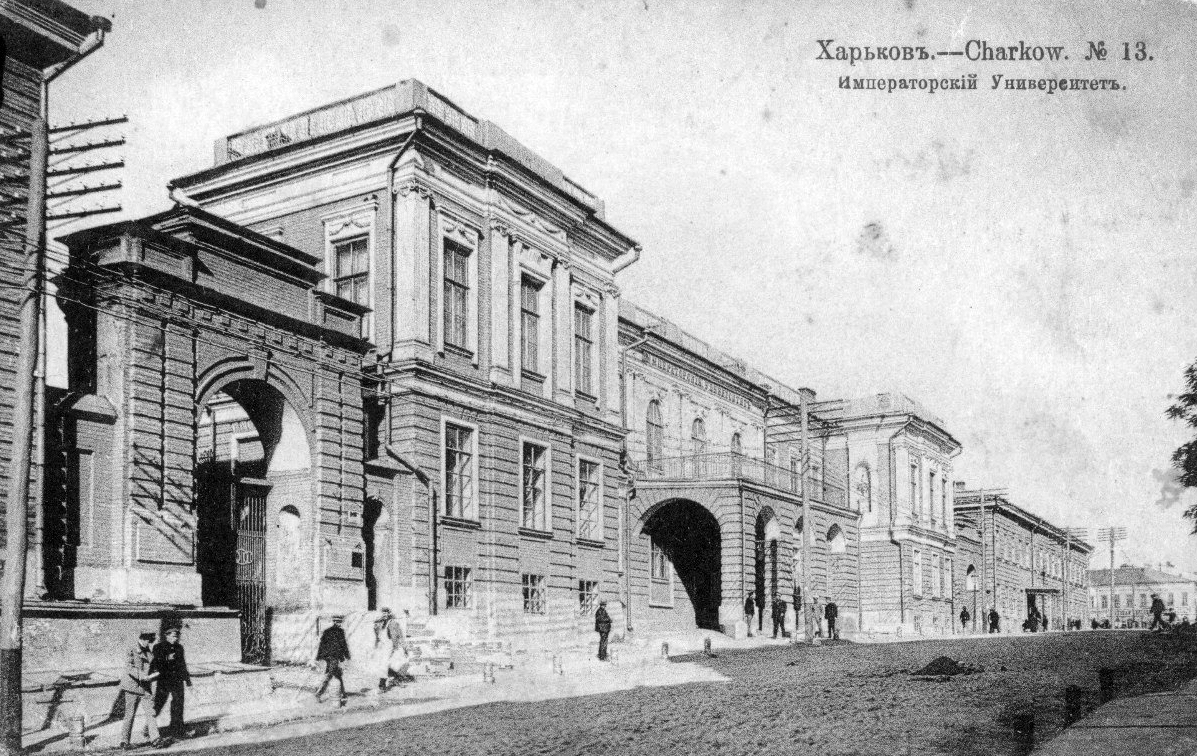
Будинок губернатора
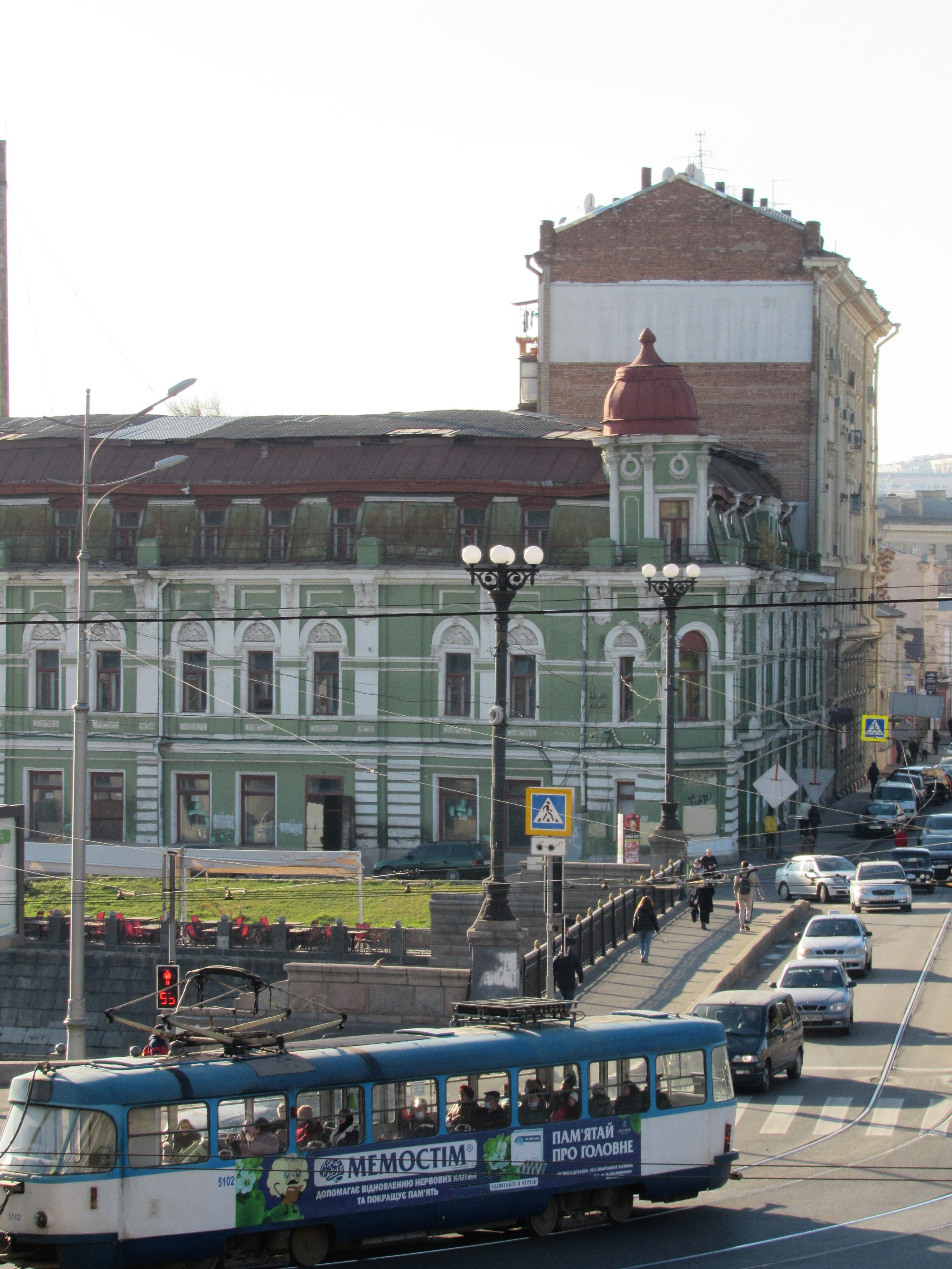
Прибутковий будинок Буркевича
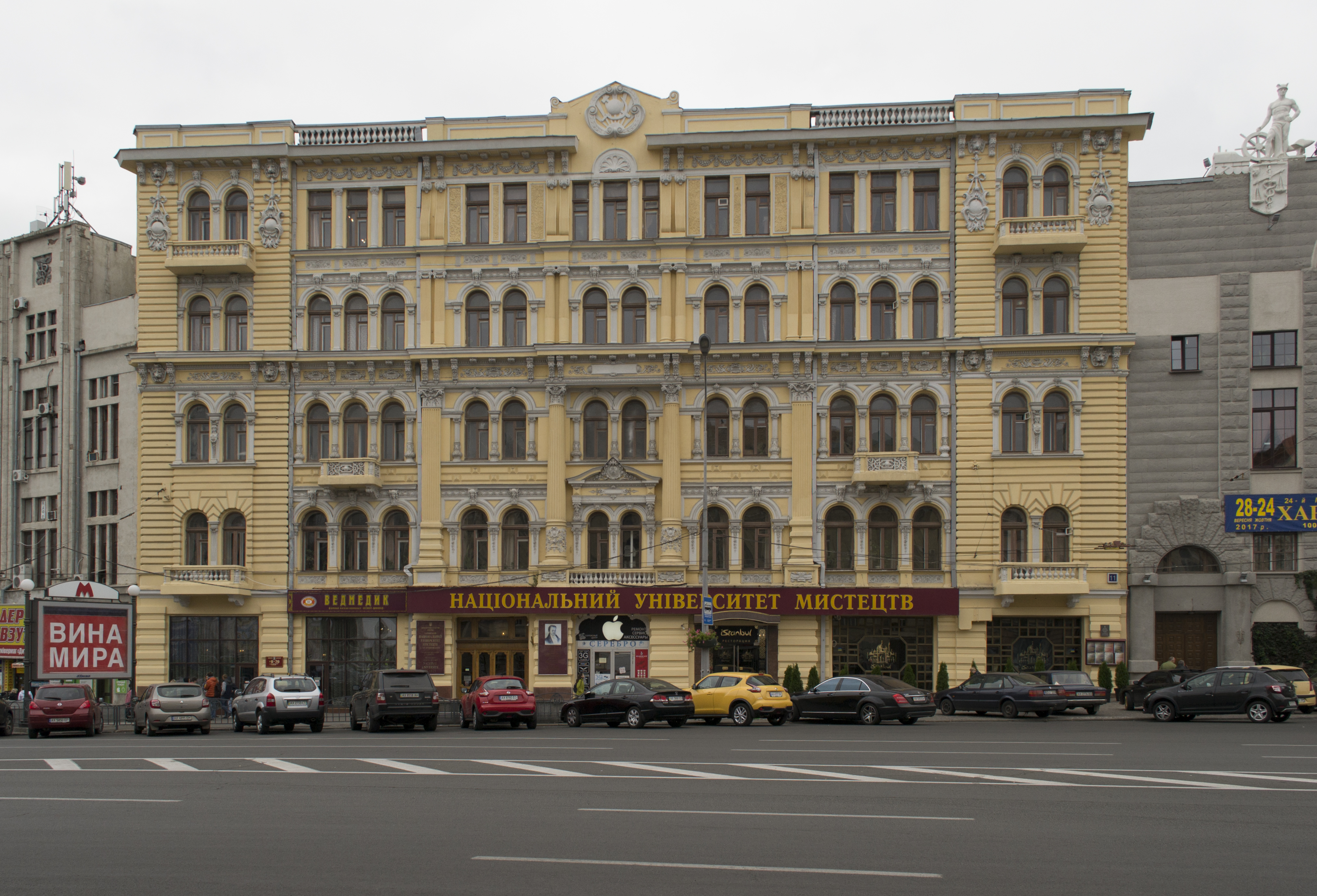
Прибутковий будинок Глаткого
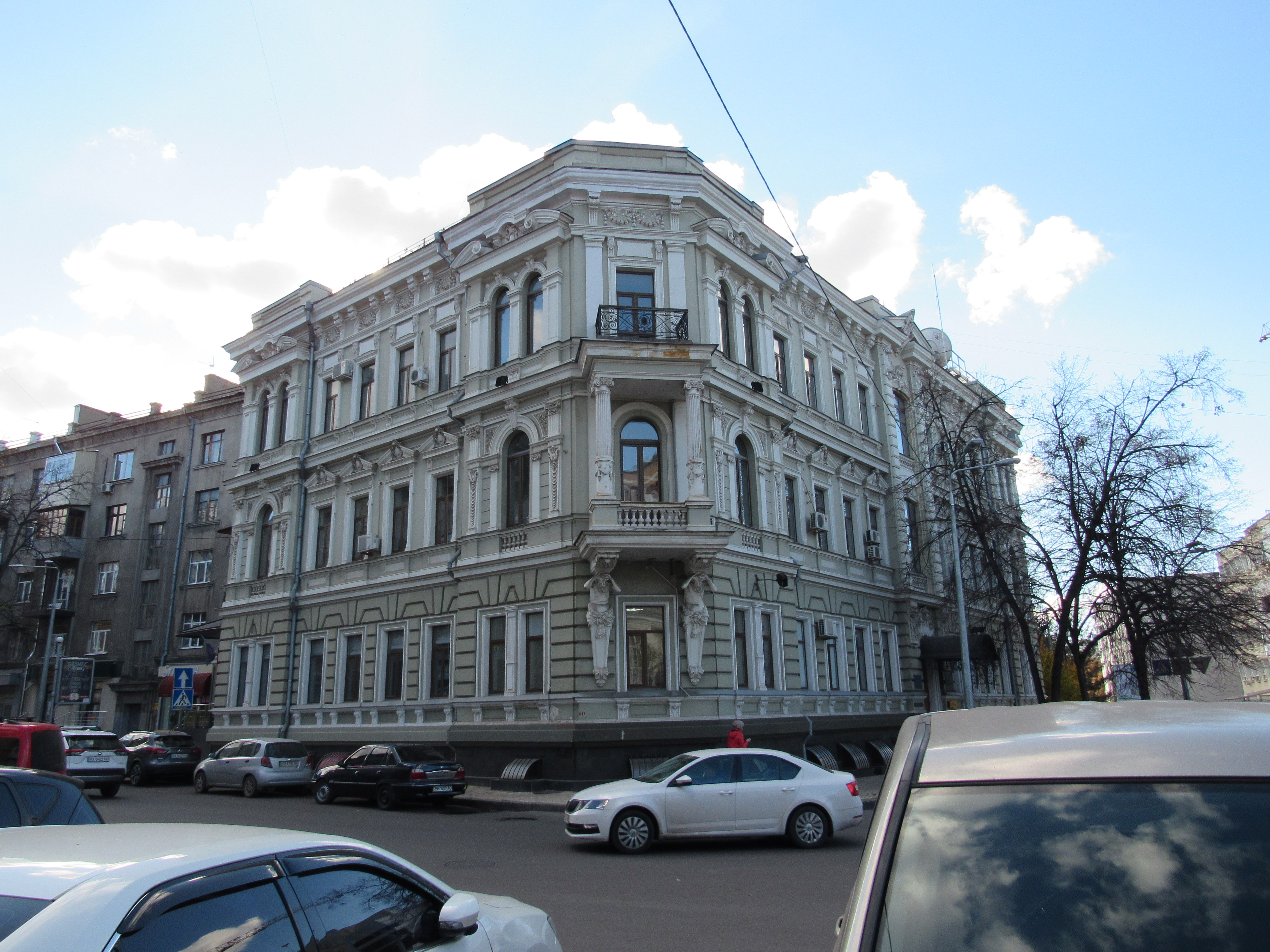
Прибутковий будинок П. О. Карпова
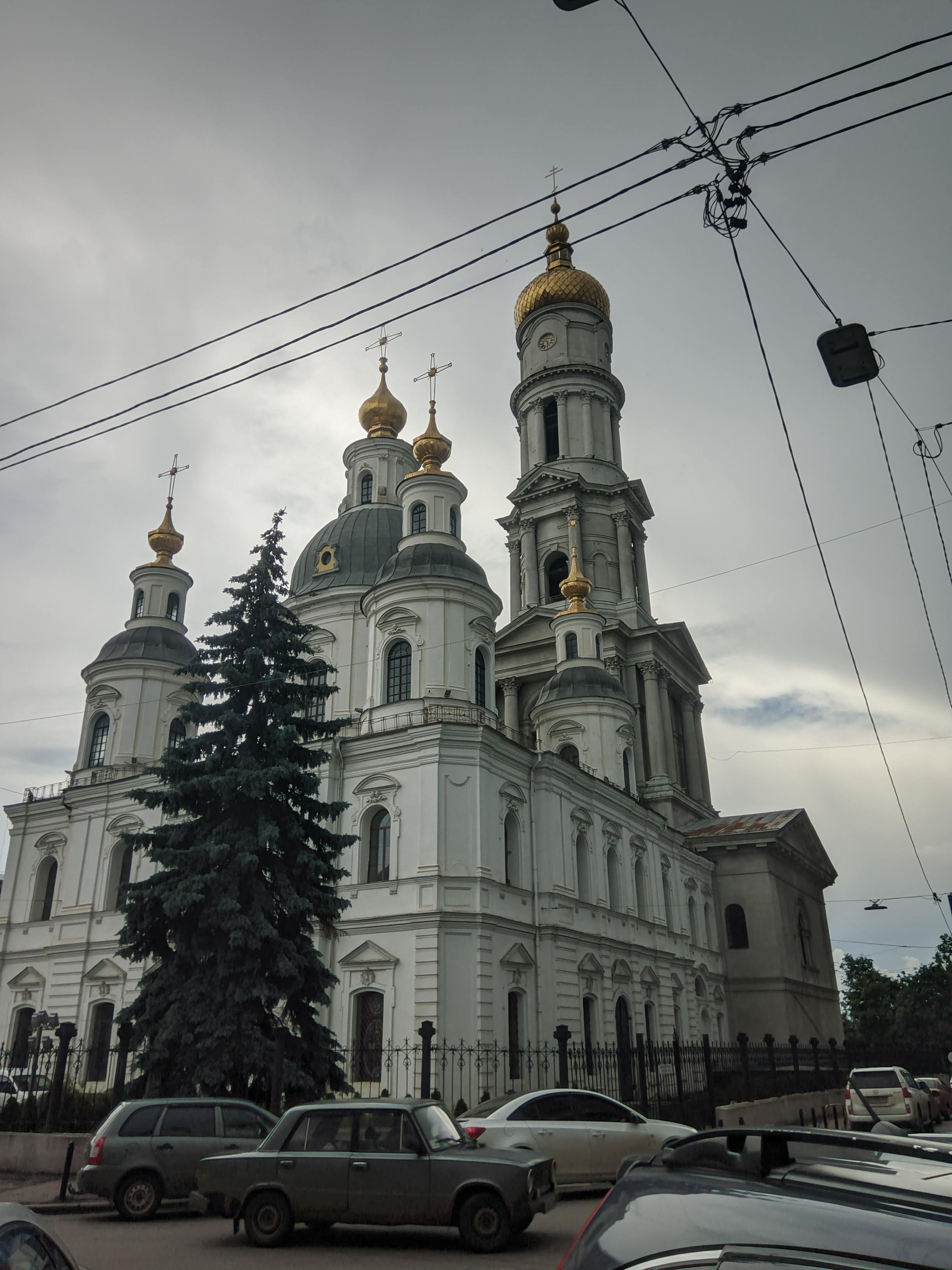
Успенський собор

### Класицизм
Декілька будівель історичного центру збудовані у стилі класицизм. Ці будинки зведені у першій половині XIX століття, їх прикрашають великі колони, фронтони, мала кількість ліпнини. Найвиразнішими прикладами класицизму є садиба Павлових (вулиця Полтавський Шлях, 13; збудована у 1832 році за проєктом архітектора Андрія Тона. 6 липня 2022 року о 00:20 Росія випустила декілька ракет по місту, зруйнувавши велику частину будівлі), маєток Сави Альховського (вулиця Благовіщенська, 26; збудовано у 1840-х роках. Архітектором ймовірно був Васильєв Євген Олексійович), садибний будинок Мінстера (вулиця Дмитрівська, 14; побудований наприкінці XVIII ст. — початку XIX століття колежським радником фон Мінстером Юрієм Федоровичем. Вважається, що автором садибного будинку був Ярославський Петро Антонович), особняк міського секретаря Дмитра Сердюкова (вулиця Чернишевська, 14; збудовано у 1808 році за проєктом Ярославського П. А. та Лобачевського), будівля Першої чоловічої гімназії (проспект Героїв Харкова, 24; побудовано у першій половині XIX століття. Архітектор Ашитков Микола Ілліч), садиба К. М. Кузина (вулиця Полтавський Шлях, 3; збудована у 1826 році. Частина будівлі на вулиці Полтавський Шлях добудована за проєктом Васильєва Е. А., а частина зі сторони Конторської за проєктом А. А. Тона. У 1960-ті роки не стало портика, декількох капітелей, медальйонів та інших елементів).
У стилі класицизм збудовано дзвіницю Успенського собору, одну з найвищих в Україні (вулиця Квітки-Основ'яненка, 2; зведено у 1821—1844 році за проєктом Андрія Тона).

На початку XX століття у Харкові будувалися будівлі у стилі неокласицизму. Найвідомішими серед них є будівля страхового товариства «Саламандра» (вулиця Сумська, 17; збудована у 1914—1916 році. Конкурсний проєкт був удосконалений досвідченим архітектором Миколою Верьовкіним), Палац праці (майдан Конституції, 1; збудовано для страхового товариства у 1914—1916 роках за проєктом архітектора Іполіта Претро), будинок управління залізниці (вулиця Євгена Котляра, 7; збудовано у 1912—1914 рр. за проєктом О. І. Дмитрієва, Д. С. Ракітіна).

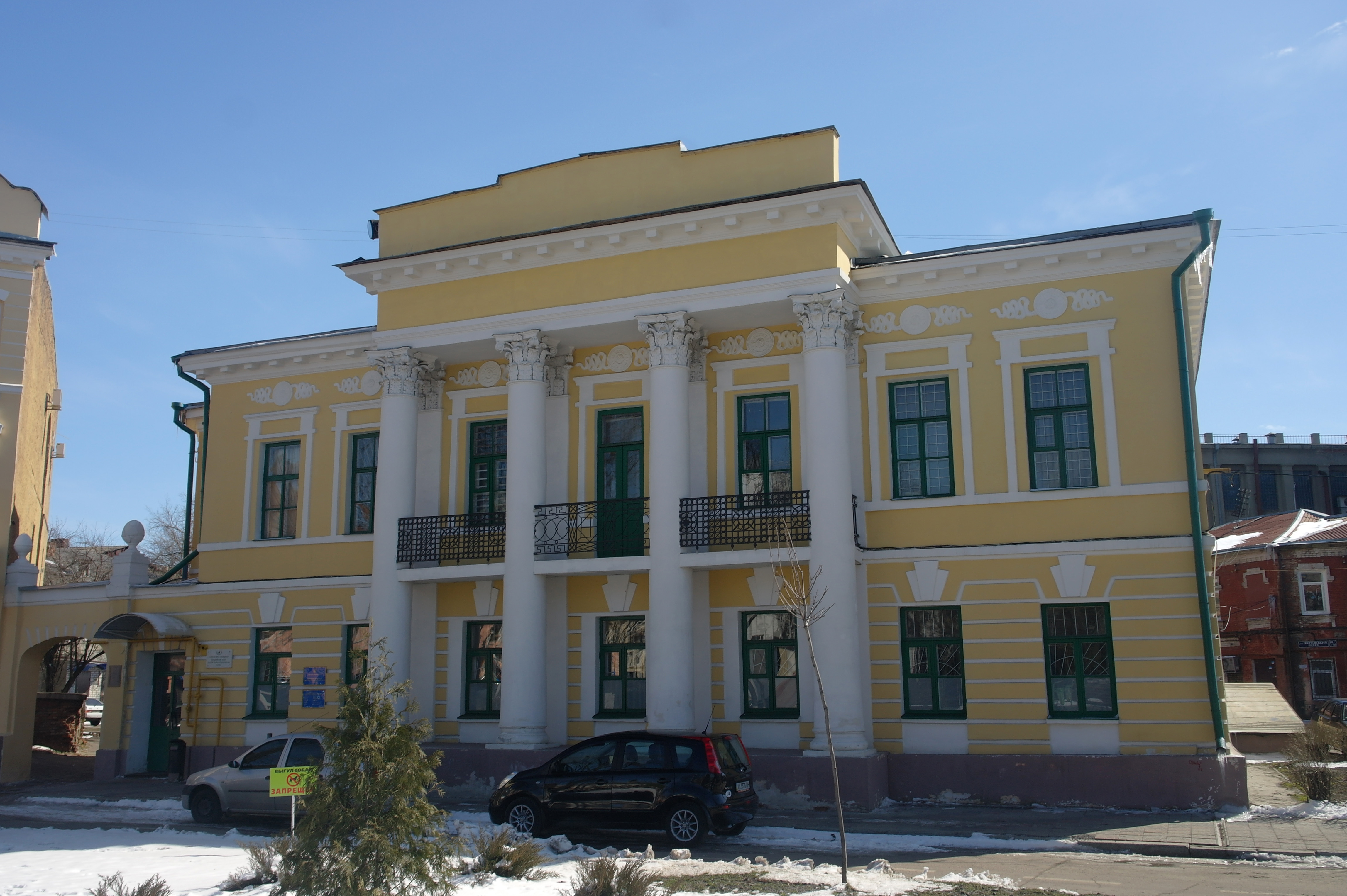
Садиба Павлових
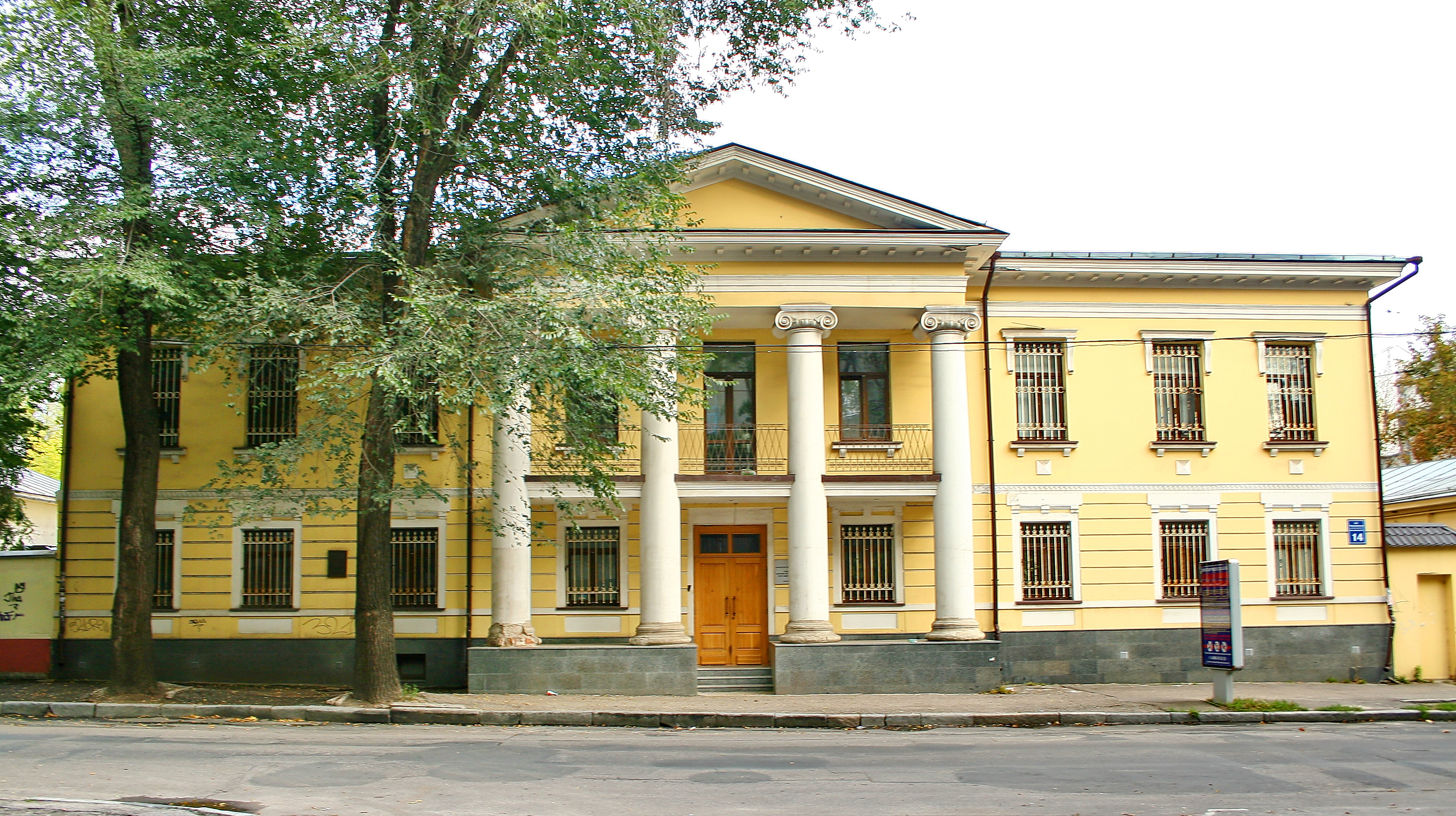
Особняк Дмитра Сердюкова
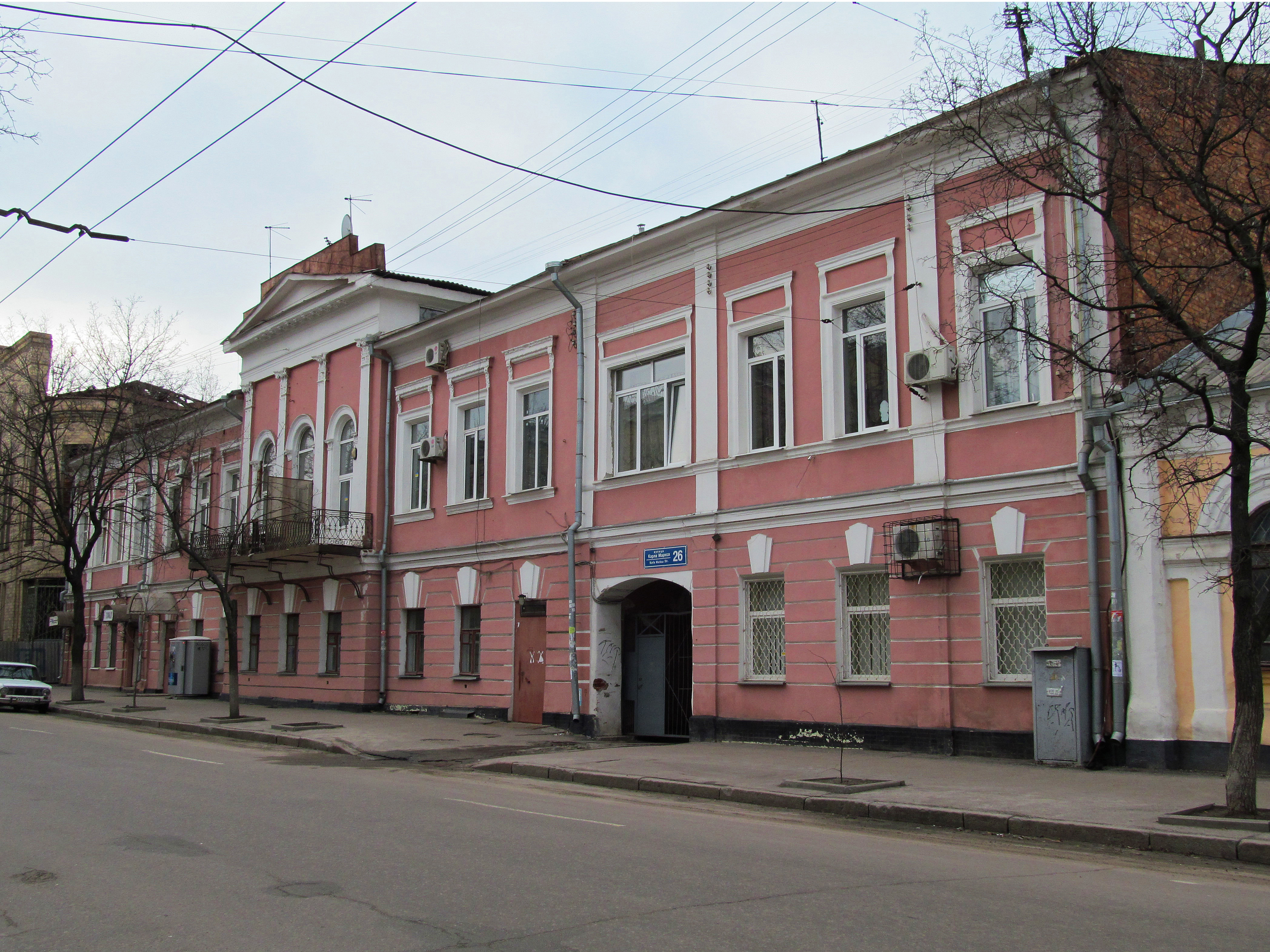
Маєток Сави Альховського
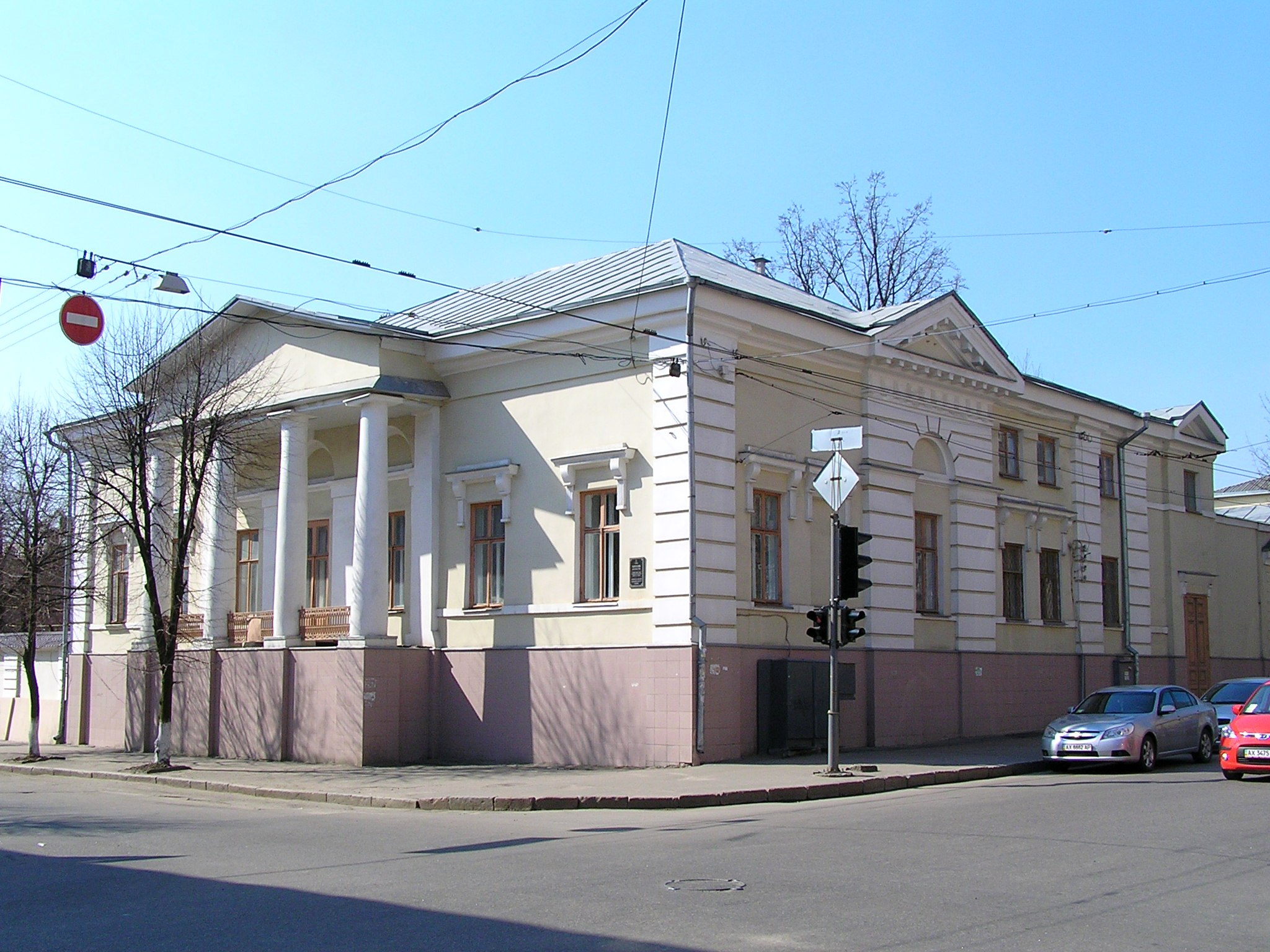
Садиба Мінстера
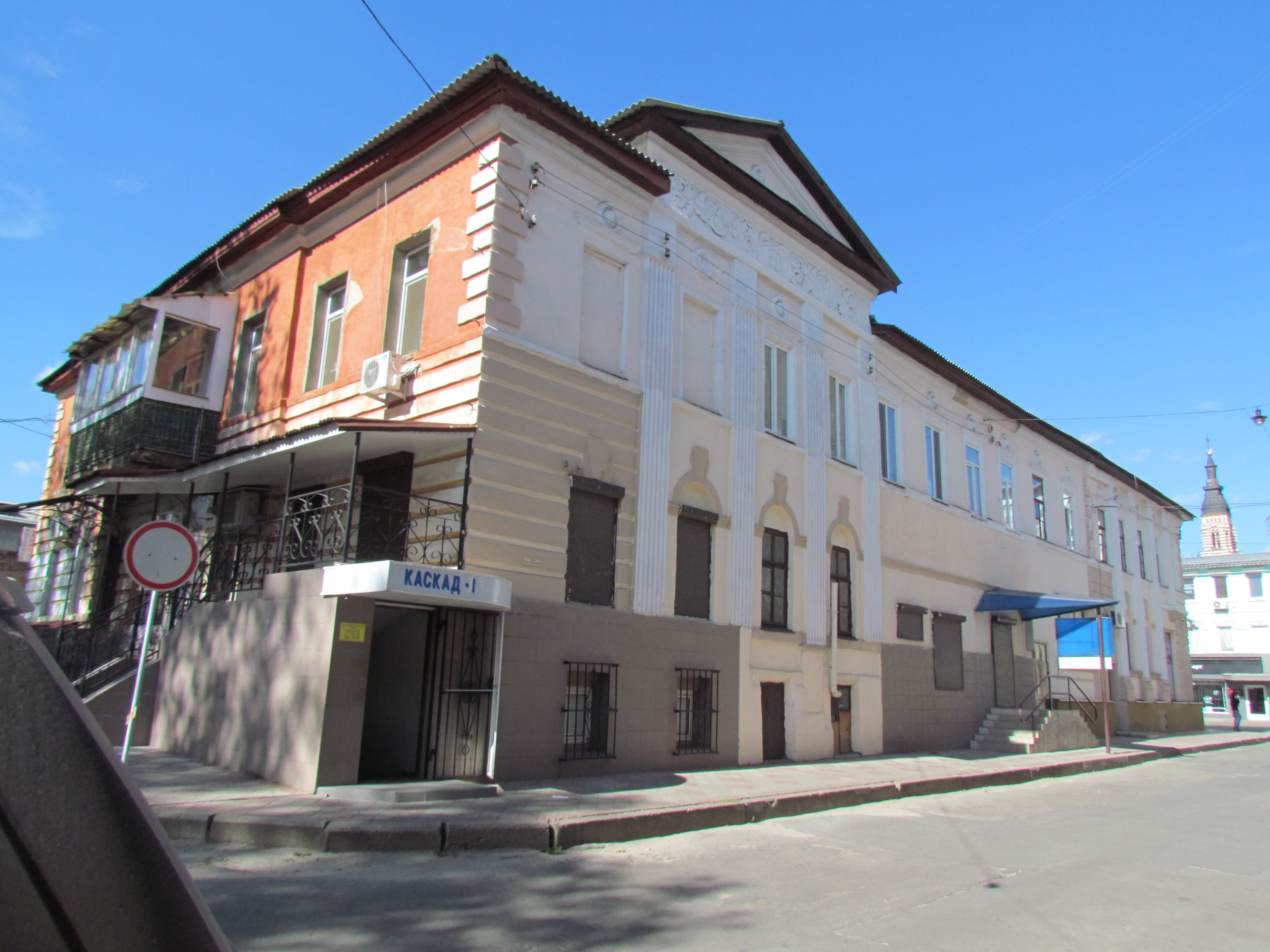
Садиба Кузина
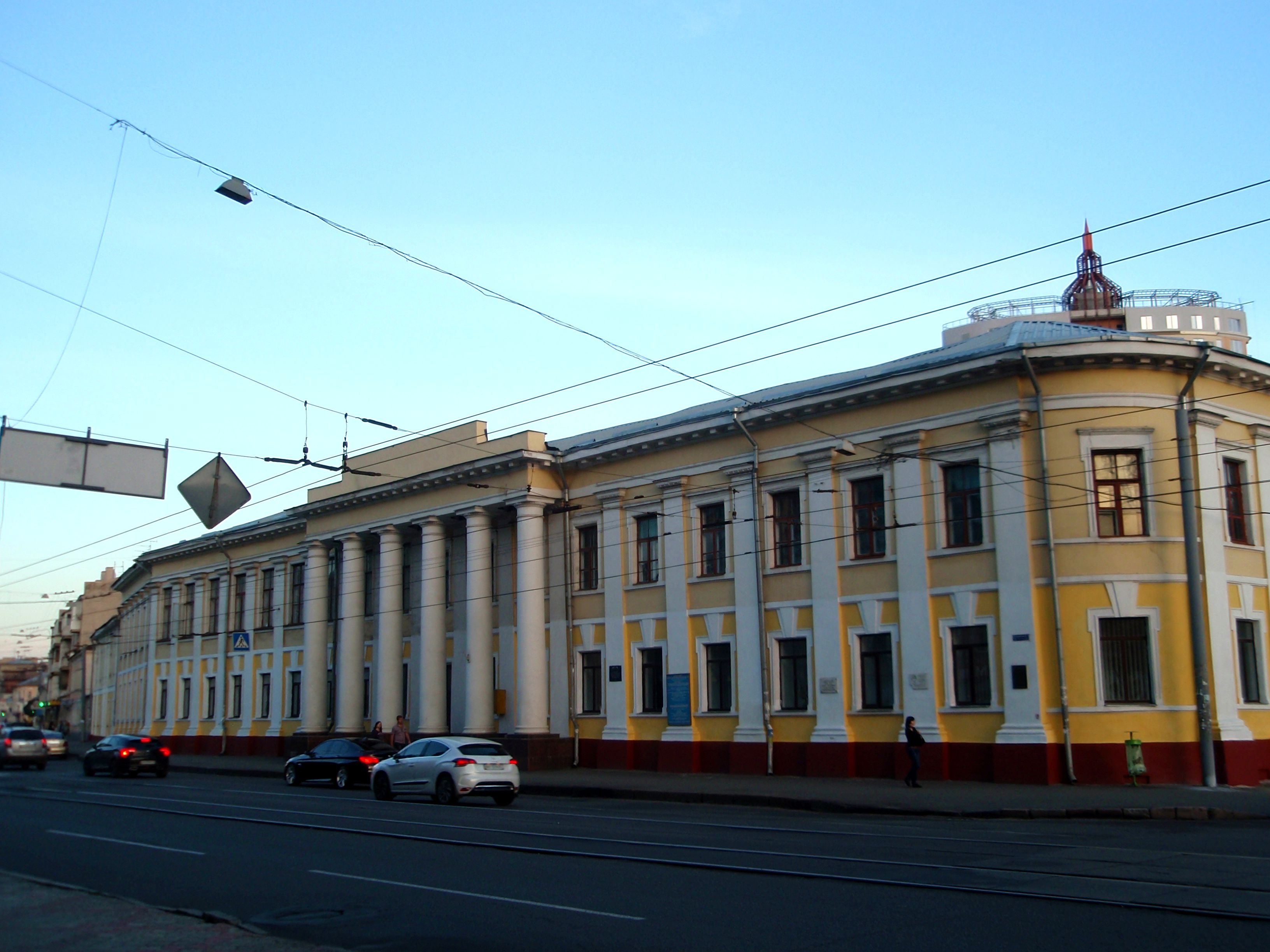
Будинок 1-ї чоловічої гімназії
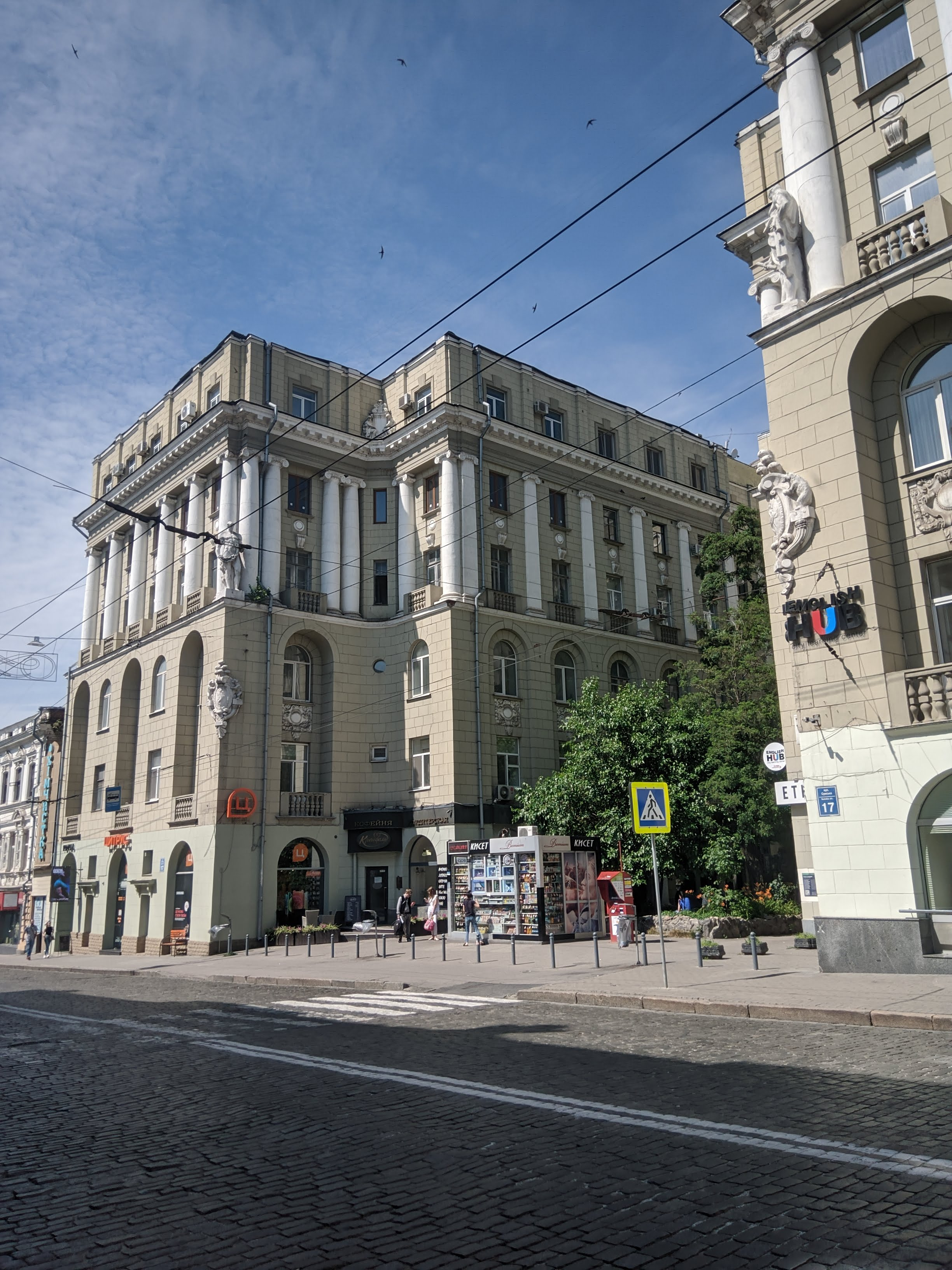
Прибутковий будинок страхового товариства «Саламандра»
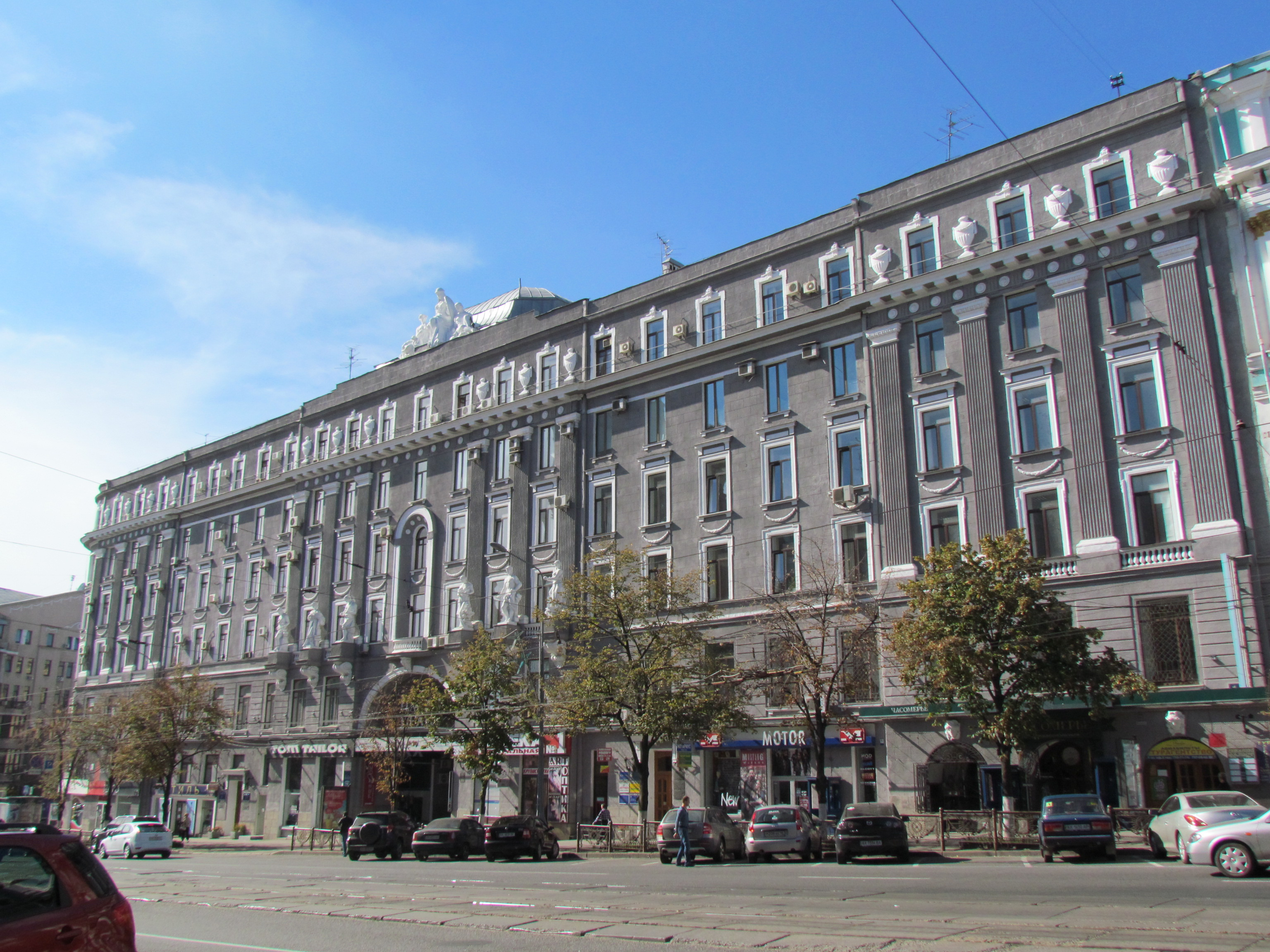
Палац праці
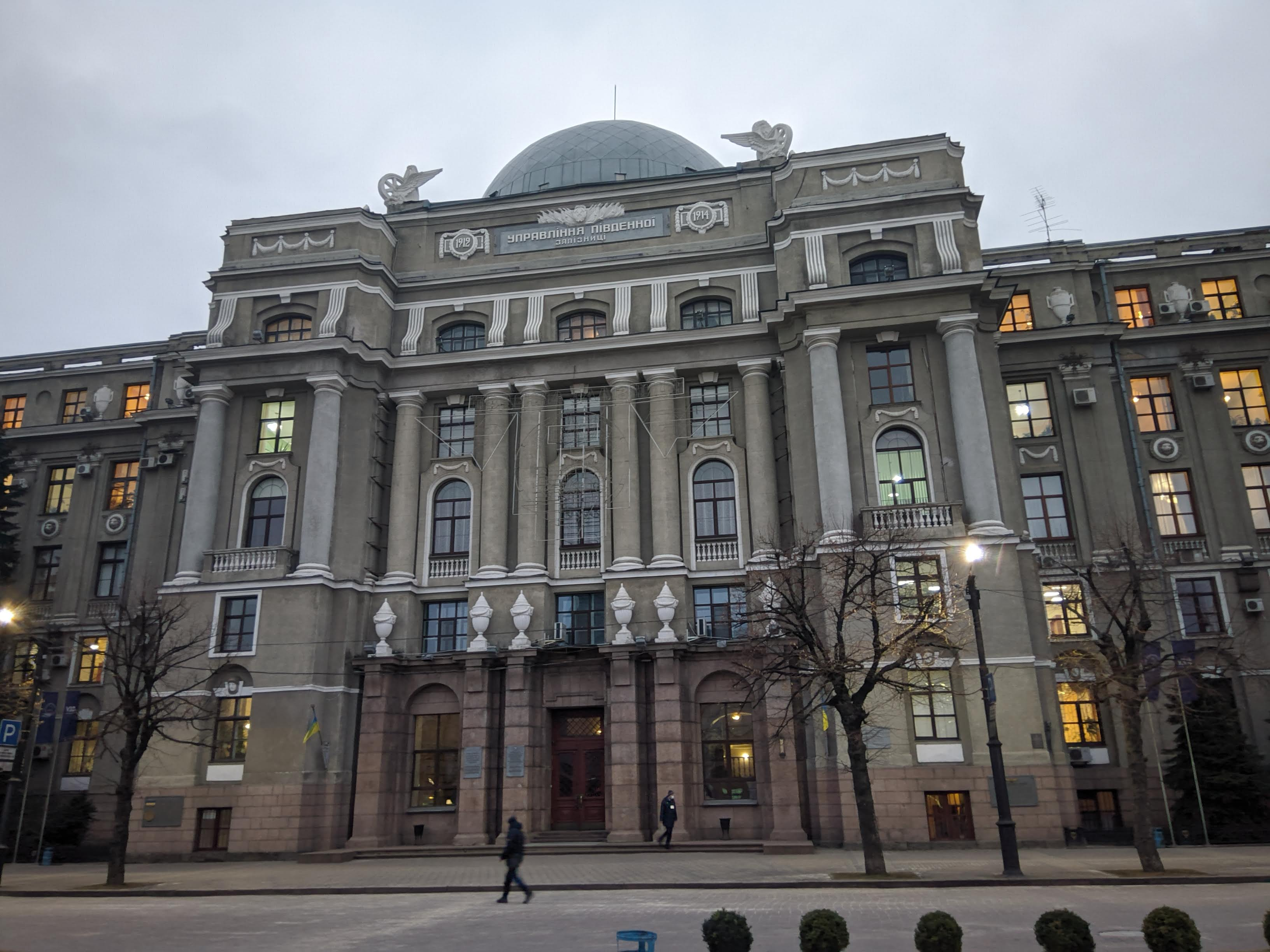
Будинок управління залізниці
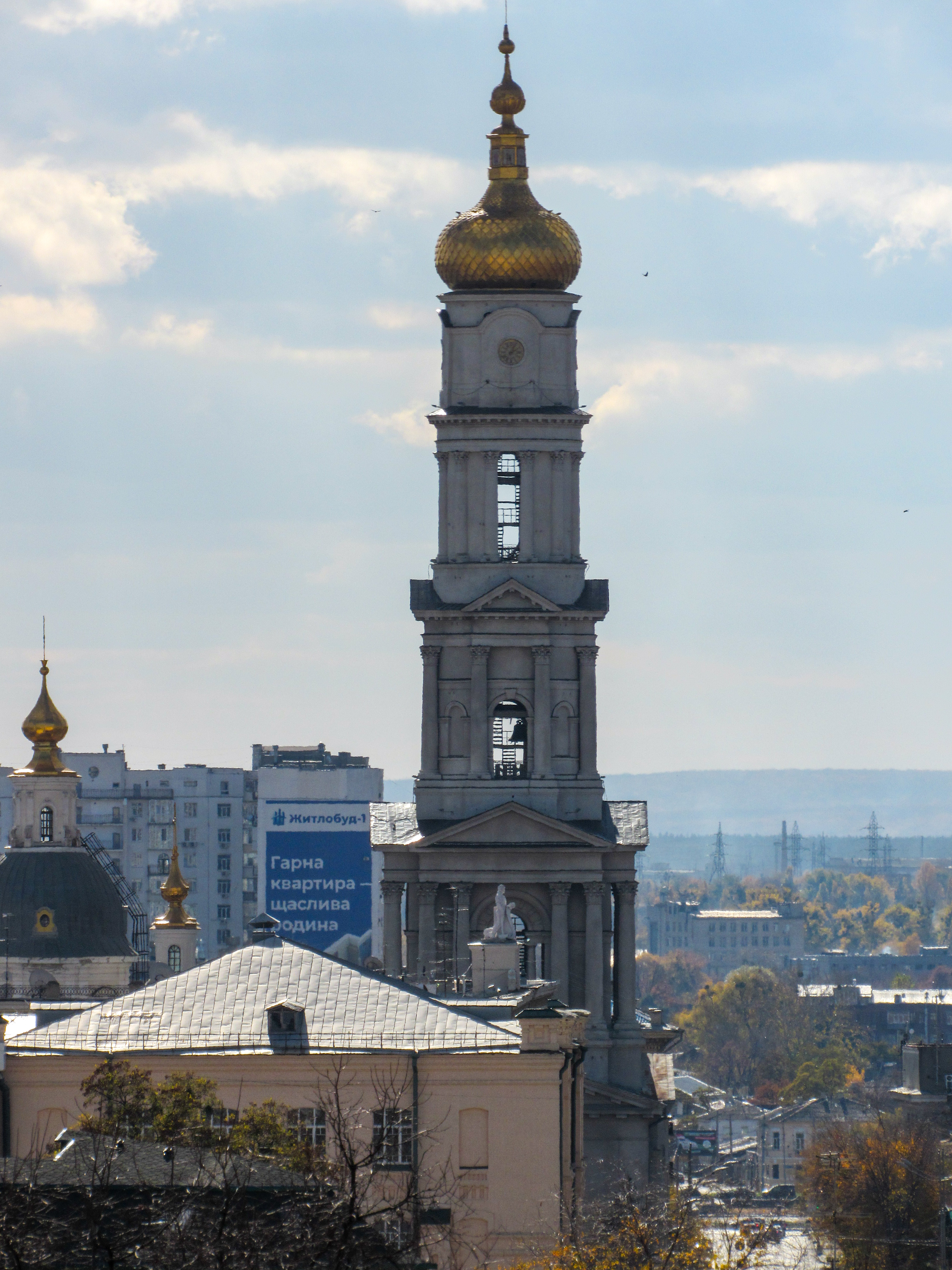
Олександрівська дзвіниця

### Неоренесанс
Наприкінці XIX та на початку XX століття у Харкові набув поширення стиль неоренесанс. Збереглися багаті на оздоблення фасадів і приміщень будинки, серед яких особняк Рижова (вулиця Дарвіна, 9; спроєктований українським архітектором Віктором Величко, і зведений у 1911—1912 роках), будівля Комерційного училища (вулиця Григорія Сковороди, 77; побудована у 1893 р. за проєктом архітектора Бекетова О. М.. Це була його перша будівля, побудована у Харкові), особняк О. Іозефовича (вулиця Сумська, 61; побудована у 1913 році за проєктом архітектора Горохова А. І.), будинок Сурукчі (вулиця Садова, 7; побудований у другій половині 1890-х років для почесного громадянина Миколи Івановича Ващенка. Архітектор — невідомий).

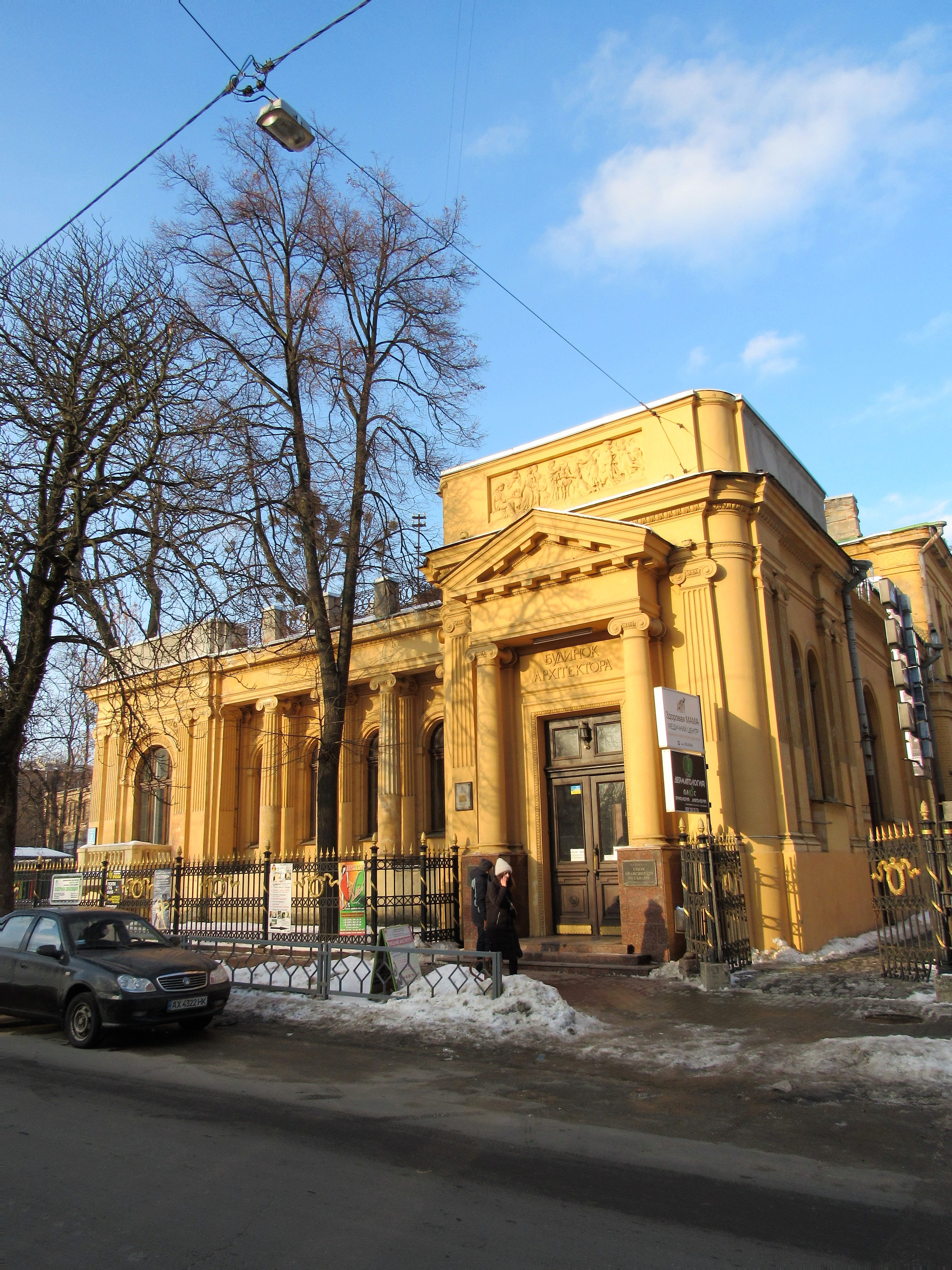
Особняк Рижова
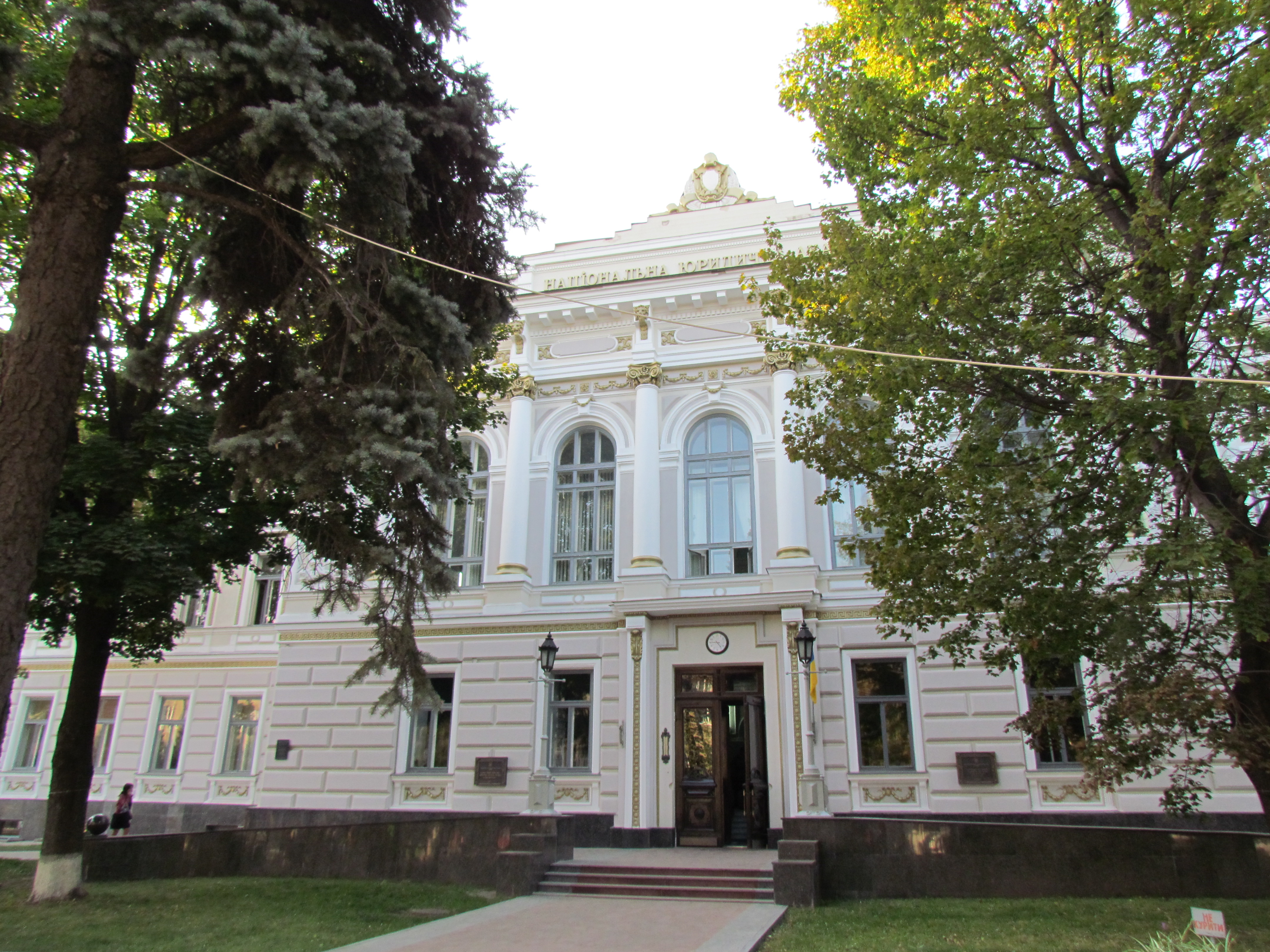
Будівля Комерційного училища
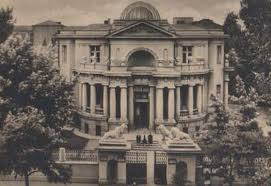
Особняк О. Іозефовича
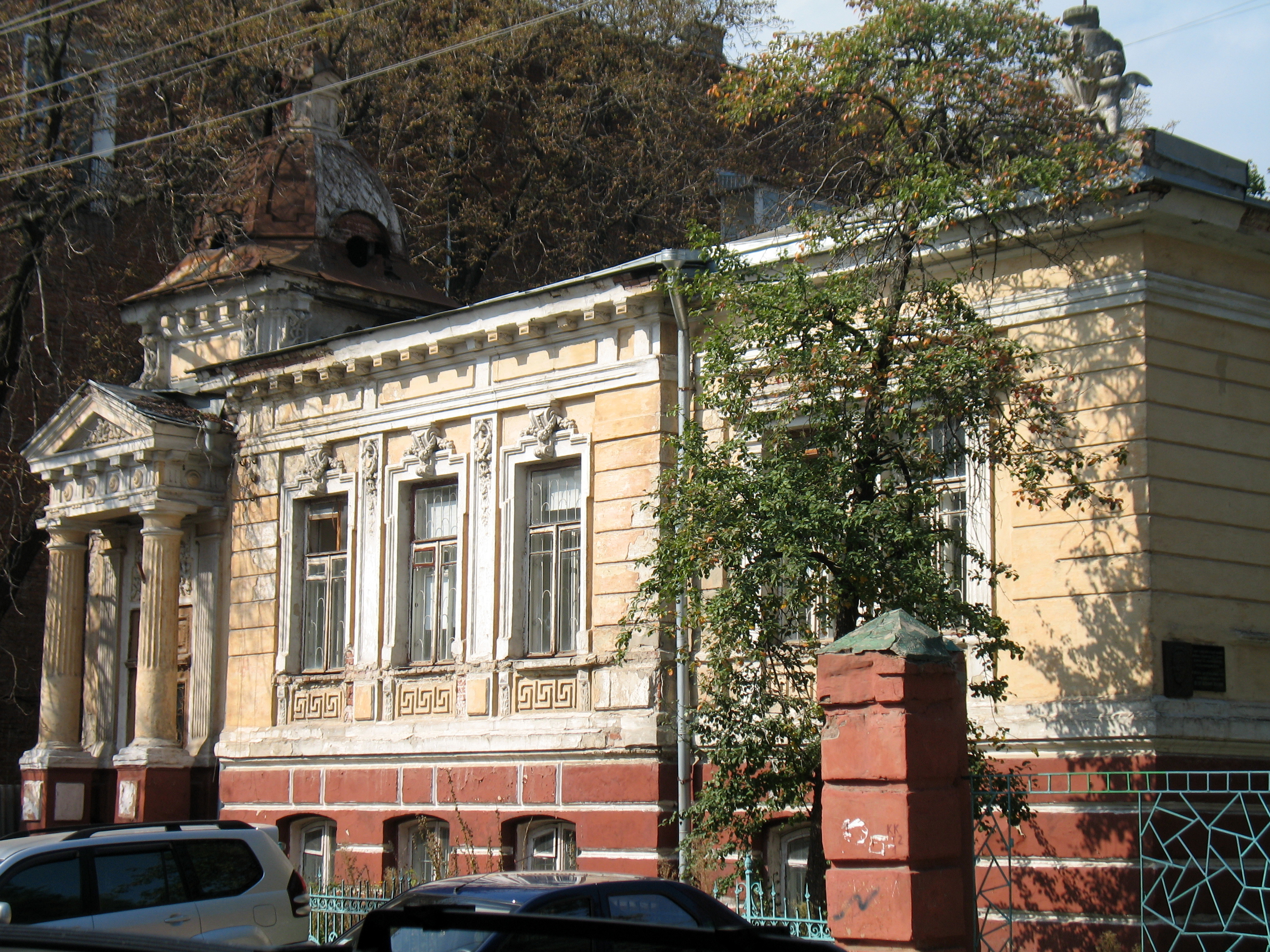
Будинок Сурукчі

### Неогрек
Невеликого поширення у місті набув стиль неогрек. Серед таких будівель особняк дружини архітектора Бекетова (вулиця Жон Мироносиць, 10; будинок збудовано за проєктом О. М. Бекетова у 1897—1900 роках. Фасад виконано у неогреці, а всередині поєднано класицизм і псевдоруський стиль. На лоджії були розташовані скульптури жінок в античній тематиці, вони не збереглися), особняк купця П. В. Маркова (вулиця Дарвіна, 23; збудований у 1901 році за проєктом архітектора О. М. Бекетова у неогрецькому стилі).

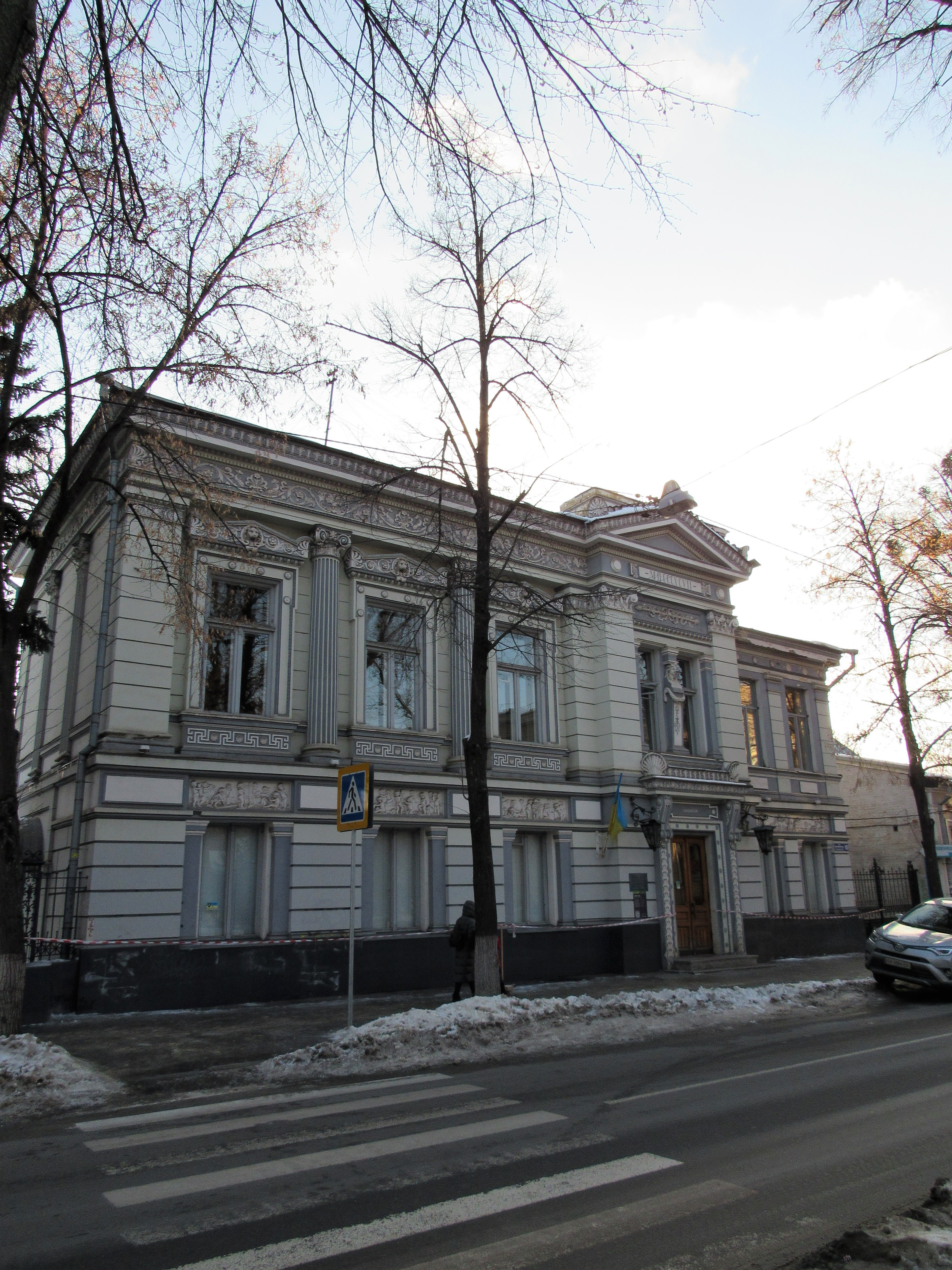
Особняк Бекетова
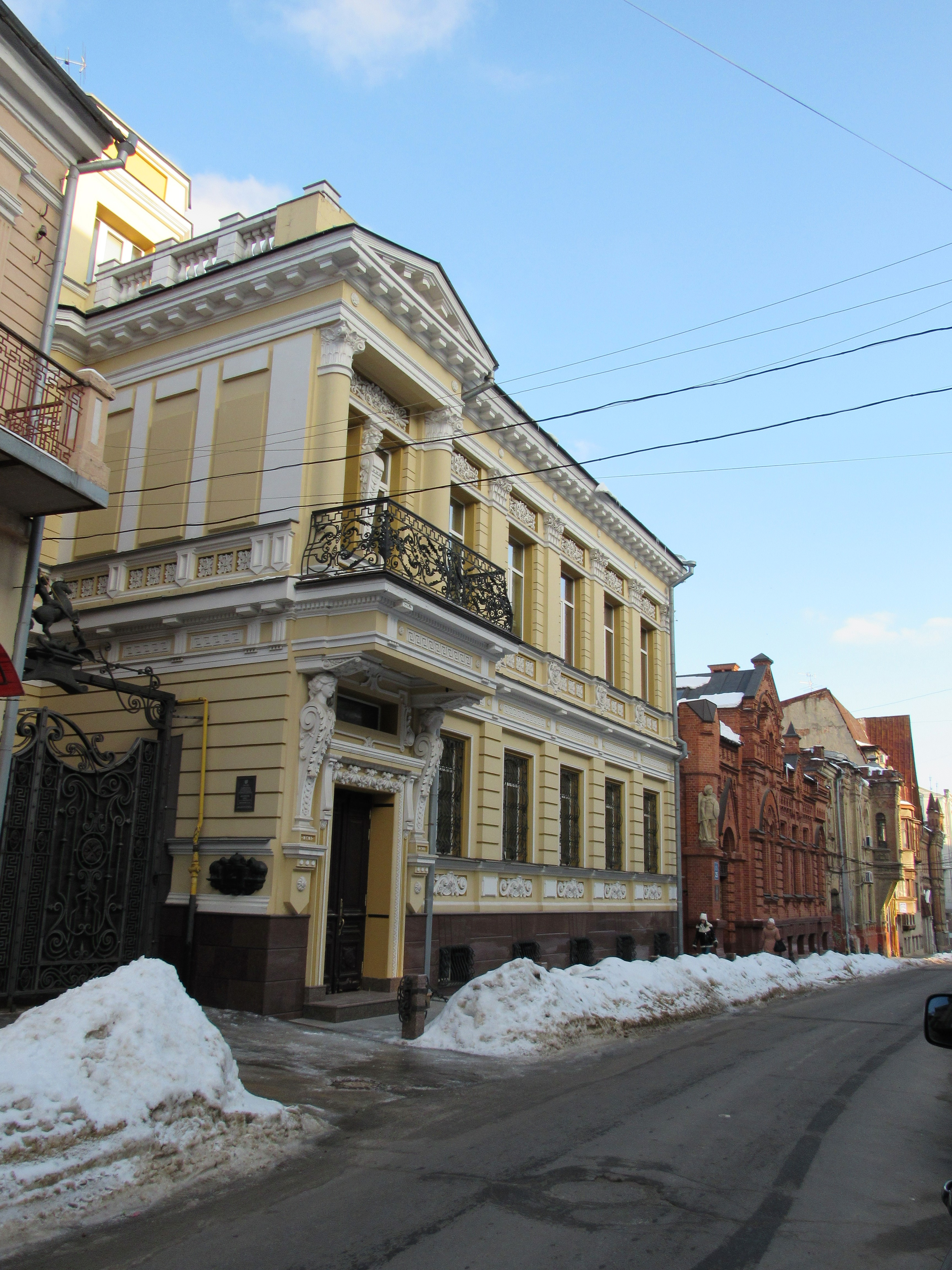
Особняк купця П. В. Маркова на вулиці Дарвіна
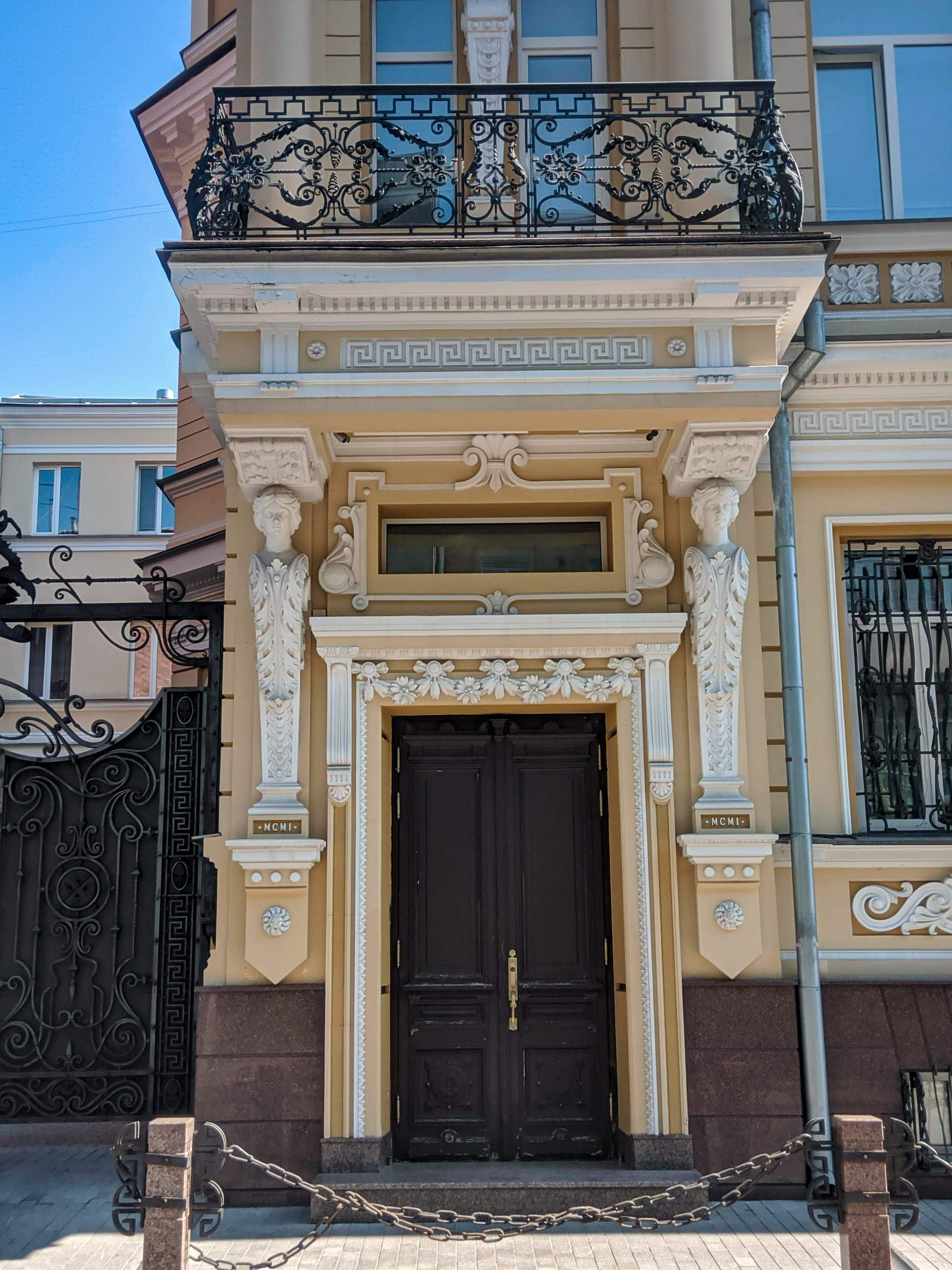
Особняк Маркова на вулиці Дарвіна

### Неовізантійський
У історичному центрі збереглися декілька будівель виконані у цьому стилі, серед них будівля Благовіщенського собору (вулиця Різдвяна, 12; збудовано за проєктом архітектора Михайла Ловцова у 1901 році), торгова школа Товариства взаємодопомоги прикажчиків (вулиця Мар'їнська, 12; побудована у 1901—1902 роках за проєктом Бориса Корнієнка та під наглядом Віктора Величка. У 1920-х роках будівля поєднана з сусідньою та тут була відкрита школа), особняк купця П. В. Маркова (узвіз Куликівський, 8; збудований у 1902 році за проєктом архітектора Олексія Бекетова. У 1930-х роках будинок був надбудований). У неовізантійському стилі збудовано церкву Озерянської ікони Божої Матері Свято-Покровського чоловічого монастиря (вулиця Університетська, 8; збудовано наприкінці XIX століття за проєктом Володимира Нємкіна), Озерянський храм (вулиця Полтавський Шлях, 124; збудовано у 1892—1901 роках за проєктом архітектора Нємкіна В. Х.), церкву Казанської ікони Божої Матері (Курилівська вулиця, 78; зведено у 1912 році за проєктом Володимира Нємкіна і Покровського В. М.).

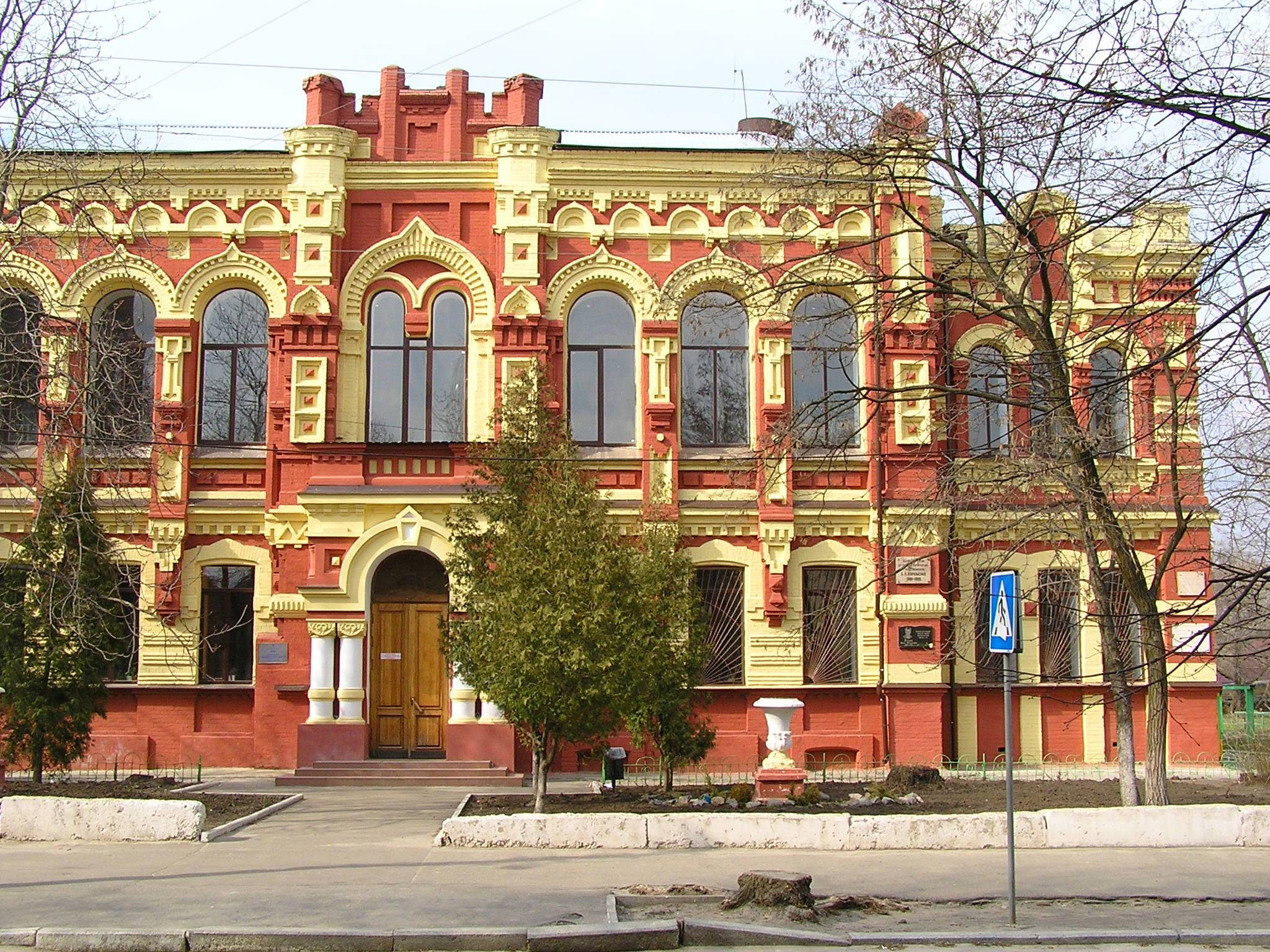
Торгова школа
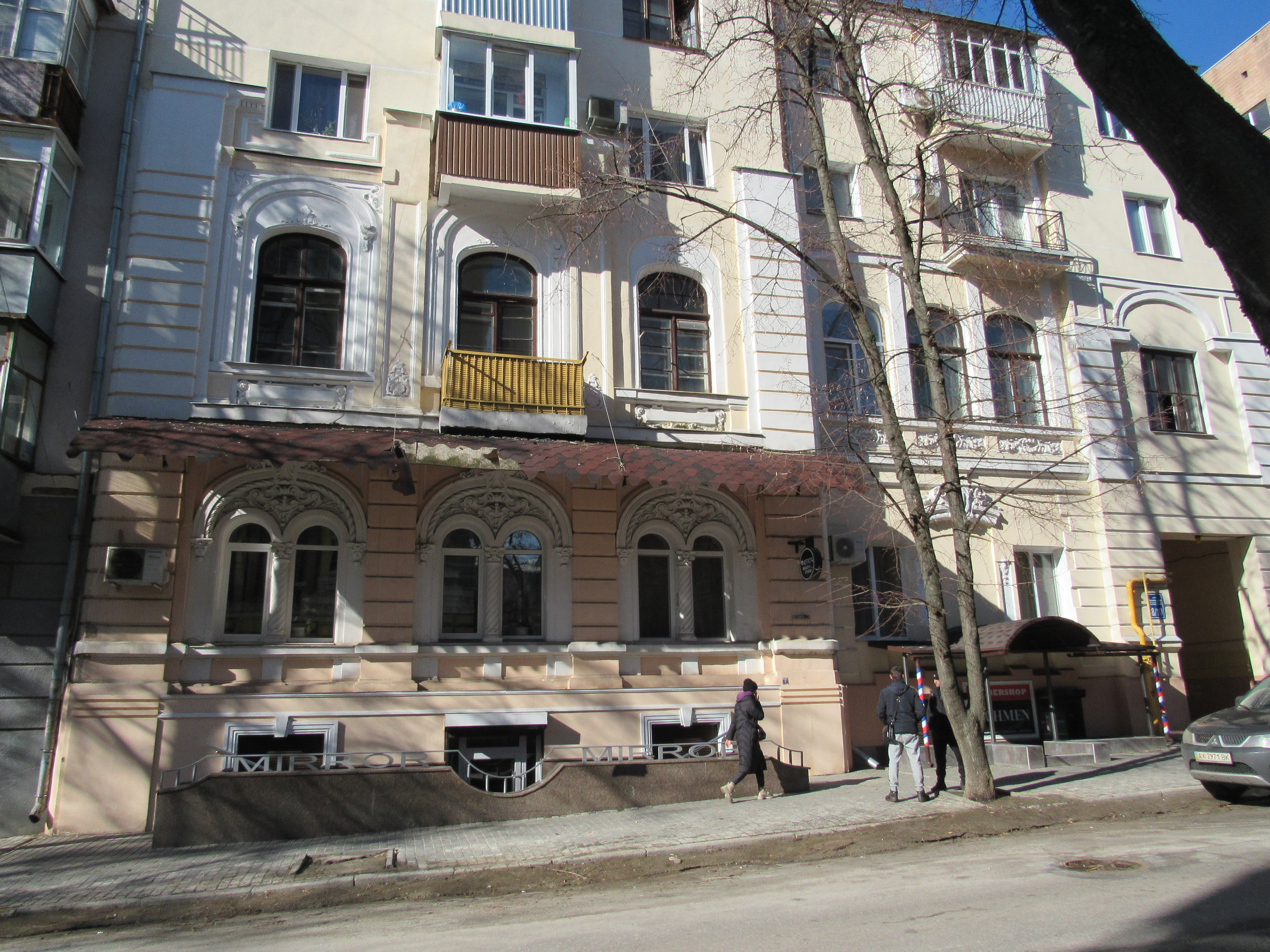
Особняк купця П. В. Маркова
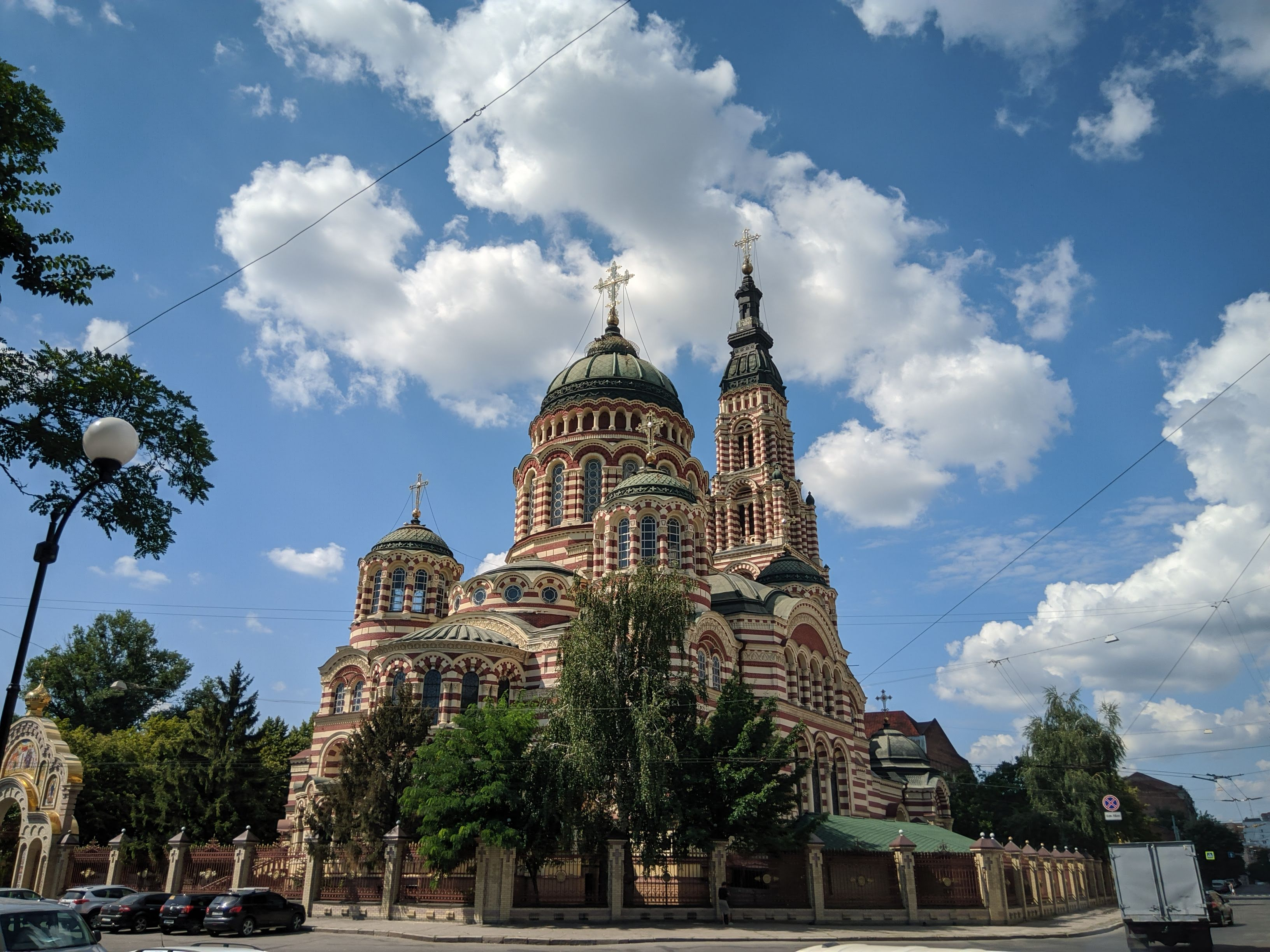
Благовіщенський собор
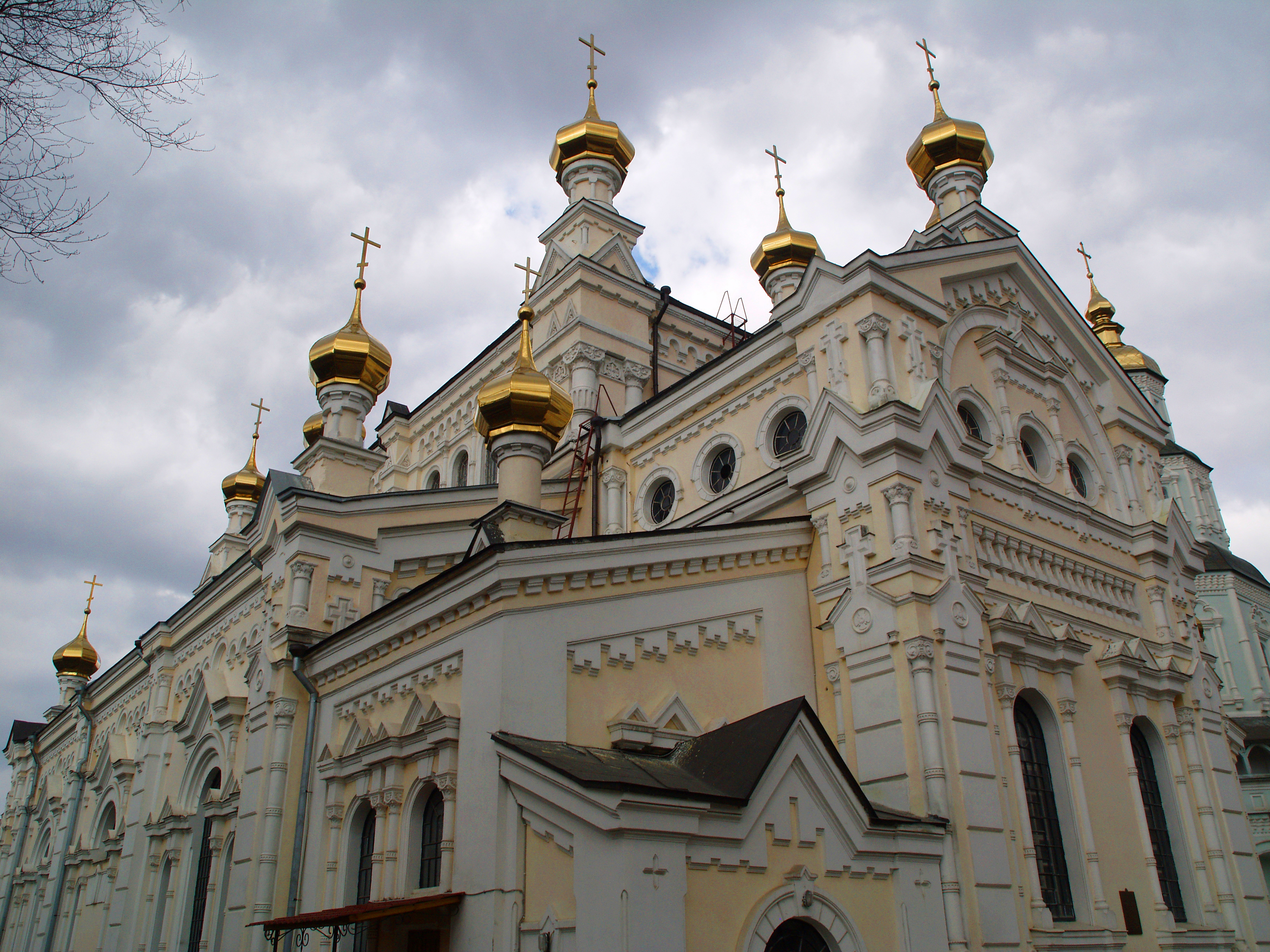
Озерянська церква
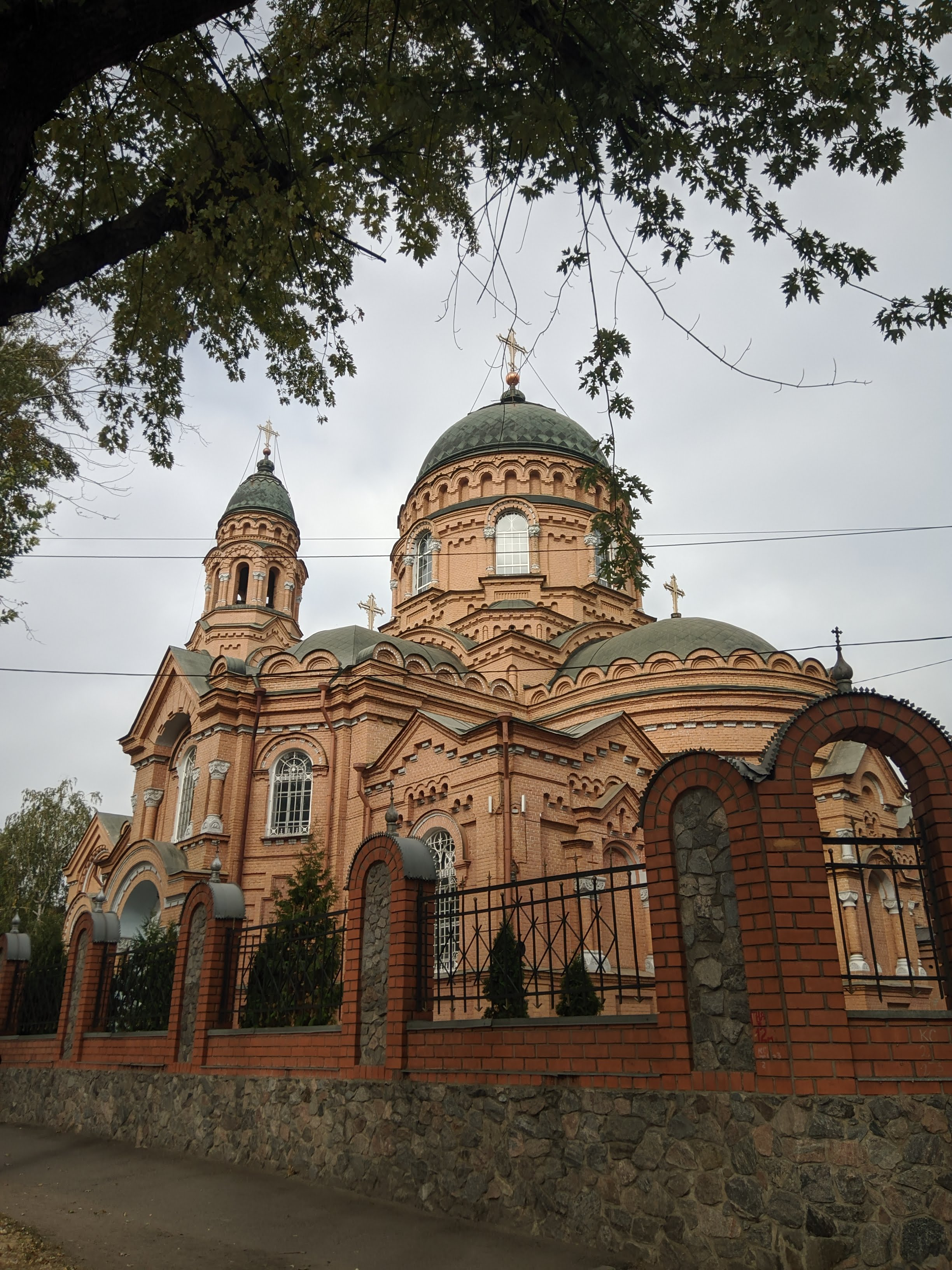
Озерянський храм
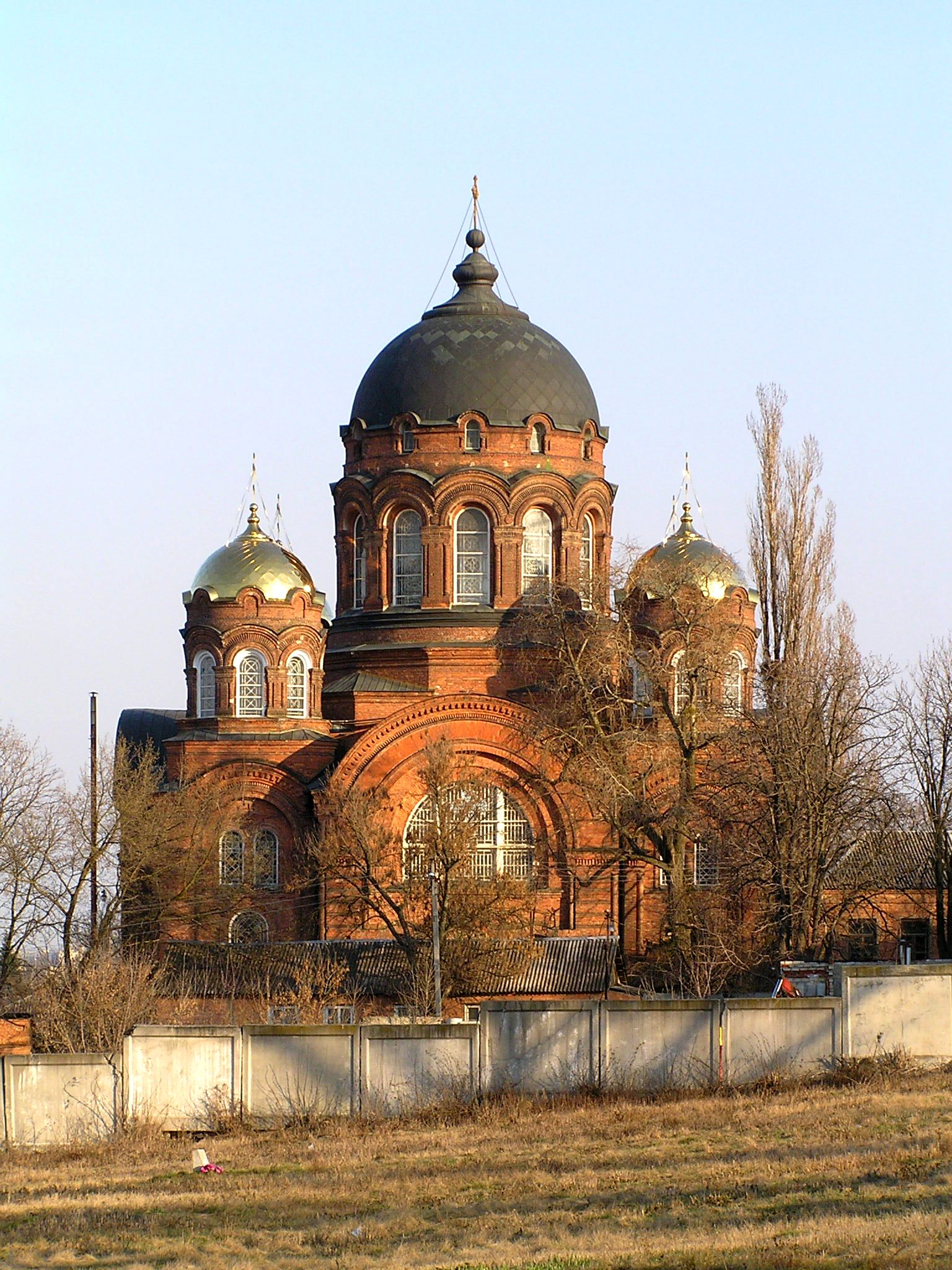
Церква Казанской Божьей Матері

### Мавританський
Невеликого поширення мавританський архітектурний стиль. У ньому зведено особняк Костянтина Біч-Лубенського (вулиця Алчевських, 19; збудована невідомим архітектором у 1901 році. У 1930-х роках її надбудували), особняк Д. О. Алчевського (вулиця Дарвіна, 13; особняк у мавританському стилі, побудований у 1896 р. архітектором О. М. Бекетовим для підприємця та вченого Дмитра Олексійовича Алчевського).

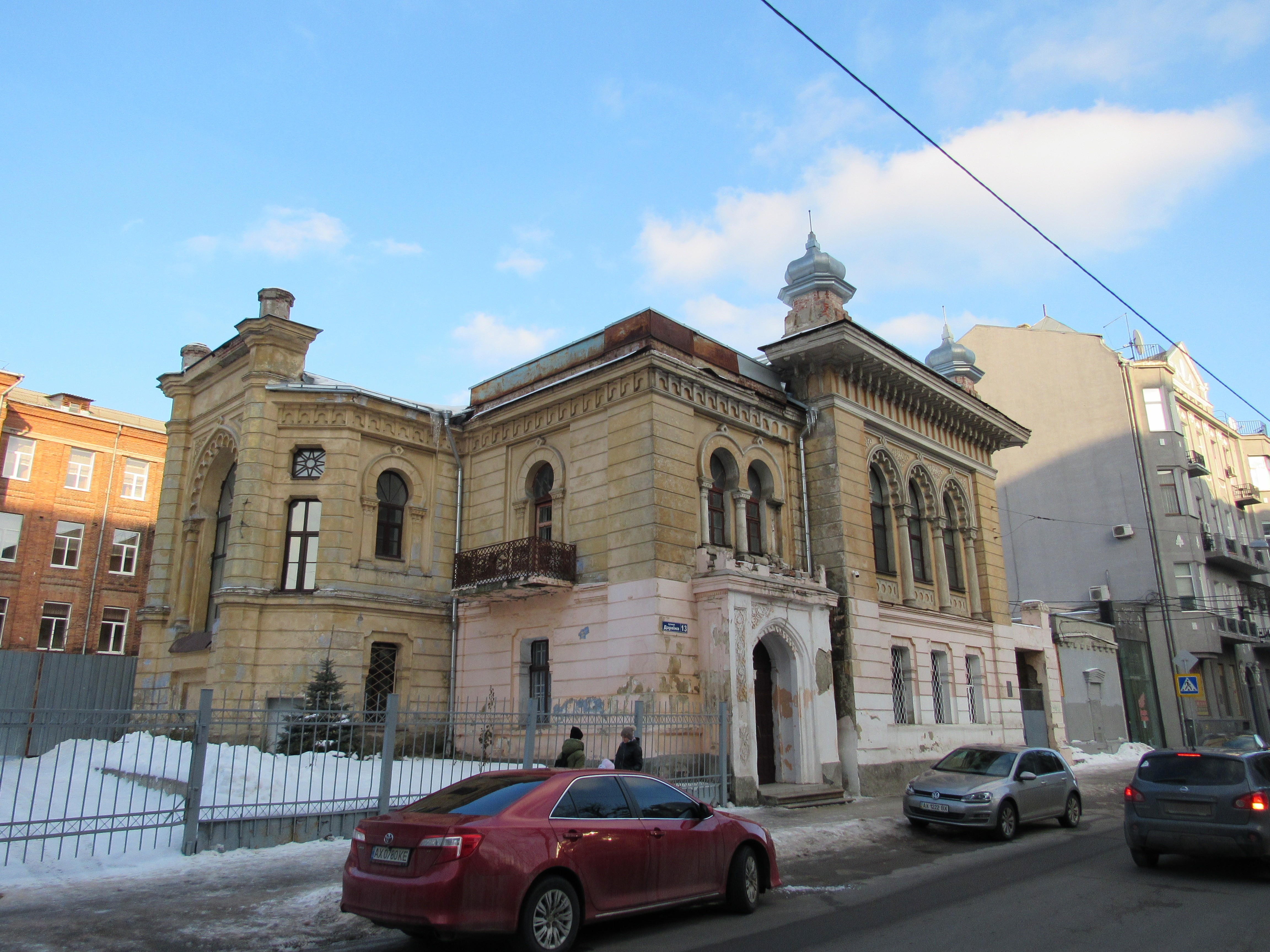
Особняк Д. О. Алчевського

### Неоготичний
Збереглися декілька будівель кінця XIX та початку XX століть у неоготичному стилі. Особняк М. М. Сомова (вулиця Максиміліанівська, 11; будинок збудовано за проєктом Олексія Миколайовича Бекетова у 1900 році для професора і дворянина Миколи Миколайовича Сомова) особняк М. С. Авдакова (вулиця Сумська, 52; збудовано наприкінці XIX століття як одноповерхова будівля. Пізніше вона була перебудована: змінено архітектуру фасаду, надбудовано другий поверх), прибутковий будинок О. Потебні (вулиця Дівоча, 5; побудований у 1903 році за проєктом арх. Ю. С. Цауне.), житловий будинок (вулиця Мироносицька, 63; кінець XIX століття, архітектор невідомий), мануфактура «Зільберман та сини» (вулиця Різдвяна, 9; збудована у 1914 році за проєктом архітектора М. Є. Компанійця. Нині будівля закинута). У неоготичному стилі зведено собор Успіння Пресвятої Діви Марії (вулиця Гоголя, 4; збудовано у 1887—1891 роках за проєктом Михаловського Б. Г.). 

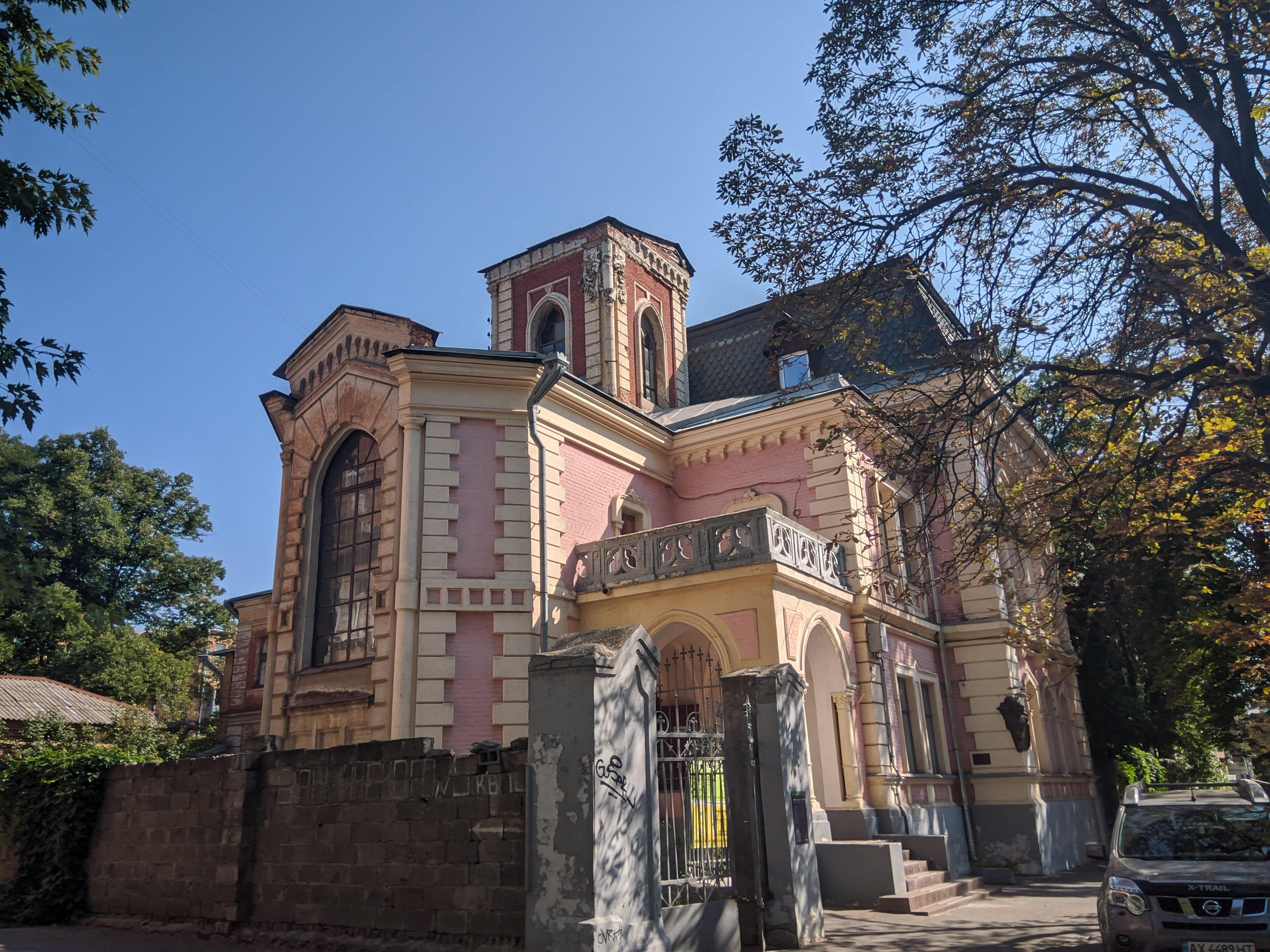
Особняк М. М. Сомова
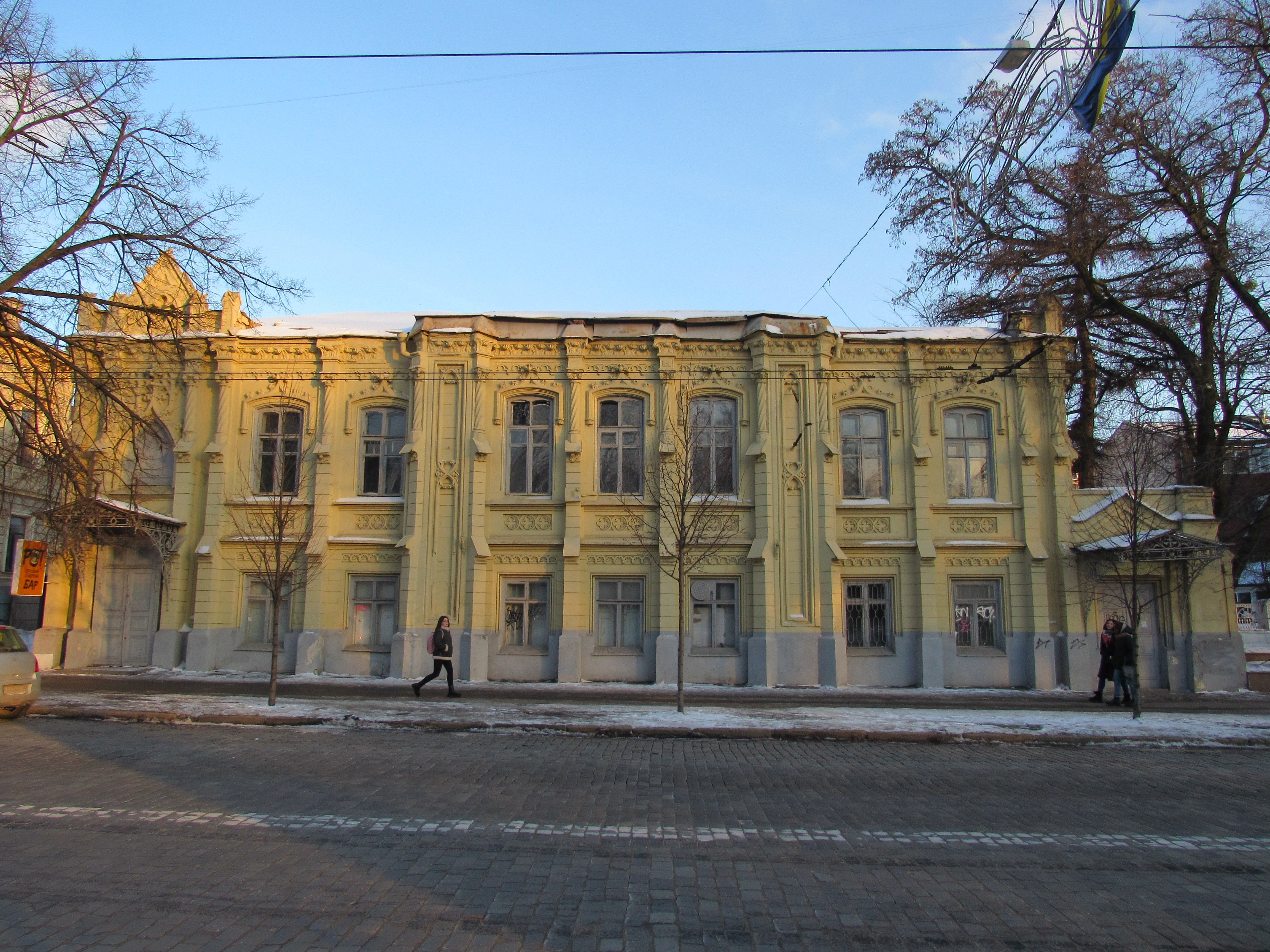
Особняк М. С. Авдакова
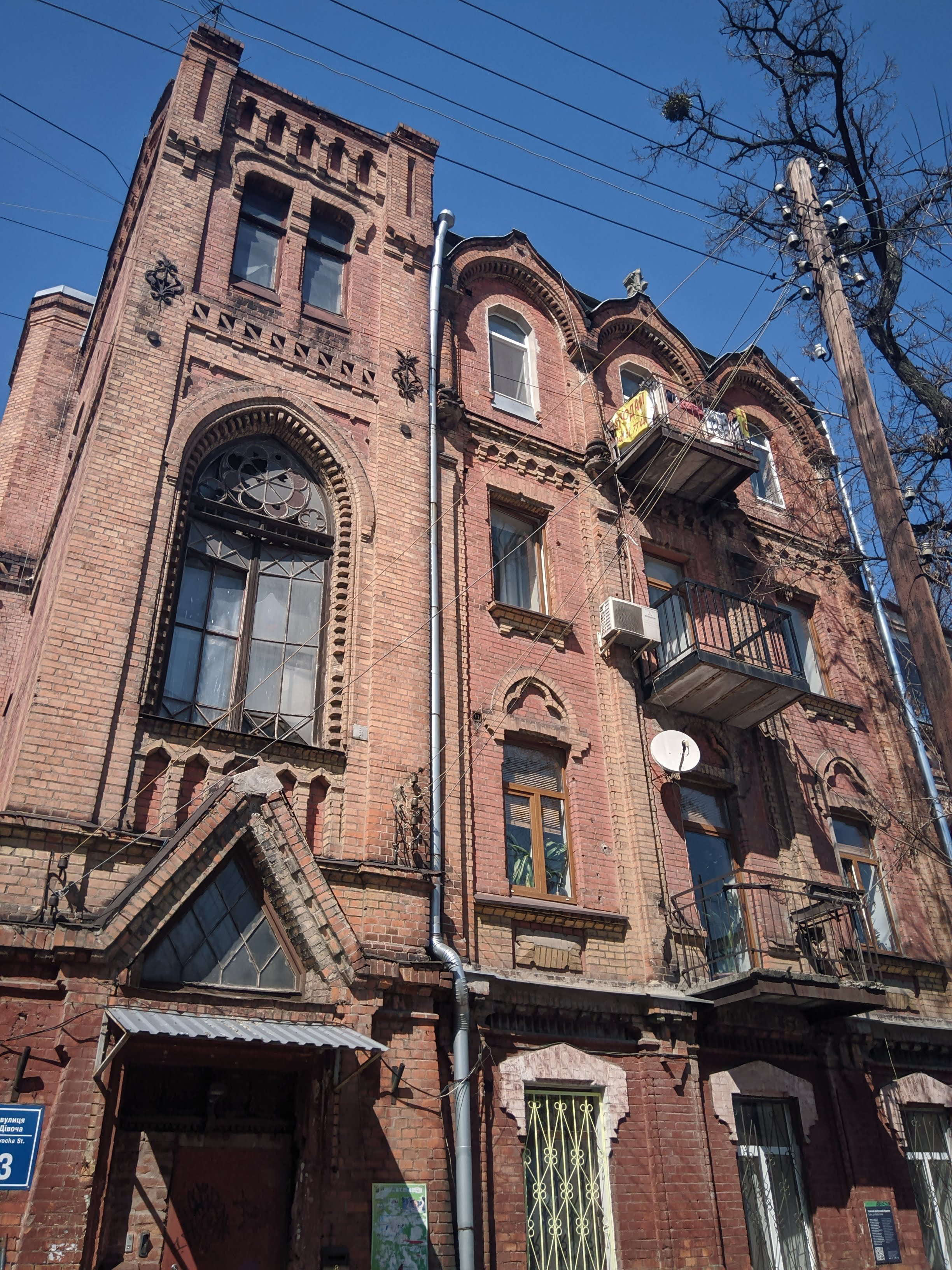
Прибутковий будинок О. Потебні
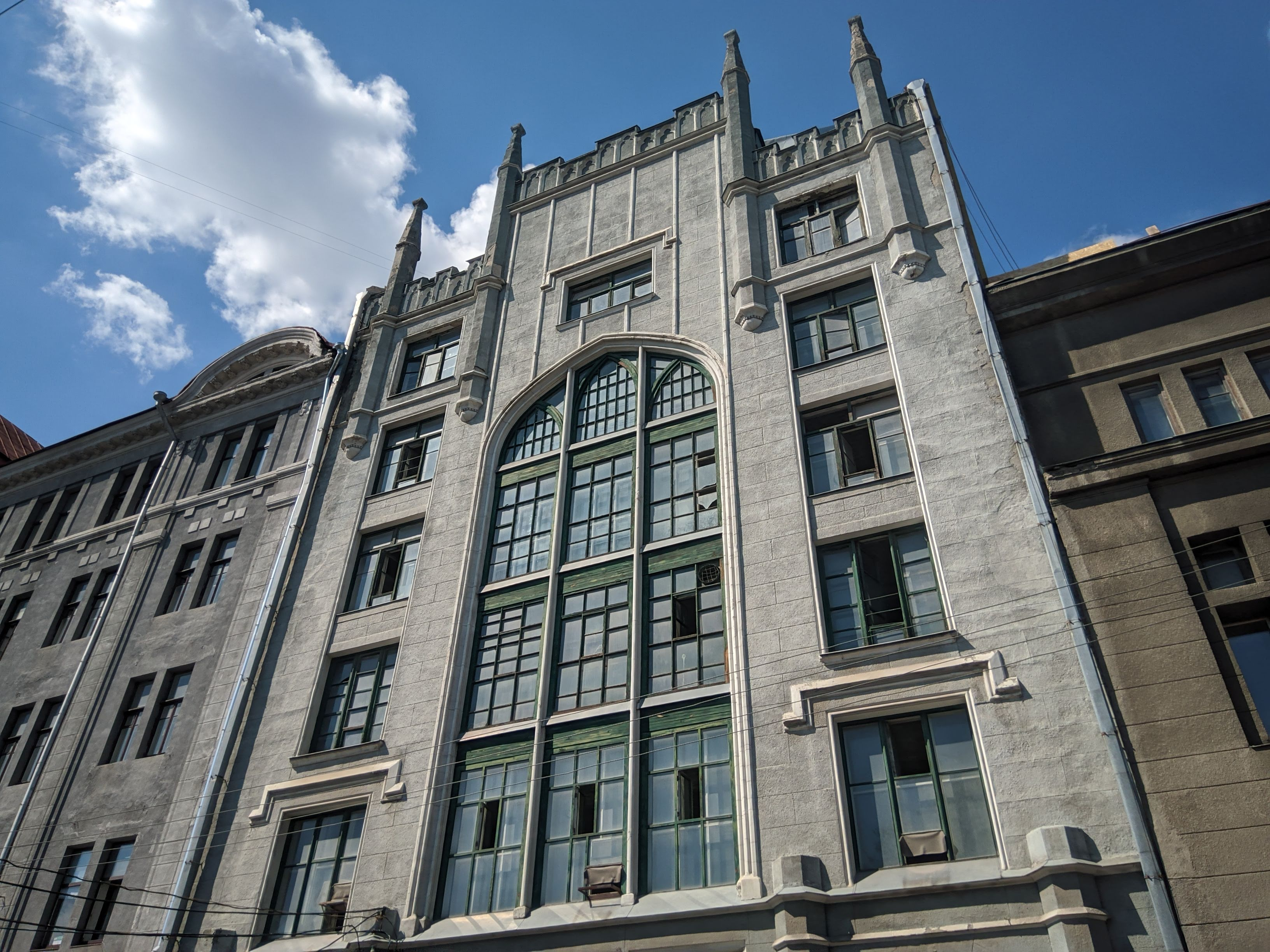
Мануфактура «Зільберман та сини»
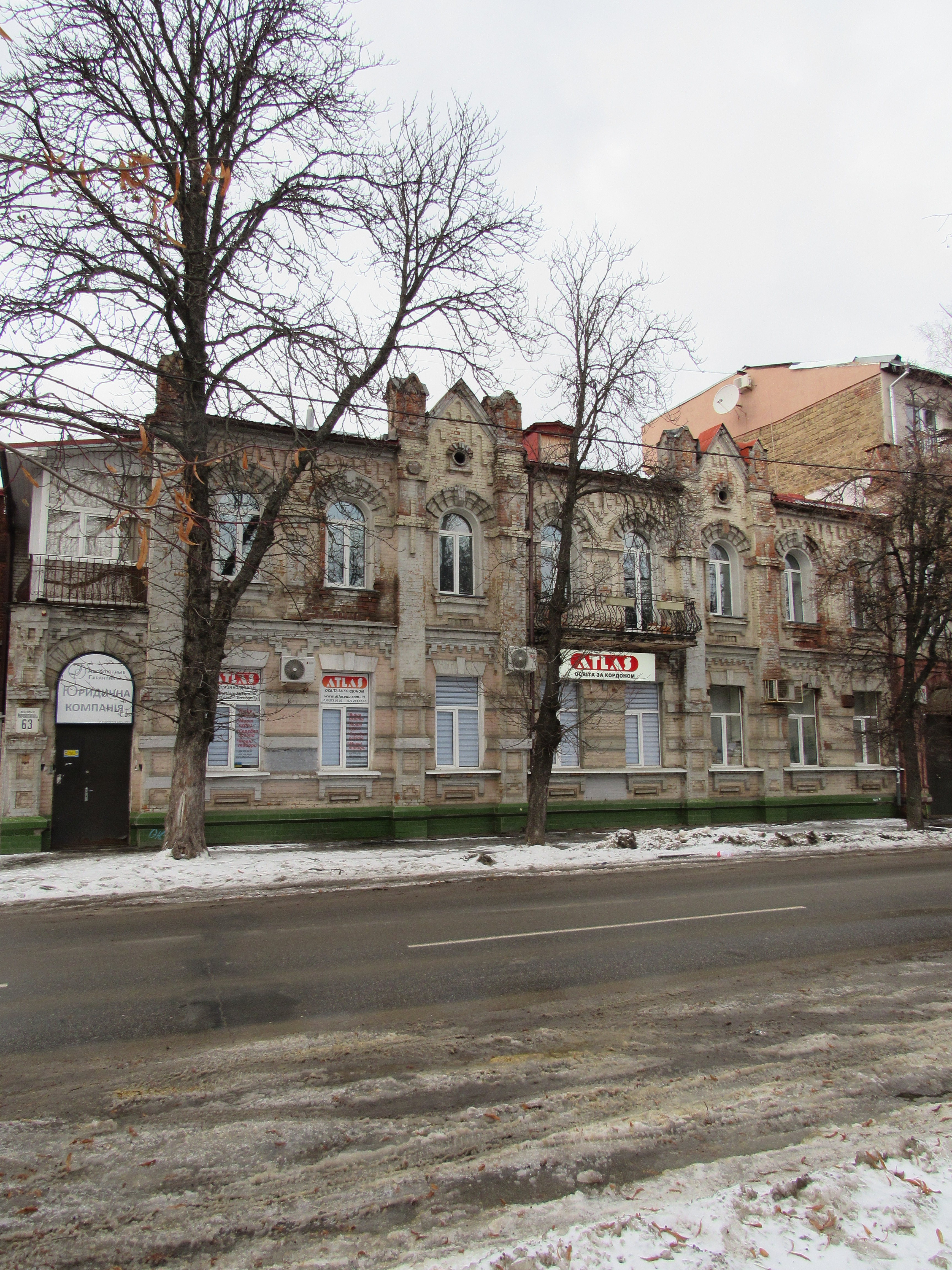
Будинок на вулиці Мироносицькій
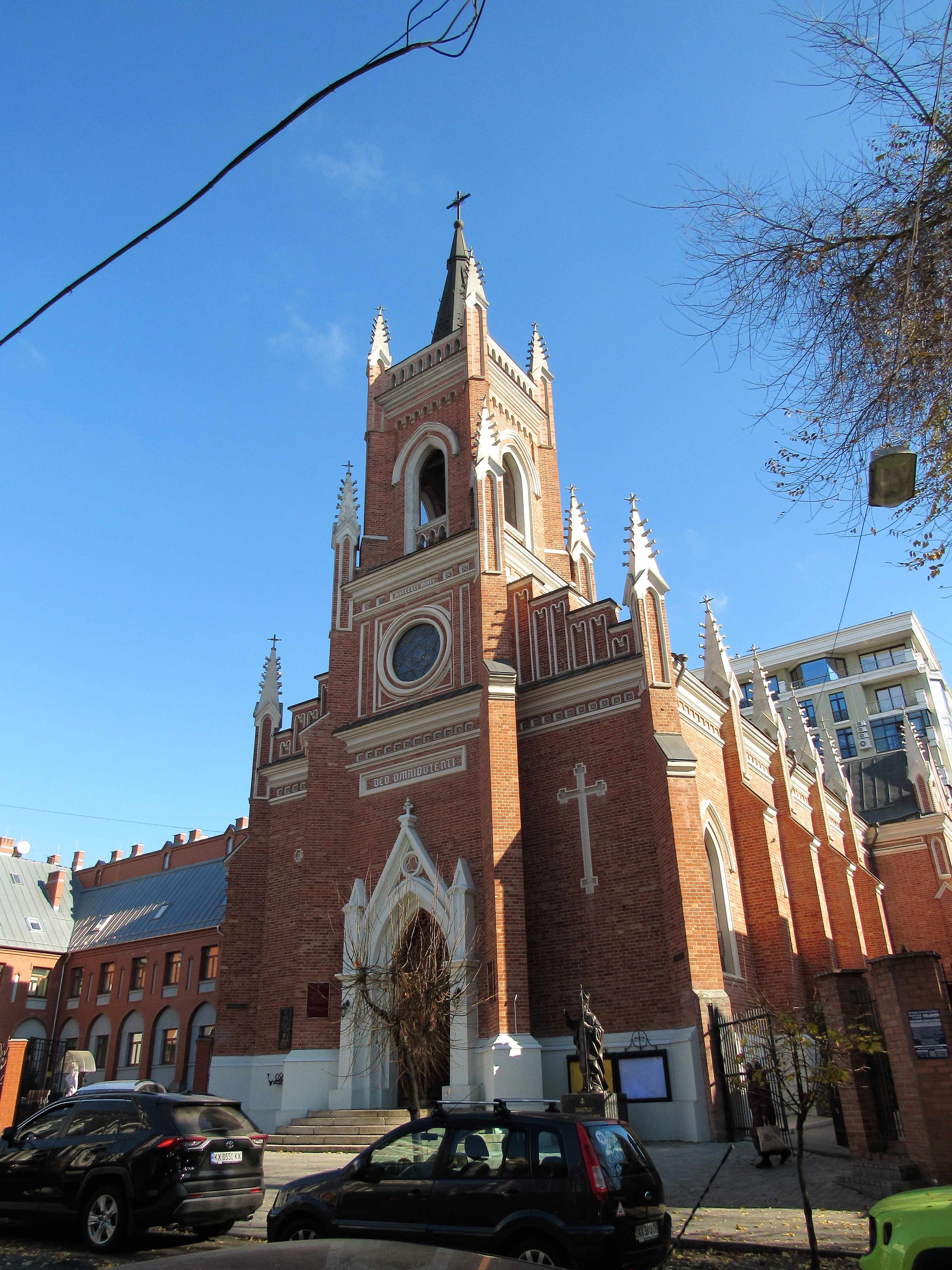
Собор Успіння Пресвятої Діви Марії

### Історизм
На початку XX століття історизм став одним з найпоширеніших стилів будівництва у Харкові. Найвідомішими будинками у цьому стилі є будівля страхового товариства «Життя» (вулиця Сумська, 19; збудована наприкінці ХІХ століття за проєктом архітектора Штакеншнейдера М. А.), прибутковий будинок з магазином купця Аладьїна (вулиця Сумська, 44; побудований у 1912 році за проєктом архітектора Ю. С. Цауне), будівля Торгового банку (майдан Конституції, 26; збудована у 1899 році за проєктом О. М. Бекетова. Під час війни будівля постраждала, а у 1949 відновлена за проєктом архітектора Подгорного Н. М.). будинок амбулаторії Ліги боротьби з туберкульозом (майдан Оборонний Вал, 12; збудований у 1912 році, імовірно, за проєктом архітекторів С. І. Загоскіна і В. Г. Кричевського).

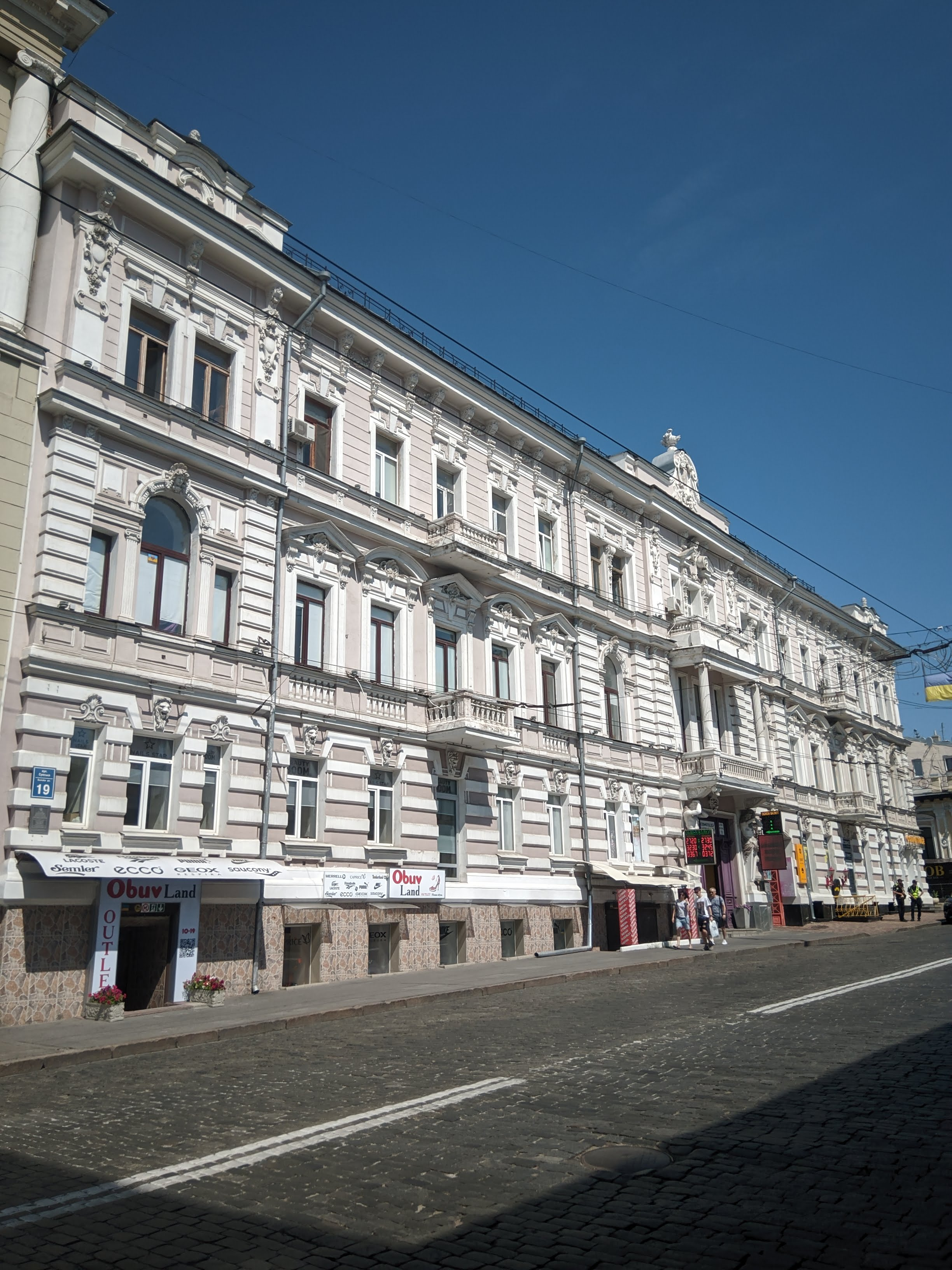
Будинок страхового товариства «Життя»
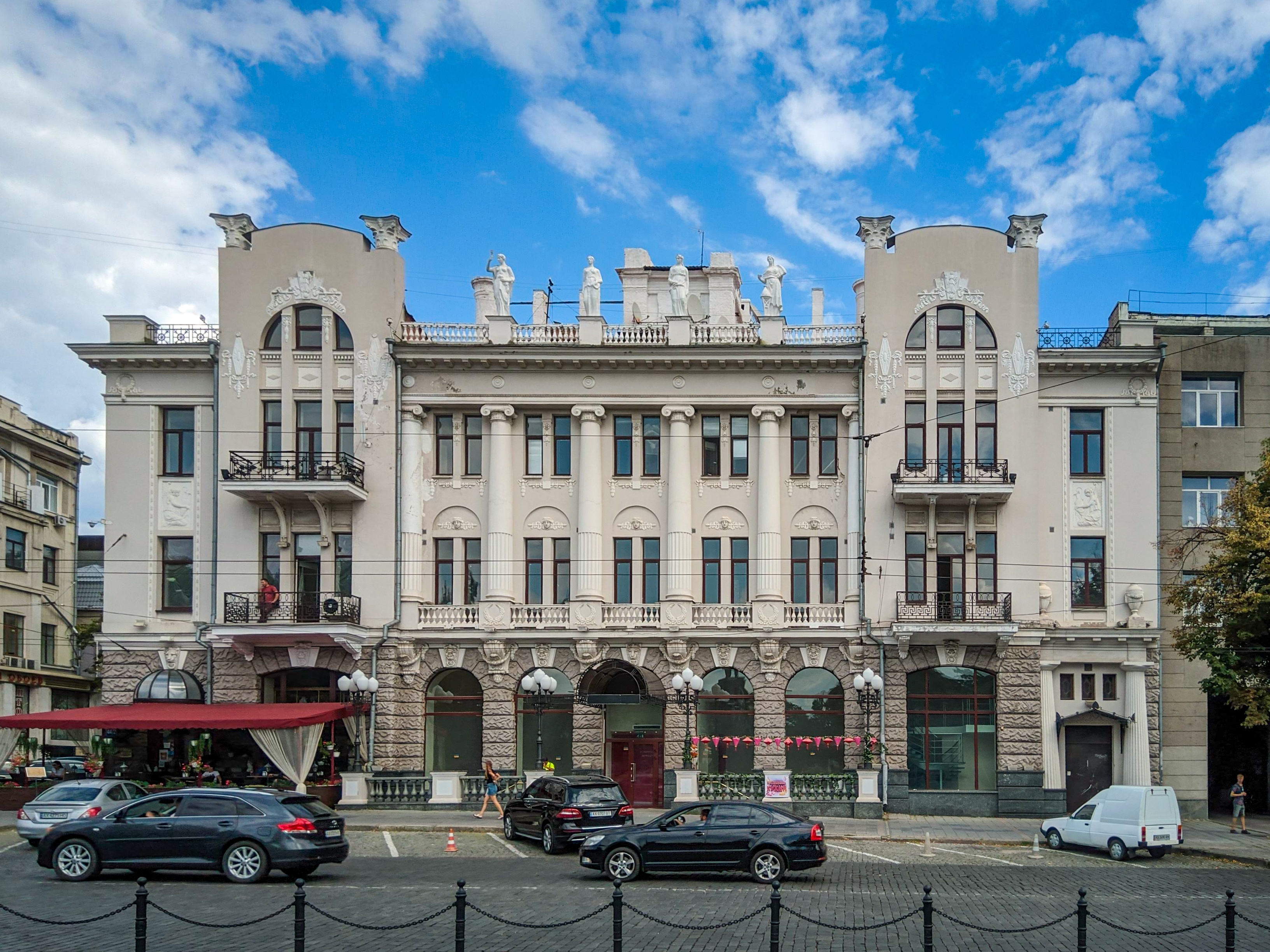
Будинок Аладьїних
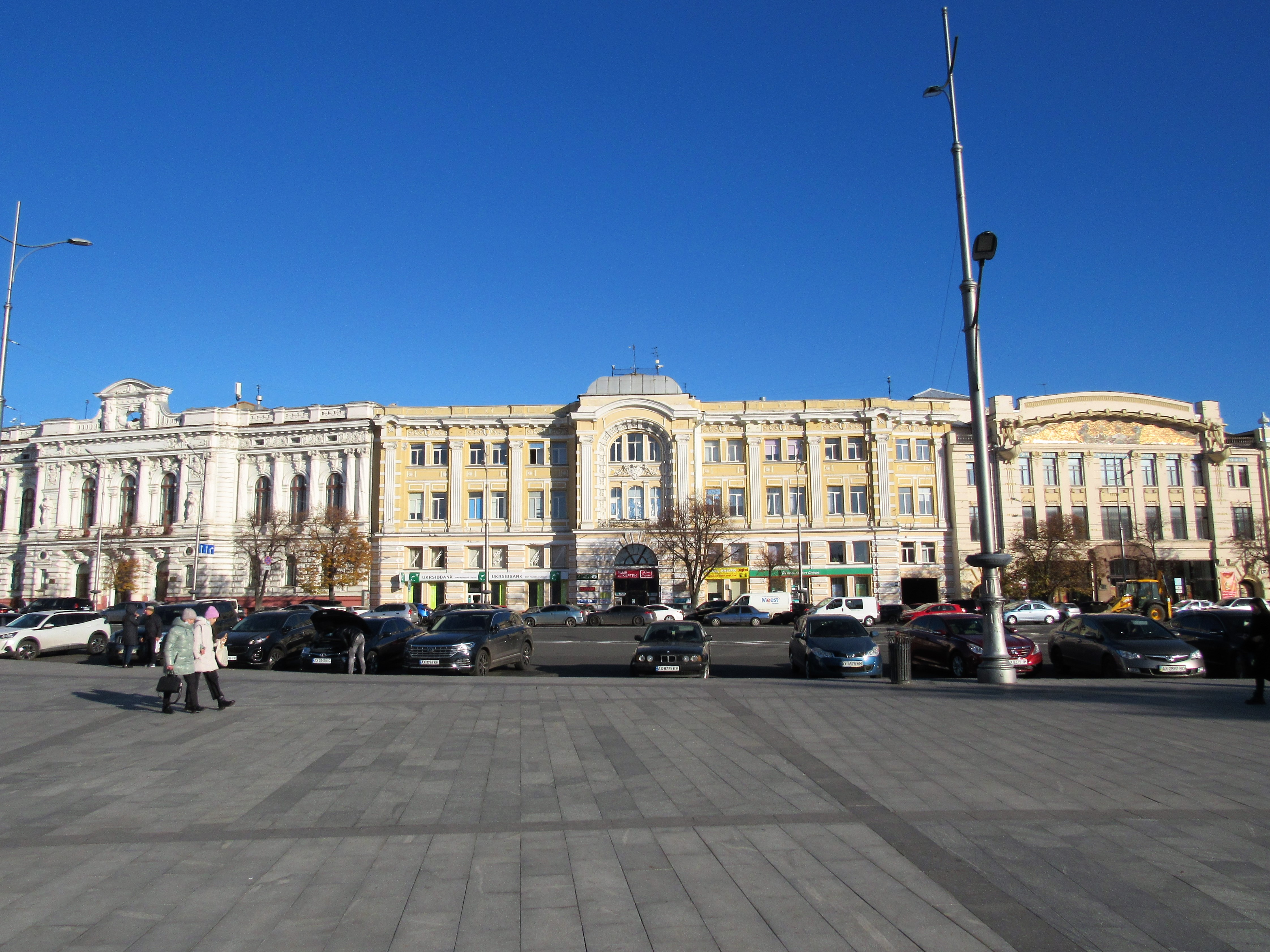
Торговий банк
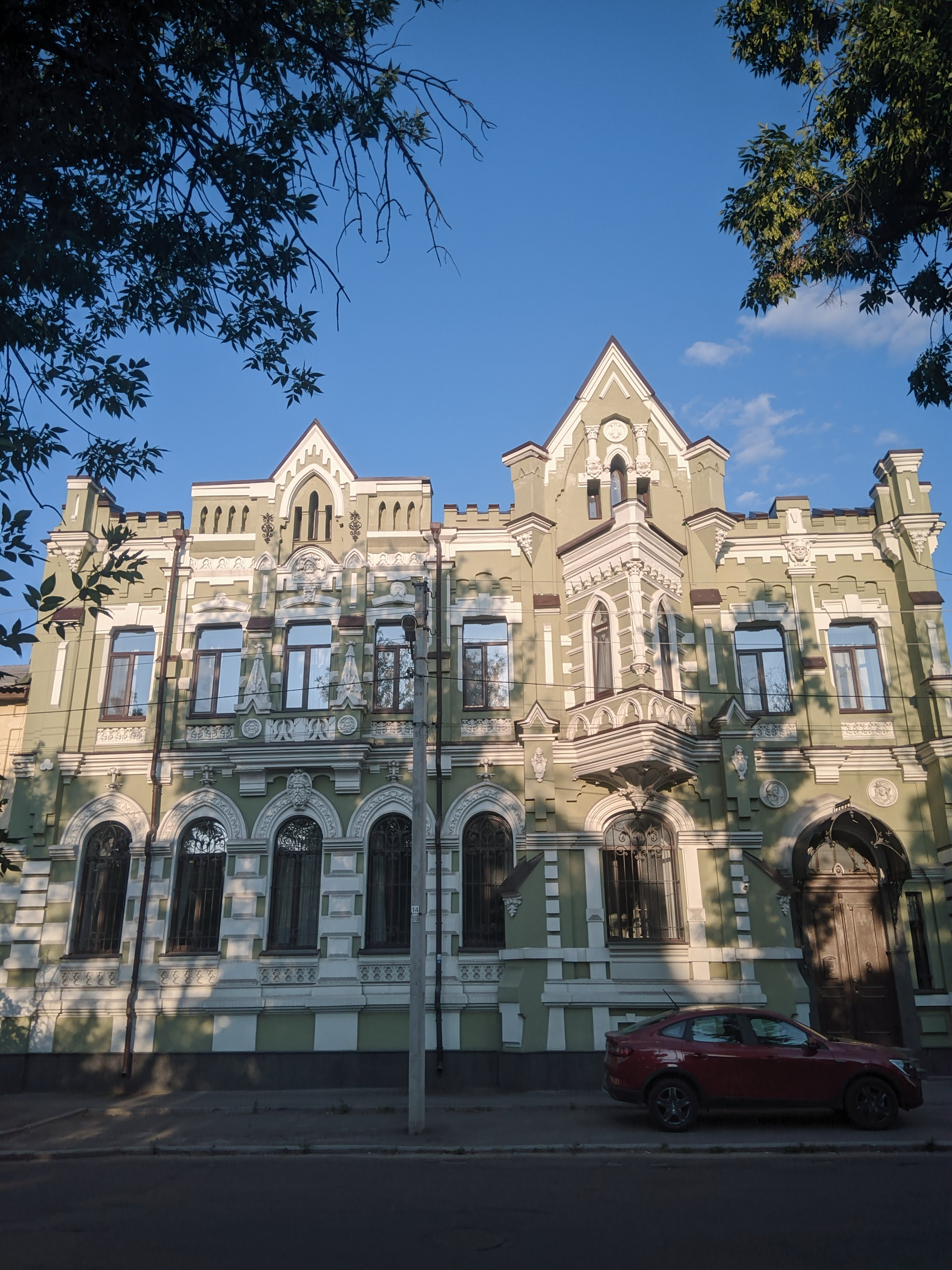
Будинок ліги боротьби з туберкульозом
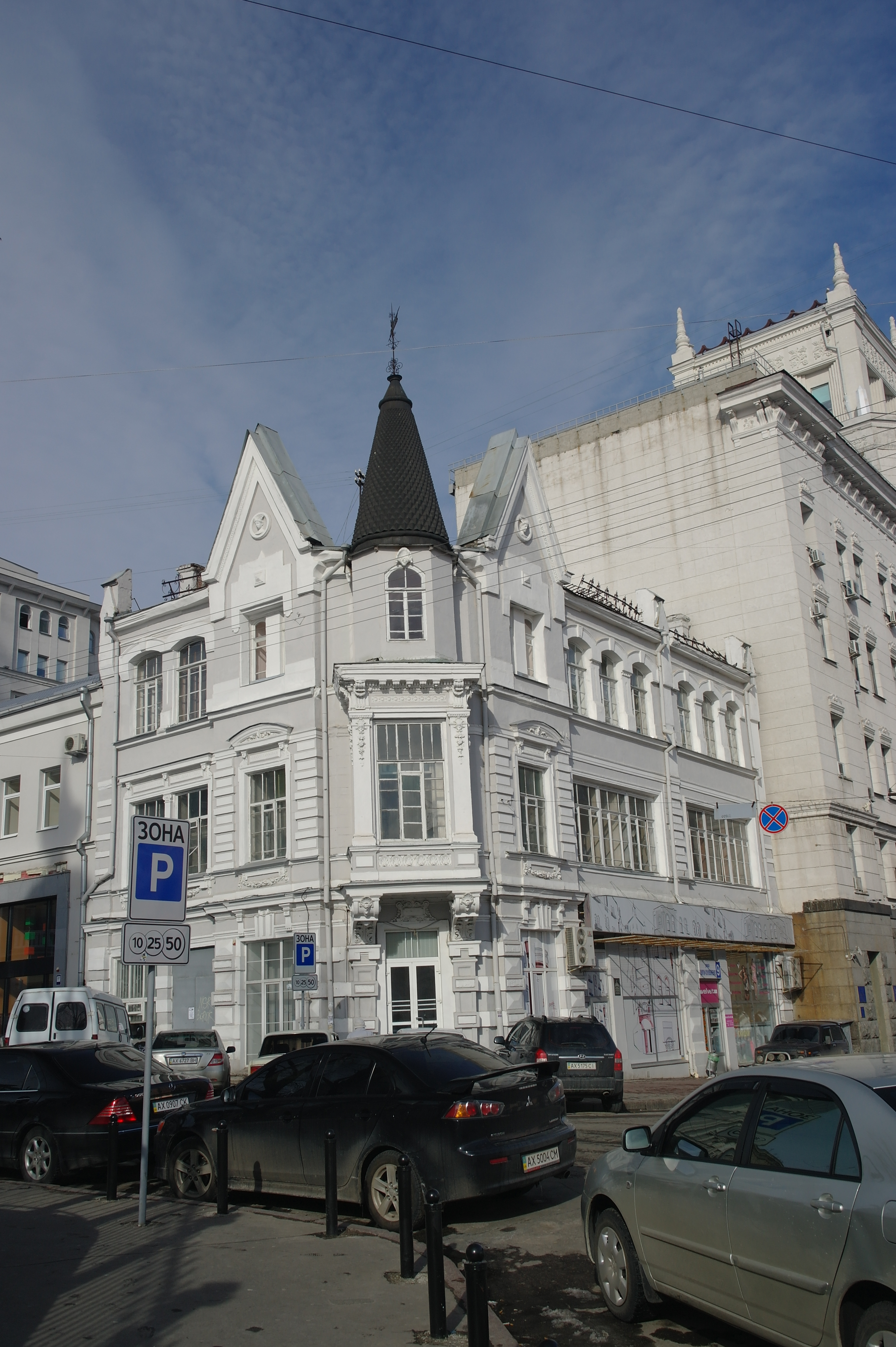
Жилий і торговий будинок

### Цегляний
Поширення у будівництві другої половини XIX століття набув цегляний стиль. Стиль будівель доби історизму на зламі XIX — XX століття. Для «цегляного стилю» характерна заміна ліпних прикрас і тиньку декором з не потинькованої цегли. У цьому стилі збудовано пожежну каланчу (вулиця Квіткинська, 25; збудована у 1884 році за проєктом архітектора Г. Я. Стрижевського. У 2022 році будівля серйозно постраждала внаслідок російського обстрілу), будівлю ломбарду (вулиця Університетська, 5; побудовано за проєктом архітектора Б. М. Корнієнко в 1908 році), особняк М. І. Зубовської (вулиця Дарвіна, 25; збудований у 1887 році за проєктом архітектора А. М. Томсона) та багато інших будинків.

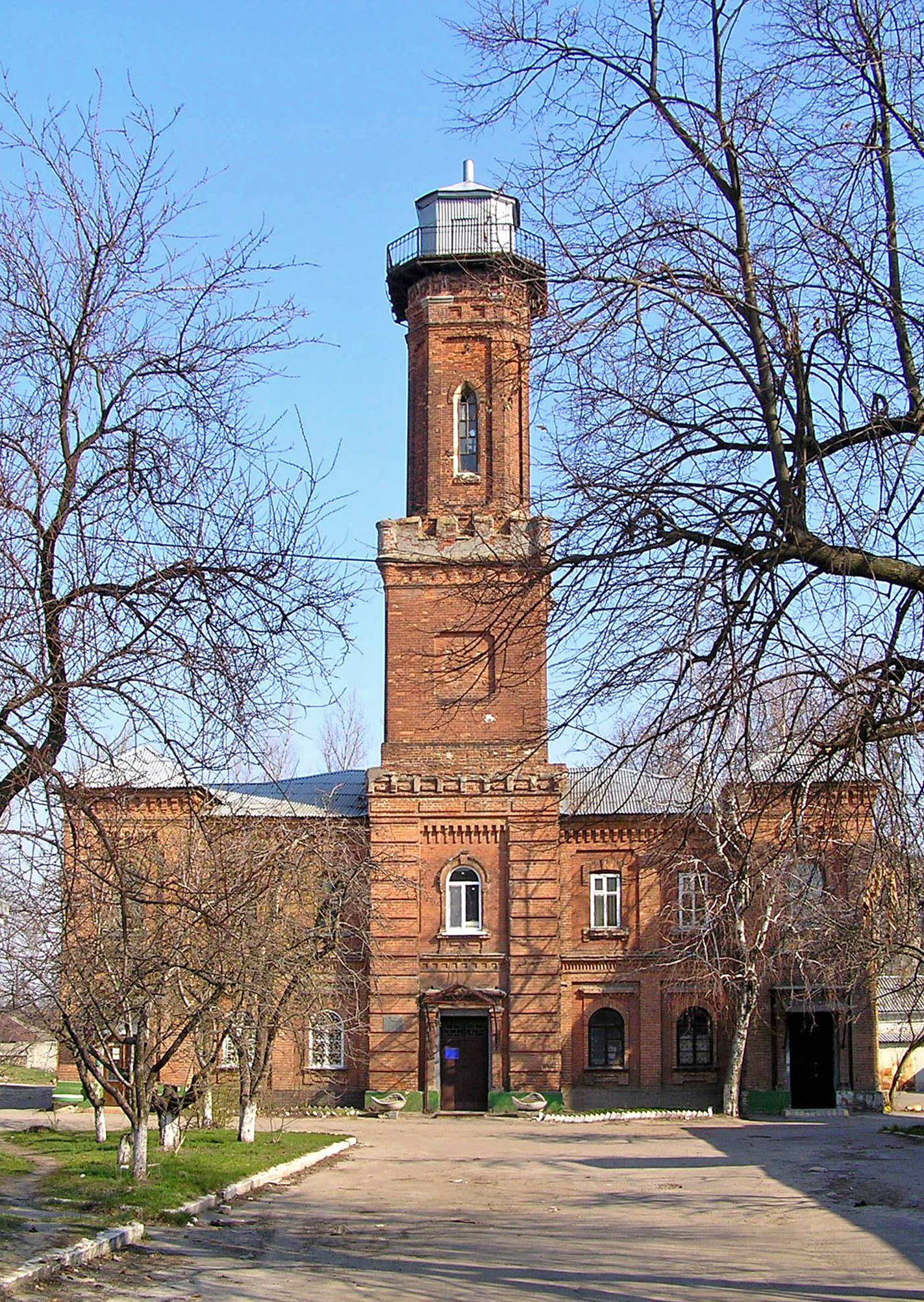
Пожежна частина на Заїківці
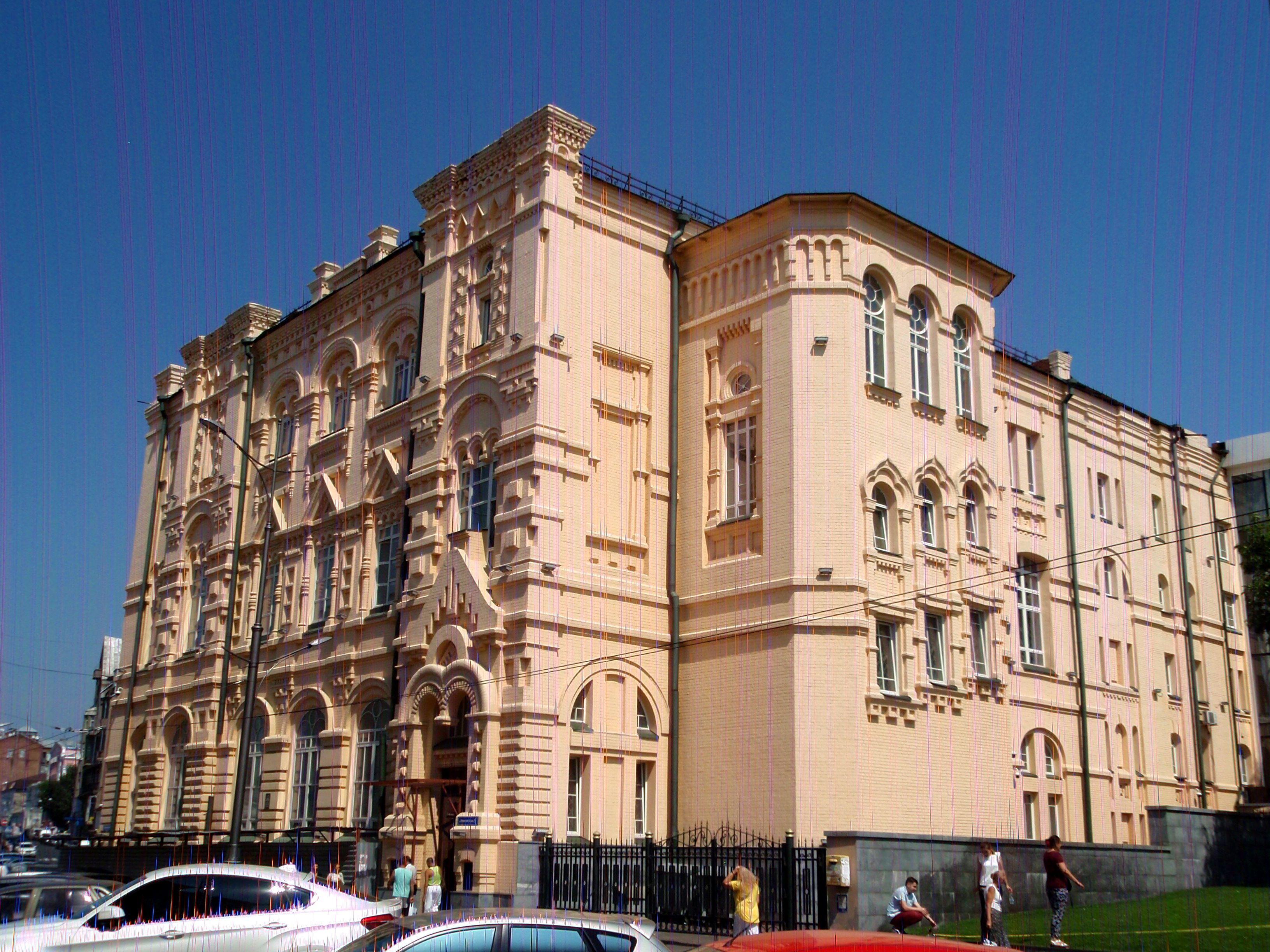
Ломбард
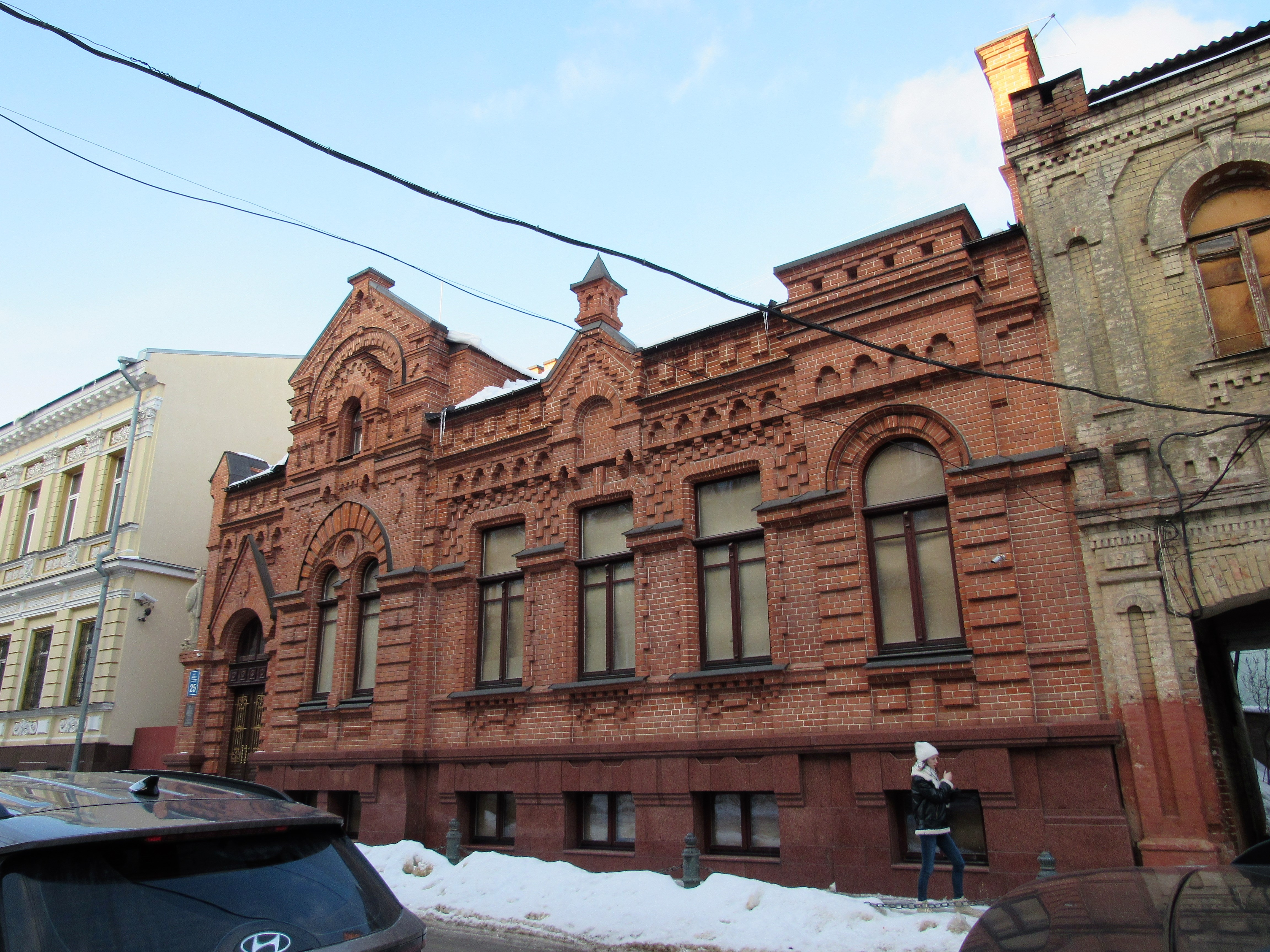
Особняк М. І. Зубовської
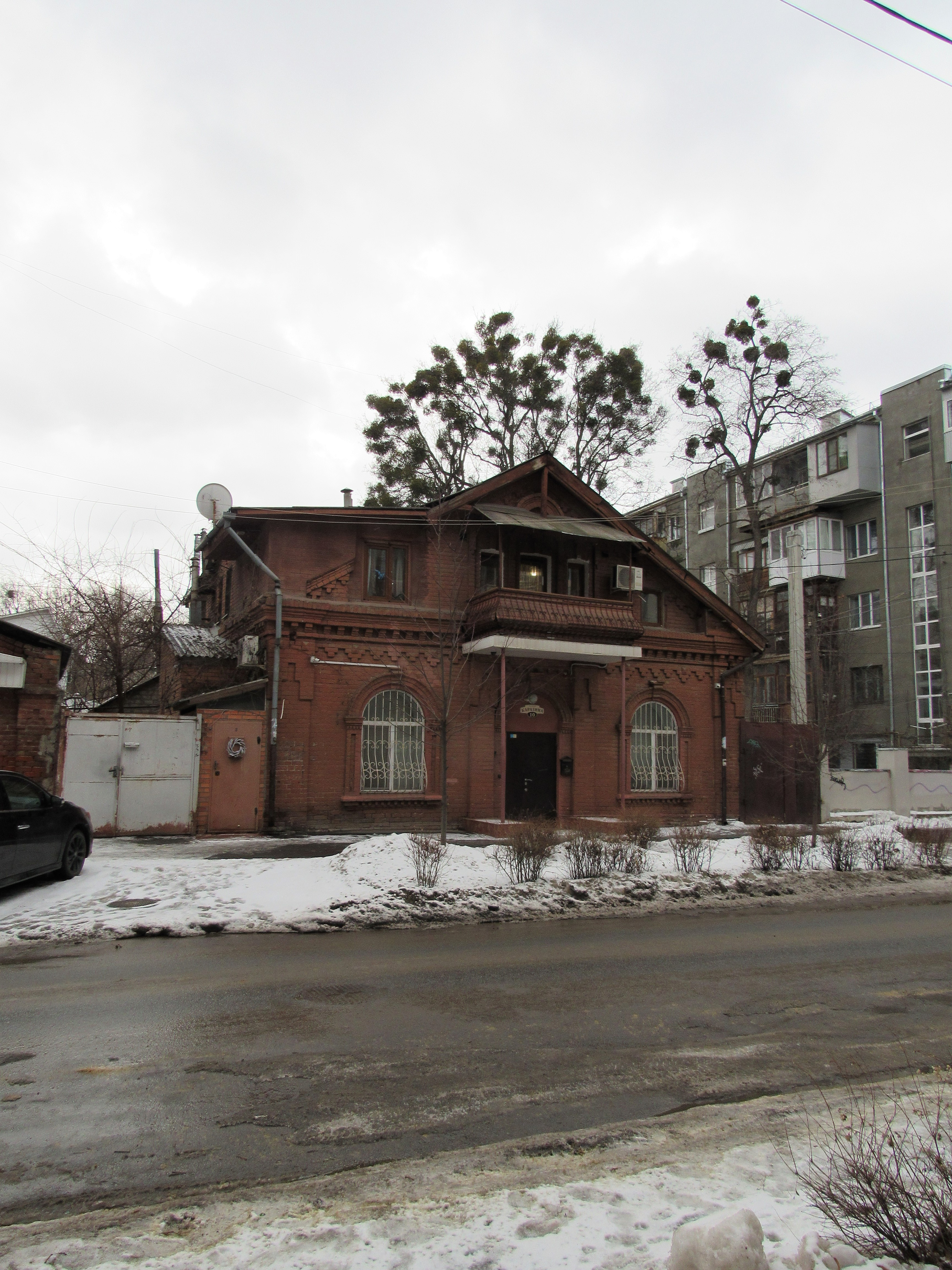
Житловий будинок

### Дерев'яний
Харків налічує мініму чотири більше ніж сторічні дерев'яні будівлі:
- Дерев'яний особняк на вулиці Римарській, 28-і. Збудований у середині або кінці ХІХ століття[69].
- Дерев'яний флігель лікарні на вулиці Академіка Павлова, 46. Одноповерховий дерев'яний будинок зведено, ймовірно, у середині ХІХ століття.
- Колишній барак для інфекційних хворих на вулиці Данилевського, 9. Дерев'яну будівлю для інфекційних хворих збудовано за проєктом Молокіна А. Г. у 1915 році. Нині тут музей історії та лабораторія очного протезування[70].
- Житловий будинок на вулиці Семінарській, 49. Одноповерхова невеличка дерев'яна хатинка була збудована наприкінці ХІХ — на початку XX століття[71].

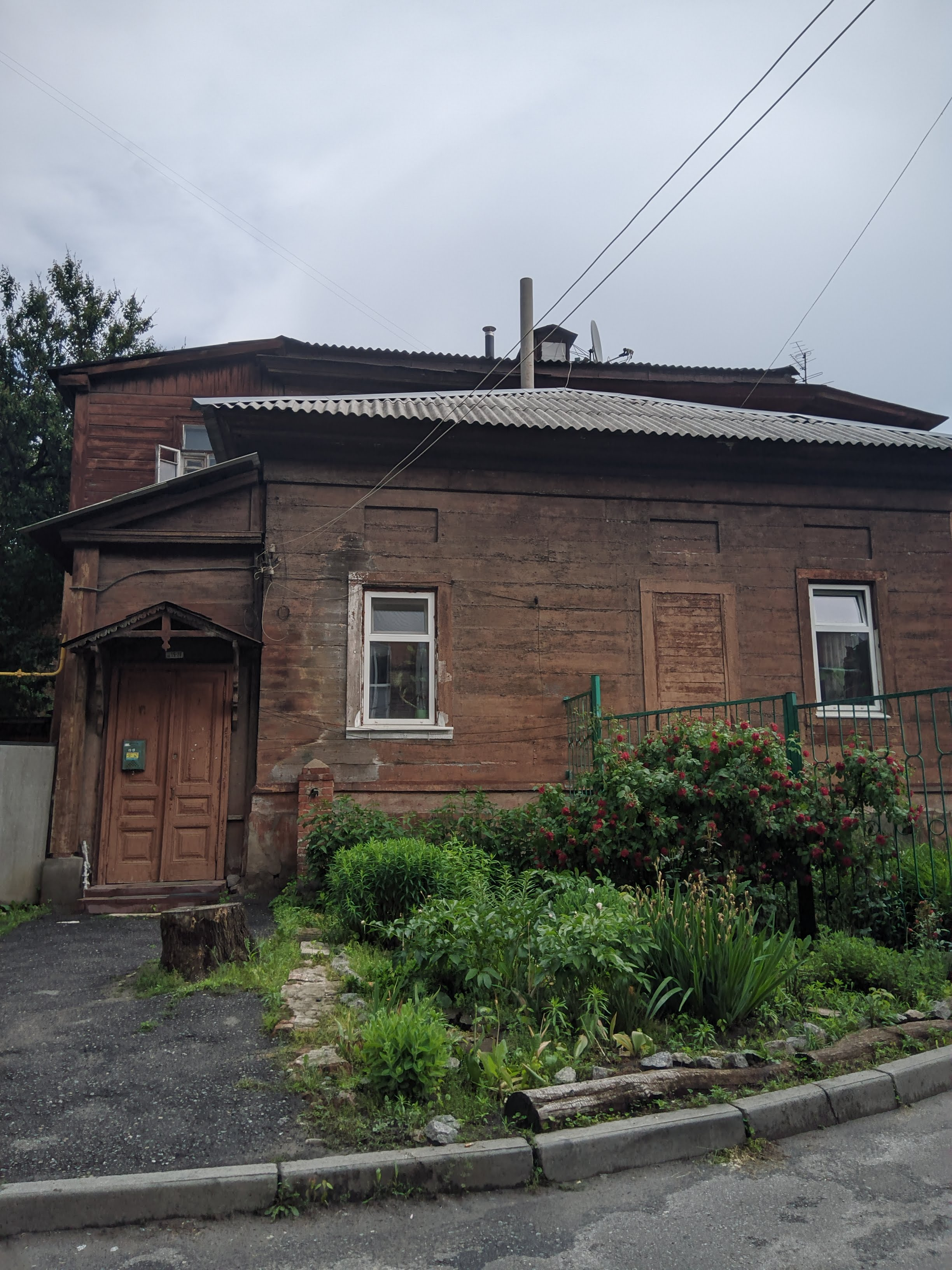
Дерев'яний будинок на Римарській

### Модерн
Великого поширення у місті на початку XX століття набув модерн. Найвідомішими представниками харківського модерну є прибутковий будинок П. М. Селіванова (вулиця Григорія Сковороди, 19; побудований у 1907 році у стилі декоративного модерну, архітектор О. М. Гінзбург. Збереглися старі написи над колишніми магазинами першого поверху. Будинок має багате декоративно-пластичне вирішення фасаду і під'їзду), будинок Шапара (вулиця Конторська, 26; збудований у 1907 році за проєктом архітектора Валентина Фельдмана), «Дах Світу» (провулок Театральний 6; колишня житлова багатоповерхівка початку 20-го сторіччя, яка занедбана після великої пожежі 1970 року. Будинок виключено зі списку пам'яток архітектури).

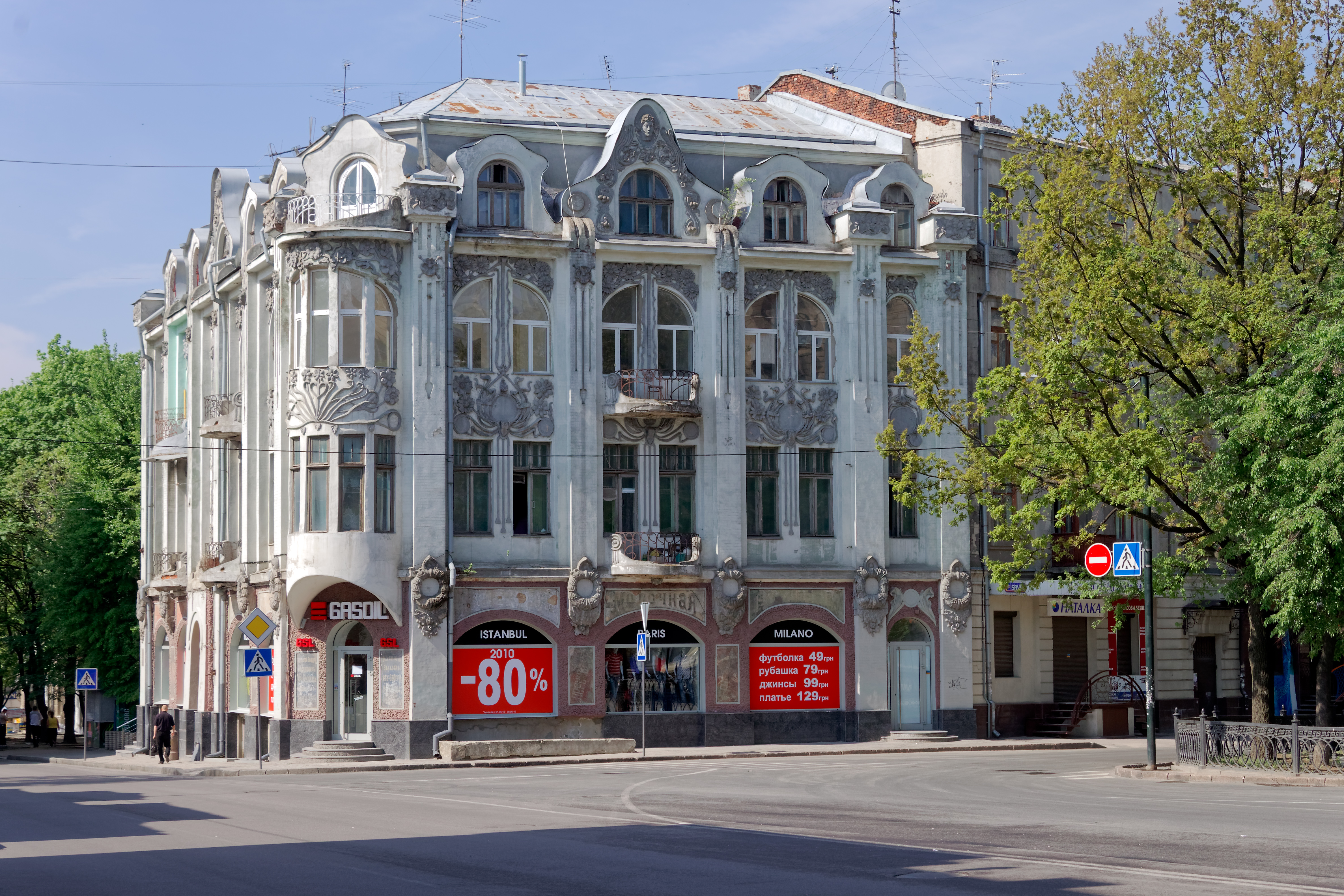
Прибутковий будинок П. М. Селіванова
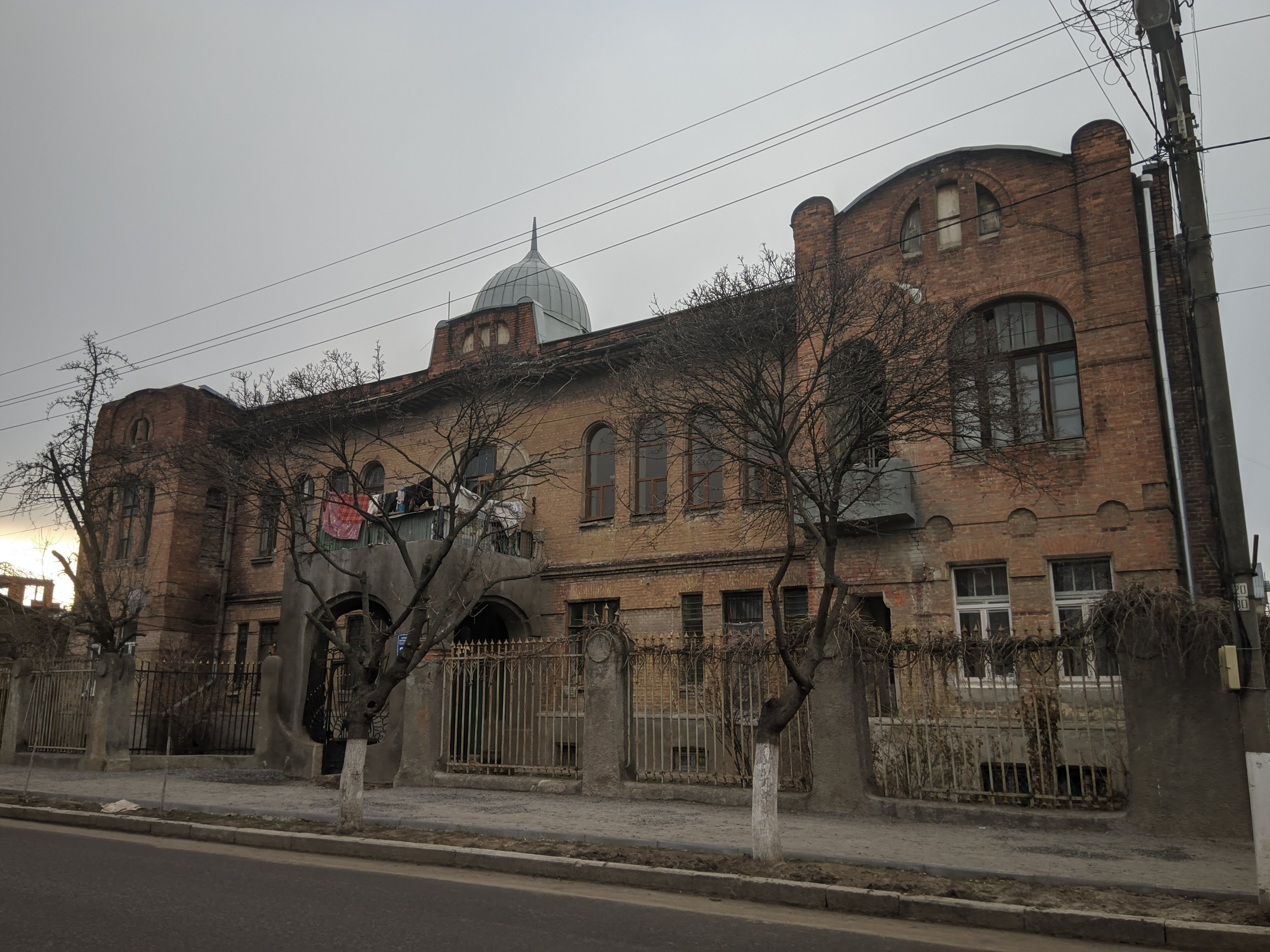
Особняк Шапара
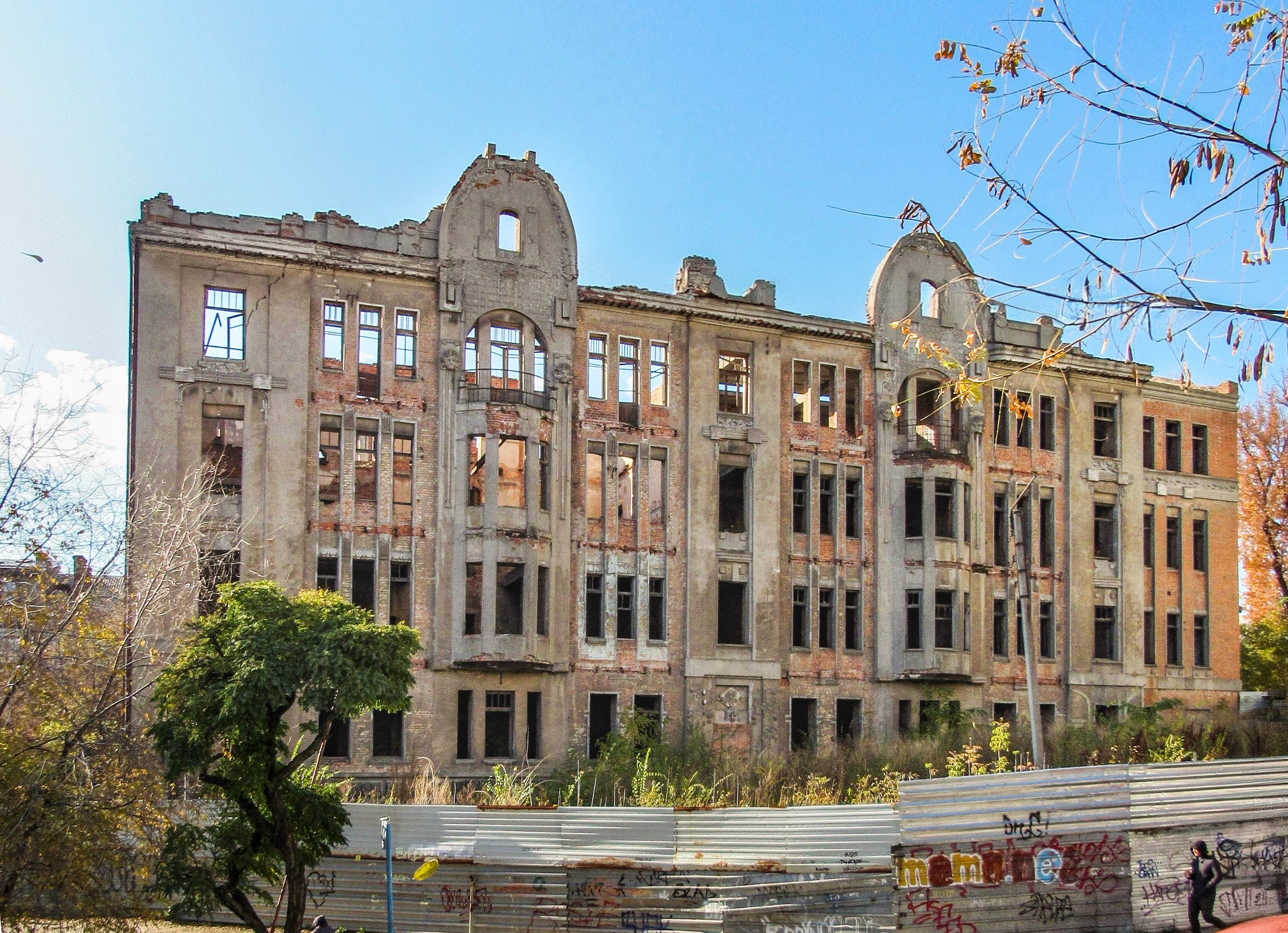
Дах Світу
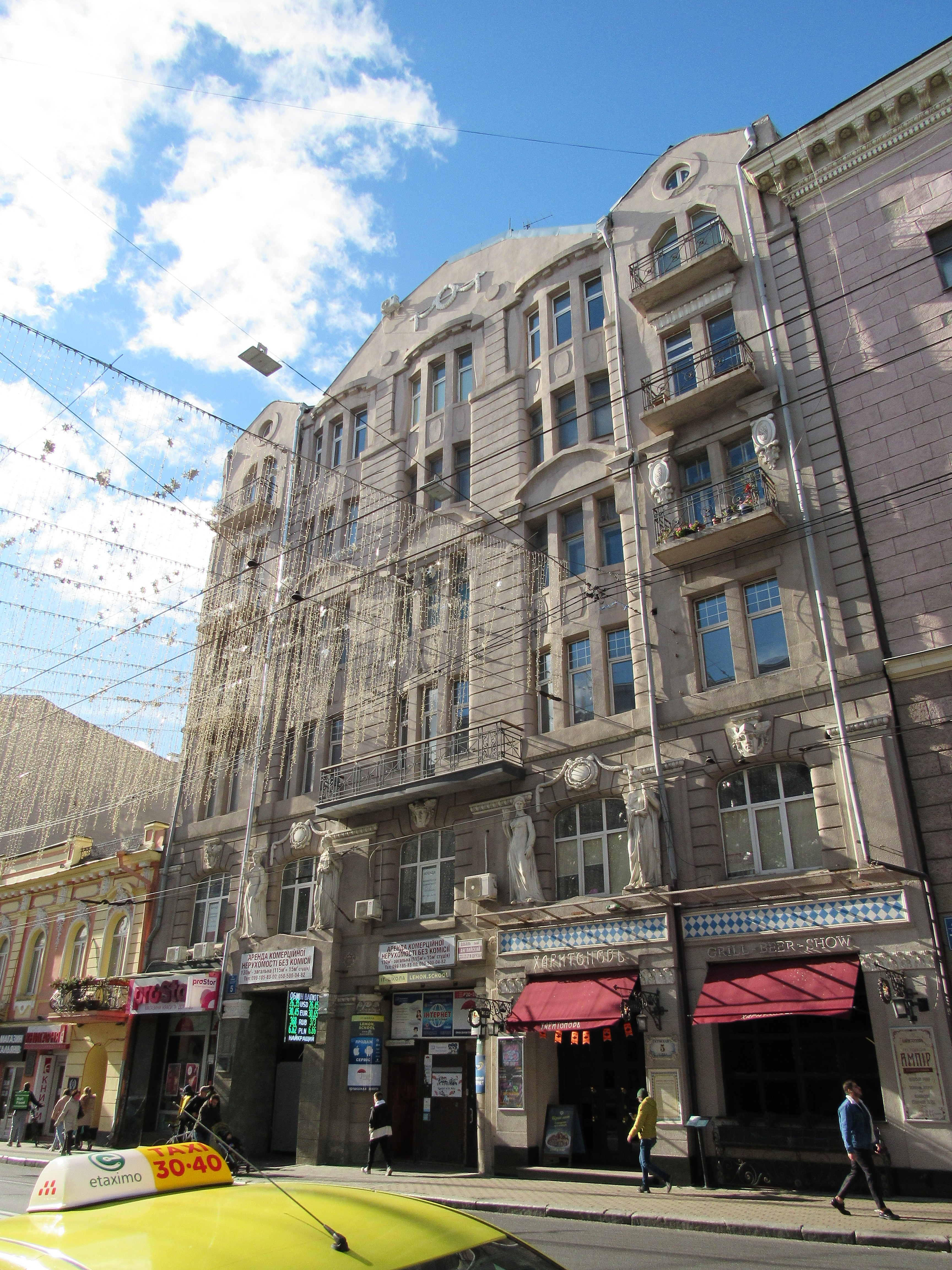
Прибутковий будинок і кінотеатр «Ампір»
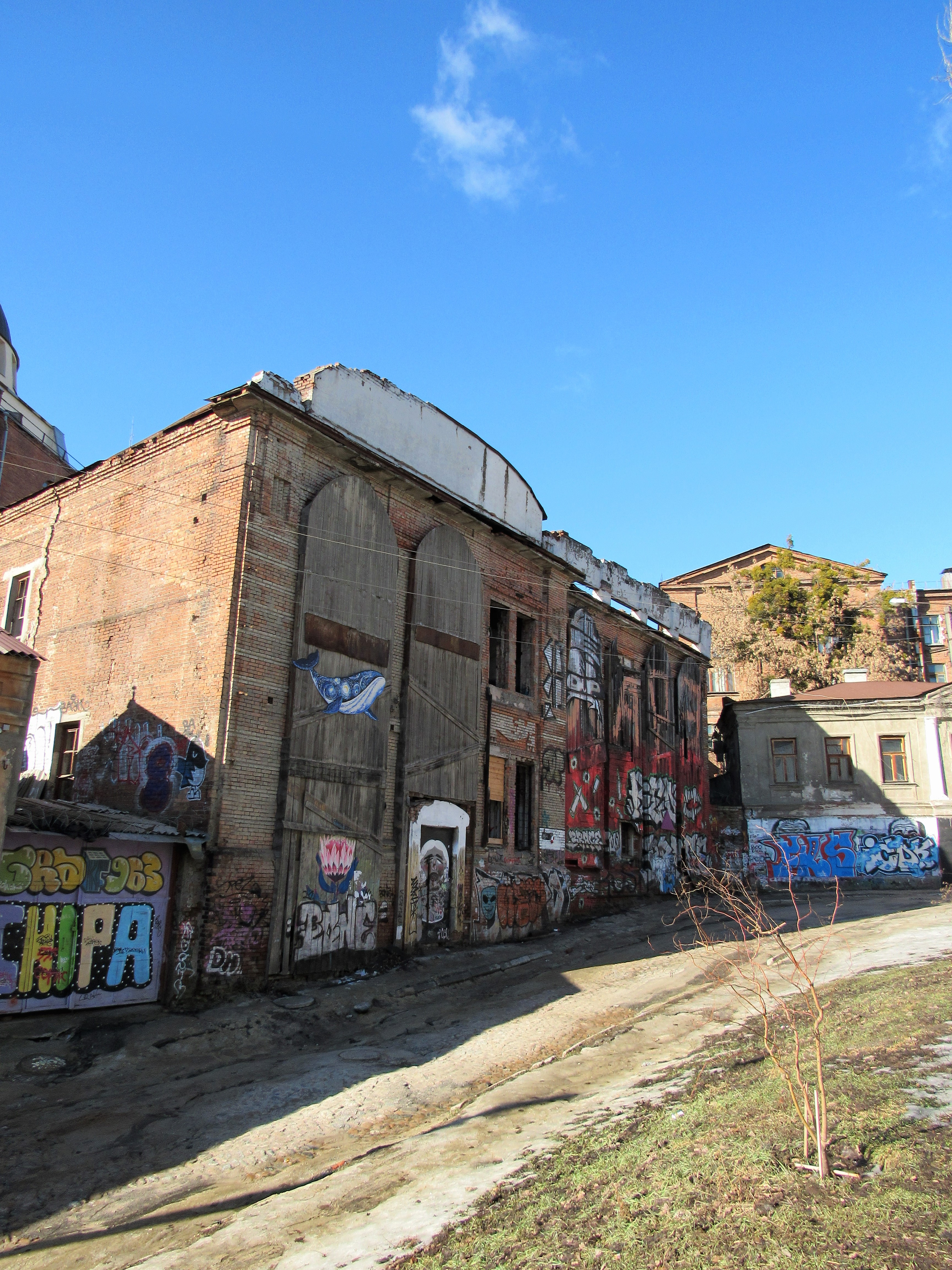
Закинутий анатомічний театр
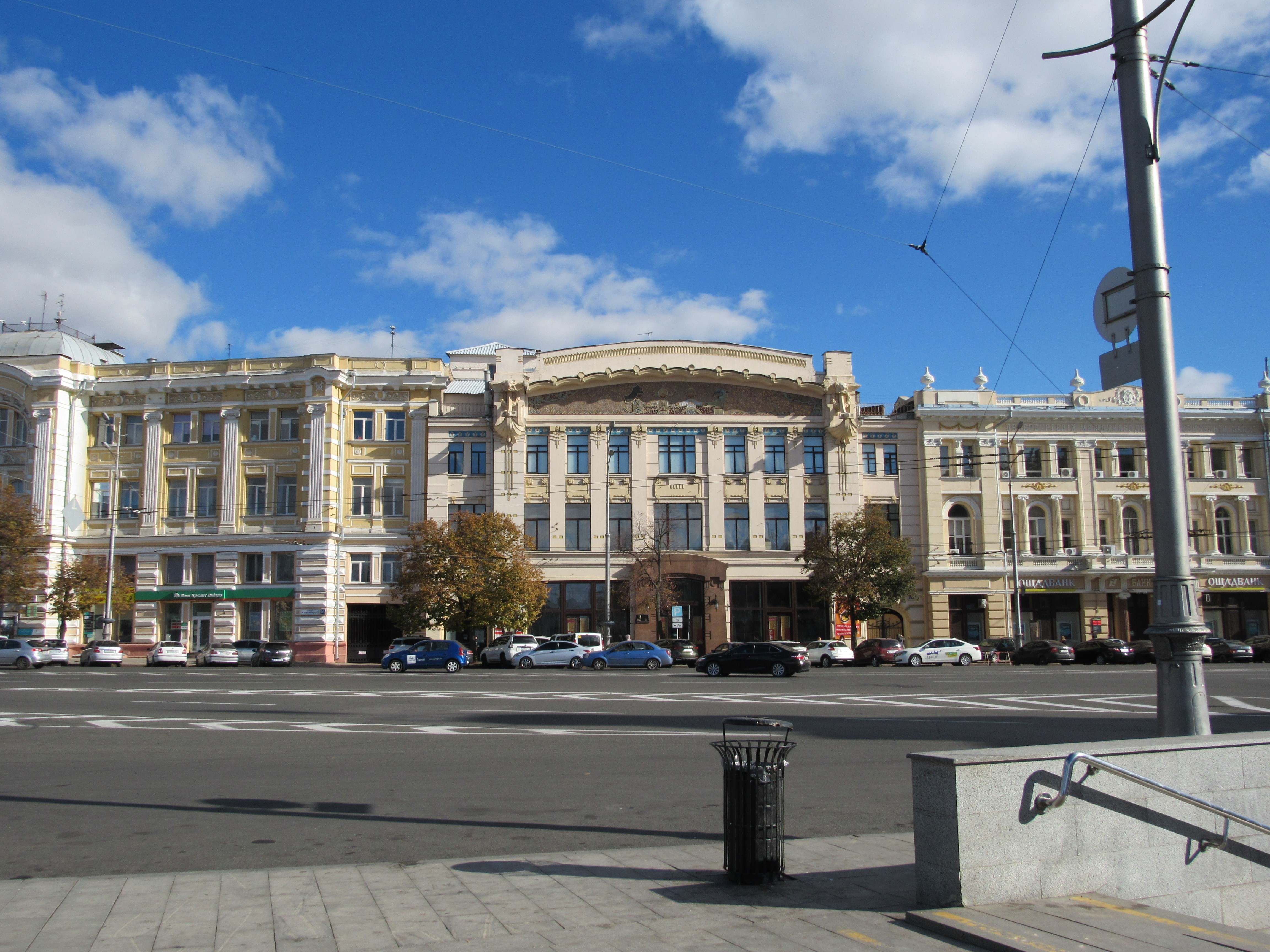
Волзько-Камський банк

#### Український модерн
Деякі будівлі початку XX століття збудовані в одному з українських оригінальних архітектурних стилів. Серед них Художнє училище (вулиця Мистецтв, 8; збудоване у 1913 році за проєктом архітектора К. М. Жукова, за участю М. Ф. Піскунова. На фасадах розміщені майолікові панно), прибутковий будинок І. Х. Бойка (вулиця Мироносицька, 44; збудовано у 1912—1914 роках за проєктом Тимошенка С. П. і Ширшова П. І.. У 1930-ті роки будівлю надбудували на два поверхи, знищили купол та панно, зафарбували розписи. Нещодавно розписи були відновлені), прибутковий будинок Попова (вулиця Полтавський Шлях, 46; зведено у 1912 році за проєктом архітектора Тимошенка С. П.).

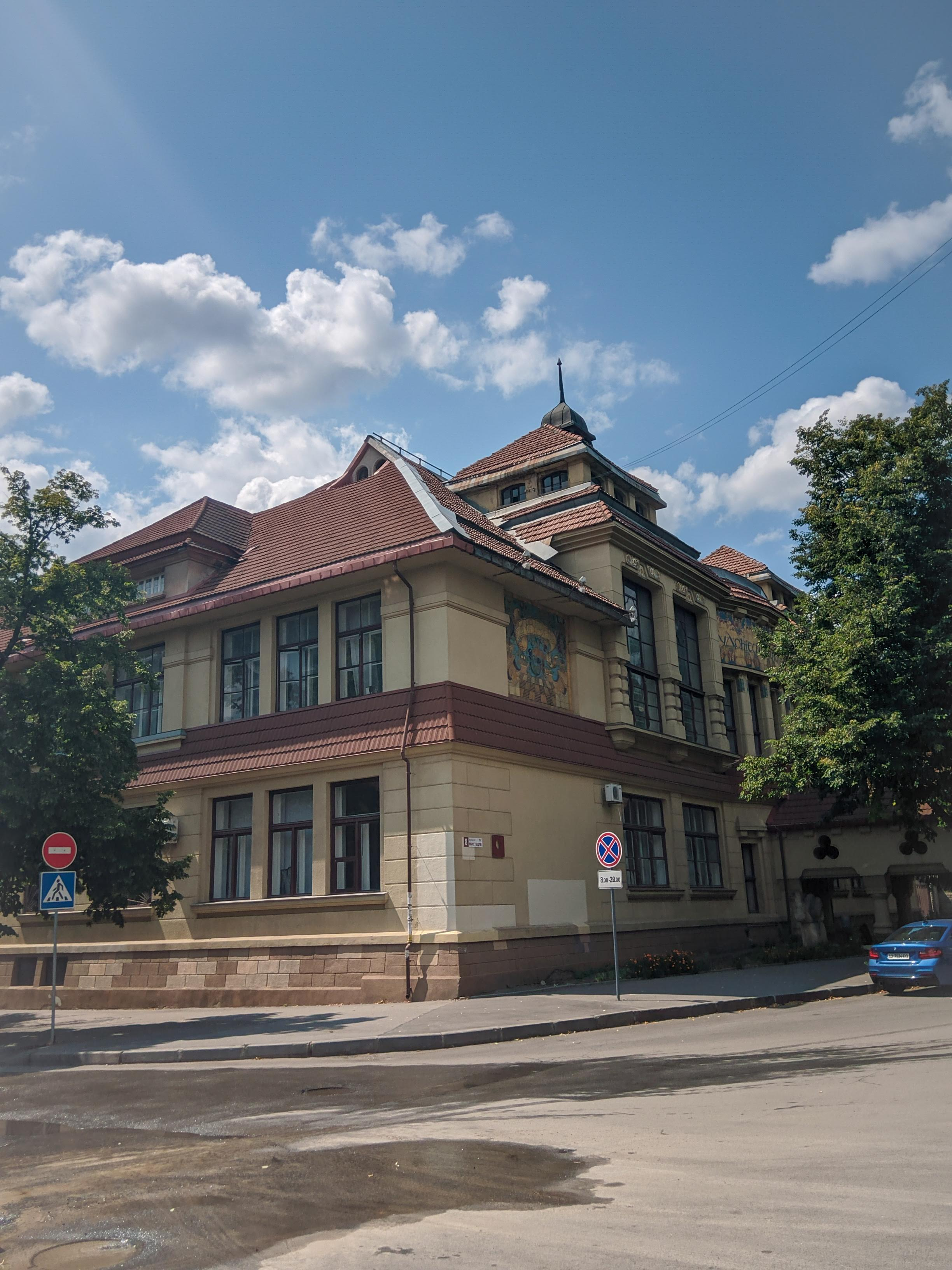
Художнє училище
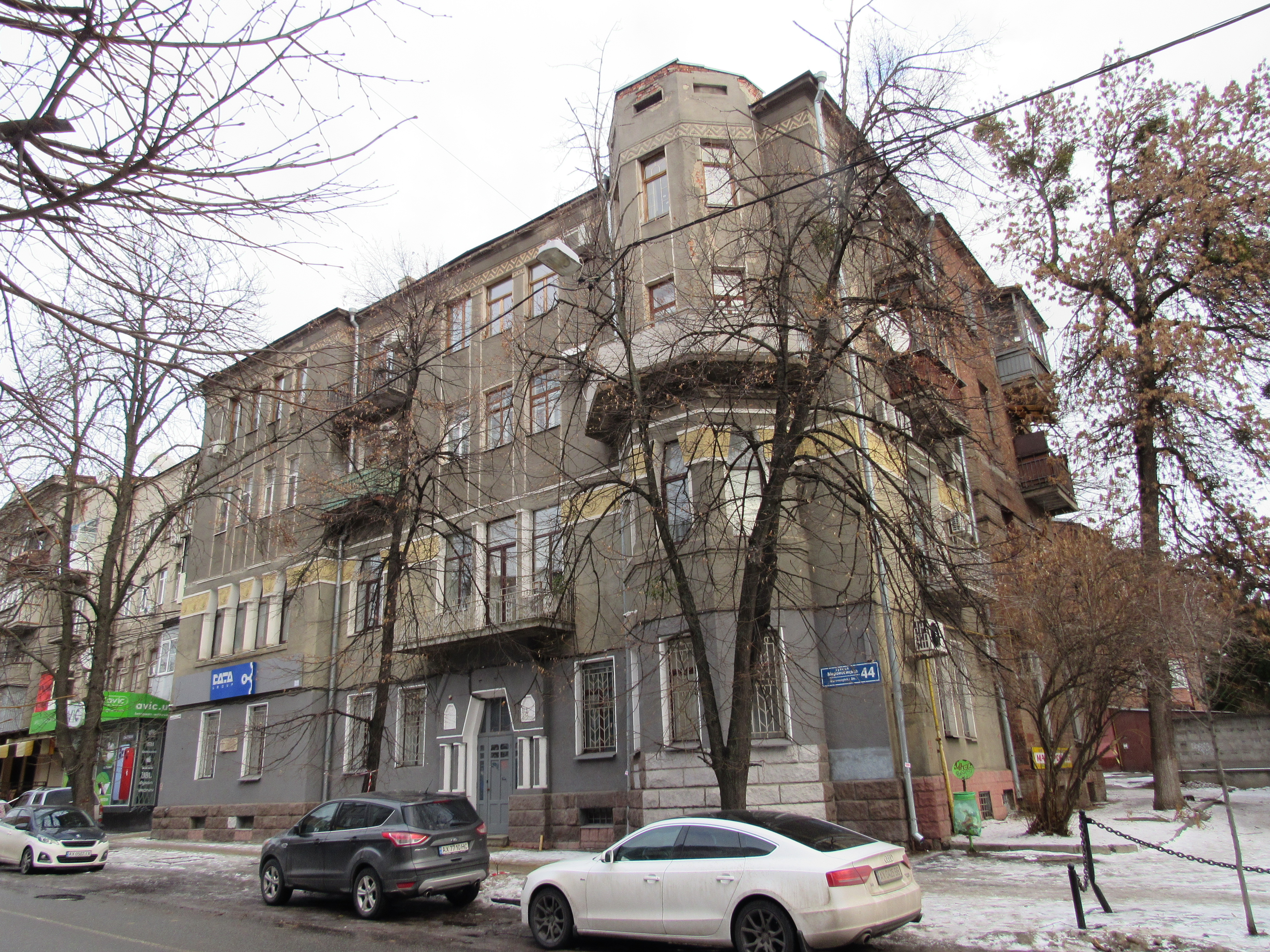
Будинок Бойка
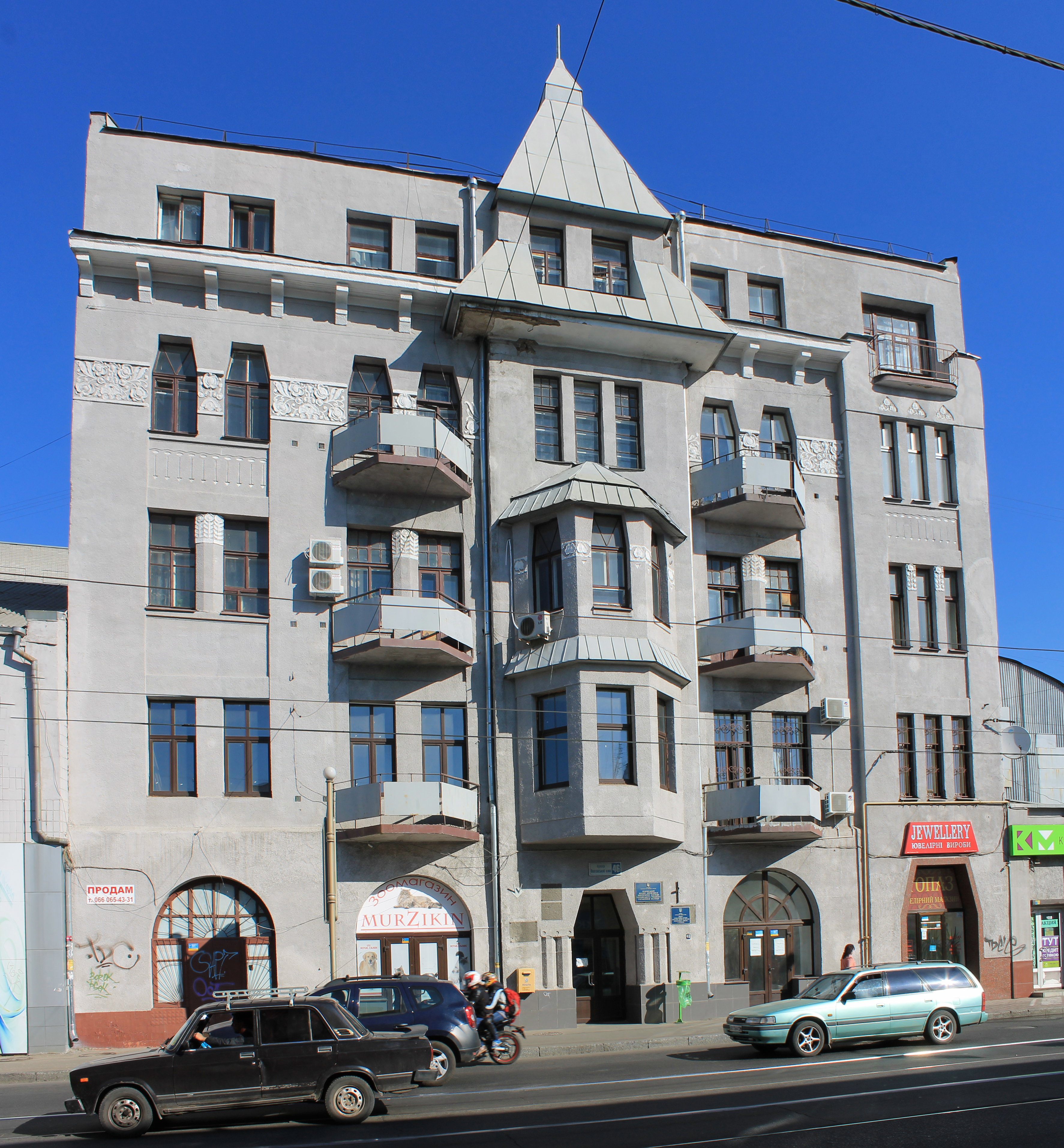
Будинок Попова
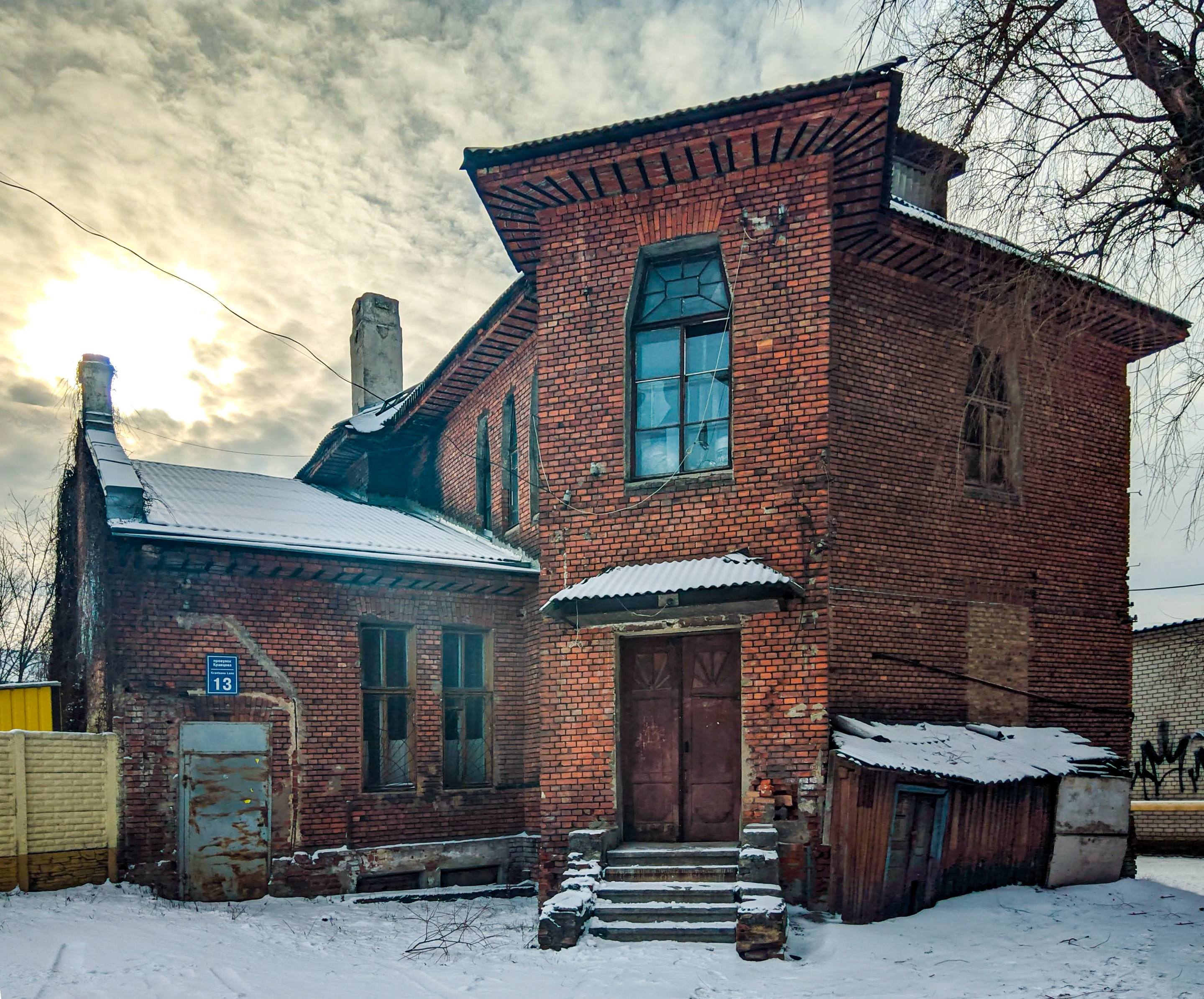
Особняк Томицьких

#### Північний модерн
Після того як Олександр Ржепішевський навчався у Петербурзькому інституті громадянських інженерів і працював у Петербурзі, він приїжджає до Харкова та будує декілька будівель у стилі північний модерн. Наприклад, банк та готель «Асторія» (майдан Павлівський, 10) він будує разом з архітектором Миколаєм Васильєвим у 1910—1913 році, кооперативні будинки № 6 та № 19 на вулиці Римарській у 1912 та 1914 роках (У під'їзді будинку № 6 збереглися фонтани), житловий будинок на вулиці Чайковській, 17 (1911 рік).

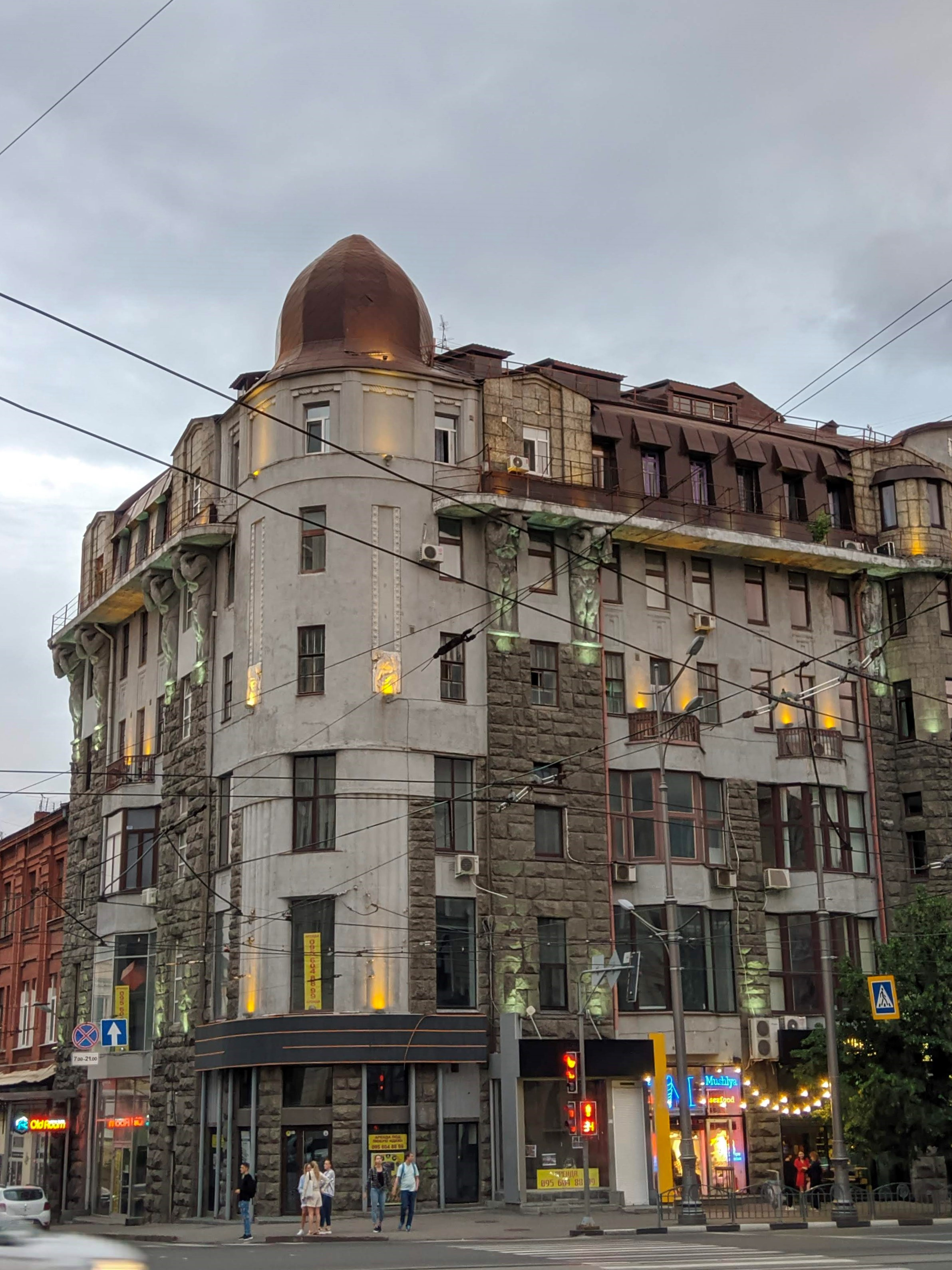
Купецький банк та готель «Асторія»
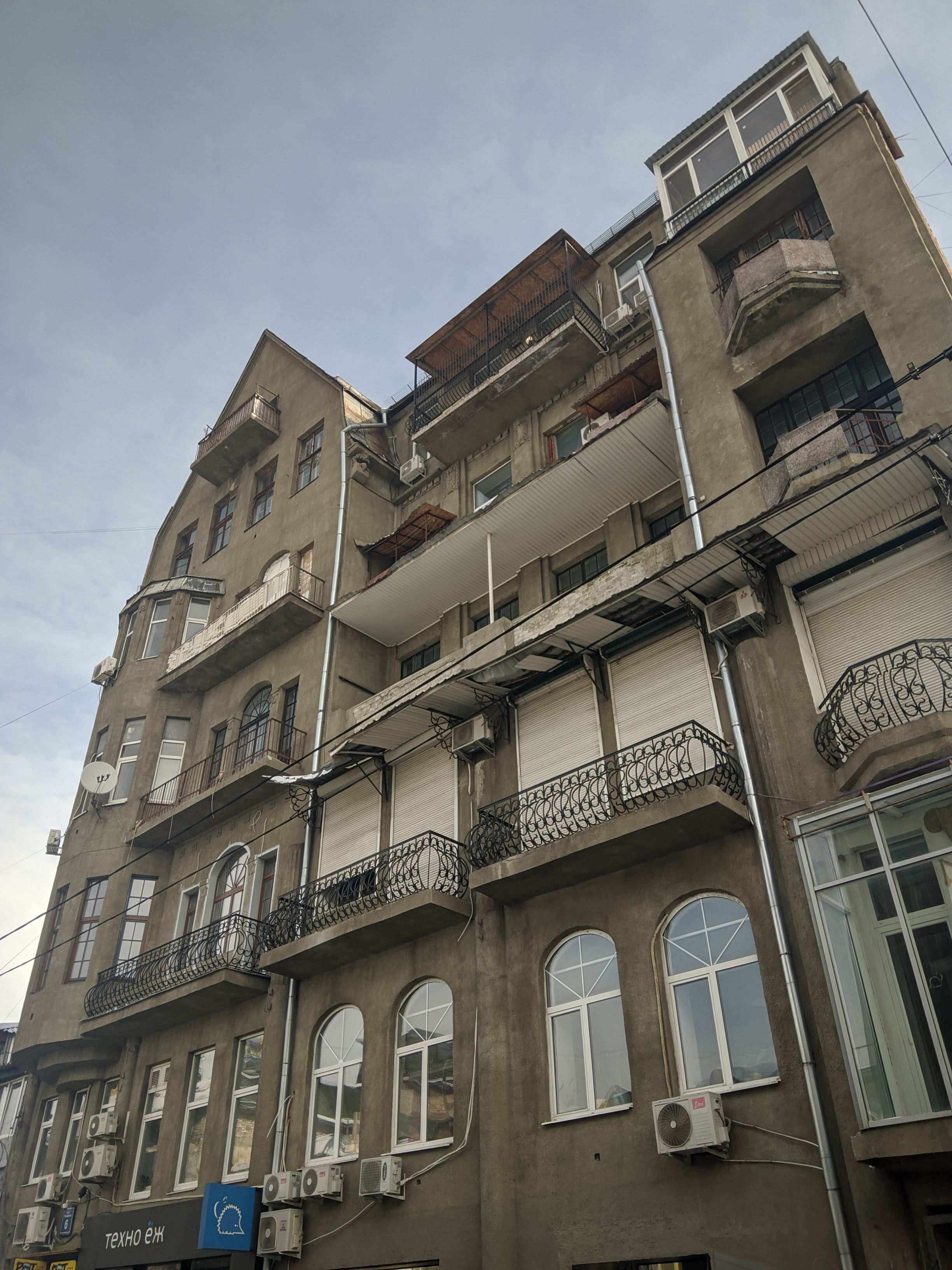
Кооперативний будинок №6
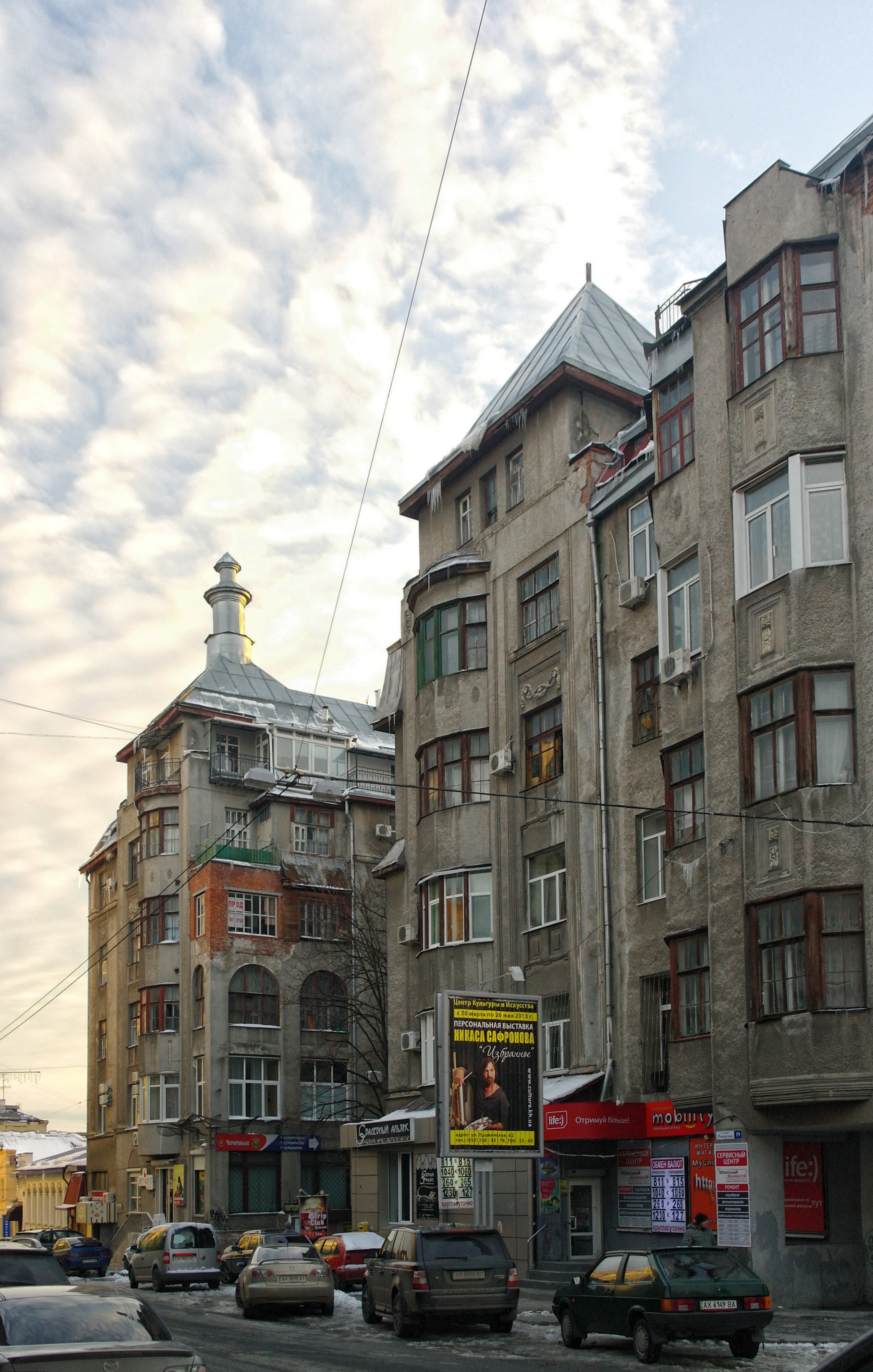
Кооперативний будинок №19
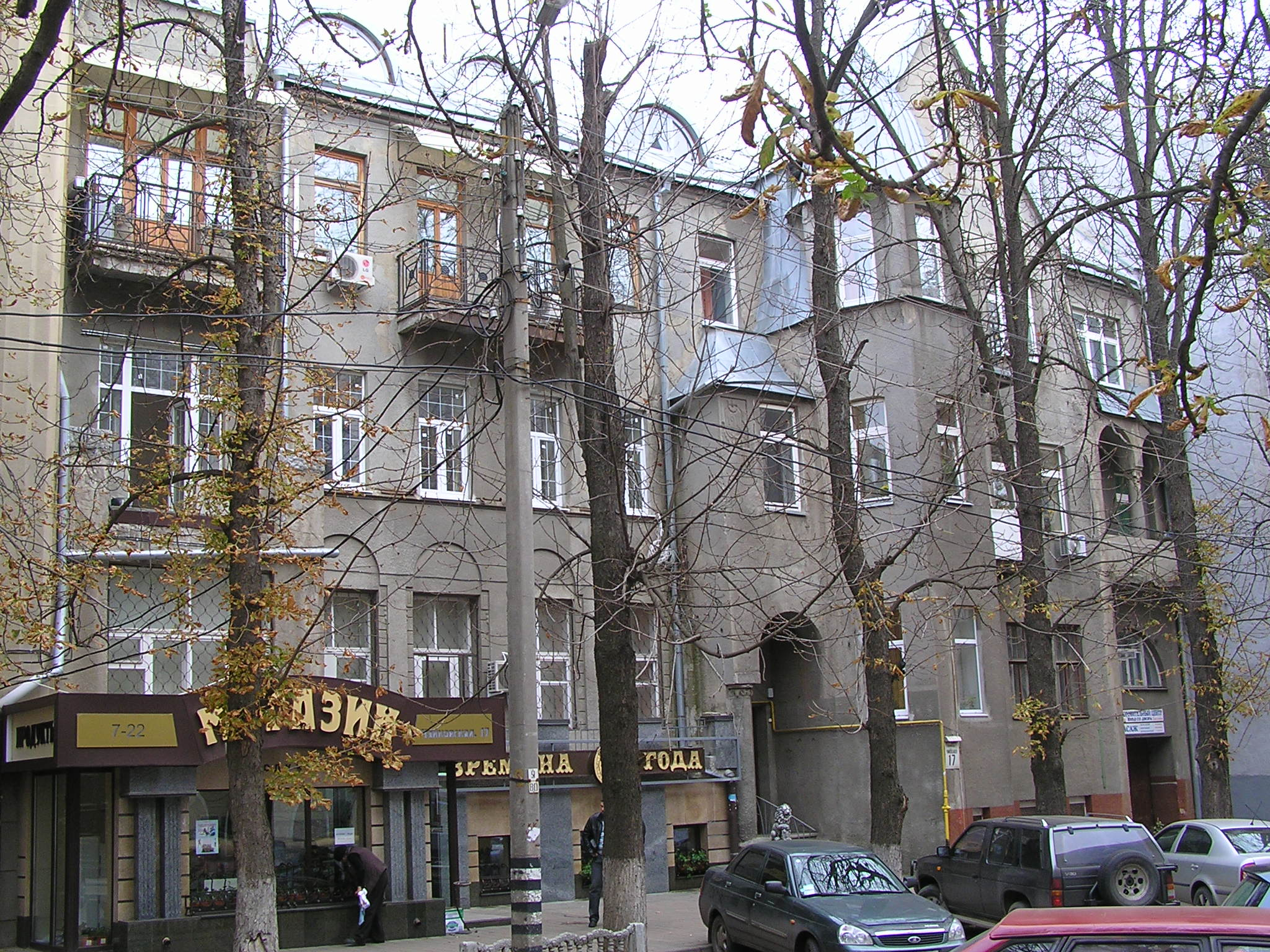
Житловий будинок на Чайковській
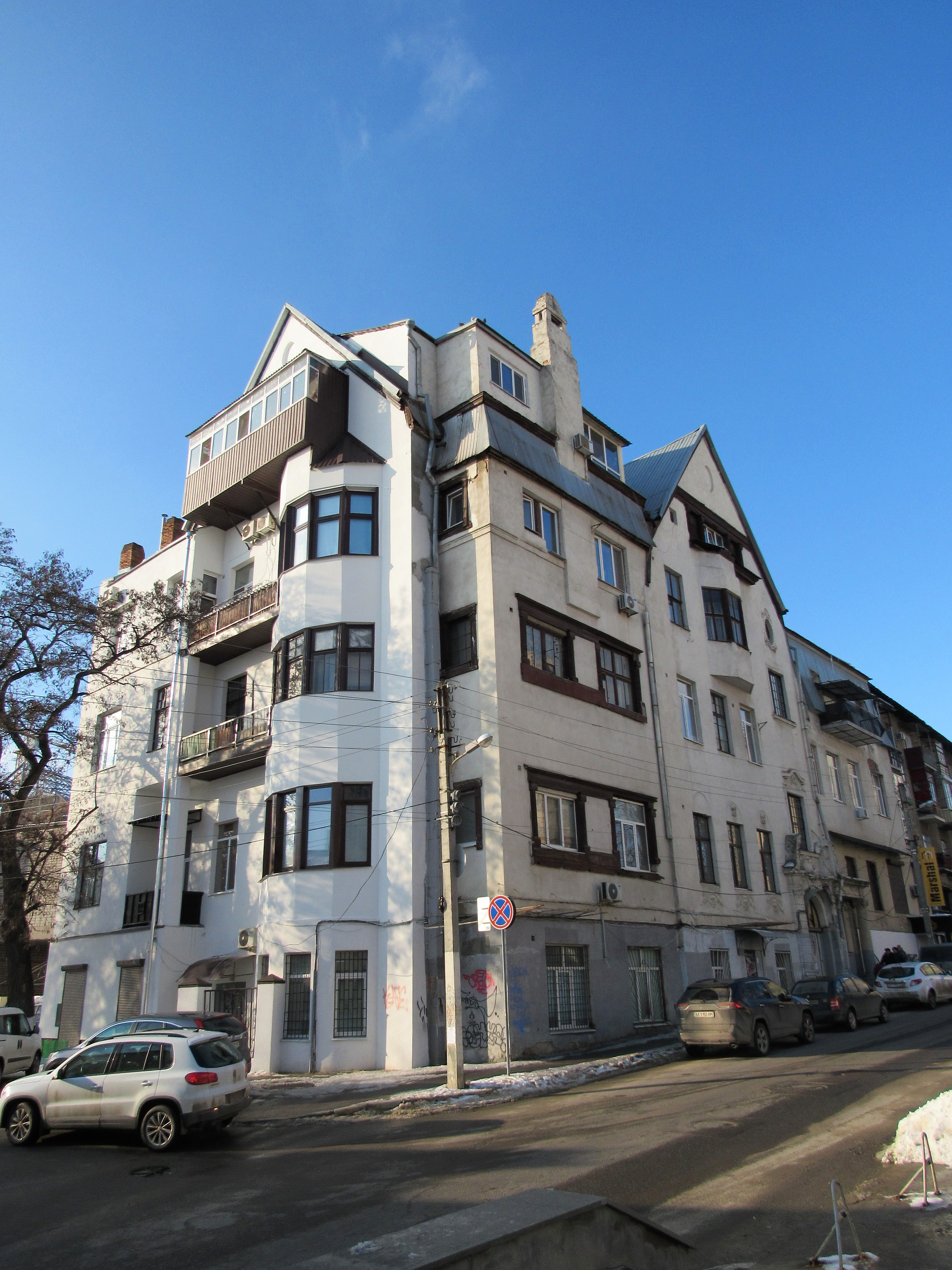
Житловий будинок на вулиці Маршала Бажанова

### Конструктивізм
Після захоплення міста більшовиками всі будівлі 1920-1930-х років зводилися у єдиному стилі. Тоді збудовано такі знакові будівлі міста як Держпром, будівлі Задержпром'я, майдану Свободи, Харківського тракторного заводу (ХТЗ), кооперативні будинки, найвідомішим з яких став будинок «Слово», будівля Поштамту, будинок «Табачник», палаци культури, наприклад, Залізничник.

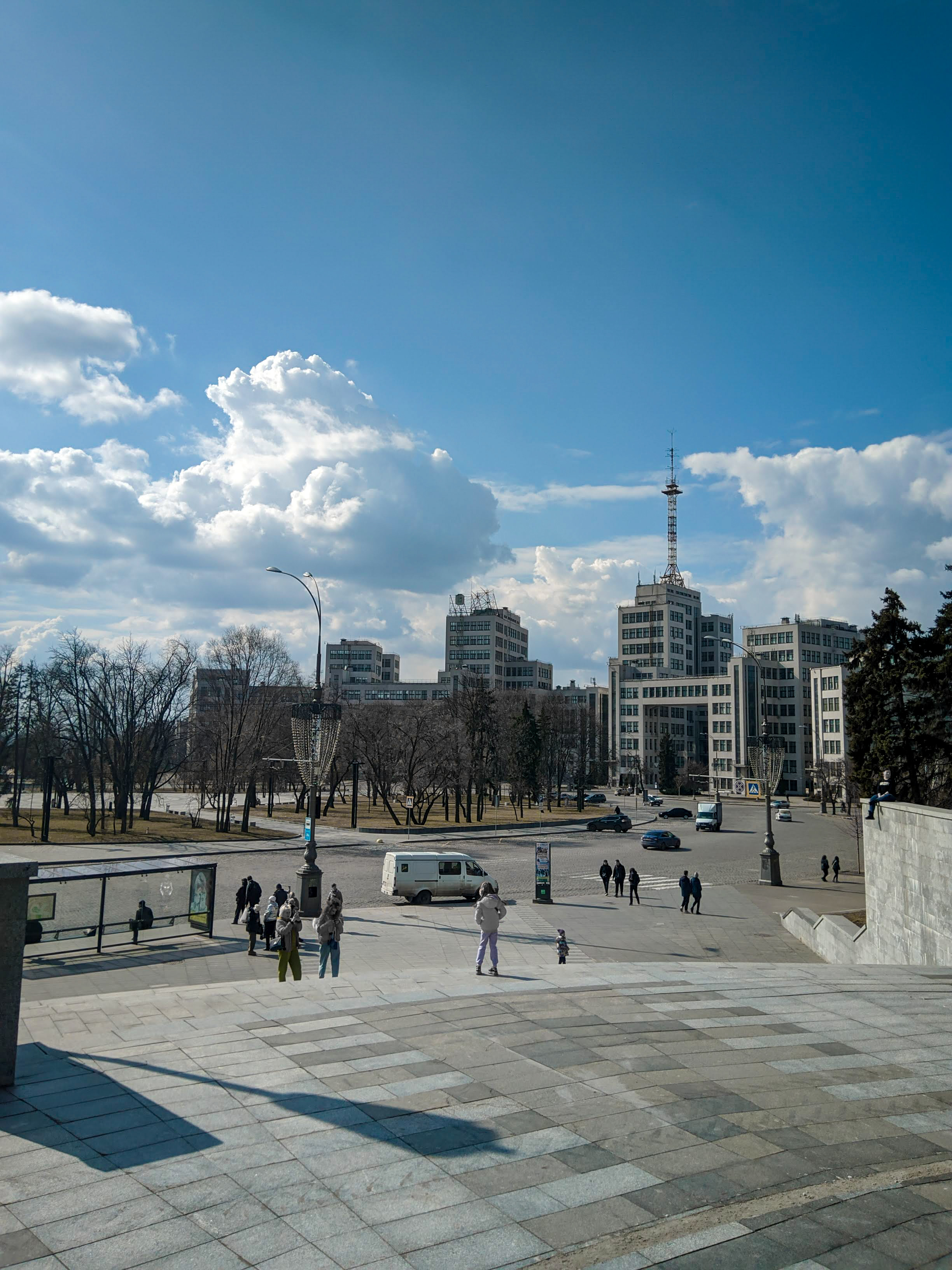
Держпром
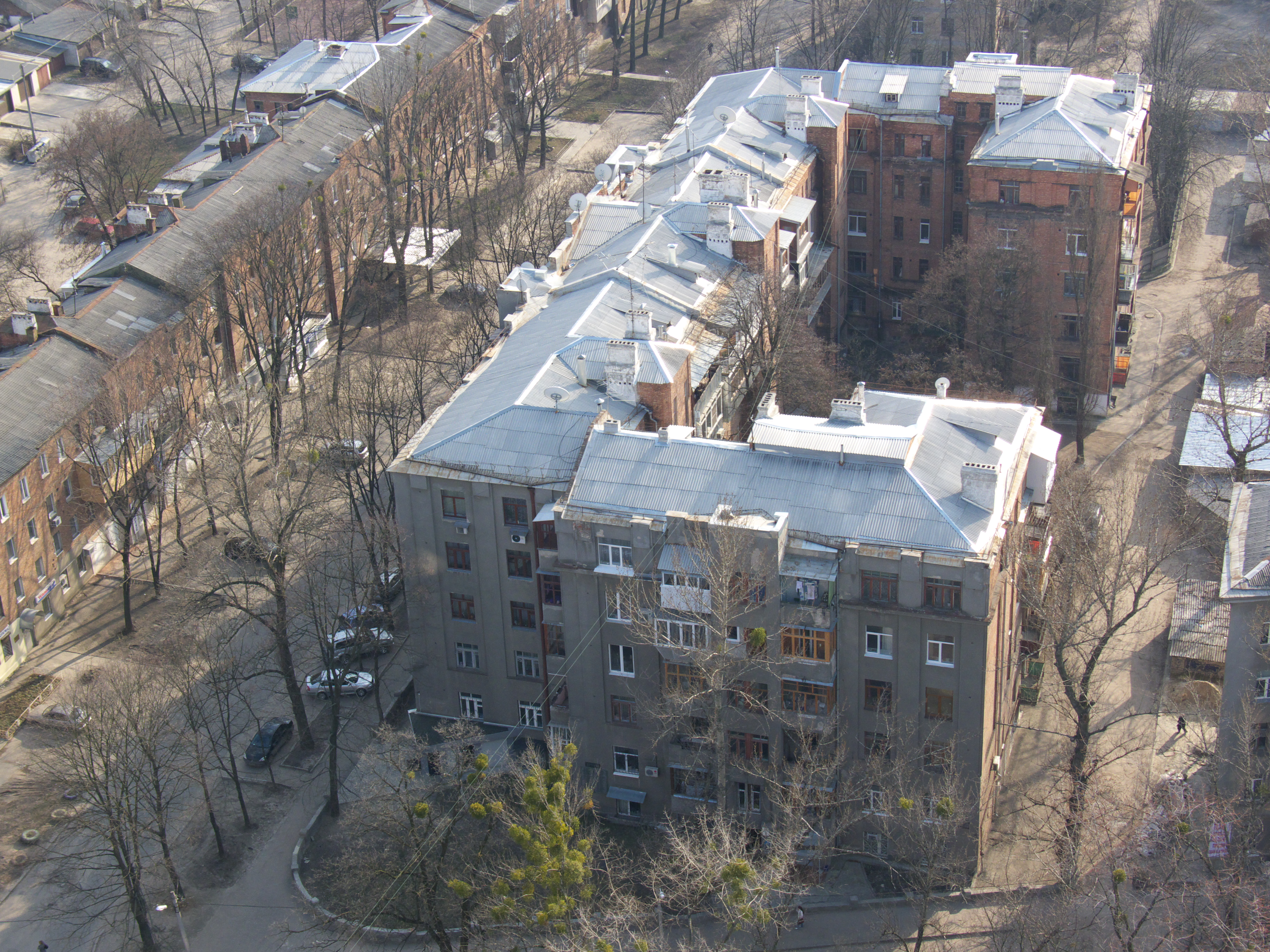
Будинок «Слово»
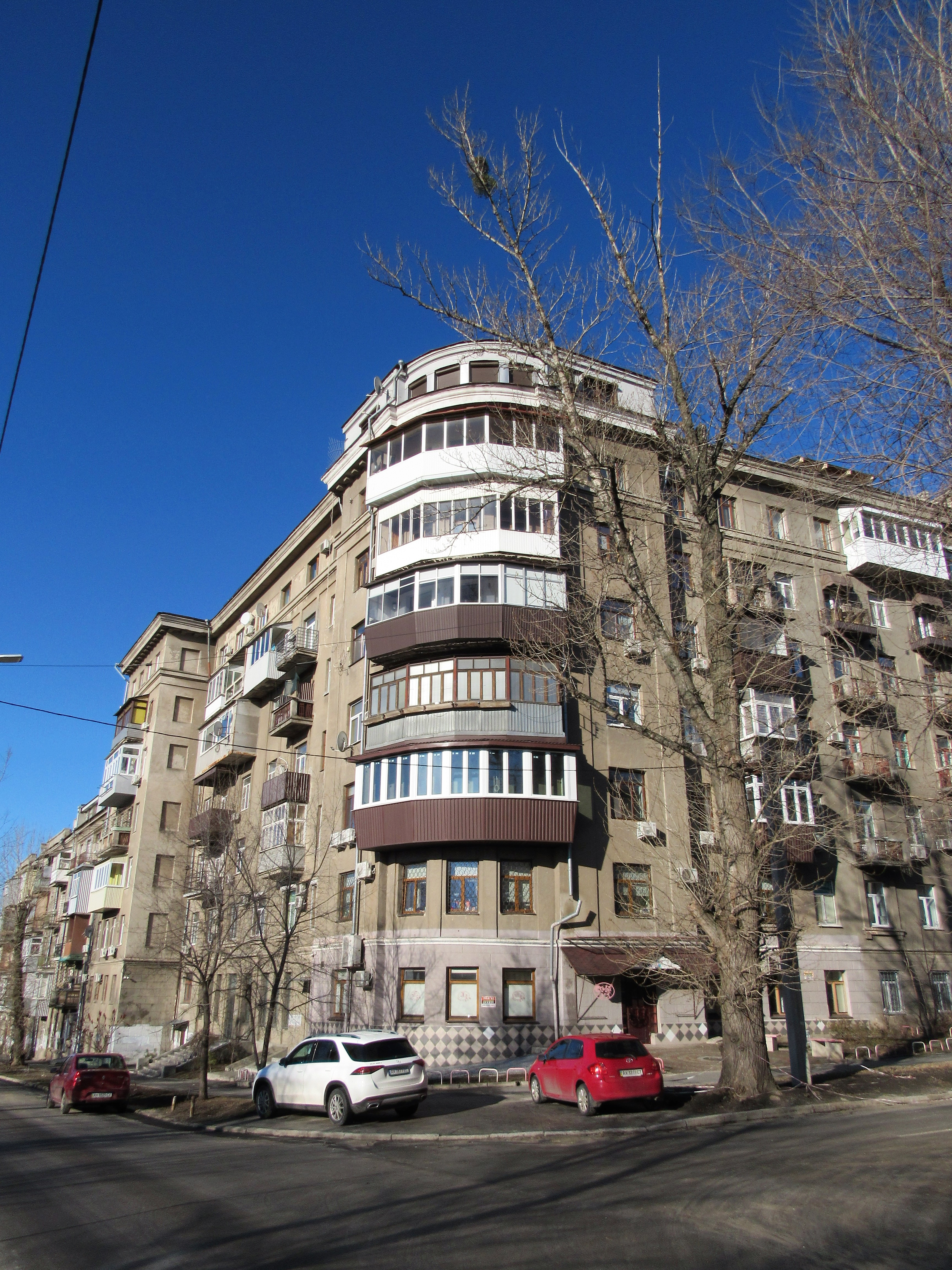
Будинок військового відомства
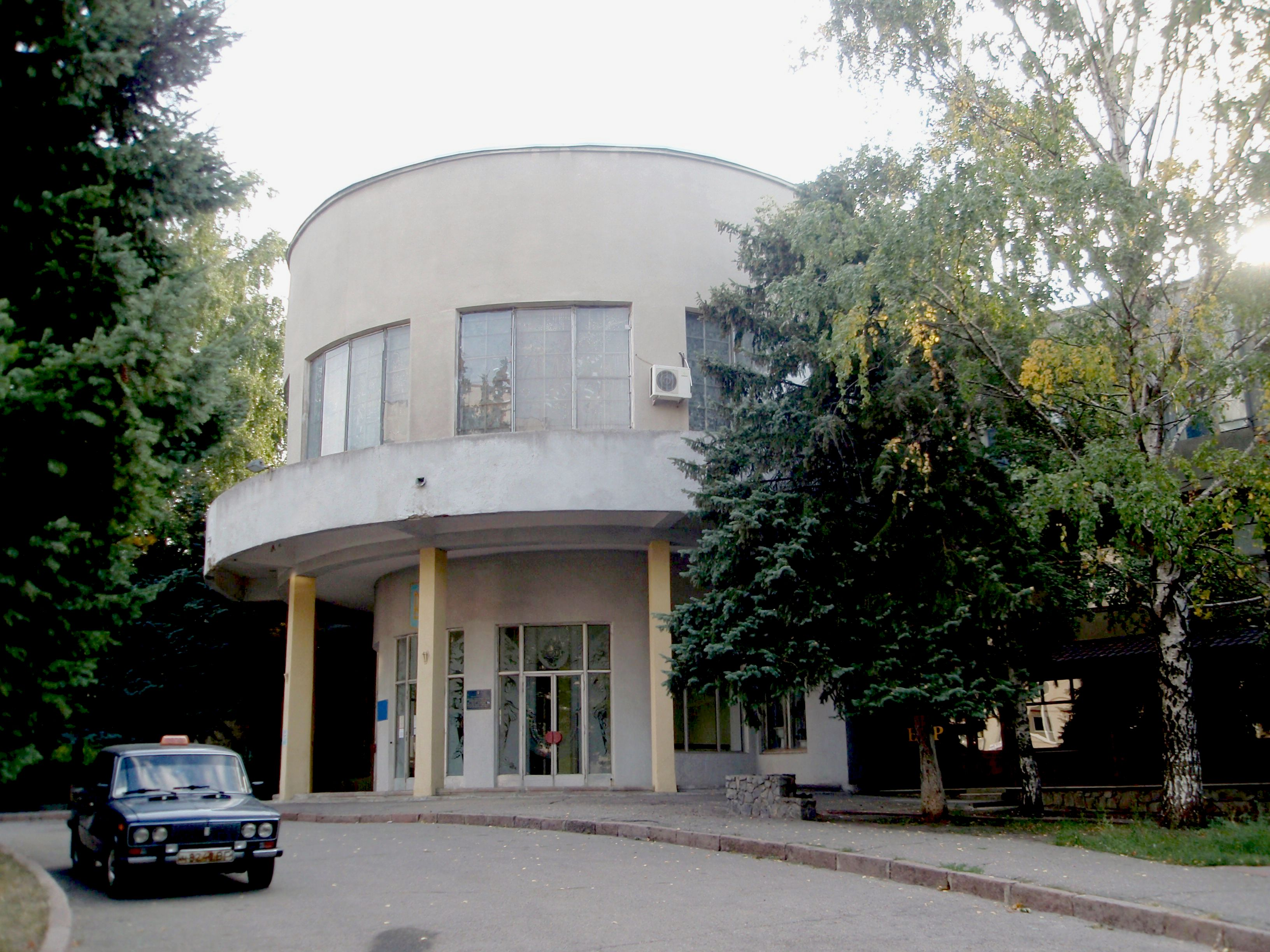
Будівля району ХТЗ
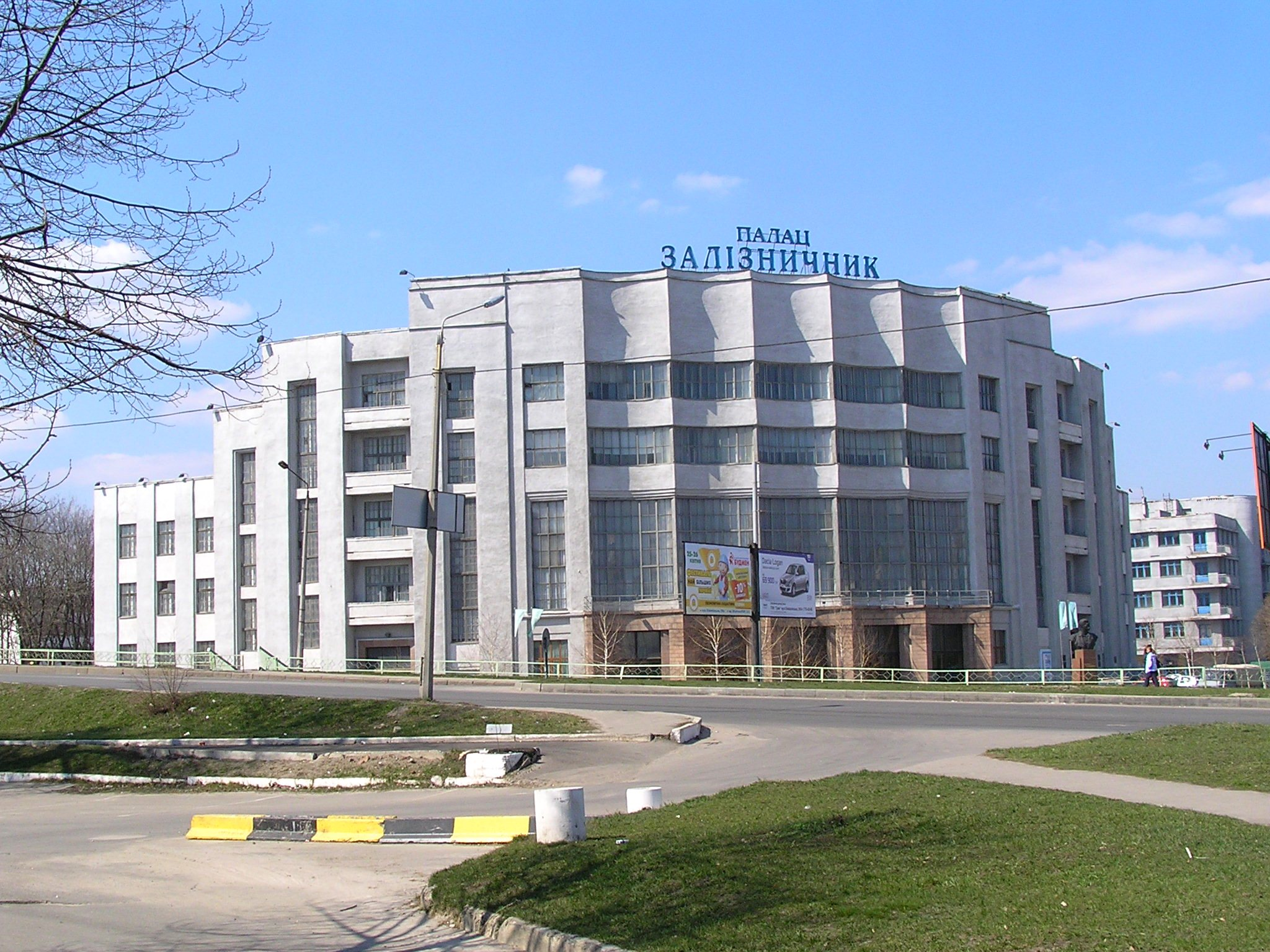
Палац культури «Залізничник»
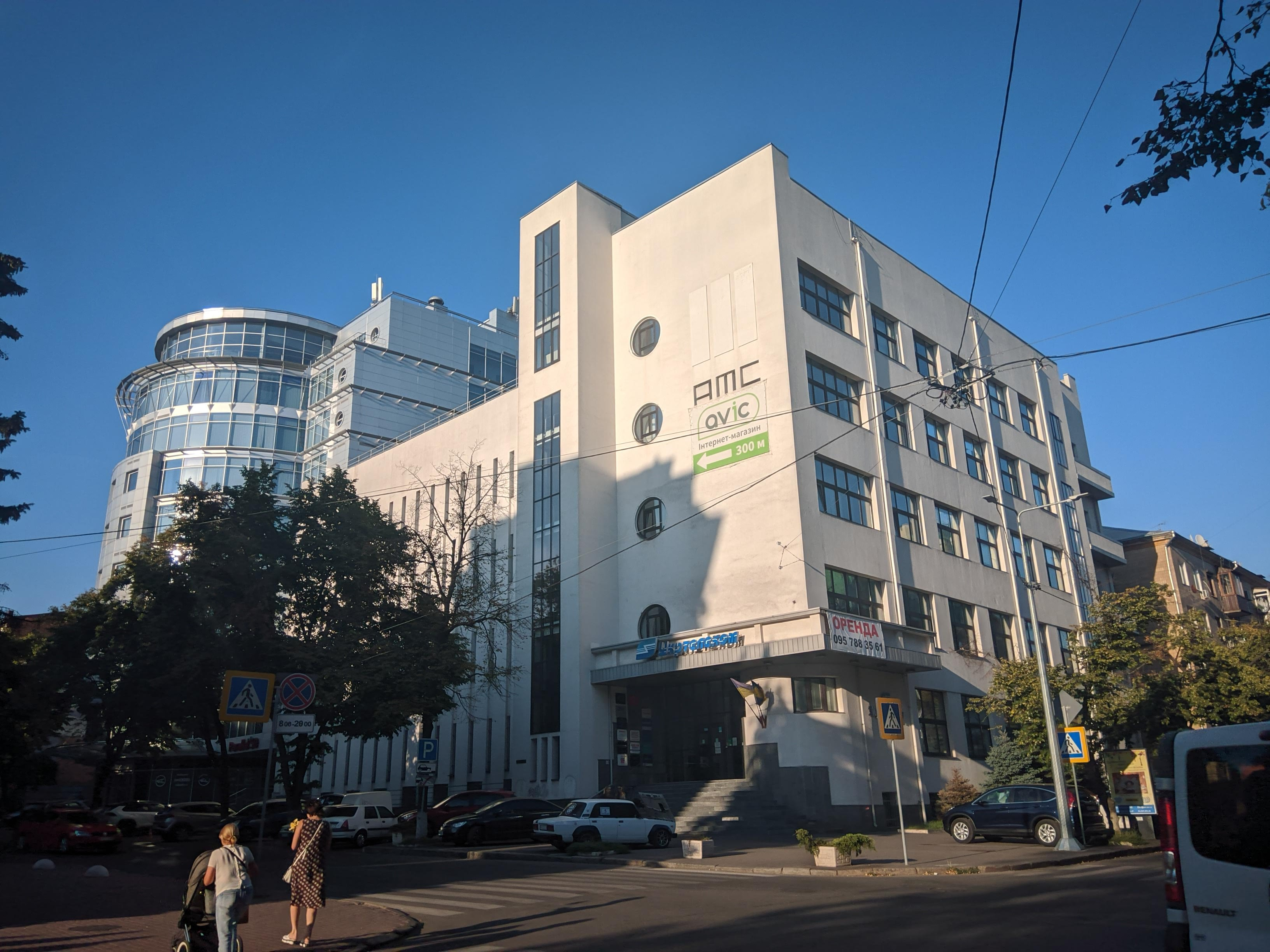
Будівля АТС на вул. Мироносицькій
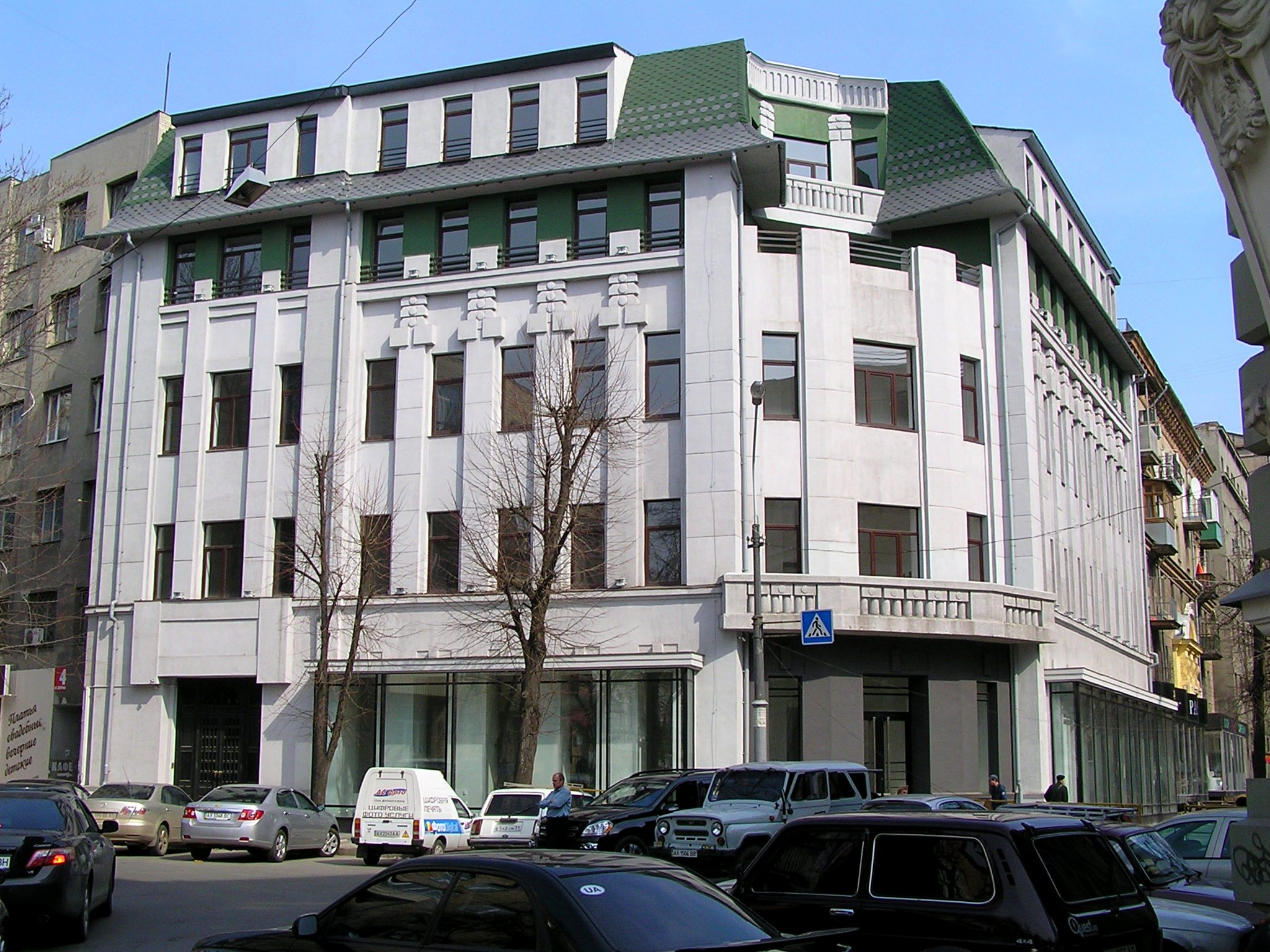
Адміністративна будівля штаба УВО
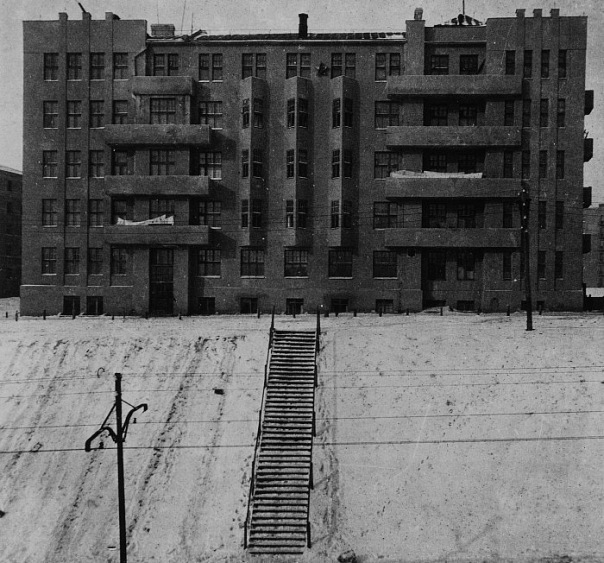
Будинок «Табачник»

### Радянський неокласицизм
Після Другої світової війни розпочалося повсякчасне використання пишного, багатого на деталі стилю неокласицизму. У ньому виконано відомий «Будинок зі шпилем» (майдан Конституції, 2; 1950—1954 роки, архітектор Арешкін П. І.), сучасна будівля Харківської обласної адміністрації (вулиця Сумська, 54; збудована у 1951—1954 роках за проєктом архітекторів Костенка В. П. і Орехова В. М.).

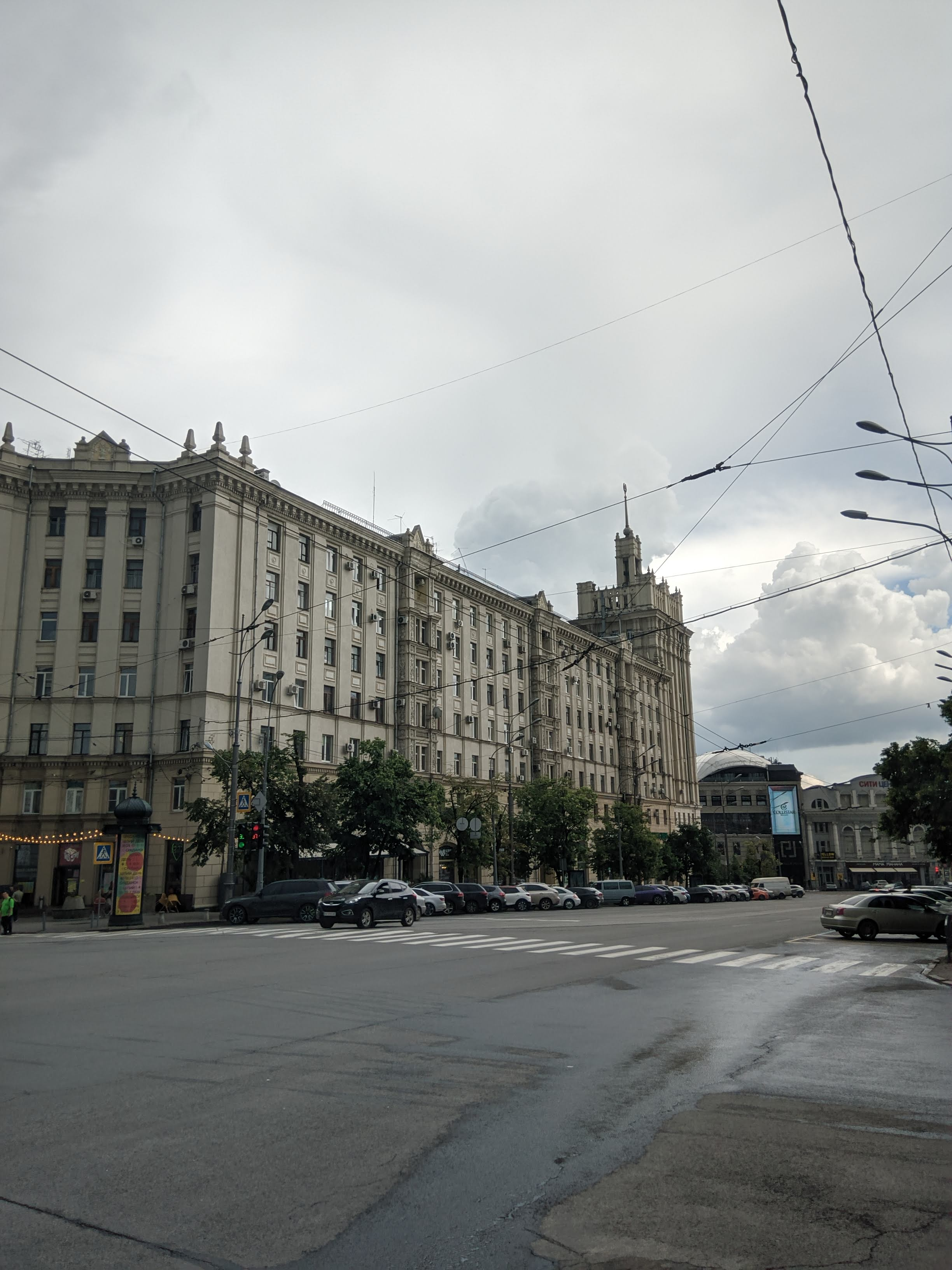
Будинок зі шпилем
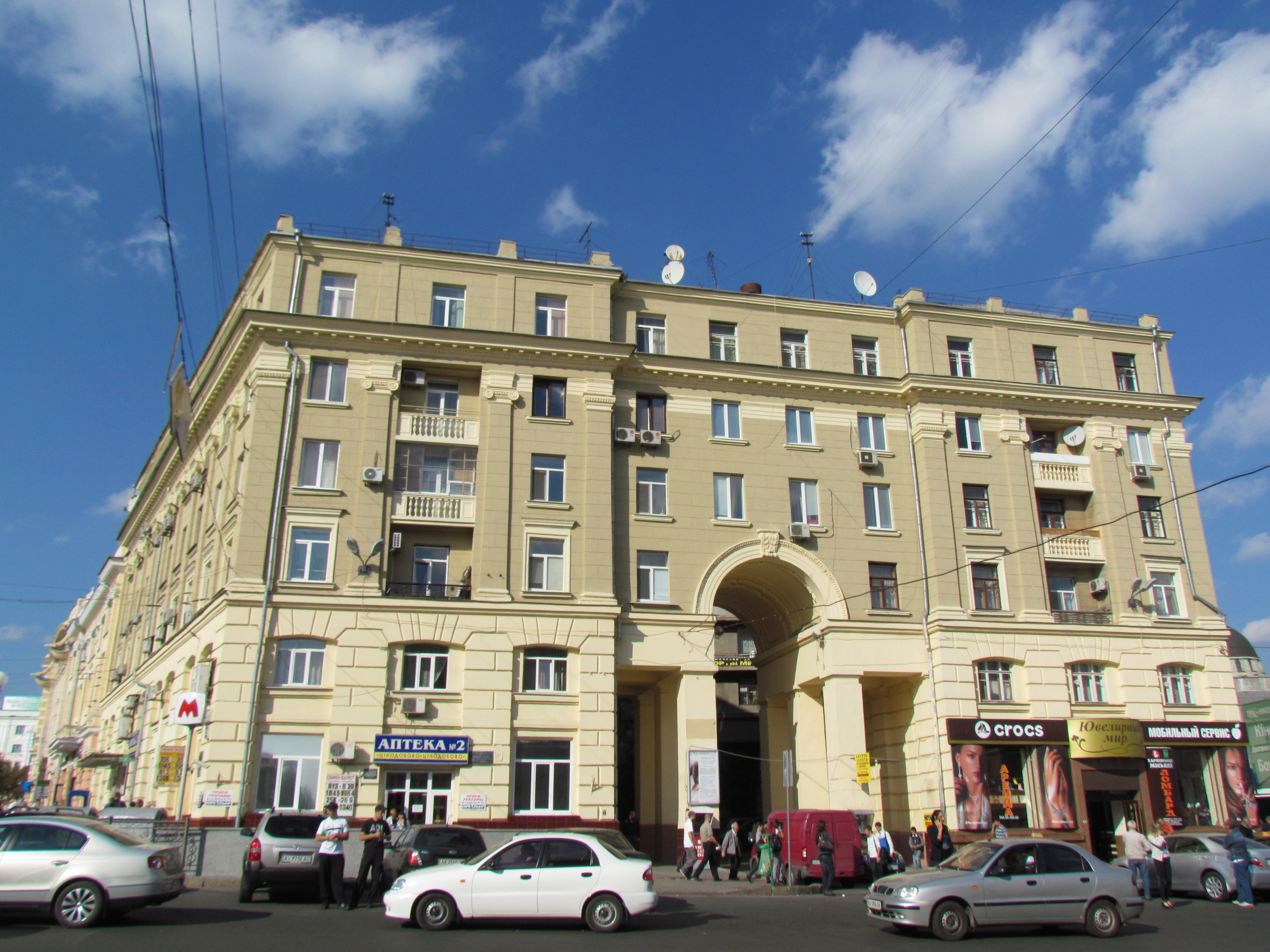
Житловий будинок на місці зруйнованого готелю Метрополь
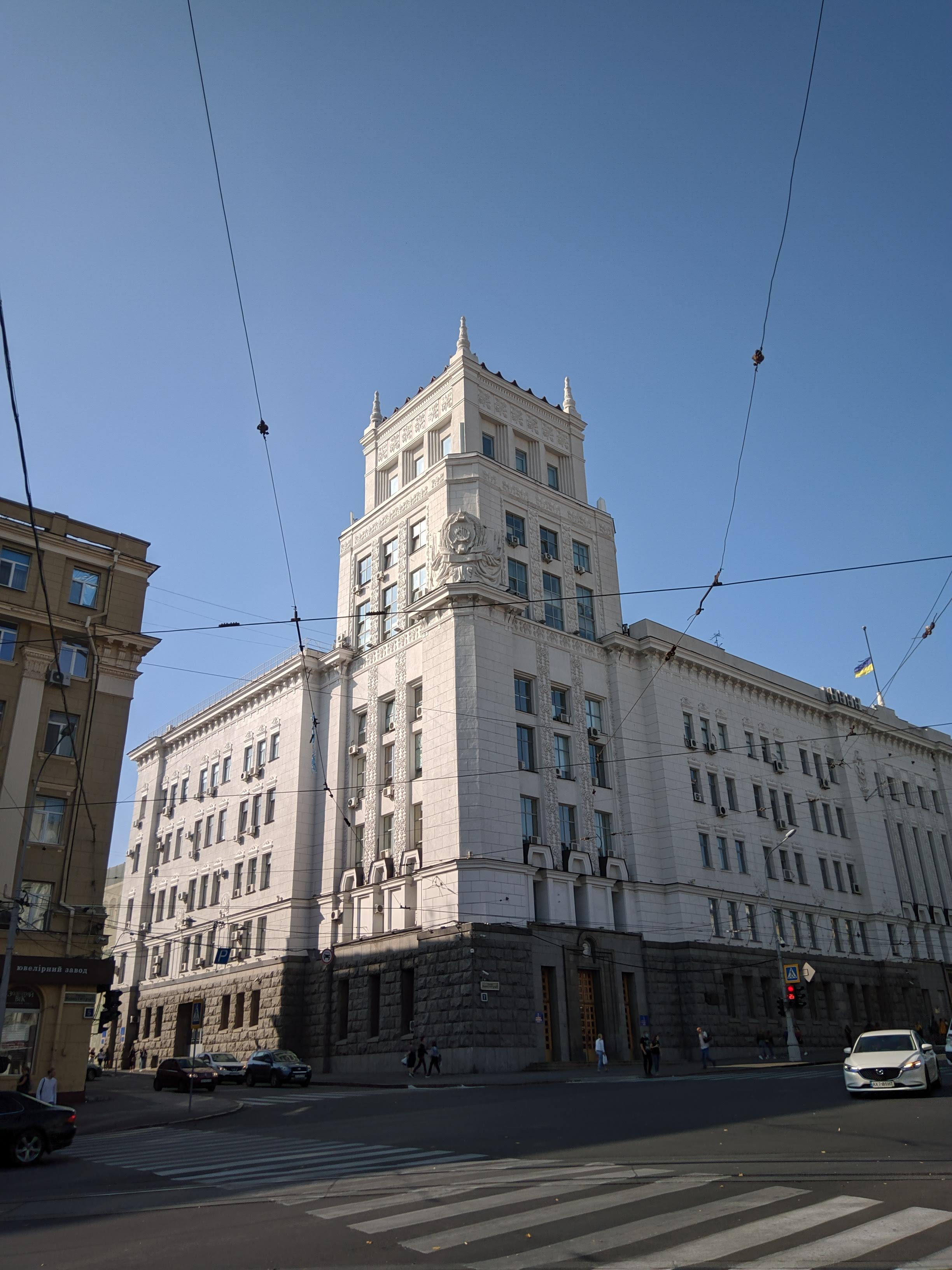
Харківська міськрада
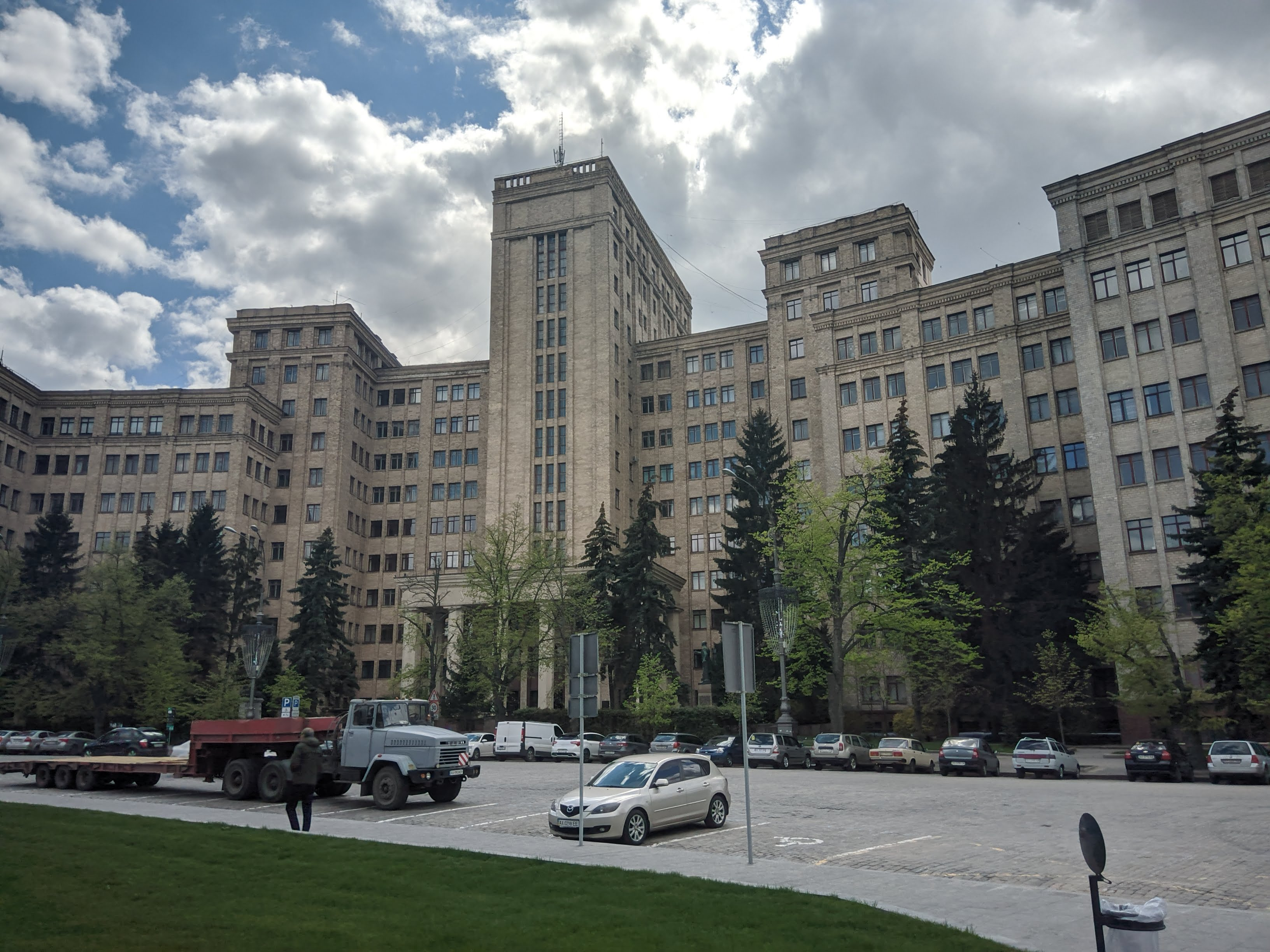
Одна з будівель ХНУ

## Визначні пам'ятки

### Промислова архітектура
Яскравим прикладом історичної промислової архітектури у Харкові є подвійна водонапірна вежа (вулиця Залізнична, 16). Вона зведена наприкінці ХІХ століття і складається з двох башт, об'єднаних між собою. Побудована із червоної цегли у поєднанні неоготичного і цегляного стилів. Вікна між двома баштами нахилені, бо там розташовані сходи. Нині вона не використовується і знаходиться у поганому стані. Не має охоронного статусу.
Наприкінці XIX та на початку XX століття будувалися різні мануфактури. Наприклад, швейна мануфактура Понізовського. Будівля зведена в історичному районі Залопань у 1908—1910 роках. З 2020 року реконструюється під офісні приміщення. Поруч збереглися будівлі шоколадної фабрики Жоржа Бормана, що були перебудовані у середині XX століття. На вулиці Конторській, 29 збереглися руїни будівель кондитерської фабрики Кромського, збудовані у 1880-х роках.
Зберігся млин Гладкіх. Він знаходиться за адресою вулиця Юлія Чигирина, 13/3. У 1893 році будівництво було завершено й млин почав роботу, а вже у 1899 на млині сталась масштабна пожежа. У 1904 році власники млина закінчили реконструкцію будівлі, та заново запустили борошномельне виробництво. Довгий час після розпаду СРСР будівля була закинута. У 2020-х роках вона реконструйована під офісний центр. Поруч із цим млином зберігся млин Молдавського з будівлями кінця XIX — початку XX століття.

До нещодавно у місті існували будівлі елеватора, збудовані у 1920-х роках. Силосна башта була однією з найвищих споруд міста, але у 2021 році комплекс будівель було знесено, а на його місці розпочалося будівництво багатоквартирних будинків.

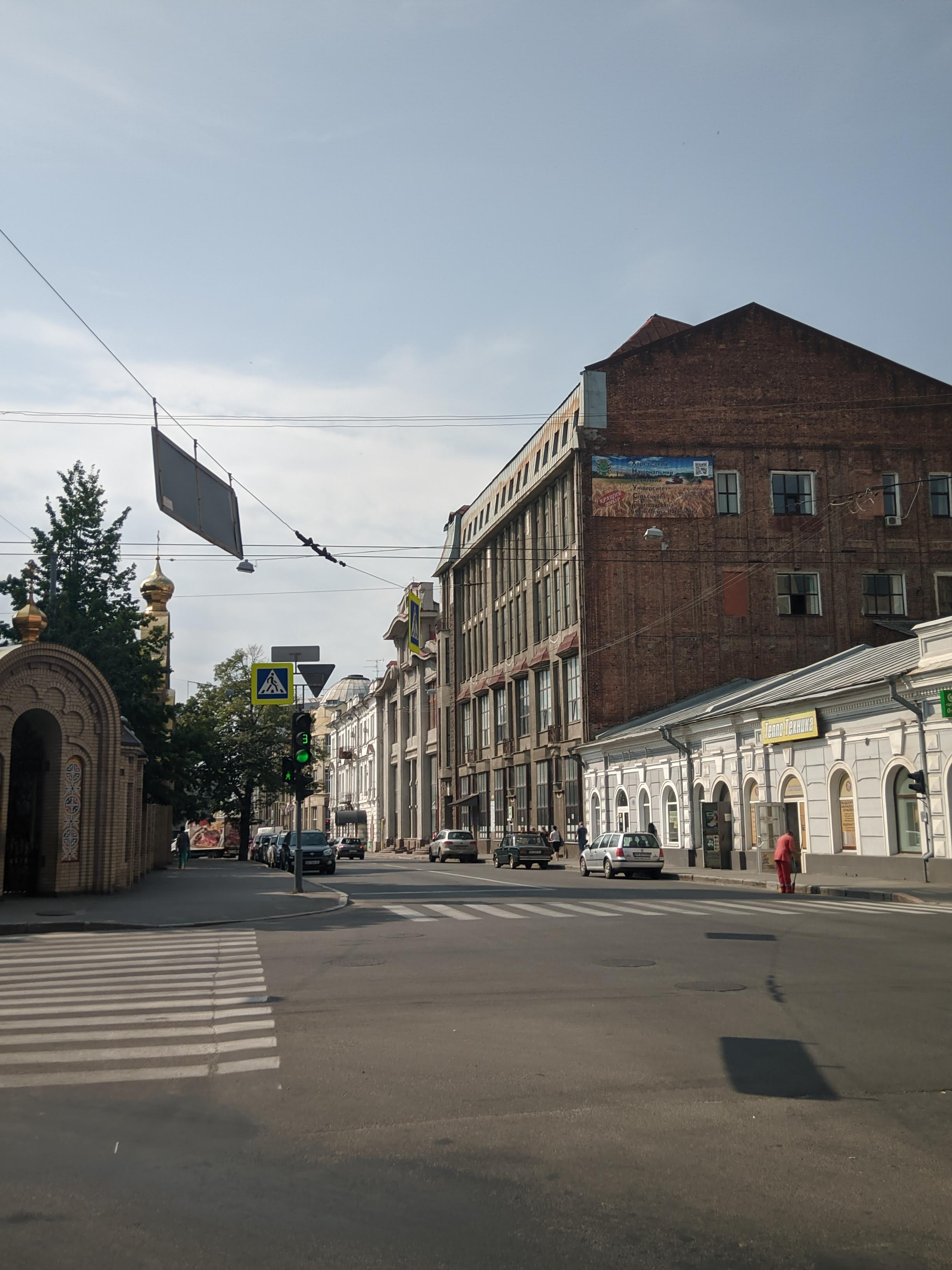
Будівлі мануфактур на вулиці Різвяна
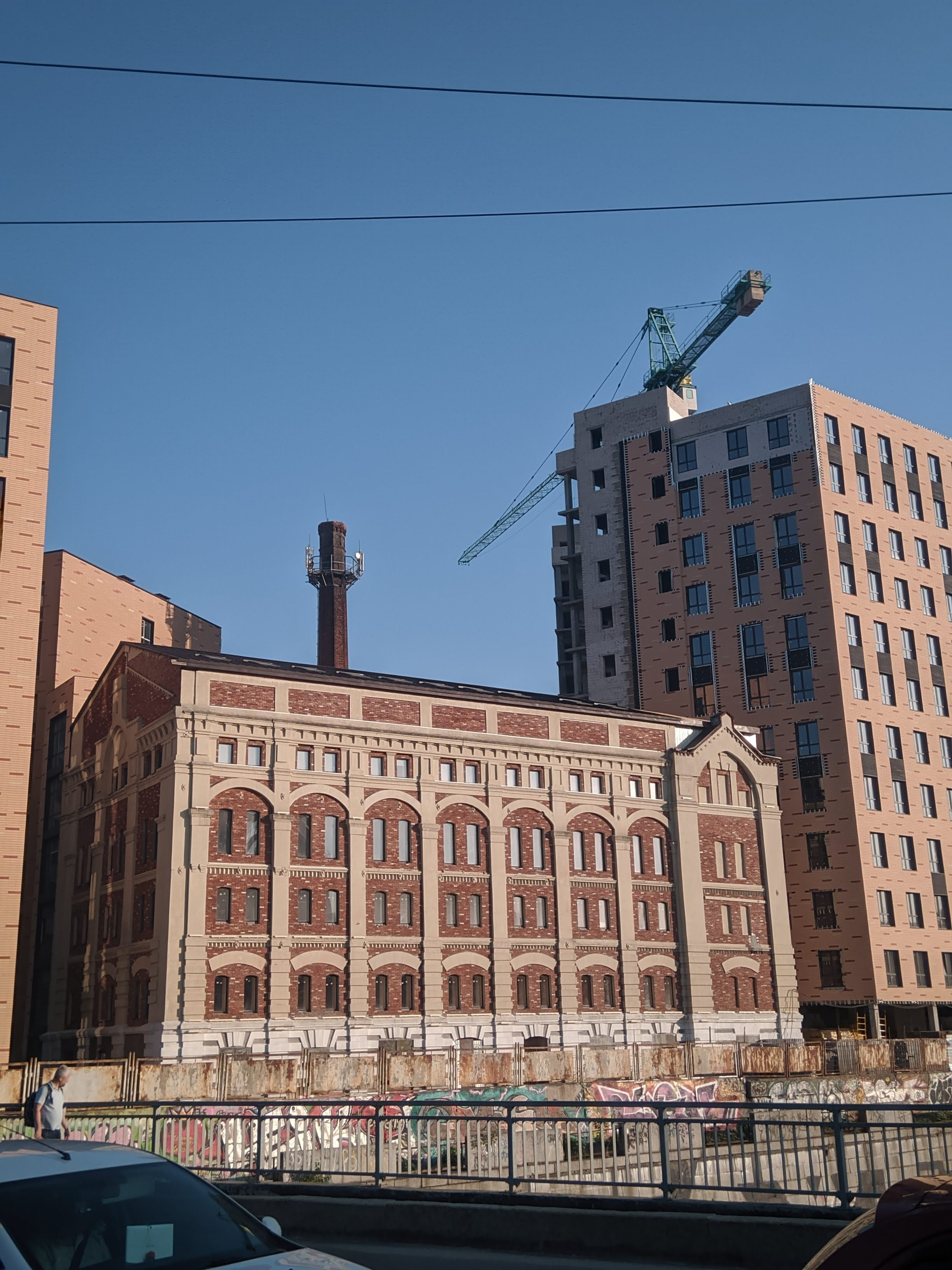
Паровий млин, перебудований у офіси
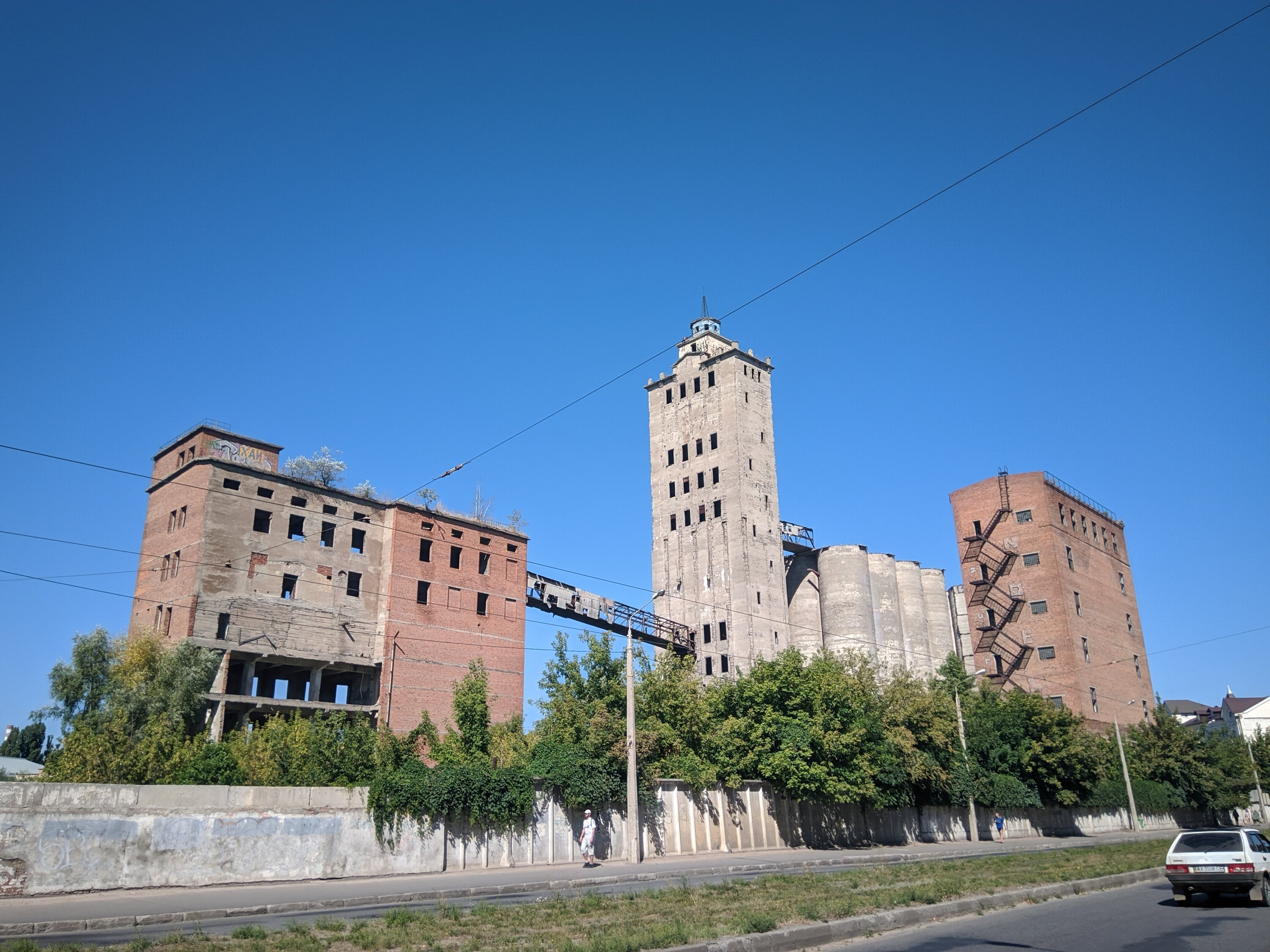
Харківський елеватор (2020)
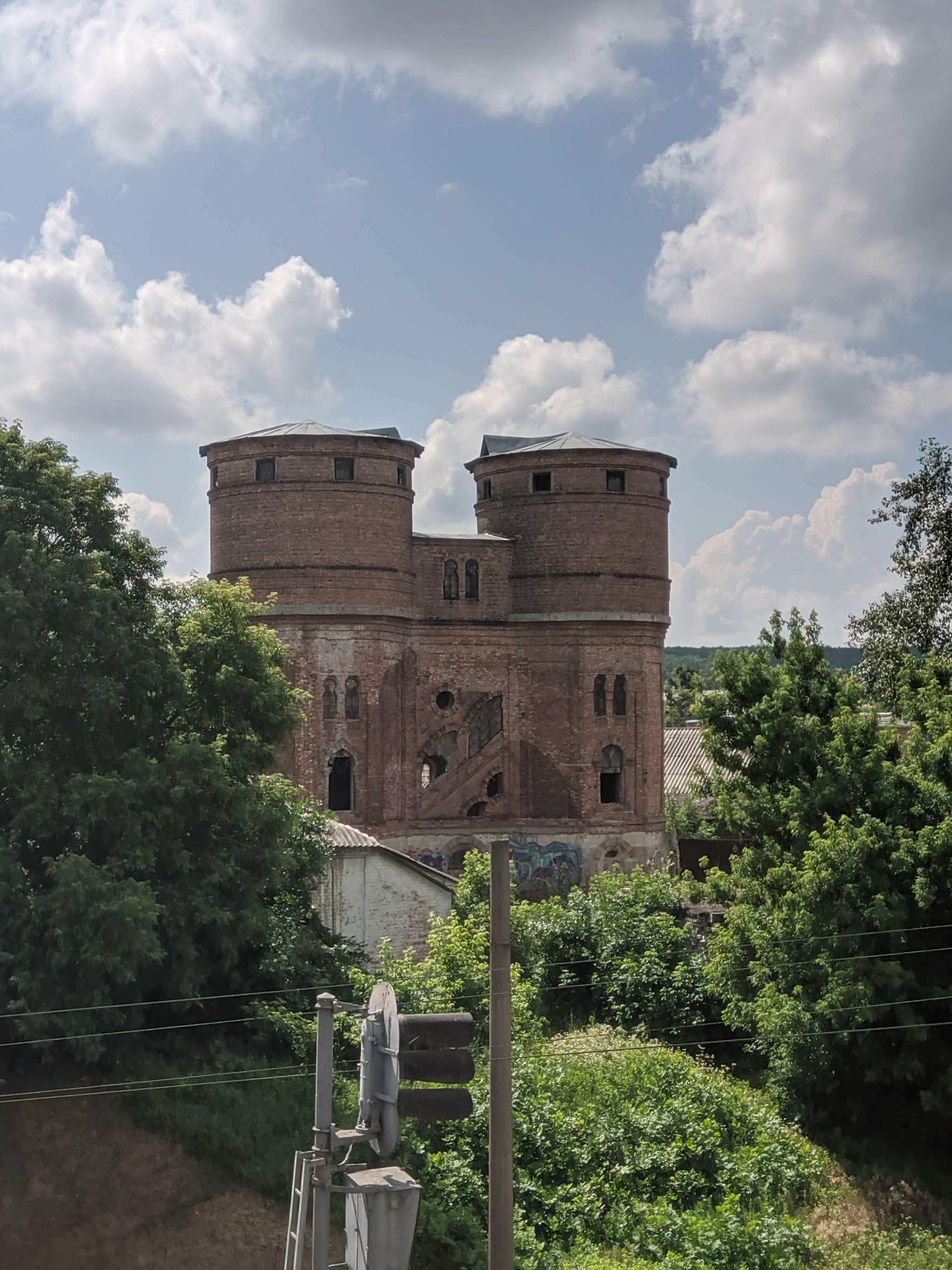
Подвійна водогінна вежа
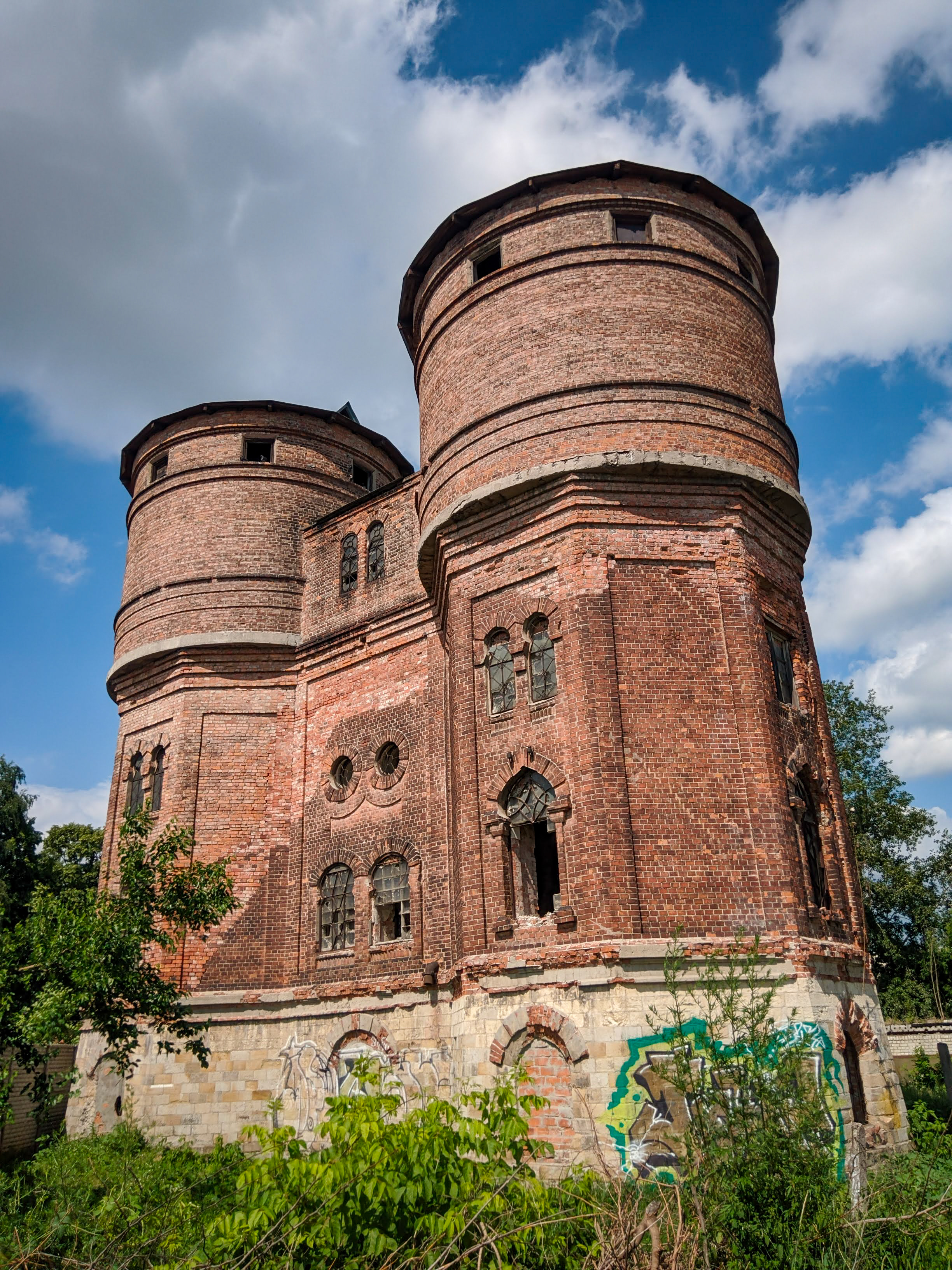
Подвійна водогінна вежа

### Пам'ятки історії
У Харкові розташовано багато пам'яток історії місцевого і національного значення. Серед них братські могили, могили відомих людей, місця проживання та навчання славетних харків'ян та гостей міста, історичні місця та пам'ятники.

### Парки
У центрі Харкова розташовано багато парків і скверів. Велика кількість з них мають столітню історію, деякі розбиті на місці зруйнованих у часи Другої світової війни будівель, наприклад, сквер на майдані Конституції (на місці зруйнованої будівлі Дворянського зібрання та інших будівель), Покровський сквер (розбитий на місці старого пасажу), сквер Вічний вогонь (на місці будинку червоної армії), сквер Стрілка (на місці житлових будинків), сквери на Сергіївському майдані (на місці торгових і житлових будівель).

Одним з найстаріших та найбільших парків міста є сад імені Тараса Шевченка, заснований у 1804 році як Університетський. Він також включав у себе сучасний Ботанічний сад. 1893 року було засновано сучасний Центральний парк, а у 1895 році розпочав свою історію найстаріший зоопарк України.

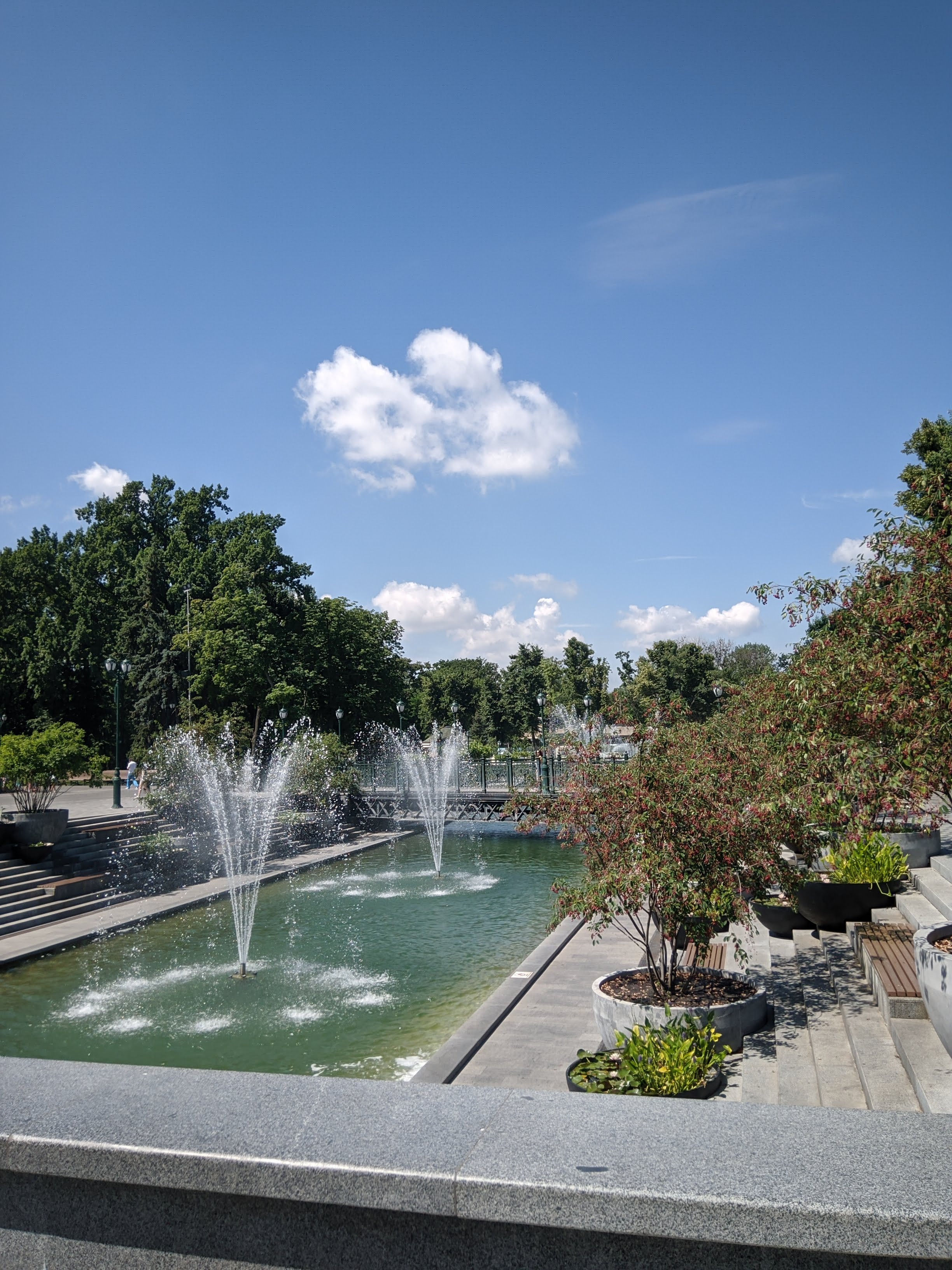
Сад Шевченка
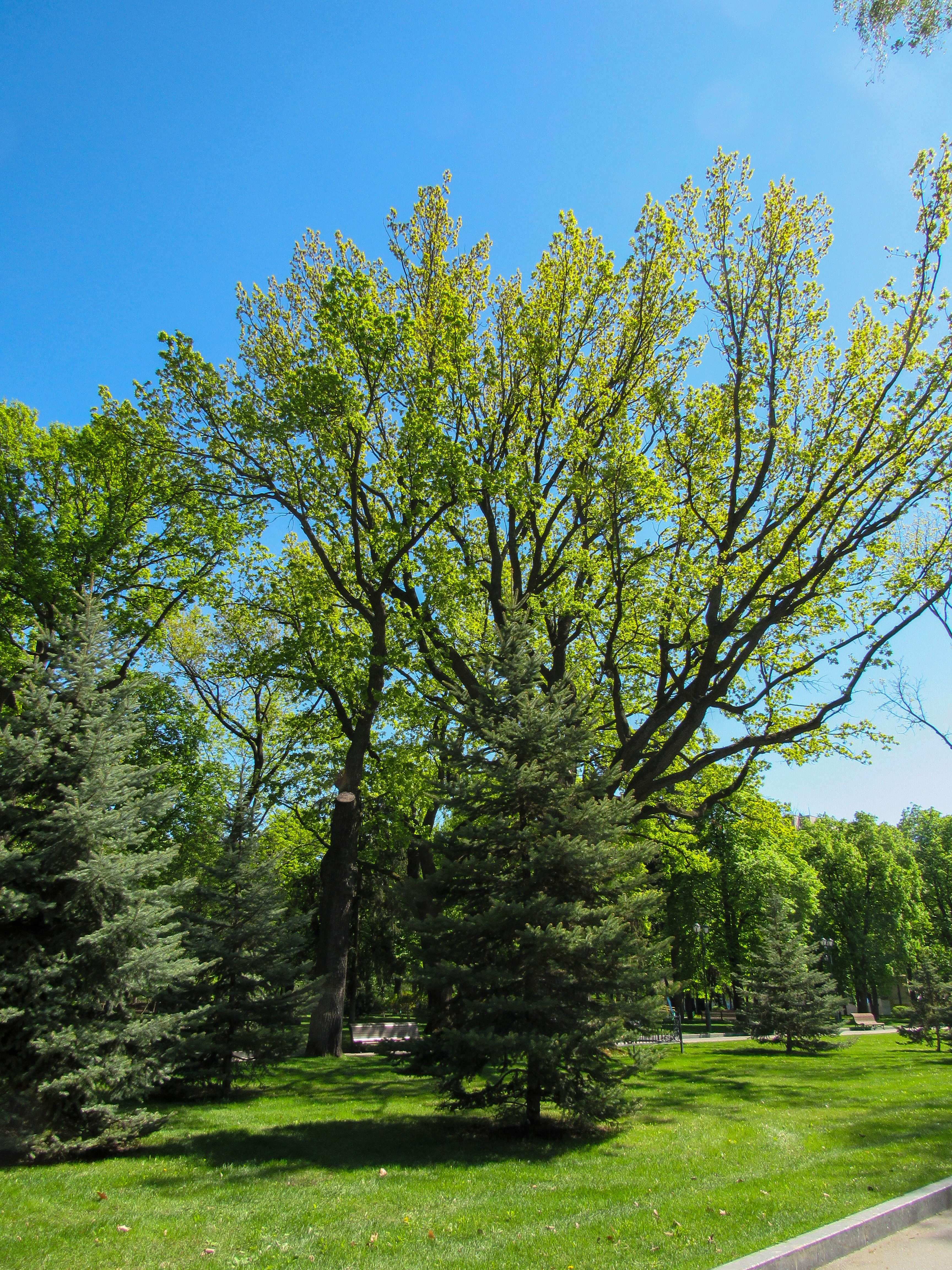
П'ятисотрічний дуб у саду Шевченка
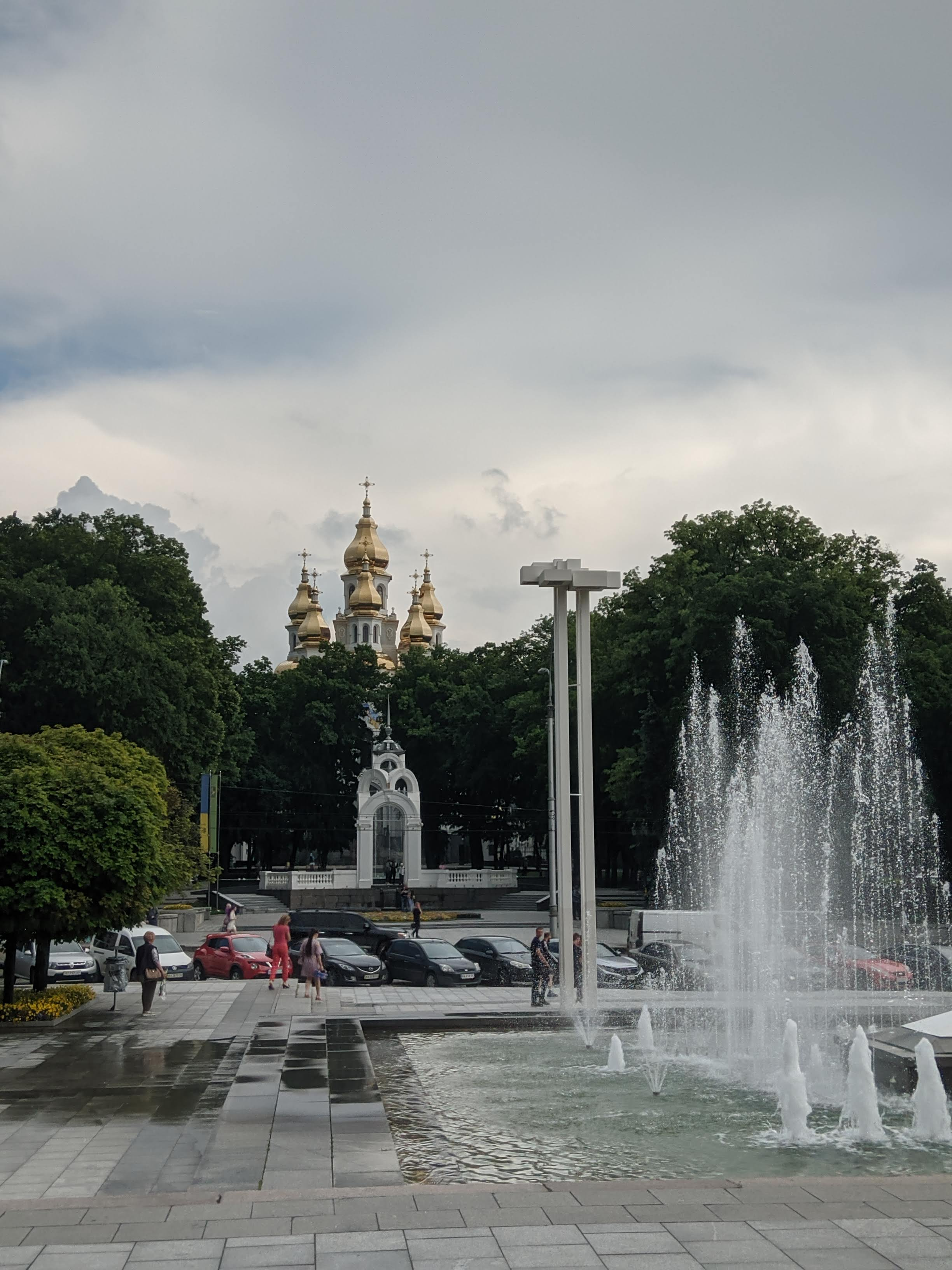
Сквер Перемоги і Дзеркальний струмінь
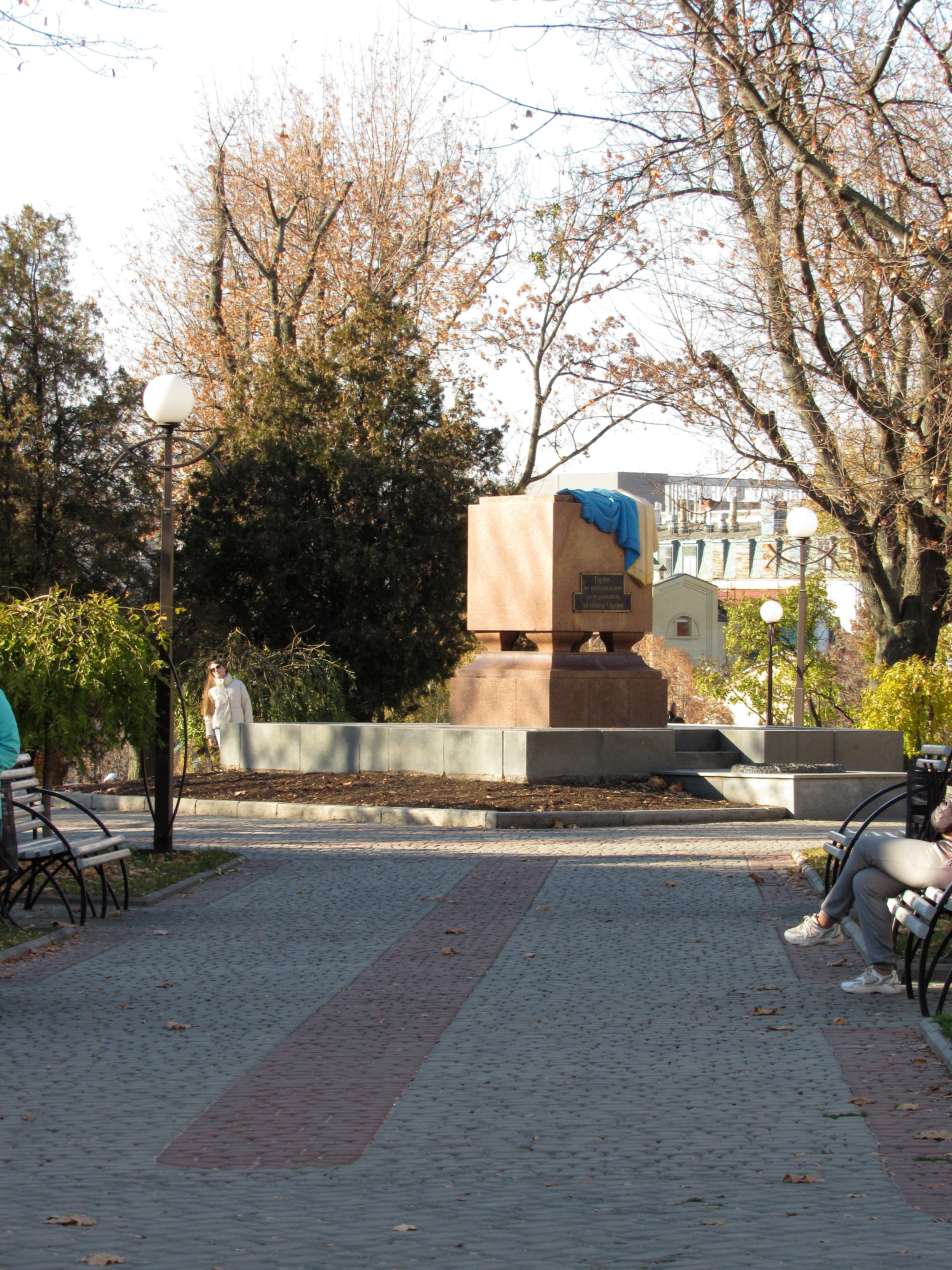
Сквер на місці, де до 1945 року стояв будинок червоної армії
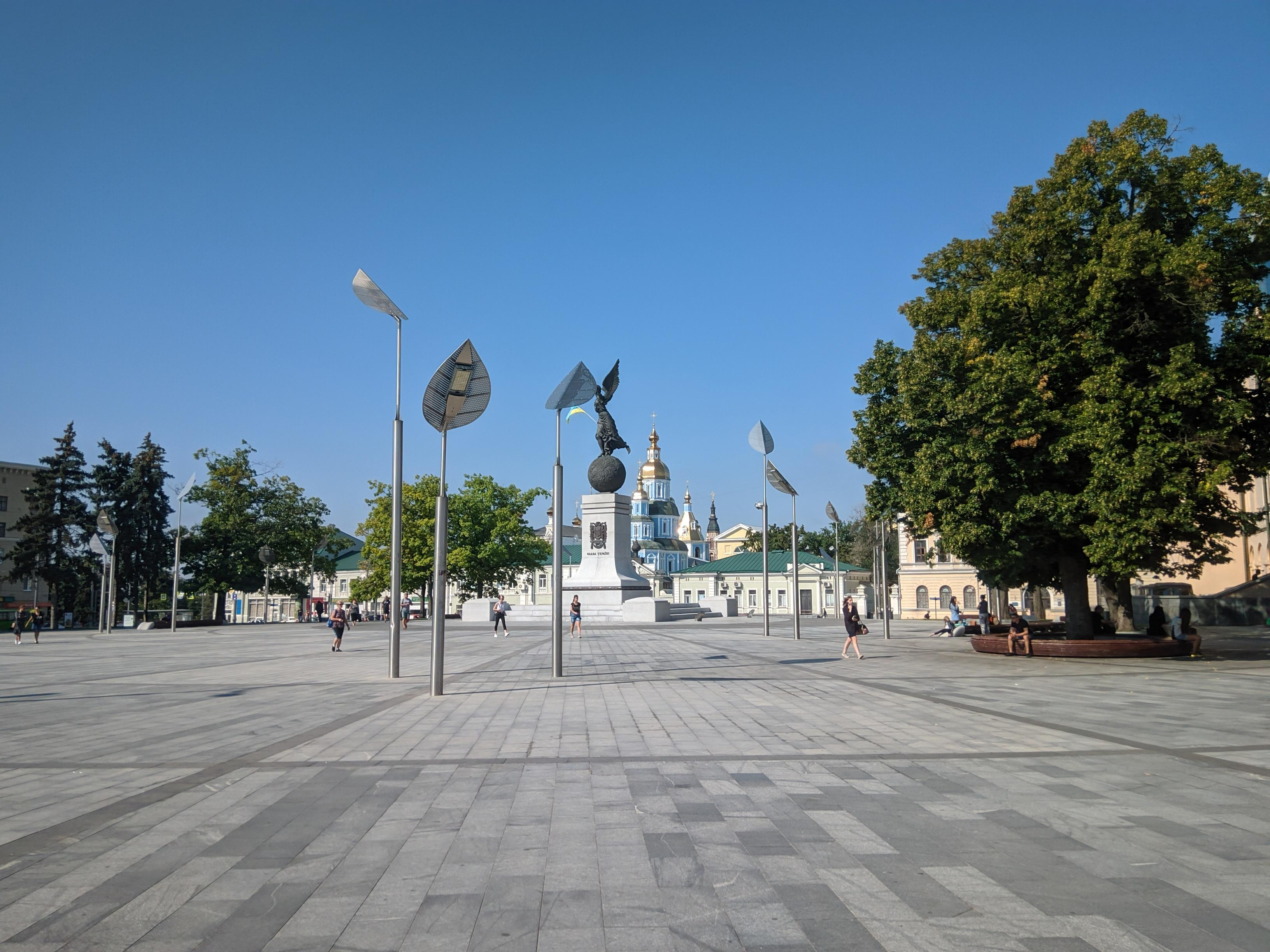
Місце, де стояв будинок Дворянського зібрання
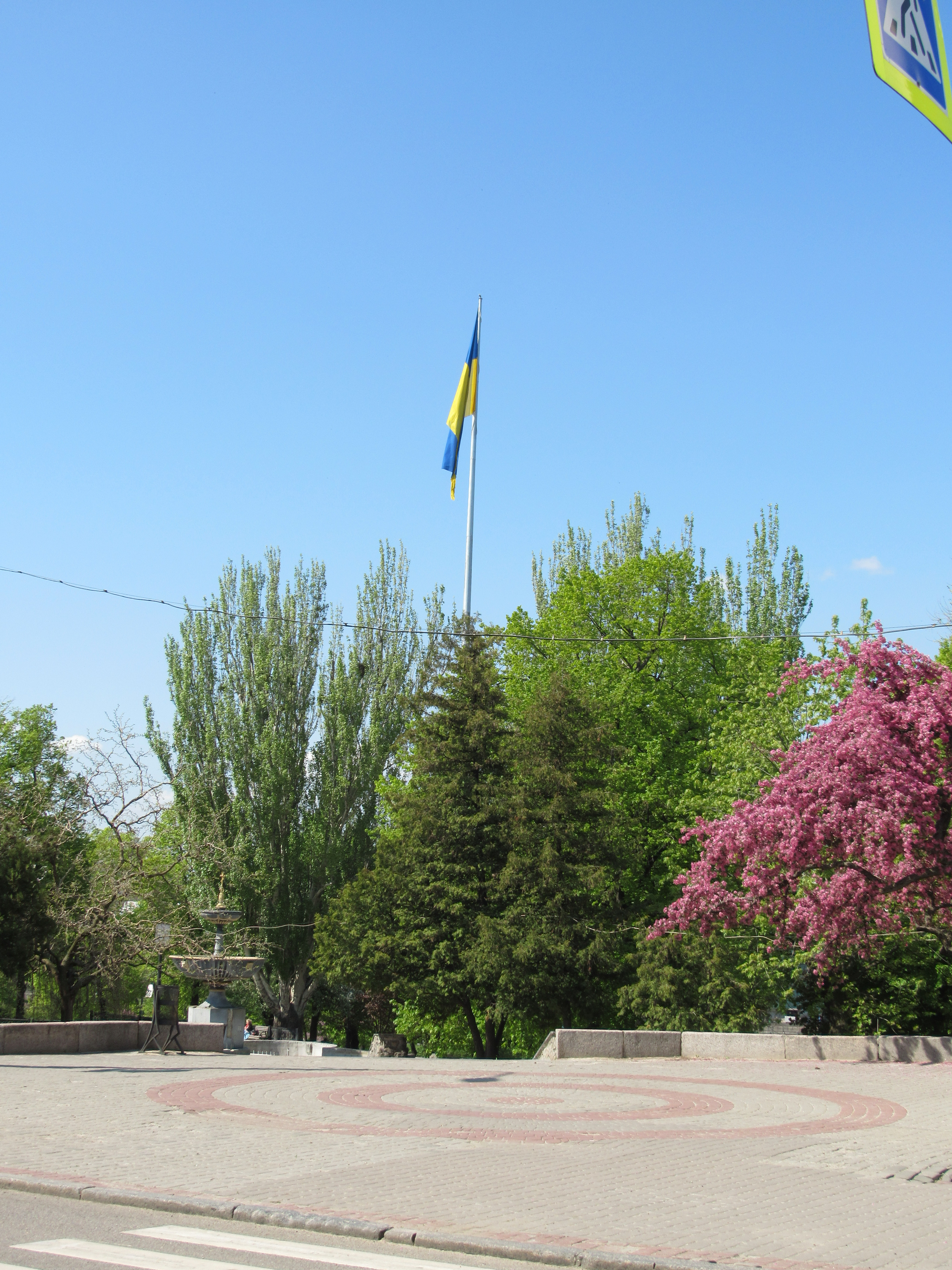
Покровський сквер
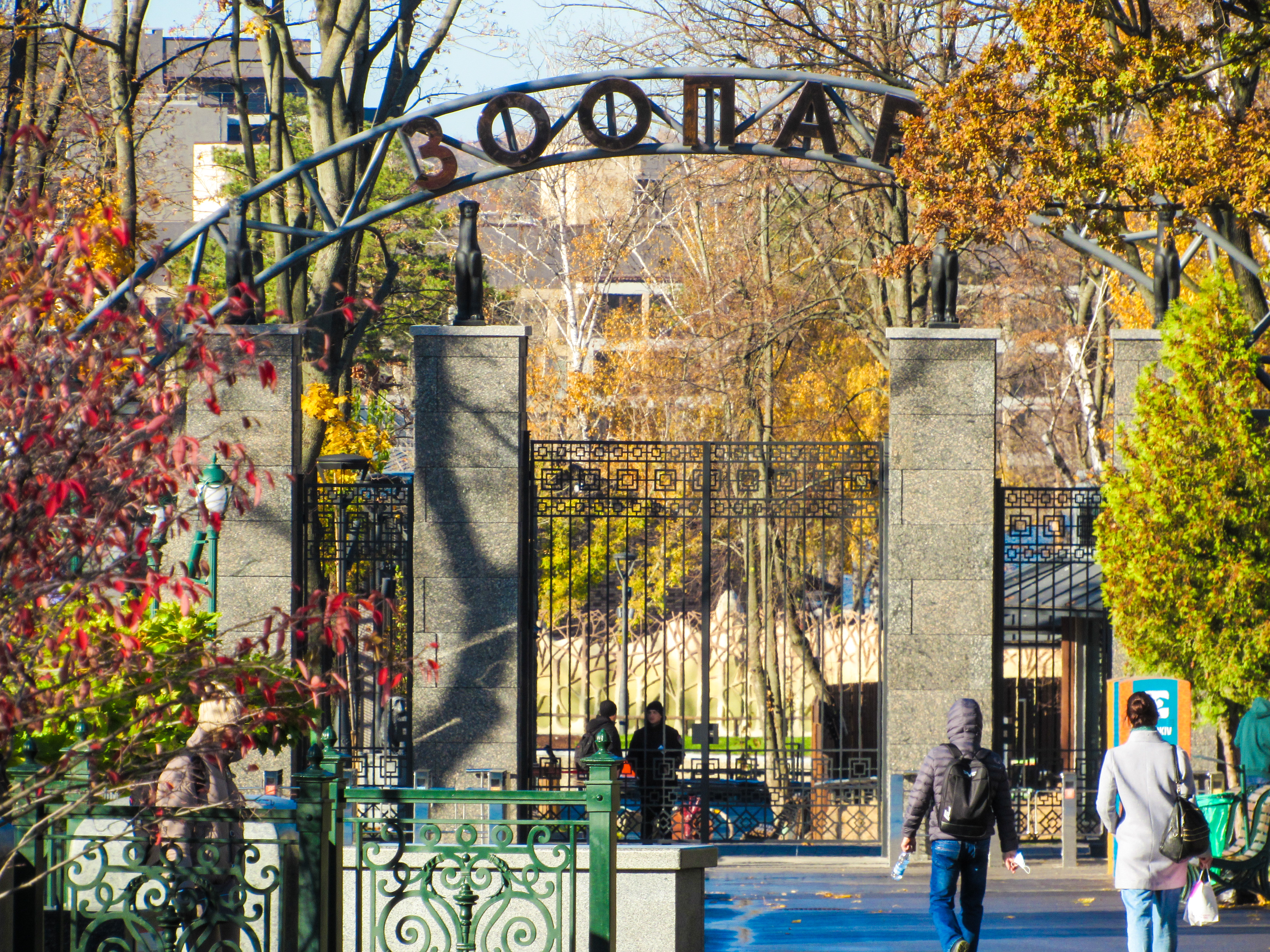
Харківський зоопарк

### Пам'ятники
Найдавніші зразки міської скульптури Харкова, що збереглися дотепер, зокрема, пам'ятник В. Н. Каразіну (1905) та погруддя О. С. Пушкіна (1904-демонтований 2022) та М. В. Гоголя (1909) належать до періоду російського царату (до 1917 року). Ще 1898 року у садибі Алчевських на вулиці Жон Мироносиць було встановлено перший в Україні пам'ятник Тарасу Григоровичу Шевченку. Пізніше його було демонтовано, а зараз він зберігається в Національному музеї Тараса Шевченка. У 1935 році було встановлено великий пам'ятник Тарасу Шевченку скульптора М. Г. Манізера.

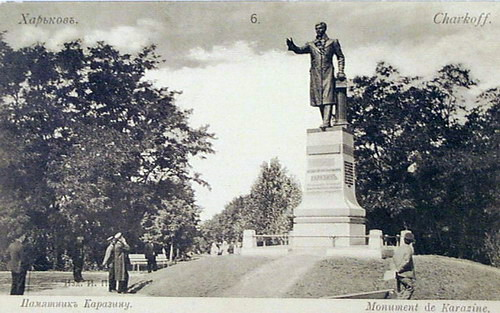
Пам'ятник В.Н. Каразіну (на місці сучасного пам'ятника Т.Г. Шевченку)
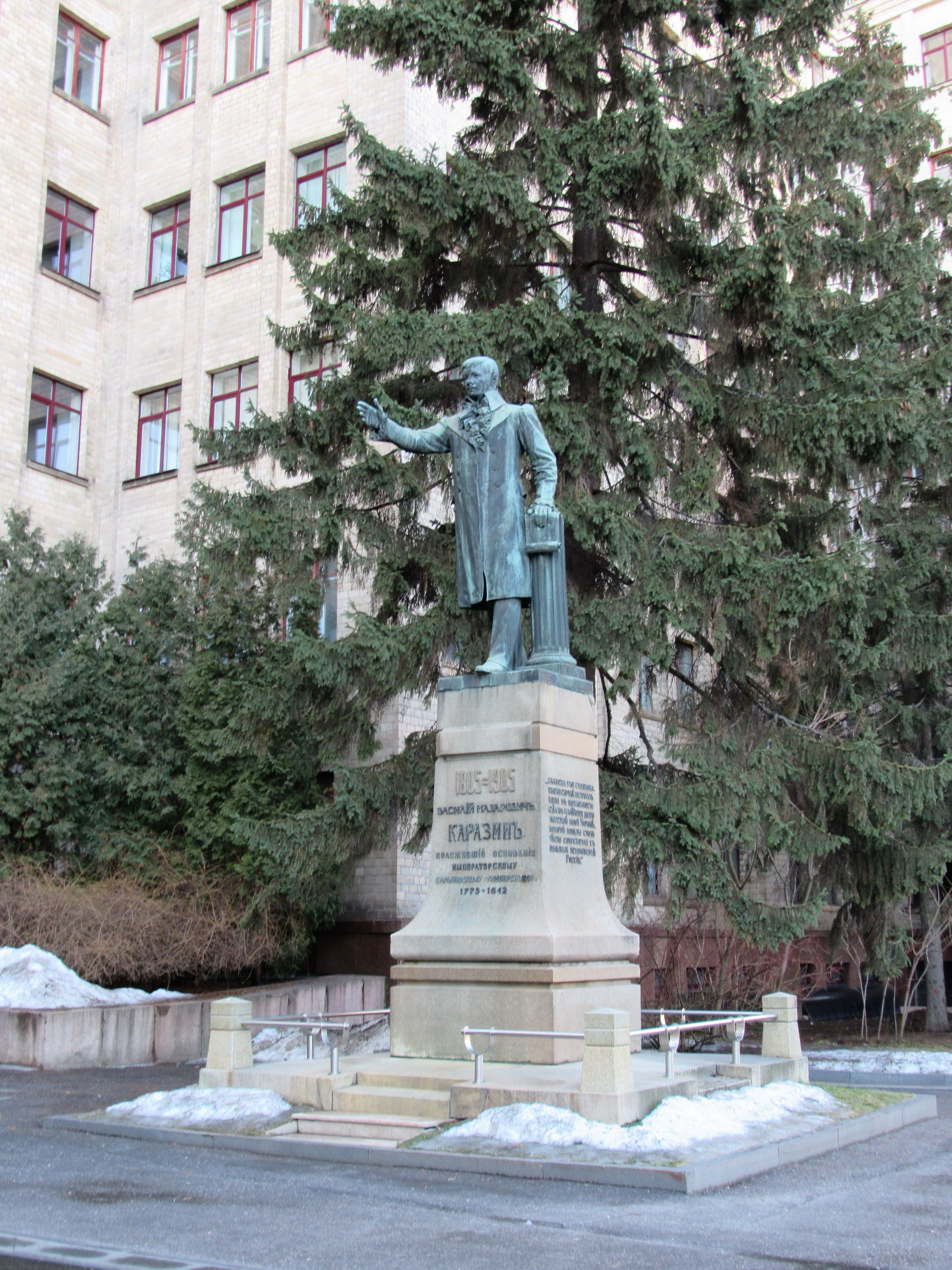
Пам'ятник Василю Назаровичу Каразіну
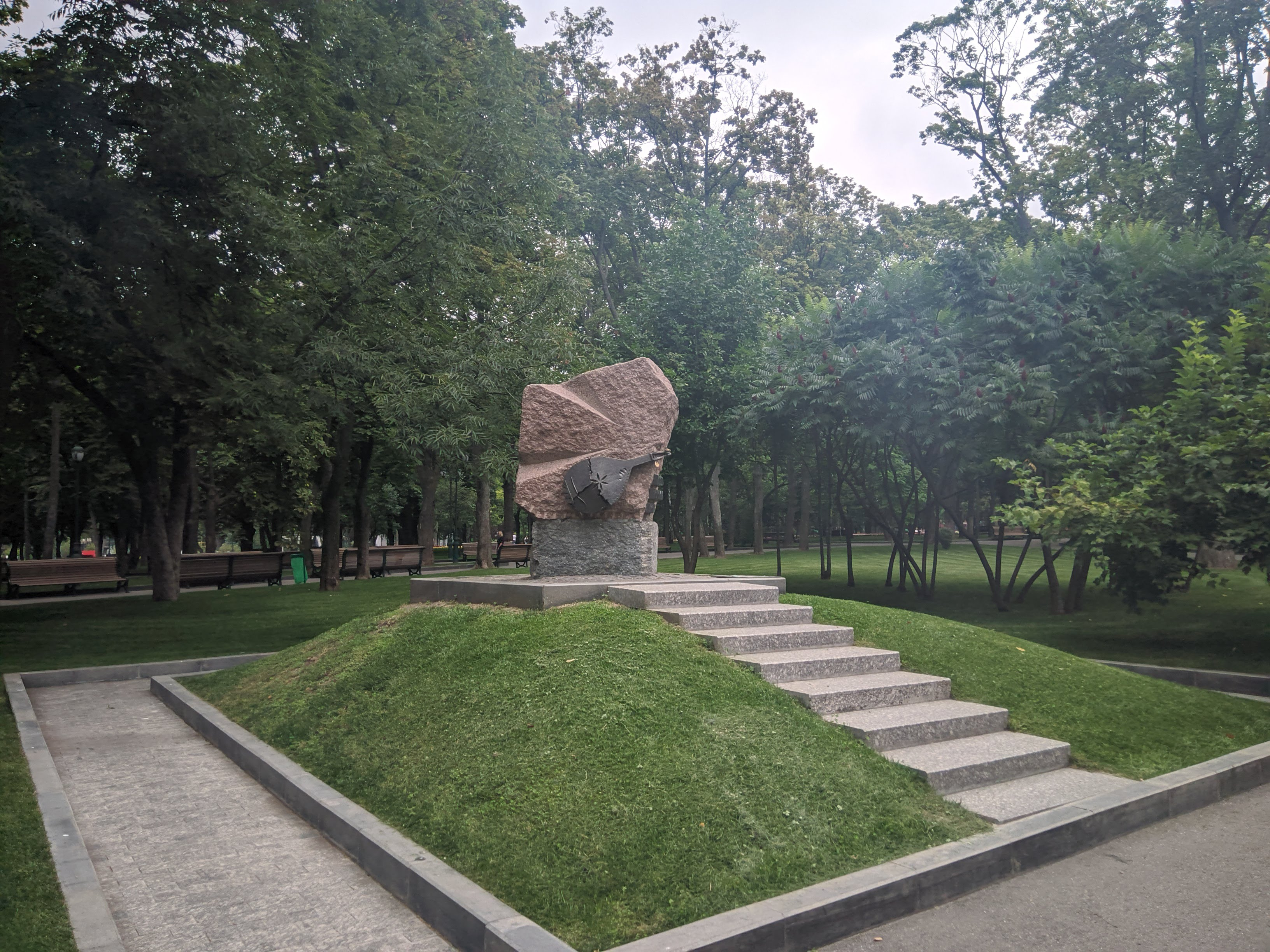
Пам'ятний знак репресованим кобзарям

У місті встановлено декілька пам'яток автомобілям, військовій та іншій техніці. На майдані Конституції знаходяться постаменти з британським танком Mk.V, танком Т-34-85, декількома радянським гарматам та гарматами часів Харківської фортеці. По місту розкидані меморіали жертв Другої світової війни з гарматами тих часів. Біля вокзалу знаходиться музей Харківської залізниці з потягами різних епох.

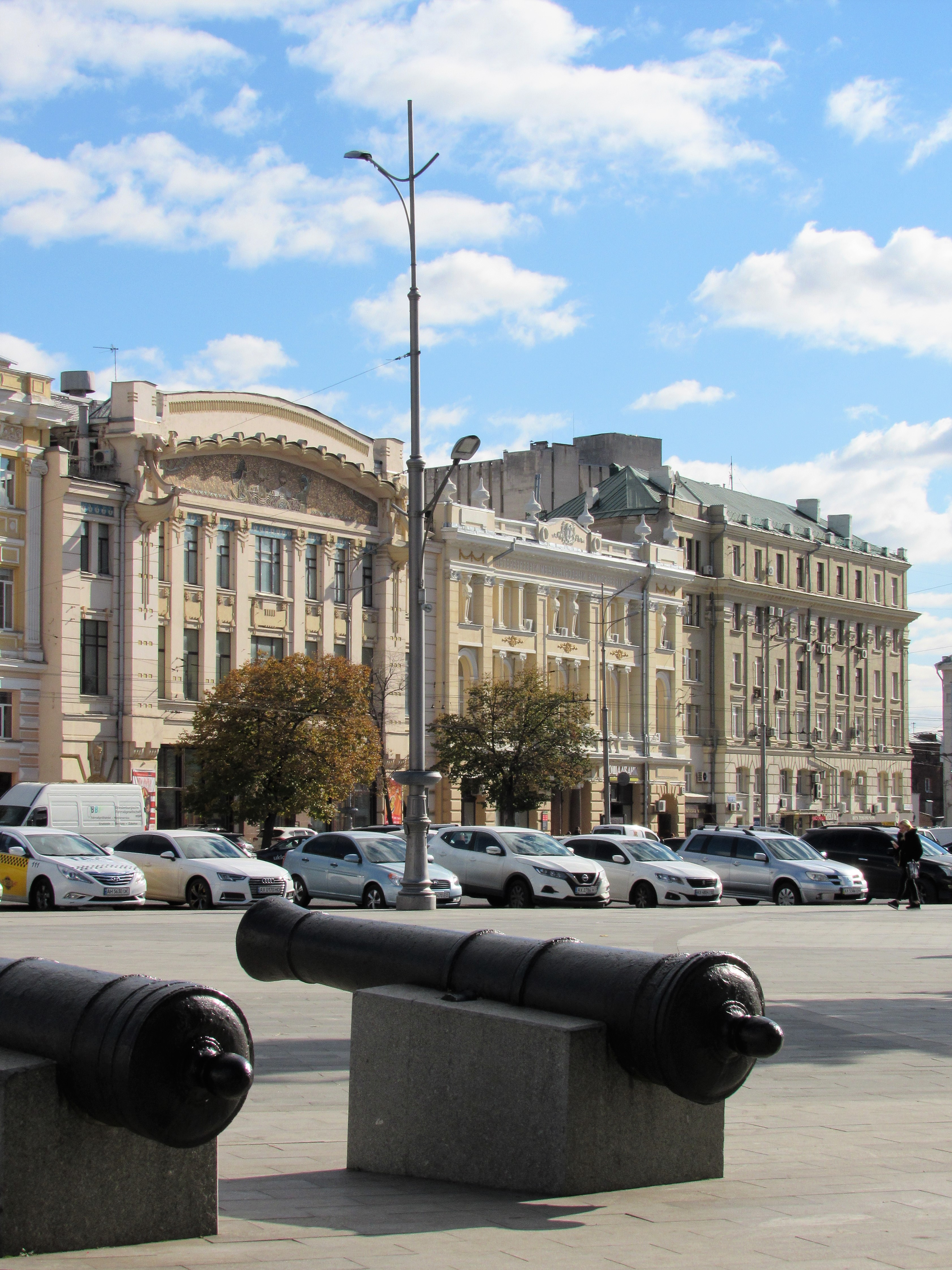
Гармати Харківської фортеці
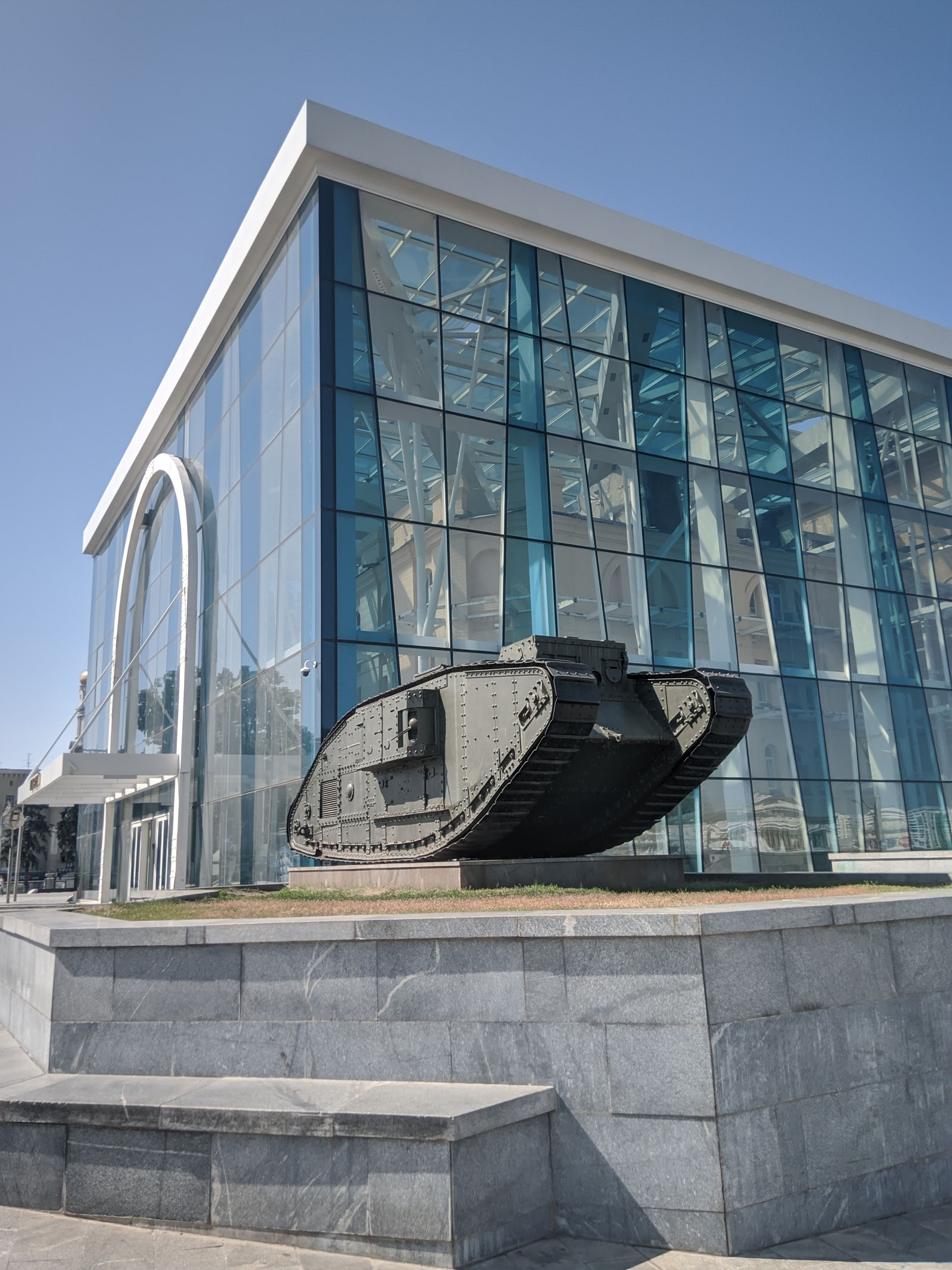
Танк Mark V
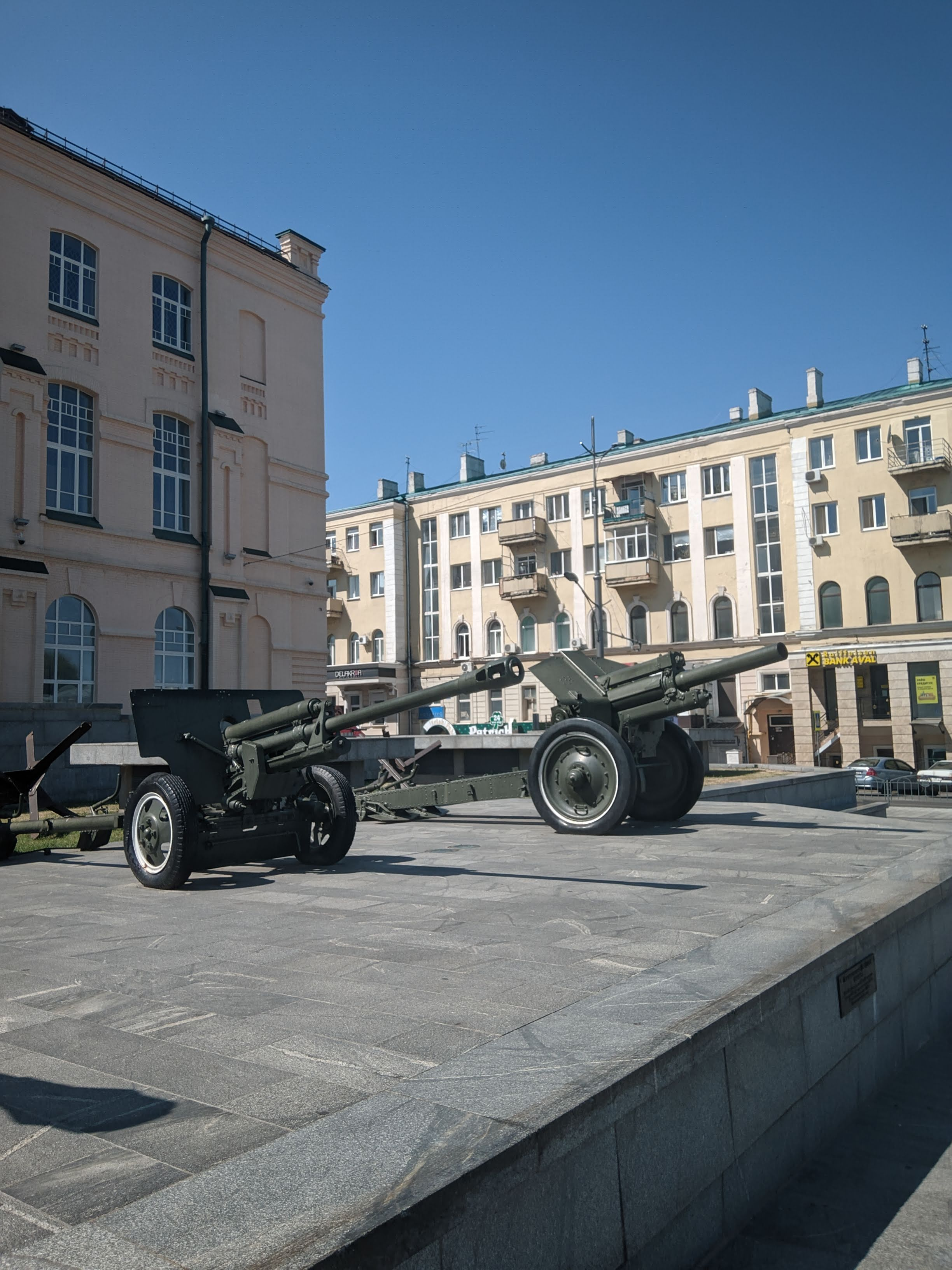
Гармати на площі Конституції
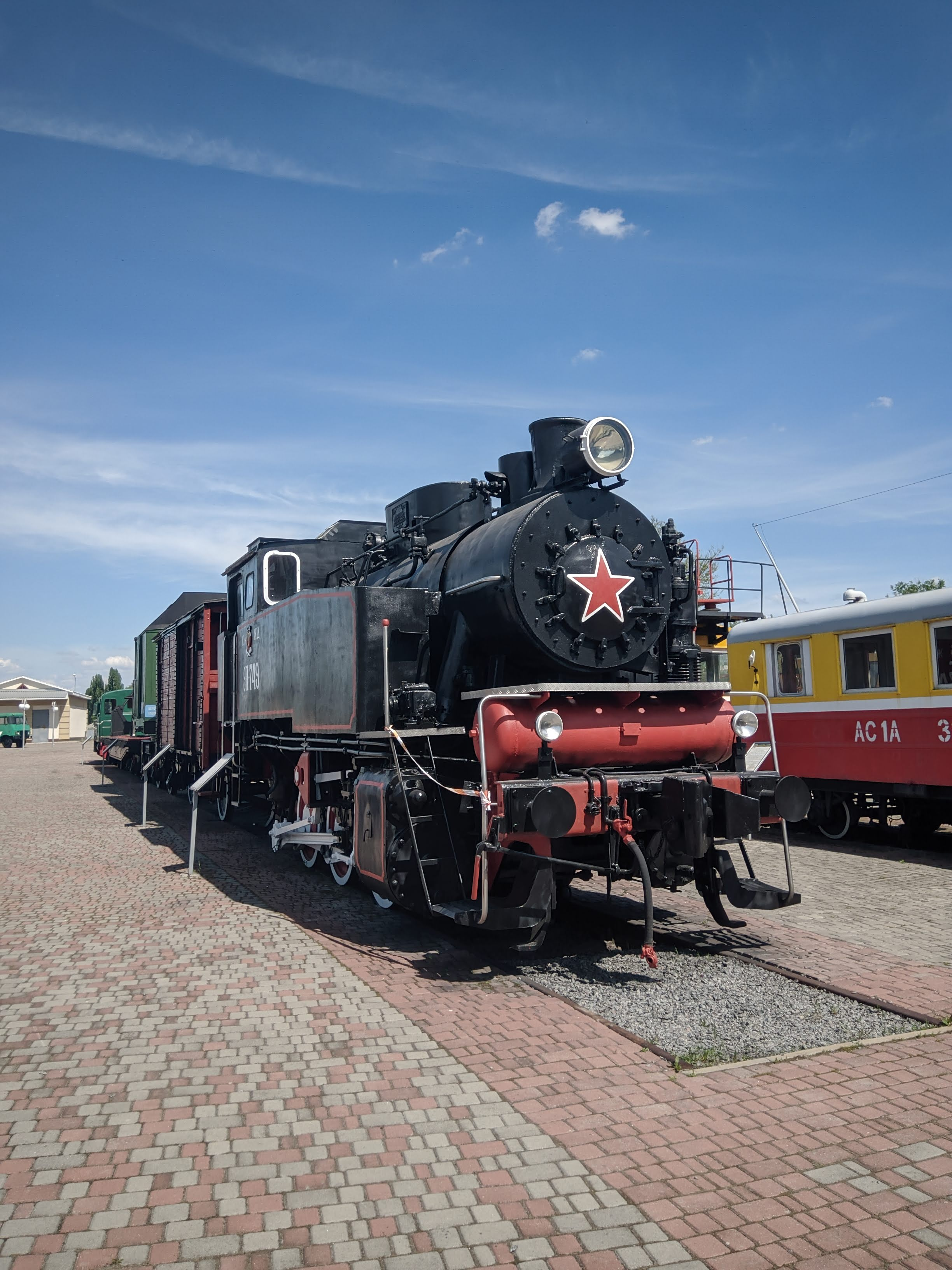
Музей Харківської залізниці
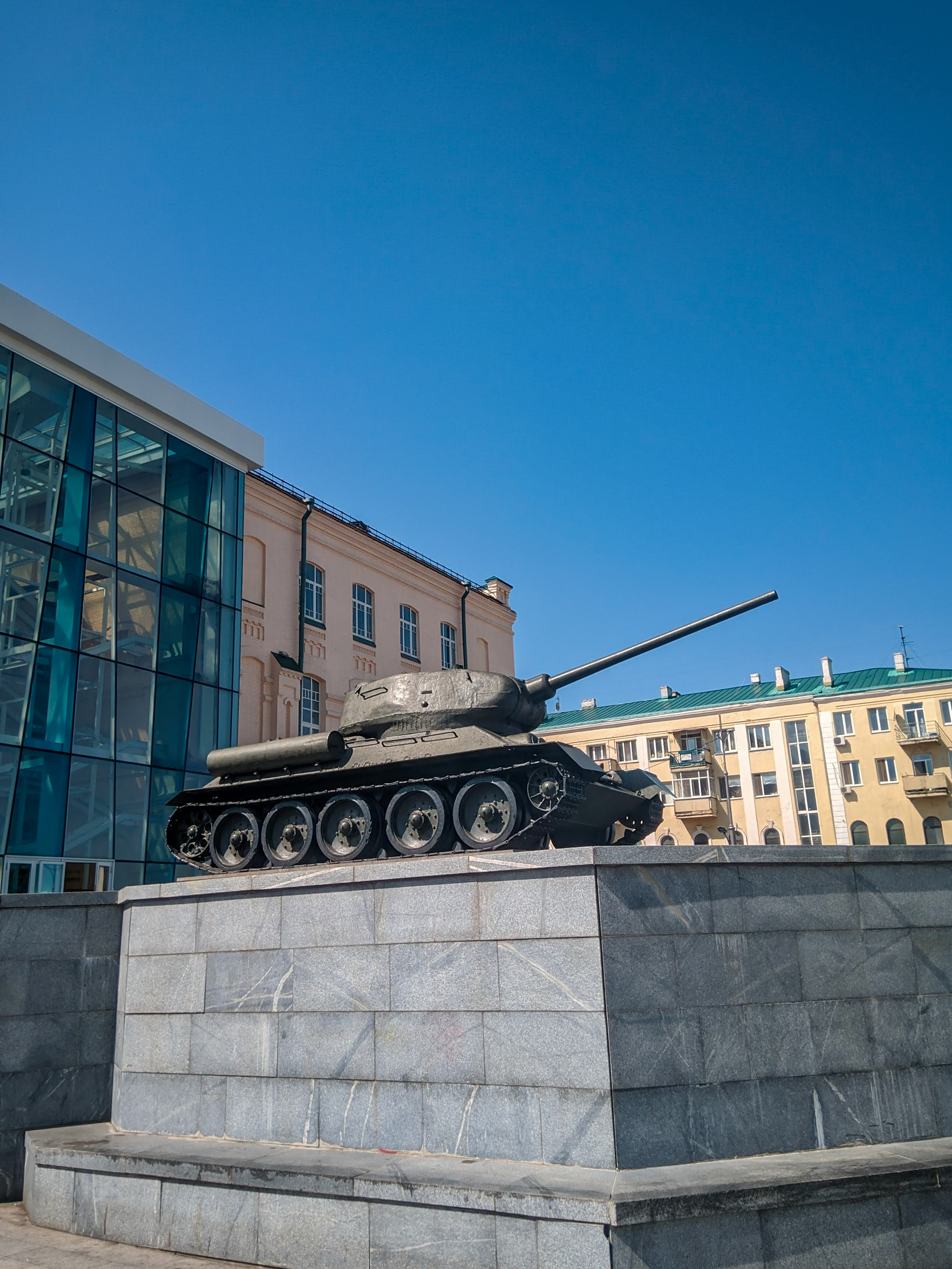
Танк Т-34-85
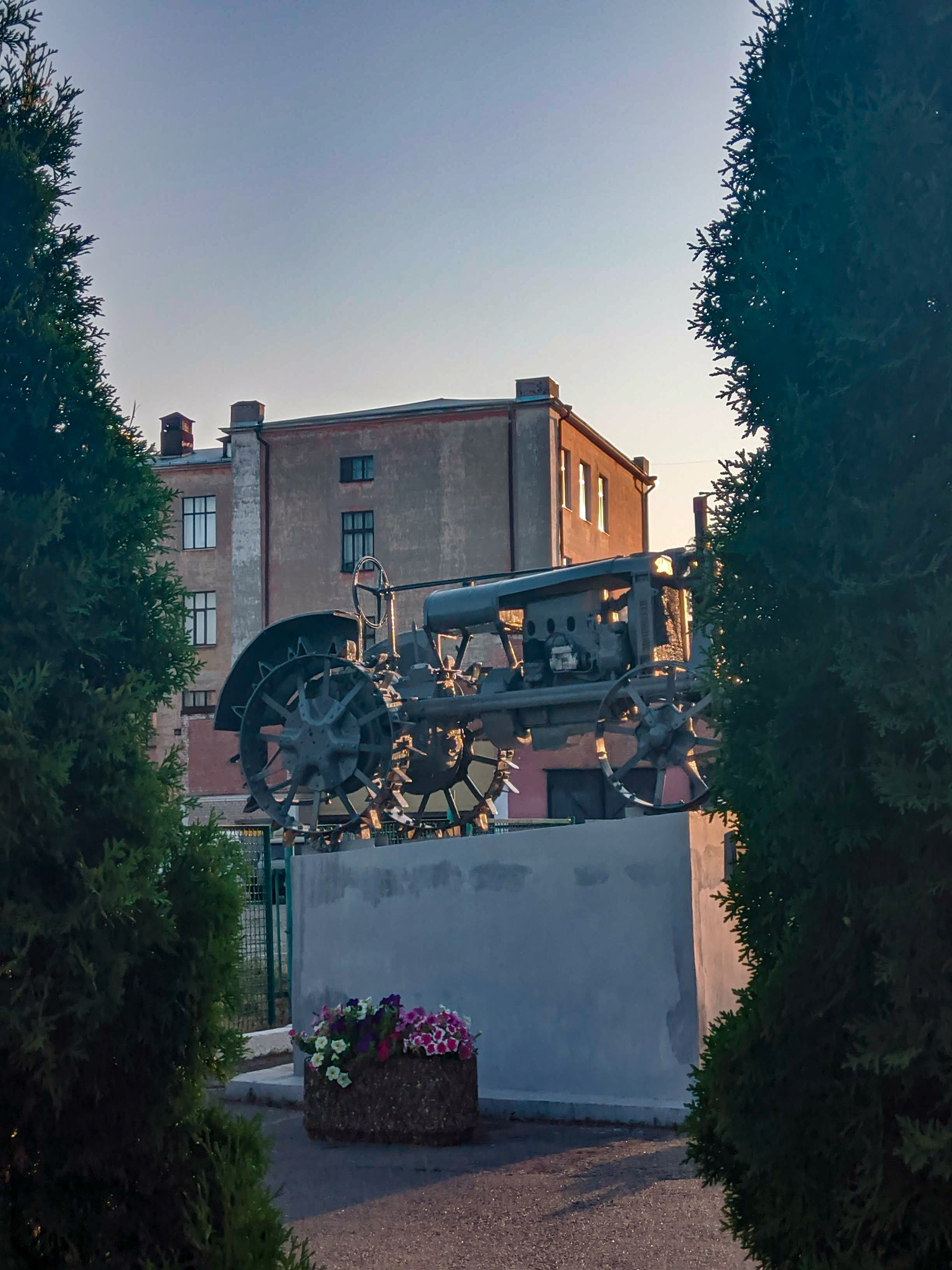
Постамент з трактором

### Двері
У історичному центрі Харкова збереглося чимало вхідних та квартирних дверей старих будинків. Інколи вони є справжніми архітектурними шедеврами. На жаль, за останні роки багато з них втрачено, в тому числі через російське вторгнення. У 2022 році ініціативною командою Dveryki відновлені двері будинку військового відомства (вулиця Бориса Чичибабіна, 1; 1937 рік).

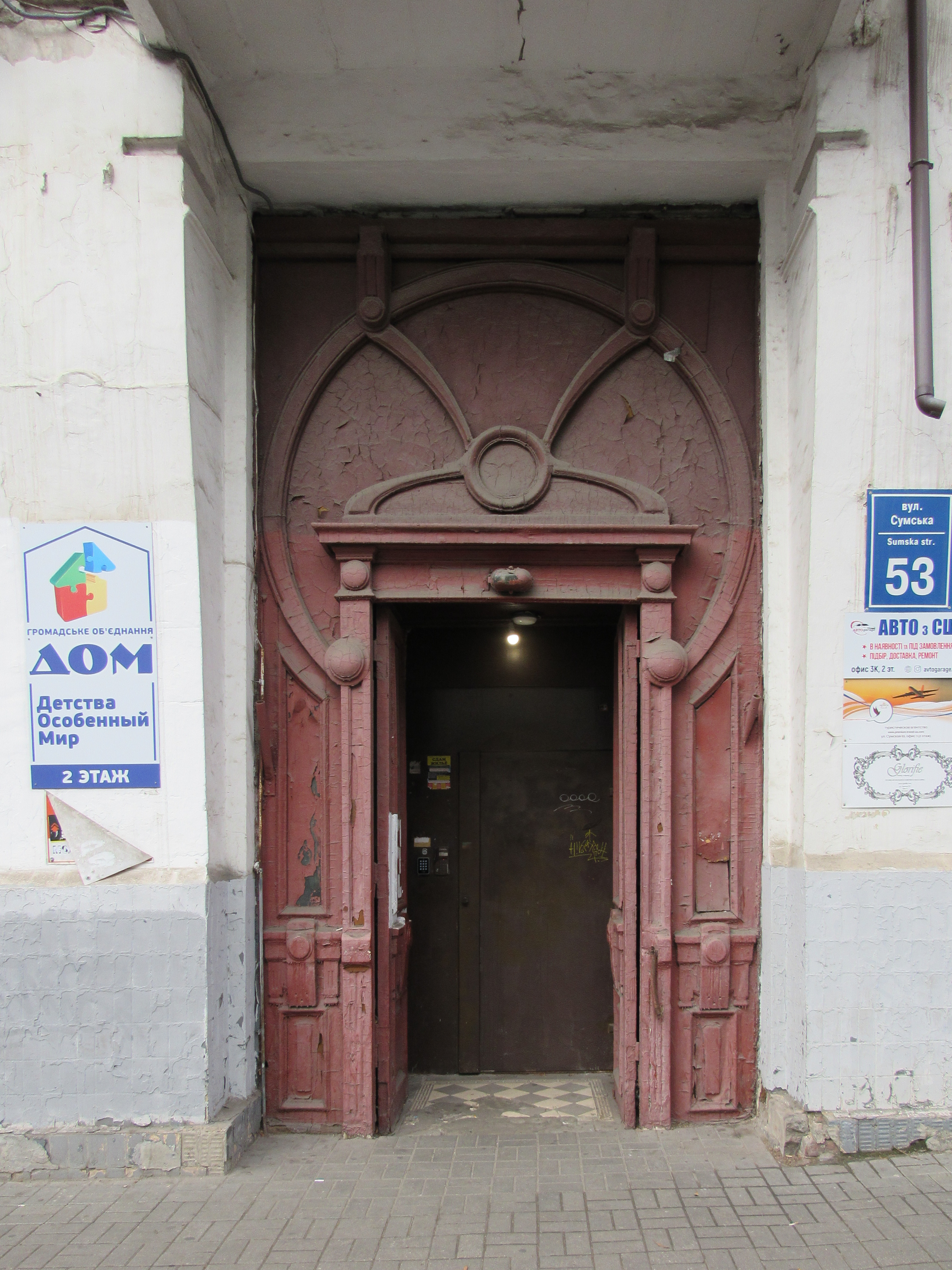
Двері на Сумській, 53 до влучання
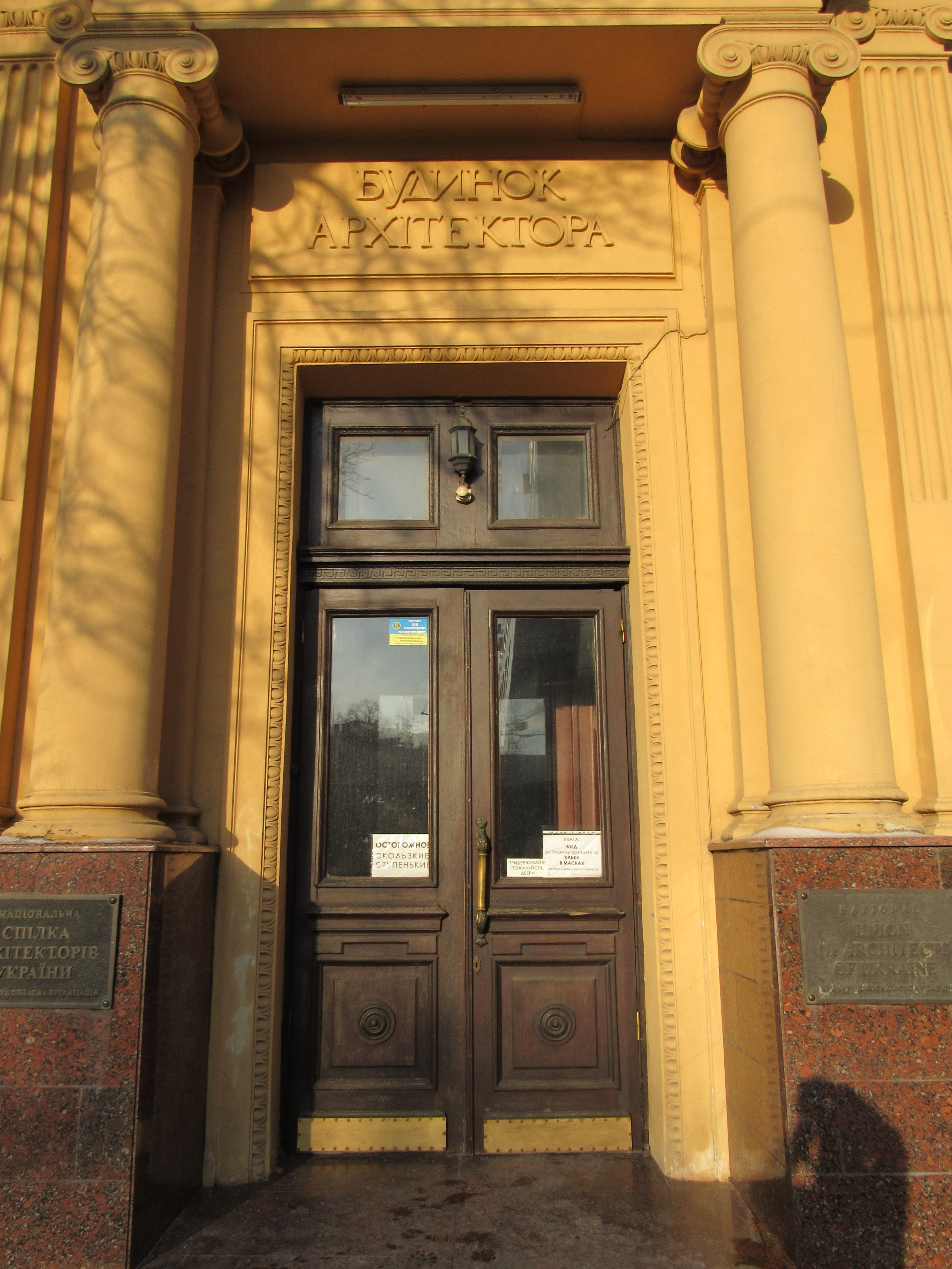
Двері будинку Архітектора
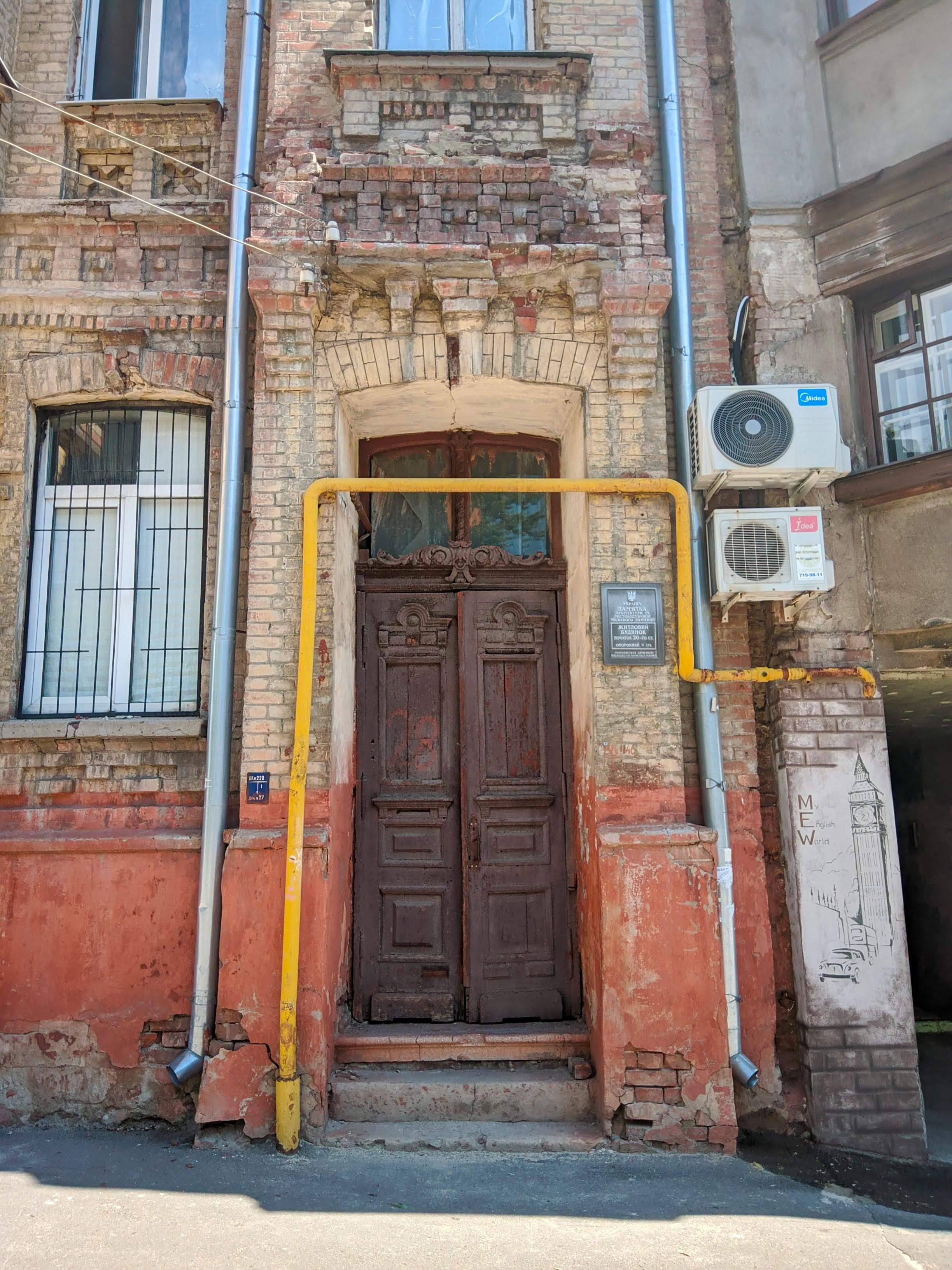
Двері будинку на вулиці Дарвіна
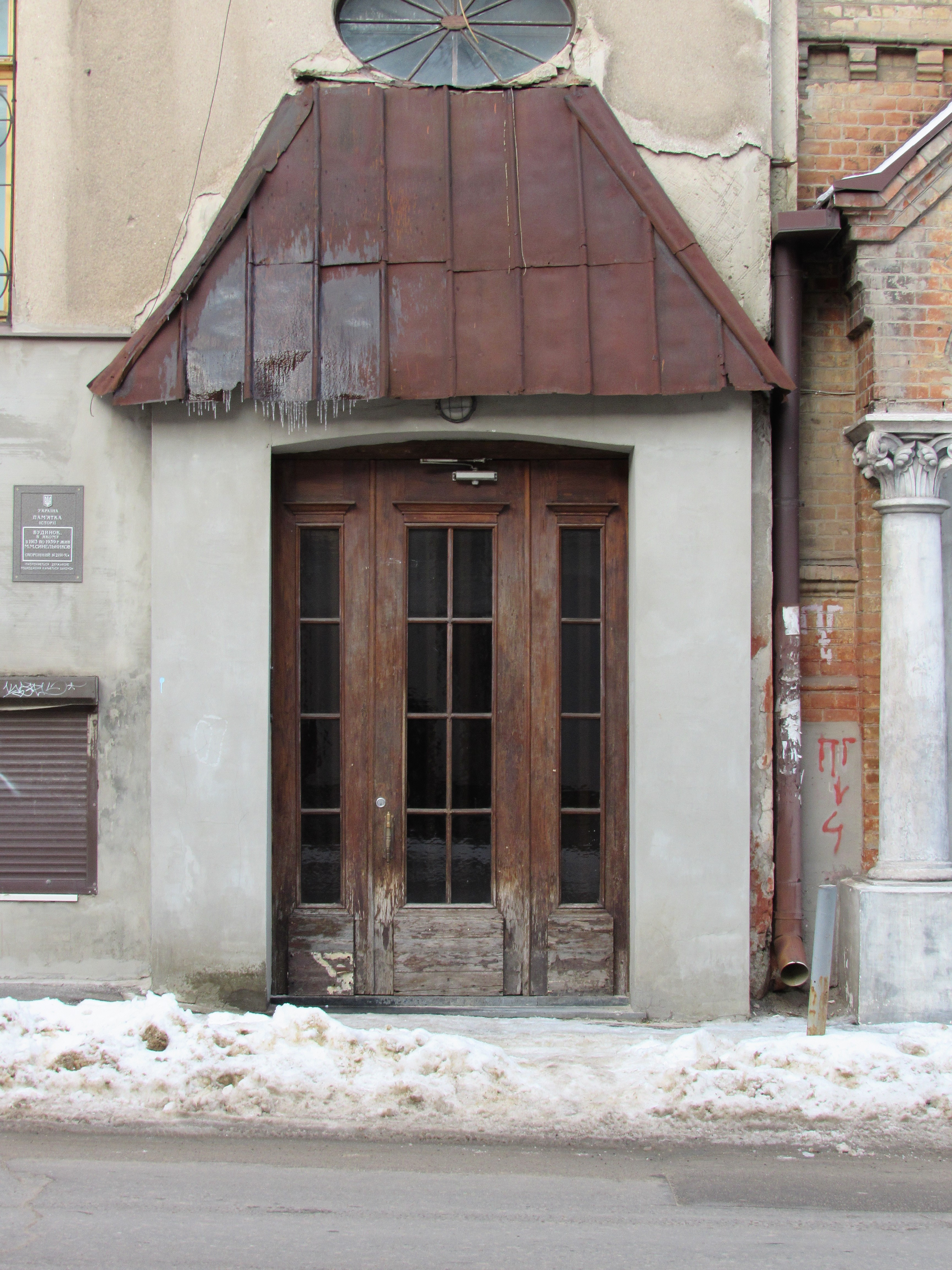
Двері будинку Синельникова
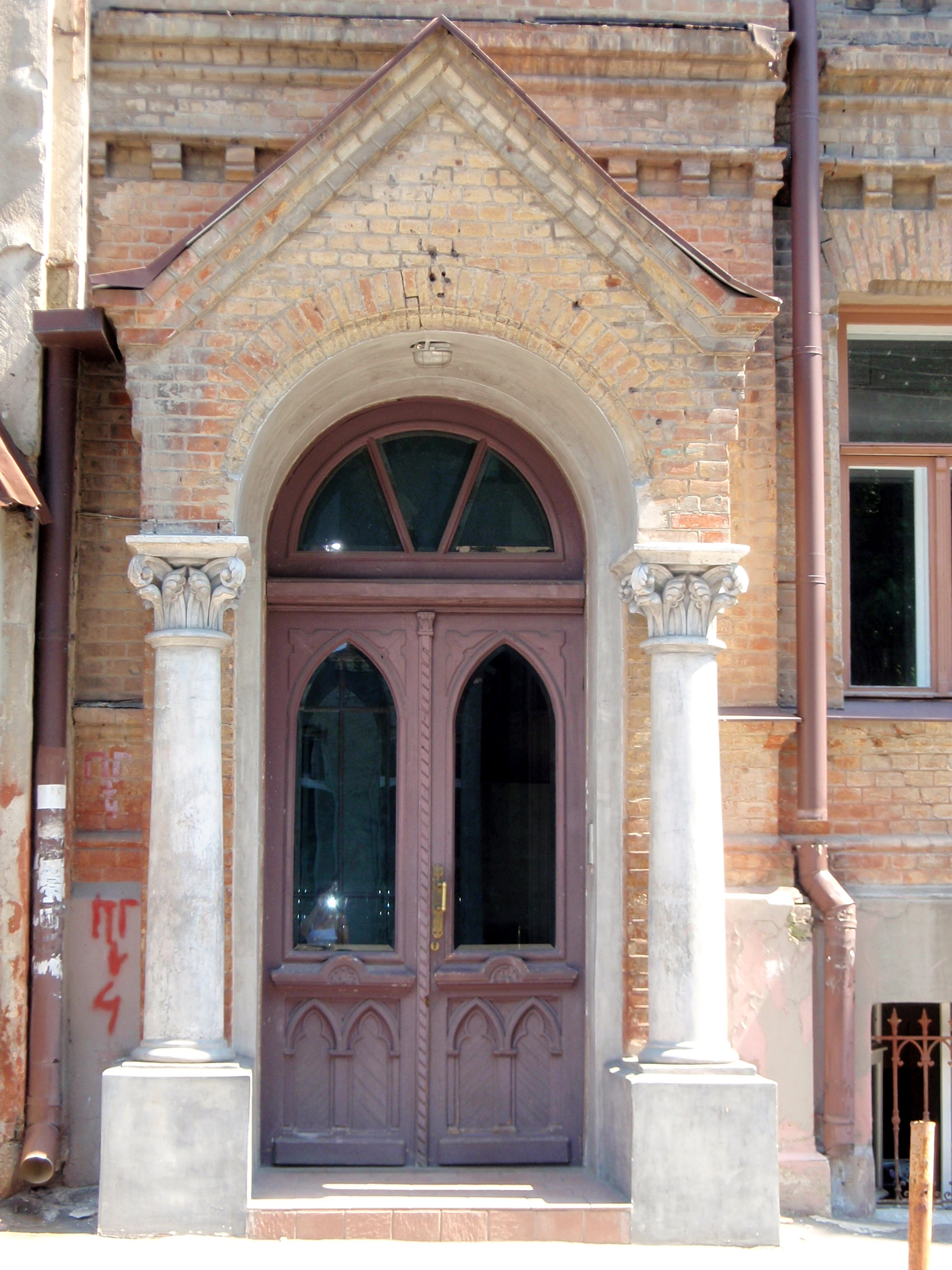
Двері будинку на вулиці Дарвіна
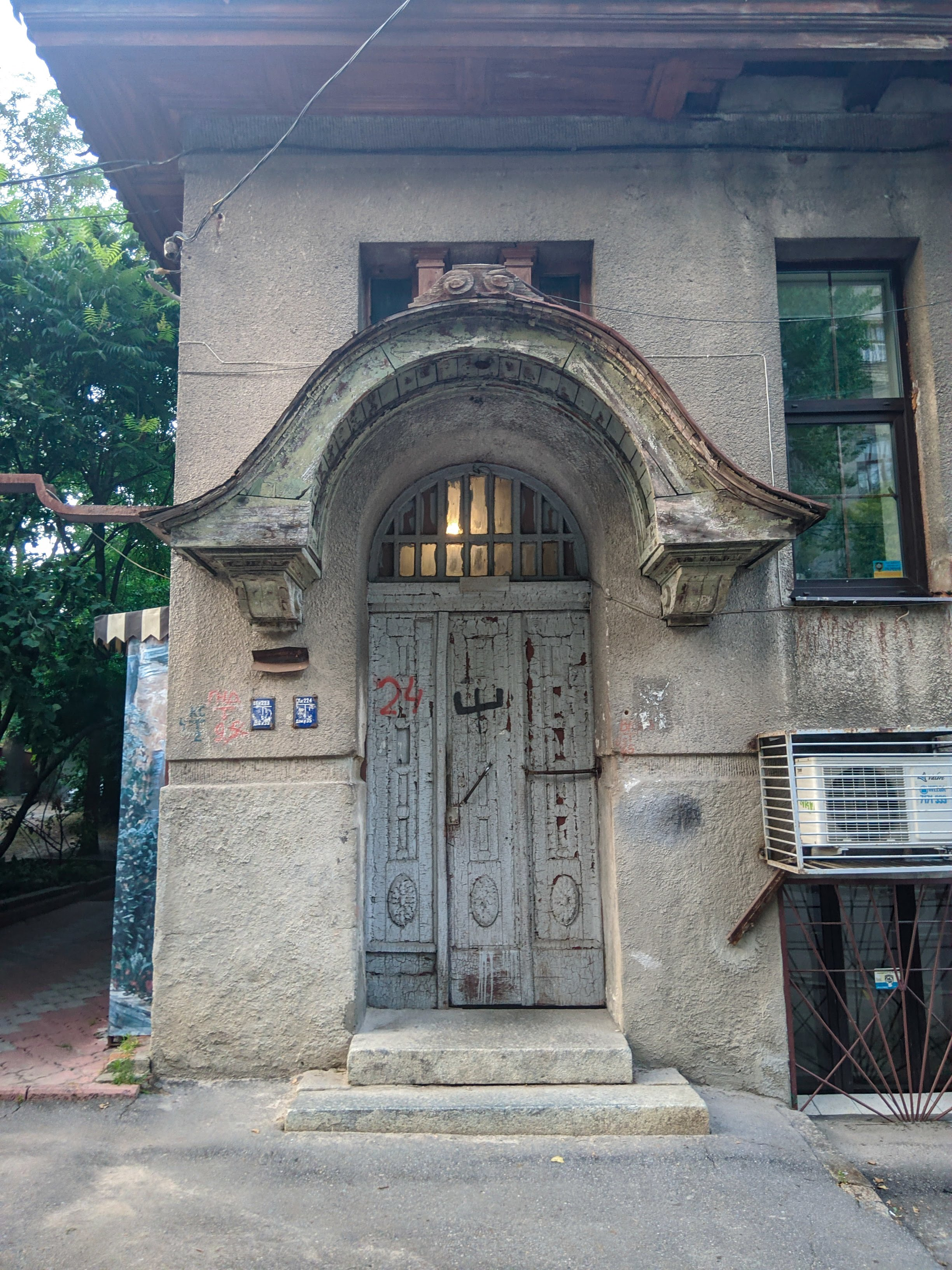
Двері будинку початку XX століття
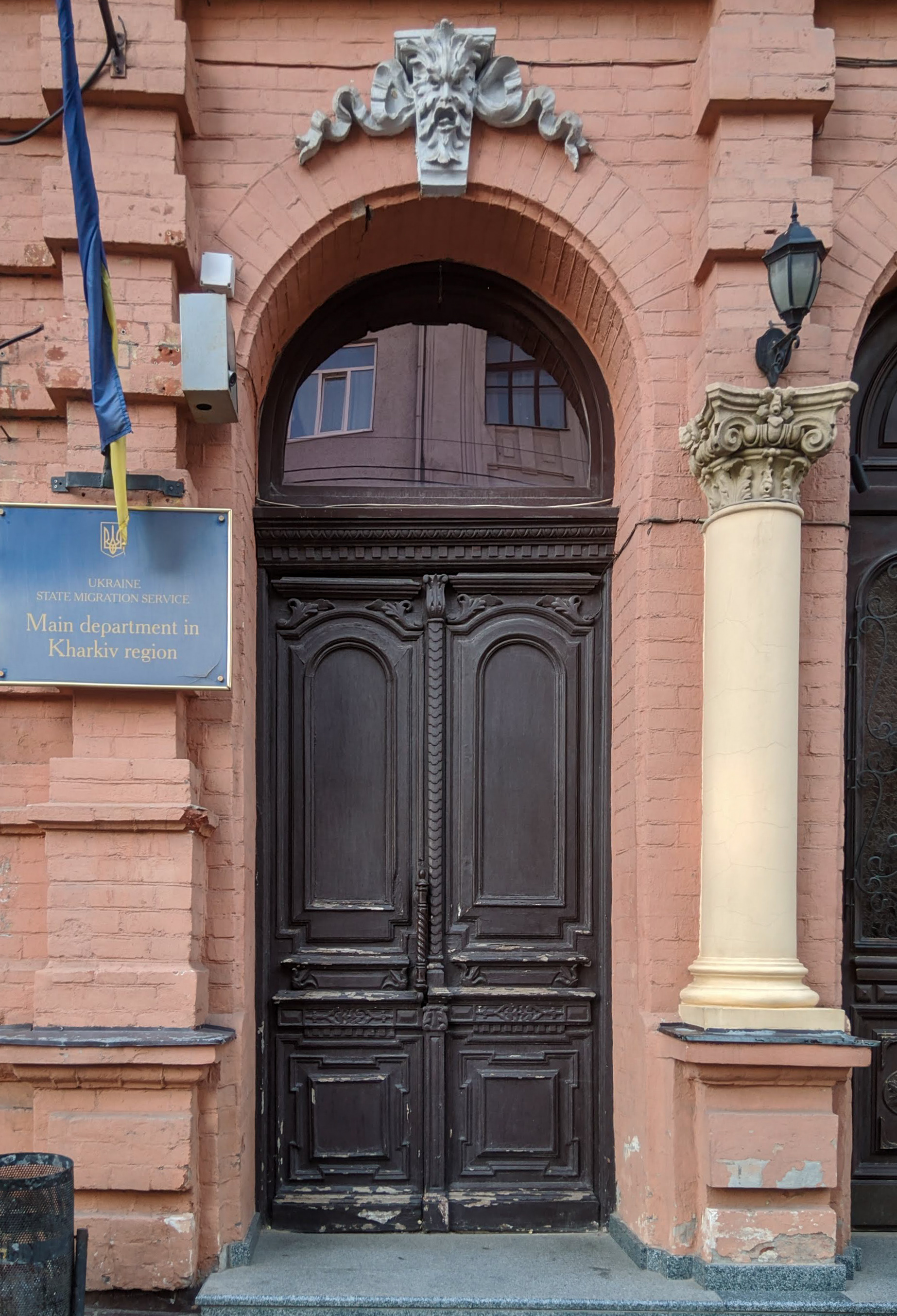
Двері на вулиці Римарській
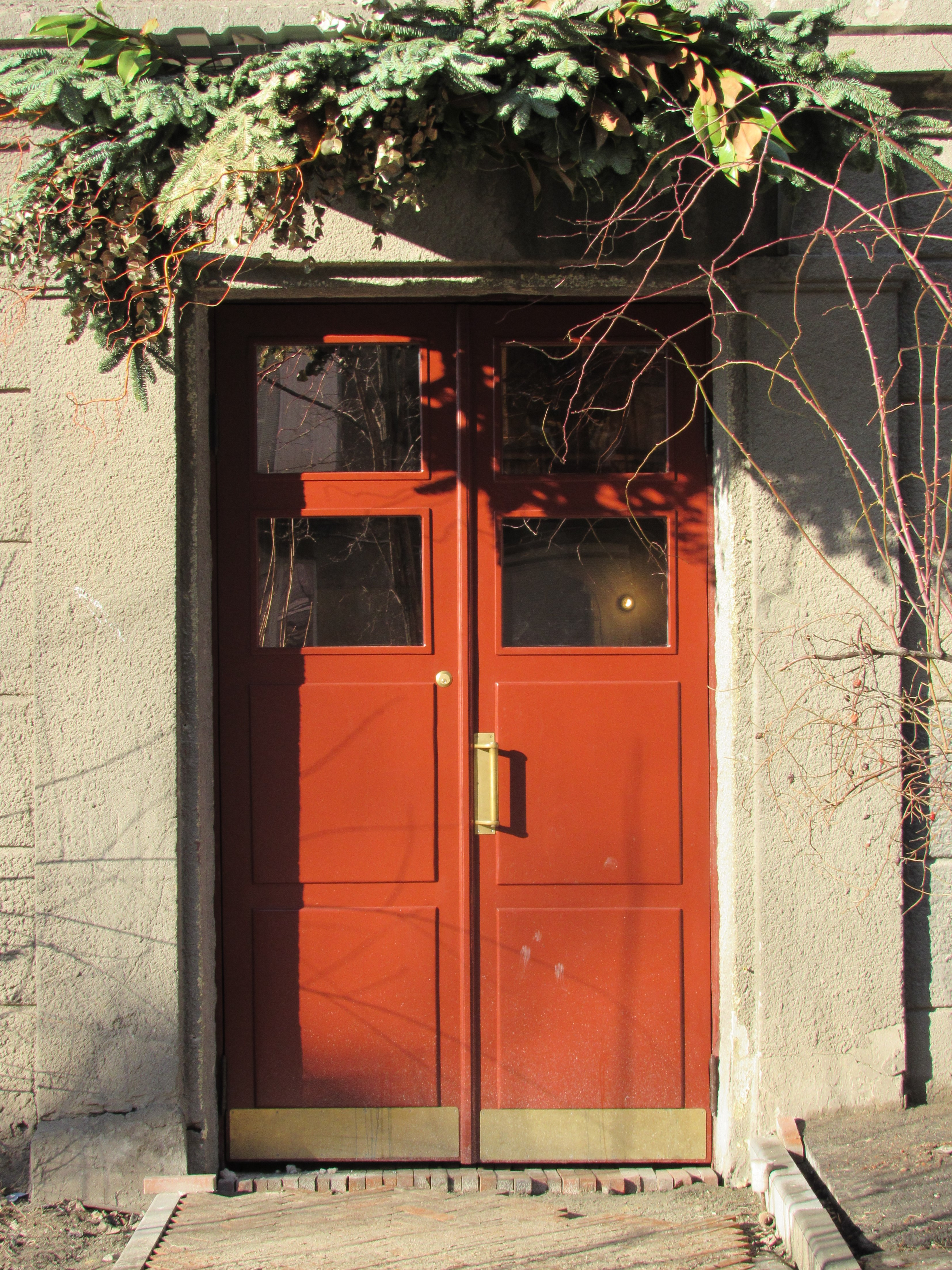
Двері будинку військового відомства
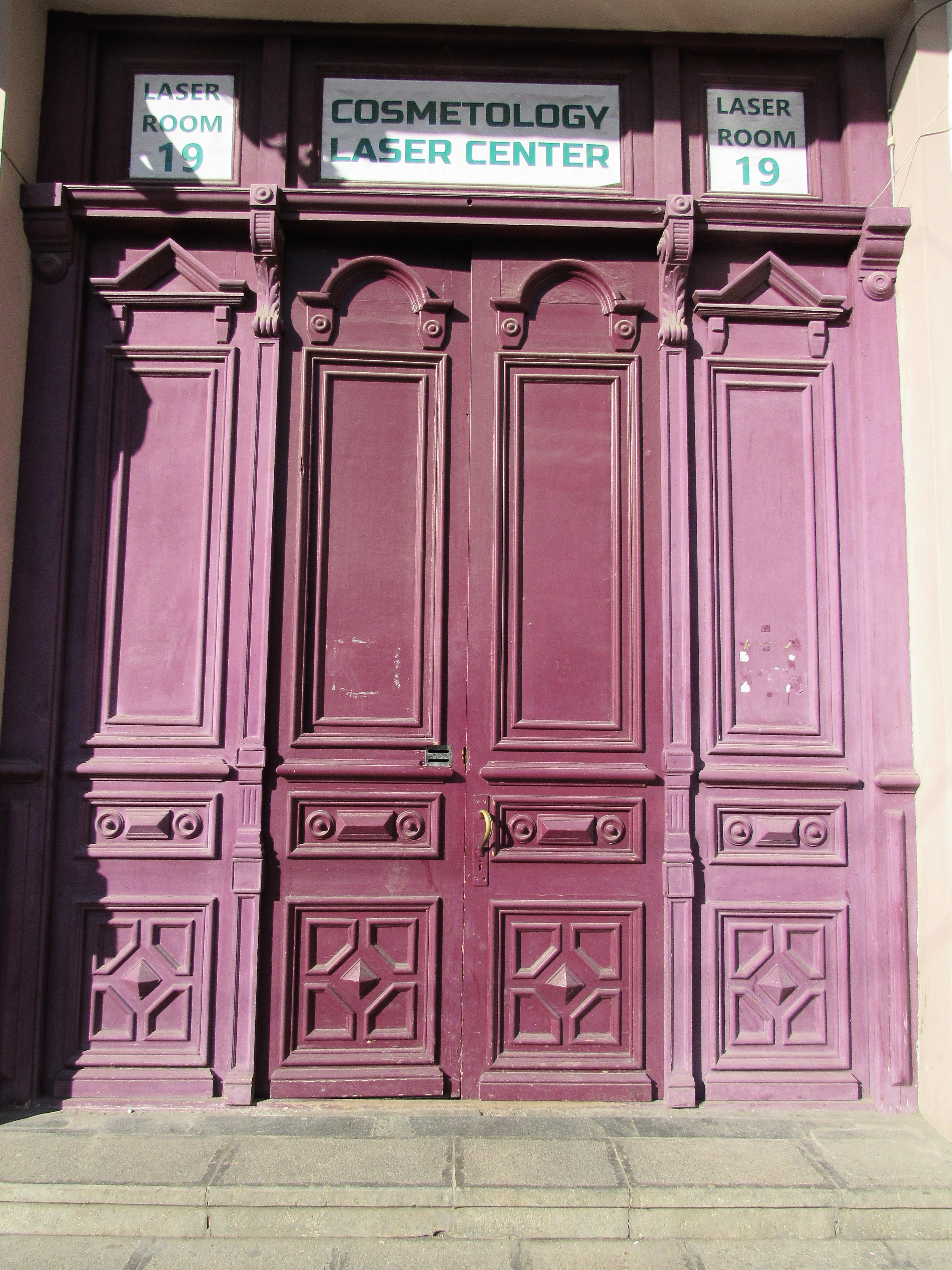
Двері прибуткового будиноку страхового товариства «Життя»

### Споруди, що не збереглися
Харків втратив багато історичних споруд за останні 100 років. Історичні споруди не пережили перебудови на початку XX століття, масштабні руйнування під час Другої світової, руйнації у 1950-1980-х роках, перебудови та знесення останніх років. Велика кількість будівель історичного центру знаходяться у поганому стані, а під час відновлення демонтуються скульптури, руйнуються декоративні елементи фасадів, надбудовуються нові поверхи, будівлі розширюють і зносять.

## Охорона
З приблизно двох тисяч історичних будівель статус пам'ятника архітектури національного значення мають 19 споруд, а статус пам'ятника архітектури місцевого значення — 541.

У 2017 році будівля Держпрому на майдані Свободи увійшла до попереднього списку пам'яток Всесвітньої спадщини ЮНЕСКО. Підготовку до цього вело Міністерство культури з 2013 року. У липні 2022 році мер Львова Андрій Садовий закликав надати статус міст Всесвітньої спадщини ЮНЕСКО Харкову. Наразі жодна споруда Харкова не включена до списку Всесвітньої спадщини ЮНЕСКО.

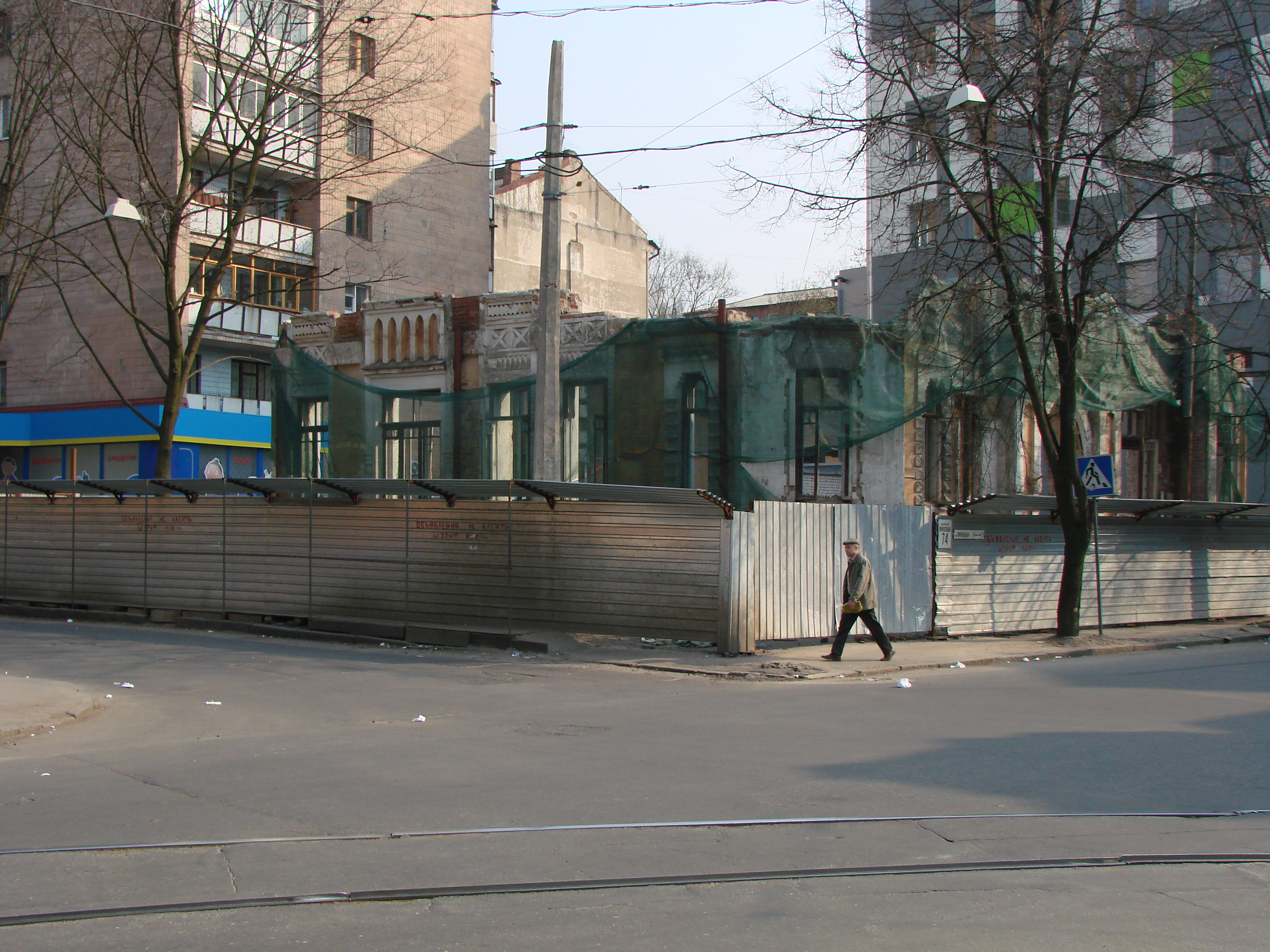
Розбір історичної будівлі на вулиці Мироносицькій
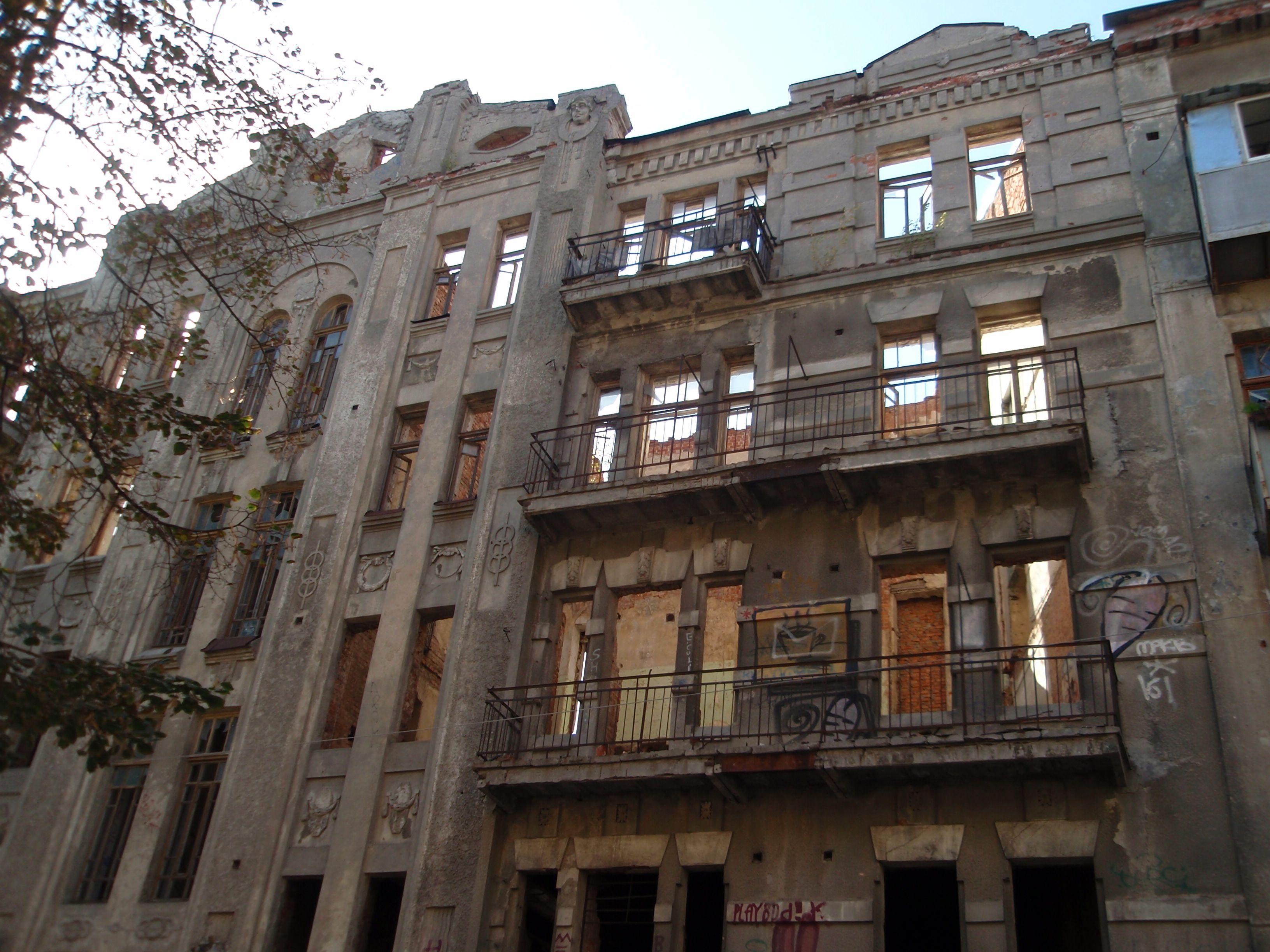
Руїни історичної будівлі
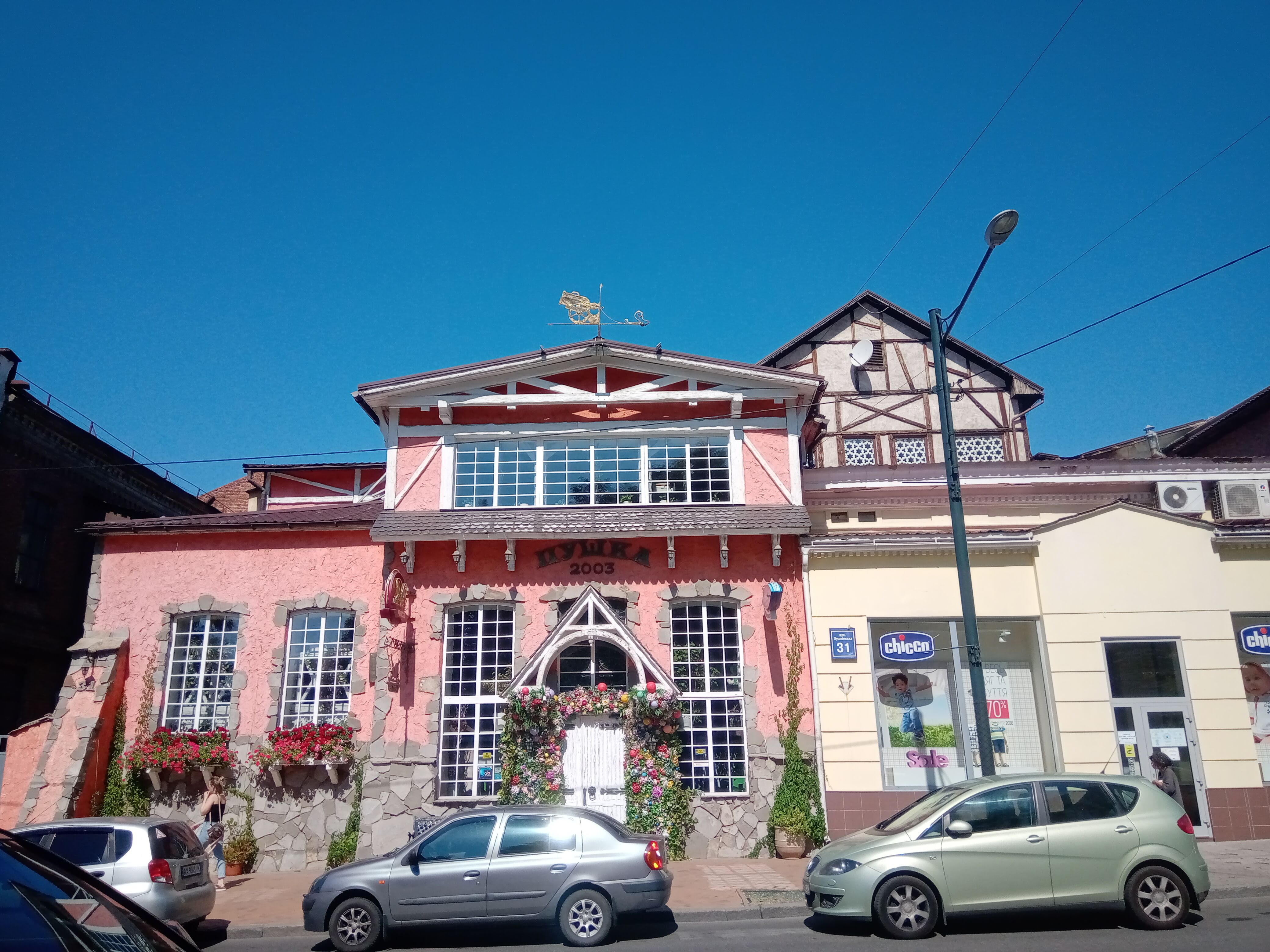
Перебудований будинок кінця XIX століття
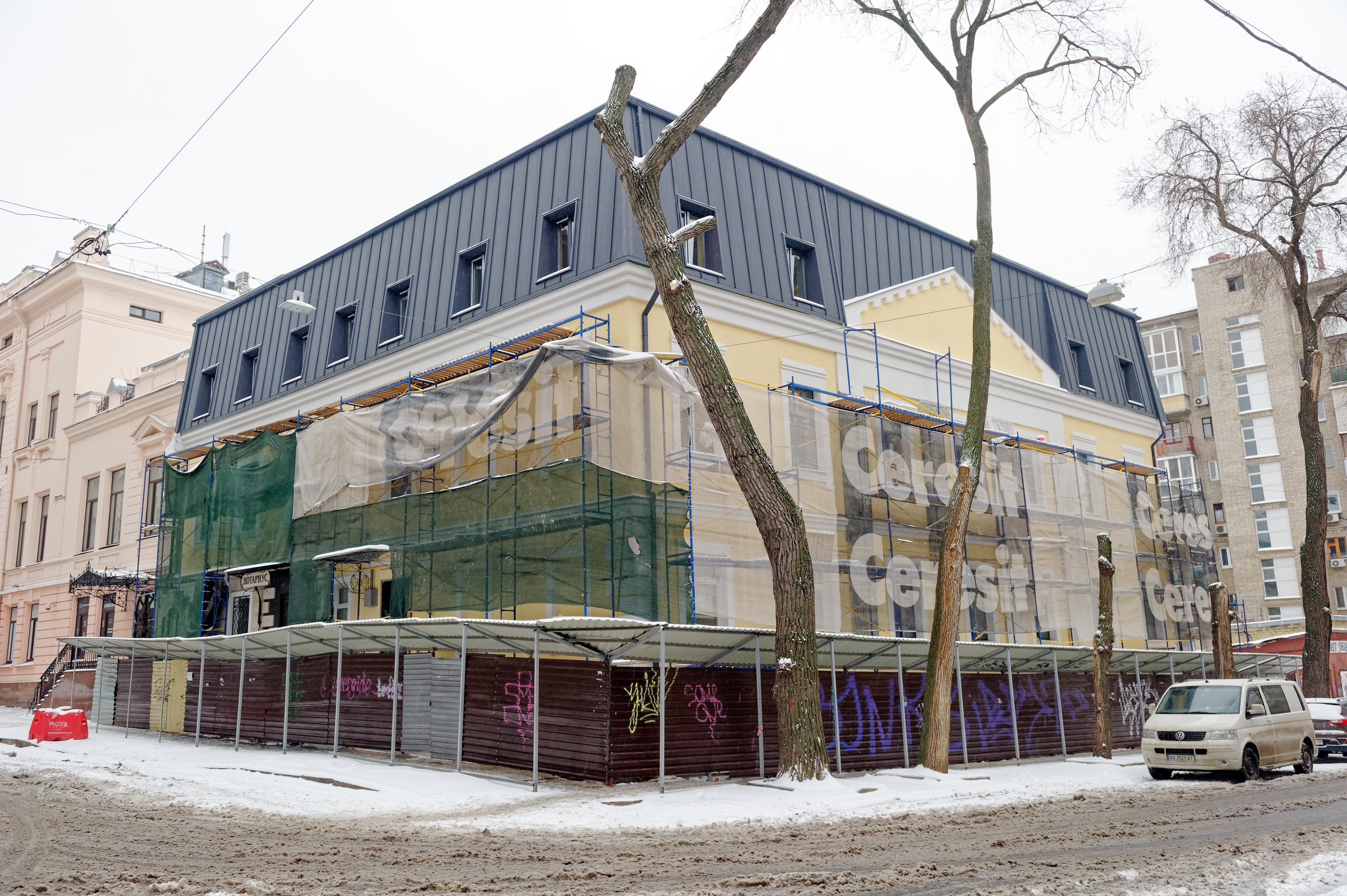
Реконструкція пам'ятки архітектури з незаконною надбудовою
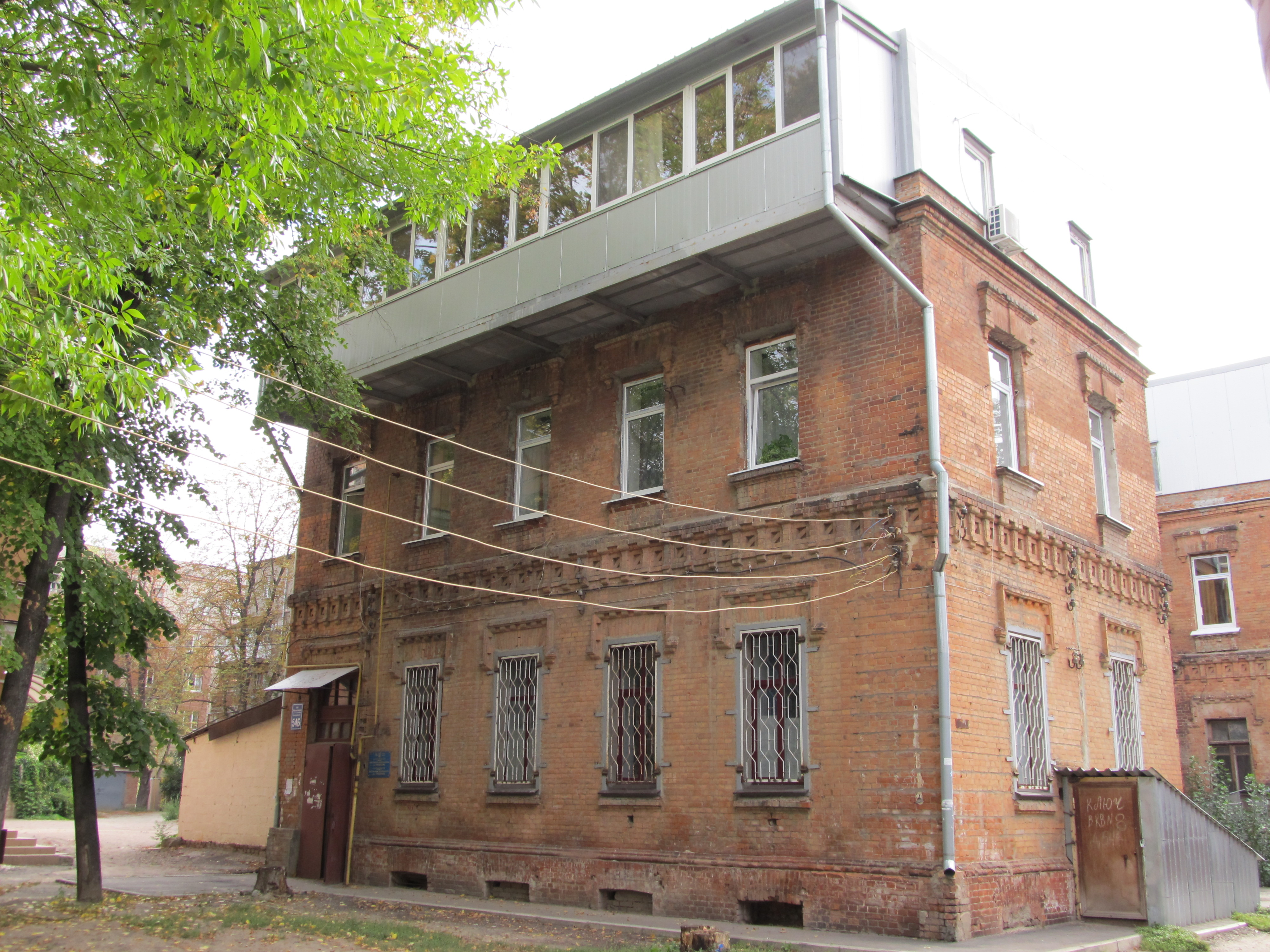
Добудований балкон
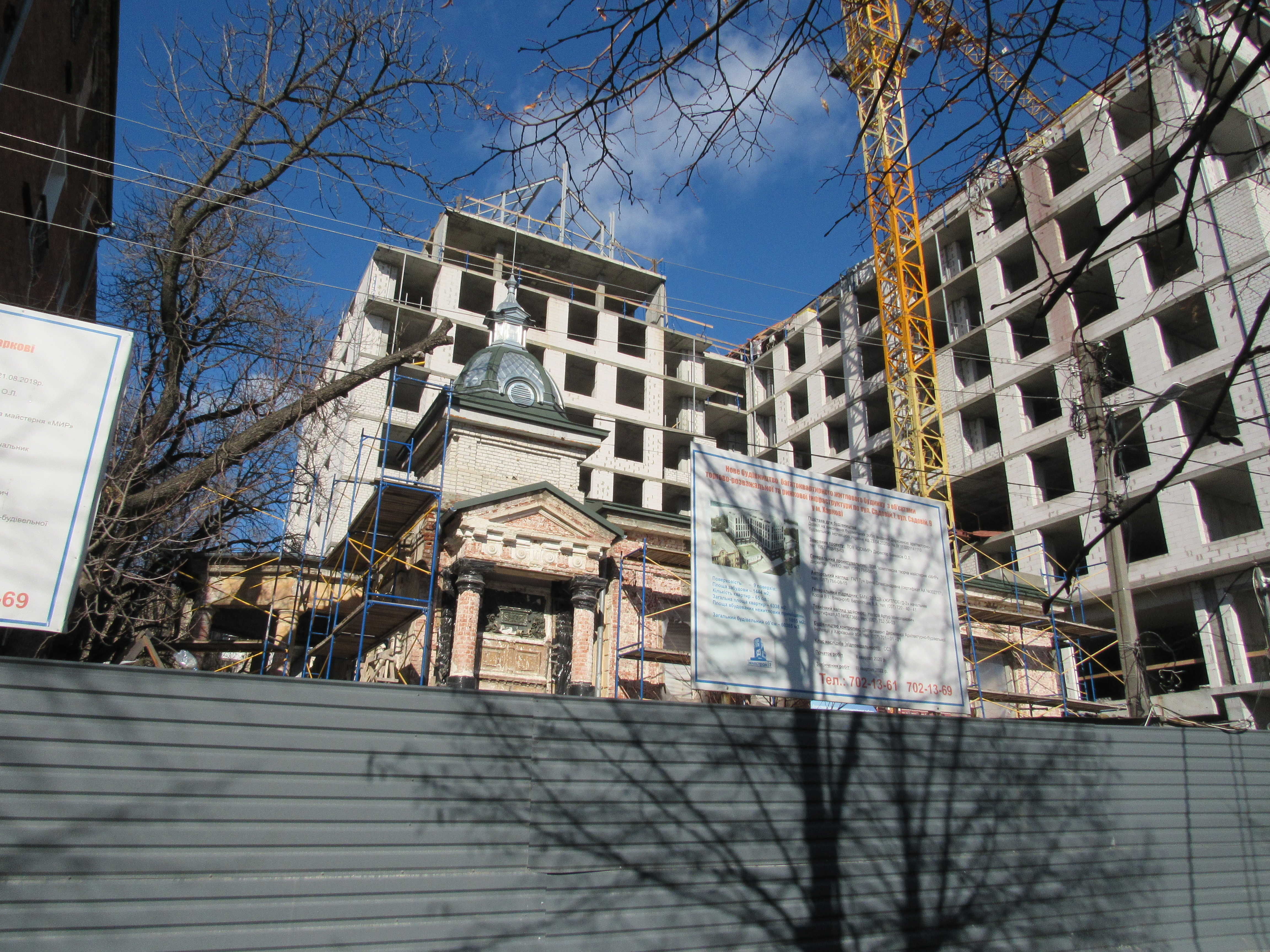
Будинок Сурукчі під час реконструкції
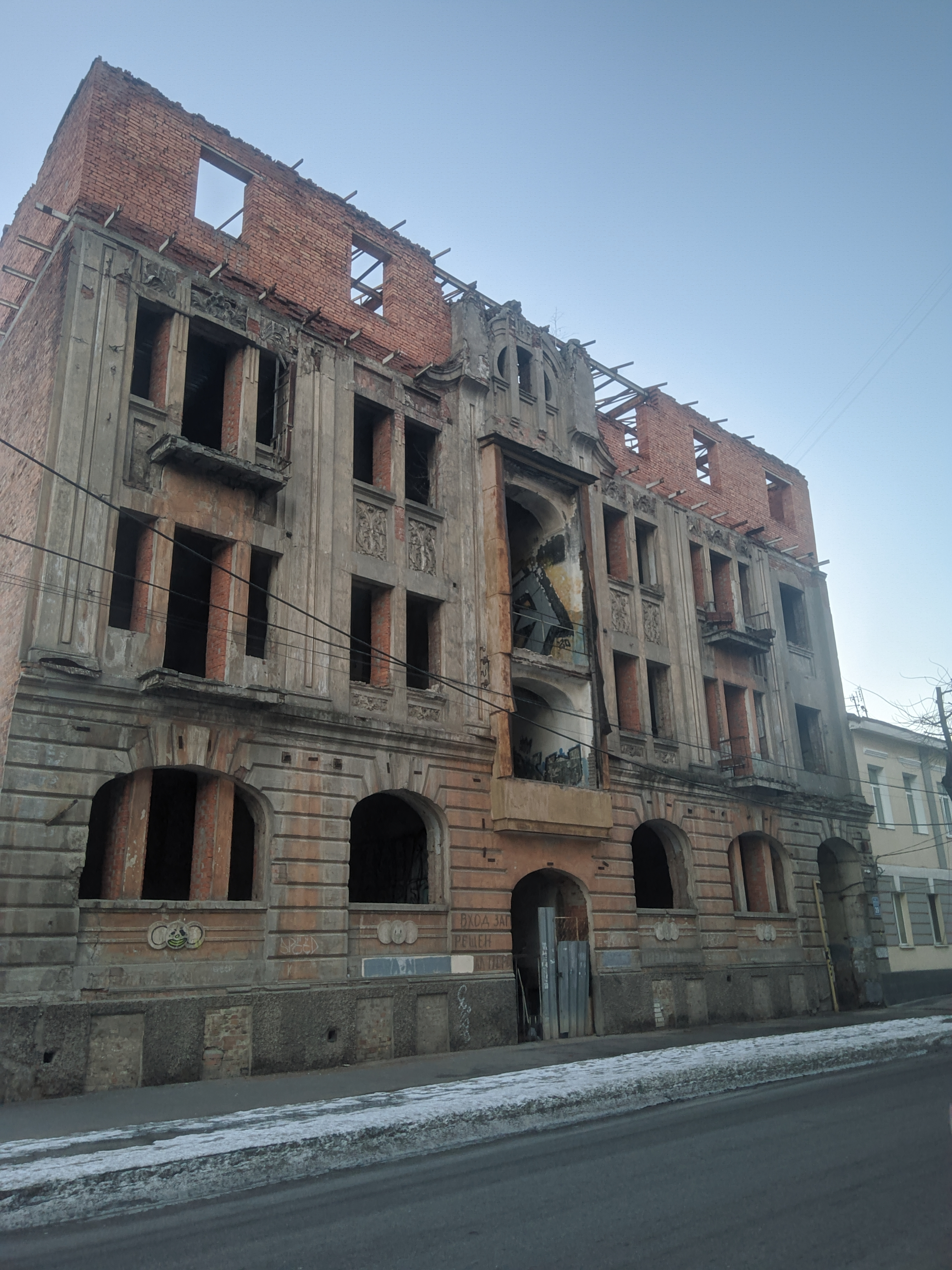
Реконструкція пам'ятки архітектури
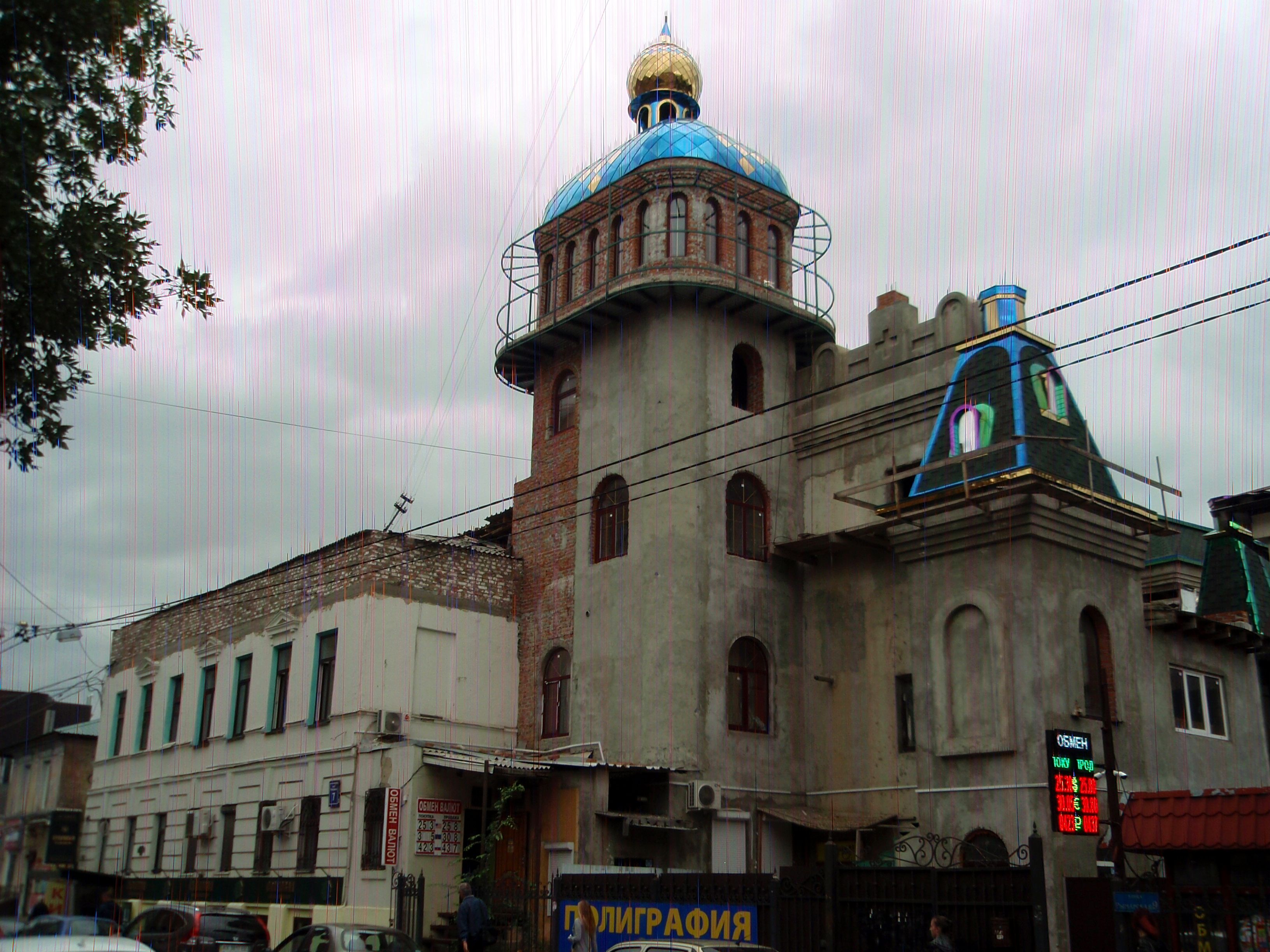
Реконструкція пам'ятки архітектури на вулиці Римарській